# Liste von Persönlichkeiten aus Brooklyn
Diese Liste enthält Persönlichkeiten, die in Brooklyn geboren wurden. Brooklyn ist seit 1898 ein Stadtbezirk von New York City.

## #

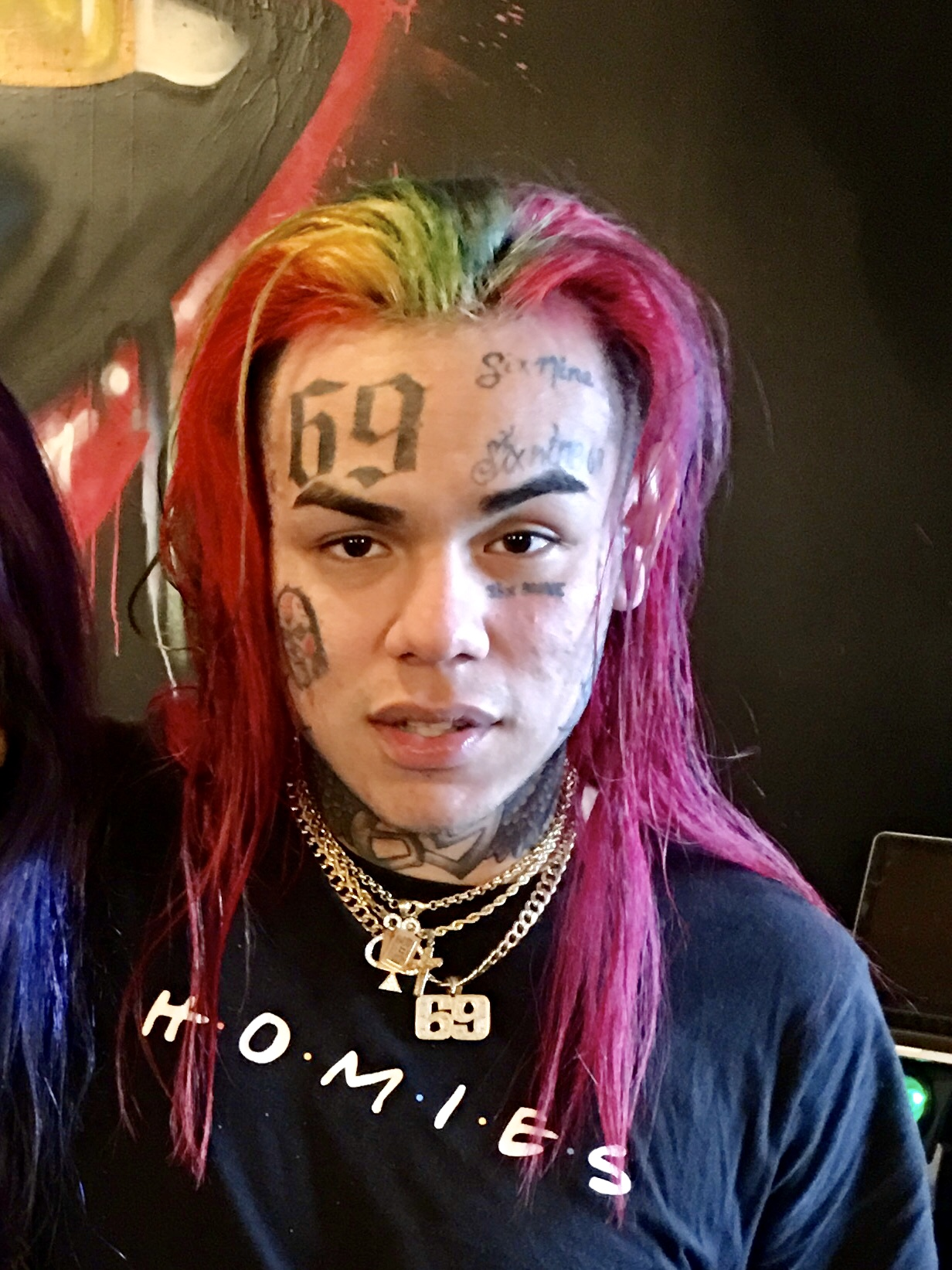
6ix9ine

- 6ix9ine (* 1996), Rapper

## A
- Aaliyah (1979–2001), R&B-Sängerin
- Kenny Aaronson (* 1952), E-Bassist

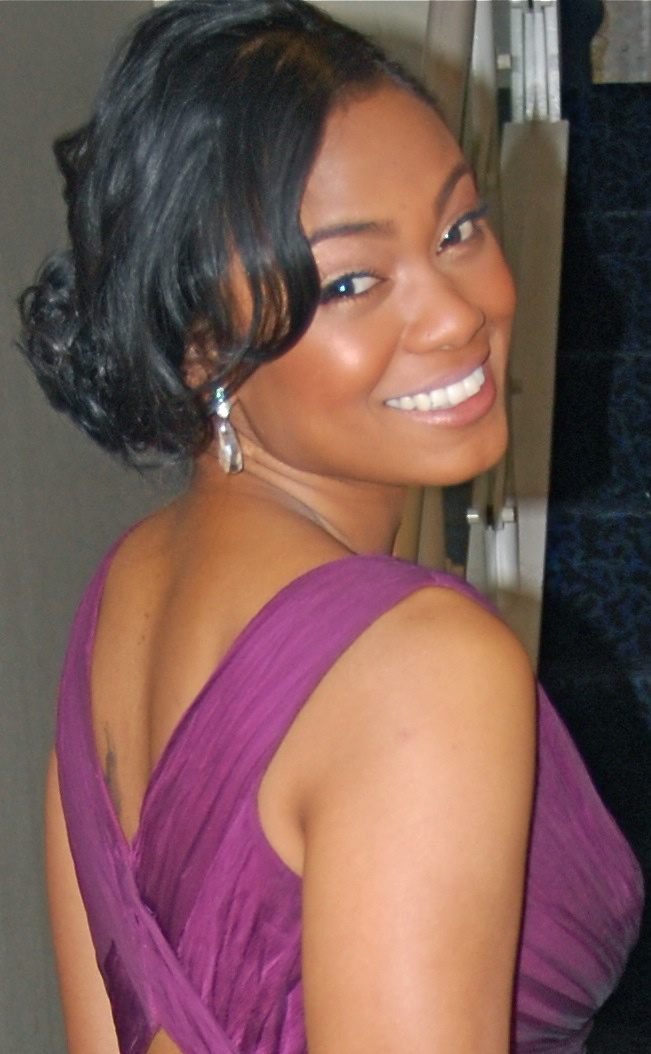
Tatyana Ali

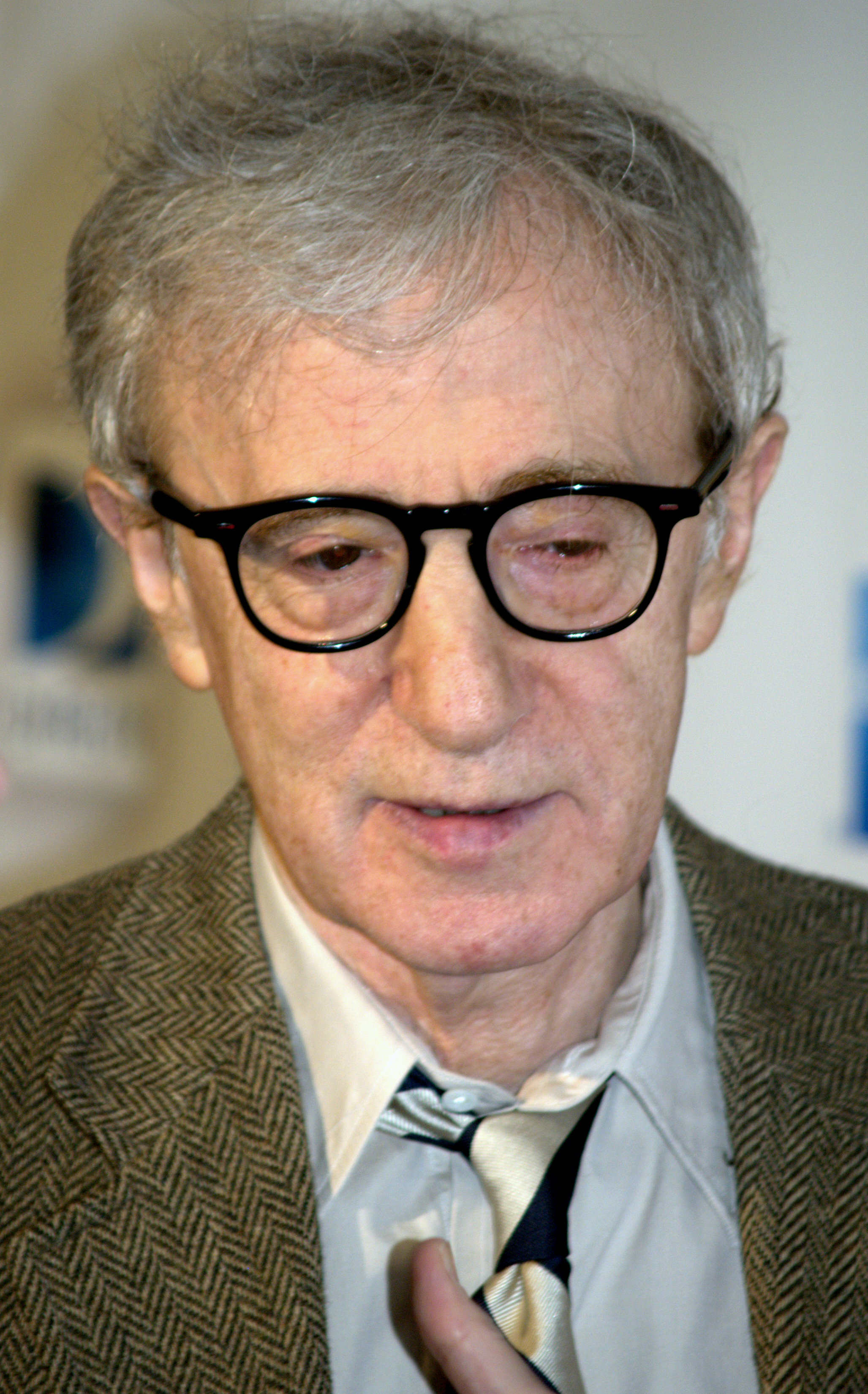
Woody Allen

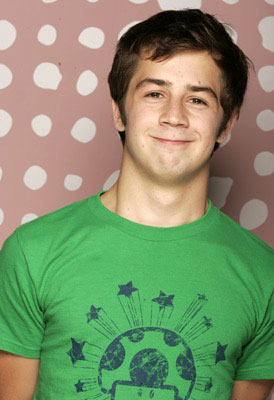
Michael Angarano

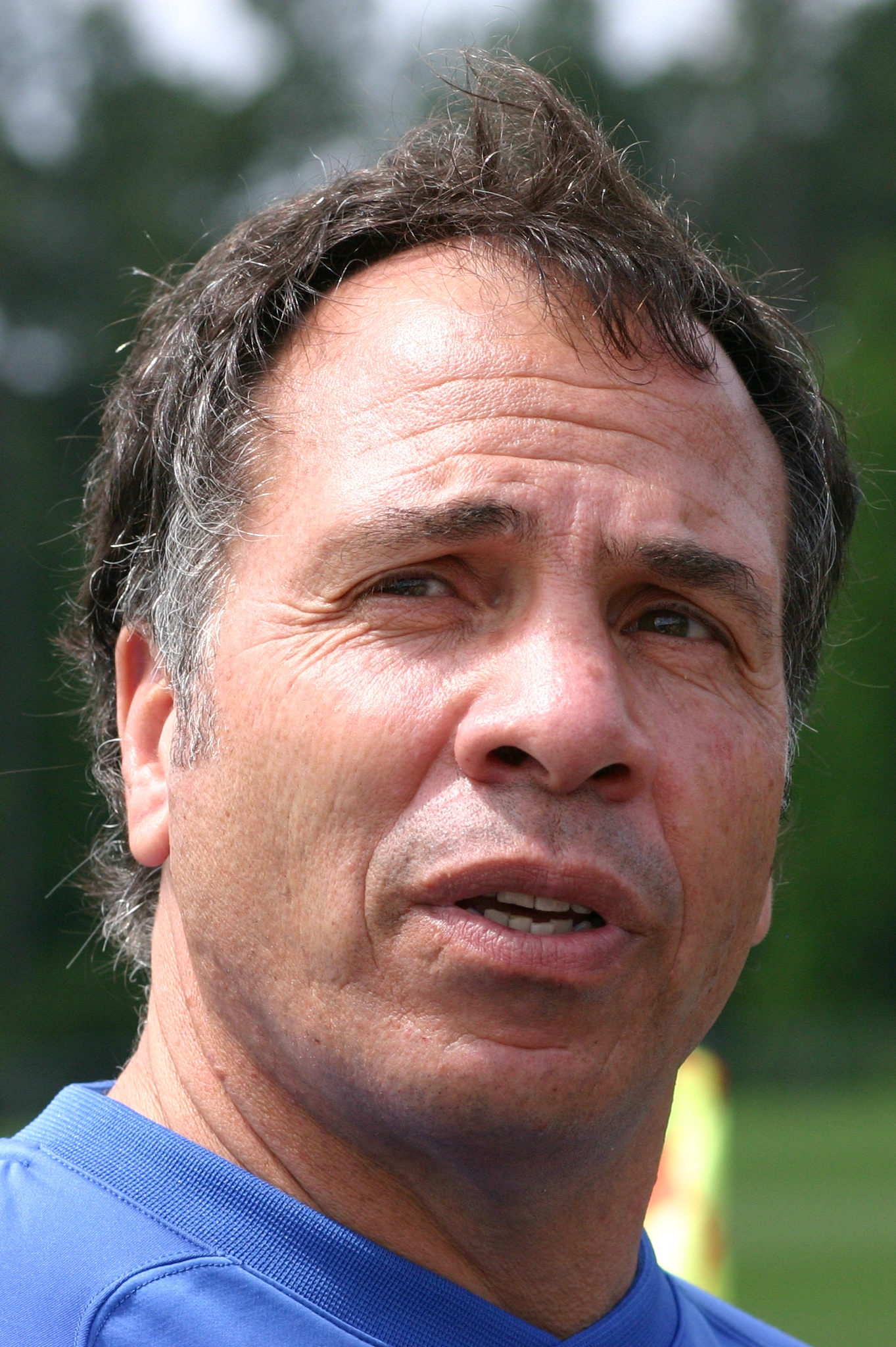
Bruce Arena

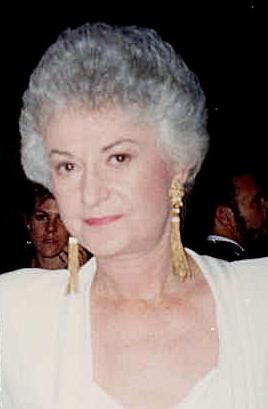
Beatrice Arthur

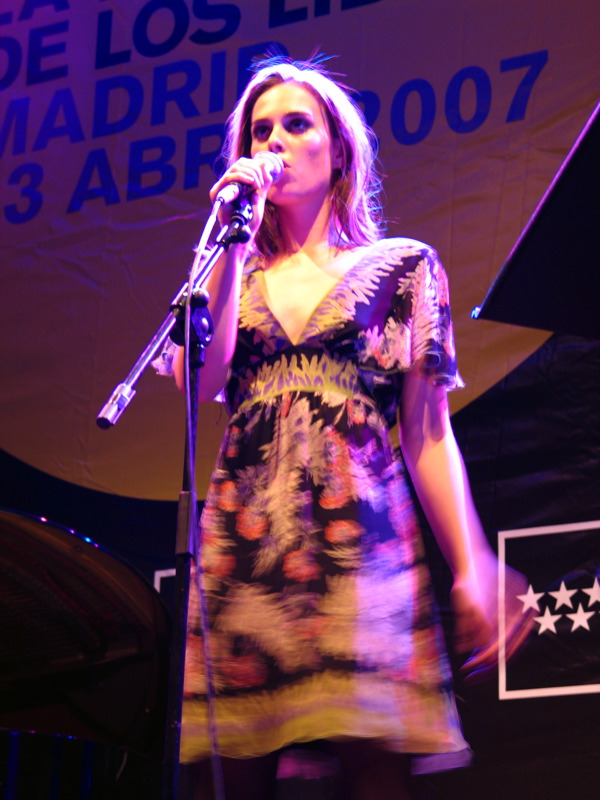
Sophie Auster

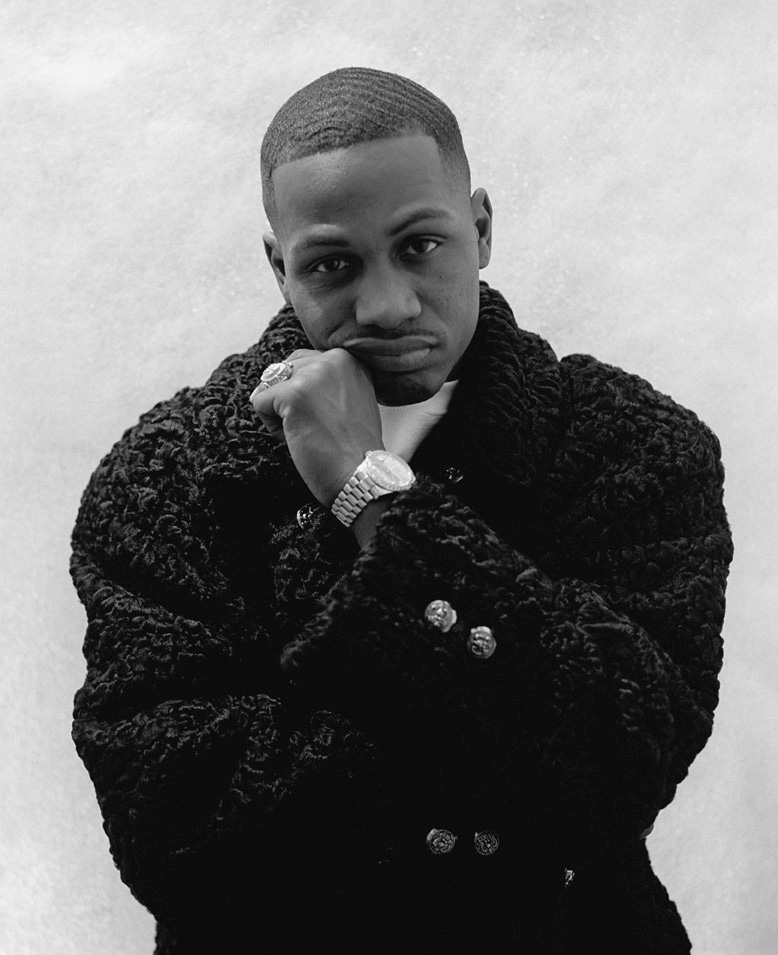
AZ

- Ahmed Abdul-Malik (1927–1993), Jazzmusiker
- Michael Abene (* 1942), Jazzmusiker
- Milton Abramowitz (1915–1958), Mathematiker
- Herb Abramson (1916–1999), Musikproduzent
- Matthew T. Abruzzo (1889–1971), Jurist
- Kirk Acevedo (* 1971), Schauspieler
- Robert Allan Ackerman (1944–2022), Regisseur und Produzent
- James Truslow Adams (1878–1949), Historiker und Schriftsteller
- Léonie Adams (1899–1988), Dichterin
- Mason Adams (1919–2005), Schauspieler
- Bob Adelman (1930–2016), Fotograf und Buchautor
- Derrick Adkins (* 1970), Leichtathlet
- Jerry Adler (* 1929), Theaterdirektor und -regisseur, Fernseh- und Filmschauspieler
- Warren Adler (1927–2019), Autor
- Frank Adonis (1935–2018), Schauspieler
- Herman A. Affel (1893–1972), Elektrotechniker und Erfinder
- Eden Ahbez (1908–1995), Komponist
- Danny Aiello (1933–2019), Schauspieler und Sänger
- Franklyn Ajaye (* 1949), Schauspieler und Stand-up-Comedian
- Charles Albanese (* 1951), Trappistenmönch
- Charles Alderton (1875–1941), Apotheker und Erfinder
- Ross Alexander (1907–1937), Schauspieler
- Taru Alexander (* 1967), Jazzmusiker
- Marcus Alexis (1932–2009), Wirtschaftsprofessor
- Wendell Alexis (* 1964), Basketballspieler
- Sadam Ali (* 1988), Boxer
- Tatyana Ali (* 1979), Schauspielerin und Sängerin
- Alisha (* 1968), Dancepop-Sängerin
- Rae Allen (1926–2022), Schauspielerin
- Woody Allen (* 1935), Komiker, Regisseur, Autor und Schauspieler
- Rebecca Alpert (* 1950), Autorin und Rabbinerin
- Lyle Alzado (1949–1992), Footballspieler und Schauspieler
- Jerome Ambro (1928–1993), Politiker
- Alice Amsden (1943–2012), Entwicklungsökonomin
- George Amy (1903–1986), Filmeditor
- Barbara Anderson (* 1945), Schauspielerin
- Warner Anderson (1911–1976), Schauspieler
- George Whelan Anderson junior (1906–1992), Admiral
- Warren Anderson (1921–2014), Manager
- Wes Anderson (* 1964), Jazzmusiker
- Grace Andrews (1869–1951), Mathematikerin
- Tige Andrews (1920–2007), Schauspieler
- Michael Angarano (* 1987), Film- und Fernsehschauspieler
- Joanna Angel (* 1980), Pornodarstellerin und -produzentin
- Suzanne Anker (* 1946), Künstlerin und Kunsttheoretikerin
- Carmelo Anthony (* 1984), Basketballspieler
- Stuart S. Antman (* 1939), Mathematiker
- Aaron Antonovsky (1923–1994), Soziologe
- Kenneth Appel (1932–2013), Mathematiker
- Vinny Appice (* 1957), Schlagzeuger
- David E. Apter (1924–2010), Politikwissenschaftler, Soziologe und Hochschullehrer
- Herbert Aptheker (1915–2003), Historiker und politischer Aktivist
- Dwayne Archbold (* 1980), Basketballspieler
- Bruce Arena (* 1951), Fußballtrainer
- Darren Aronofsky (* 1969), Filmregisseur und Drehbuchautor
- Donald Joel Aronow (1927–1987), Designer, Konstrukteur, Betreiber und Rennfahrer von Rennbooten
- Beatrice Arthur (1922–2009), Schauspielerin
- Joe Ascione (1961–2016), Jazz-Schlagzeuger
- Arthur Ashkin (1922–2020), Experimentalphysiker
- Julius Ashkin (1920–1982), theoretischer und experimenteller Physiker
- Madeleine Astor (1893–1940), Ehefrau des Hotelbesitzers John Jacob Astor IV (1864–1912)
- Essence Atkins (* 1972), Schauspielerin
- David Atlas (1924–2015), Meteorologe
- Red Auerbach (1917–2006), Basketballtrainer
- Steve Augeri (* 1959), Rocksänger
- Louis Auslander (1928–1997), Mathematiker
- Maurice Auslander (1926–1994), Mathematiker
- Sophie Auster (* 1987), Sängerin und Schauspielerin
- David Paul Ausubel (1918–2008), Verfasser von Schriften zur Lerntheorie
- Daniel Axelrod (1910–1998), Botaniker und Paläoökologe
- Helène Aylon (1931–2020), Multimedia- und Konzeptkünstlerin
- AZ (* 1973), Rap-Musiker

## B

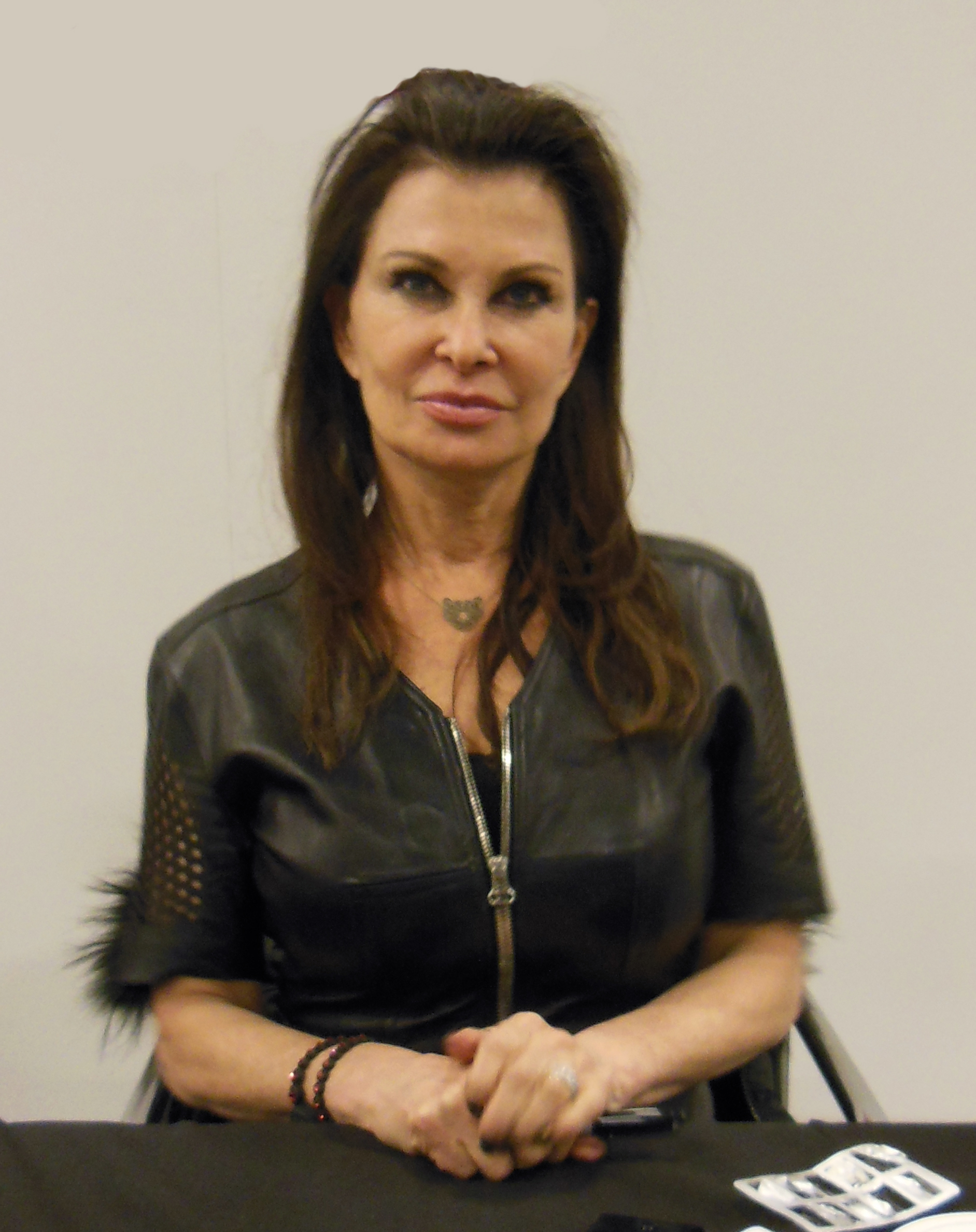
Jane Badler

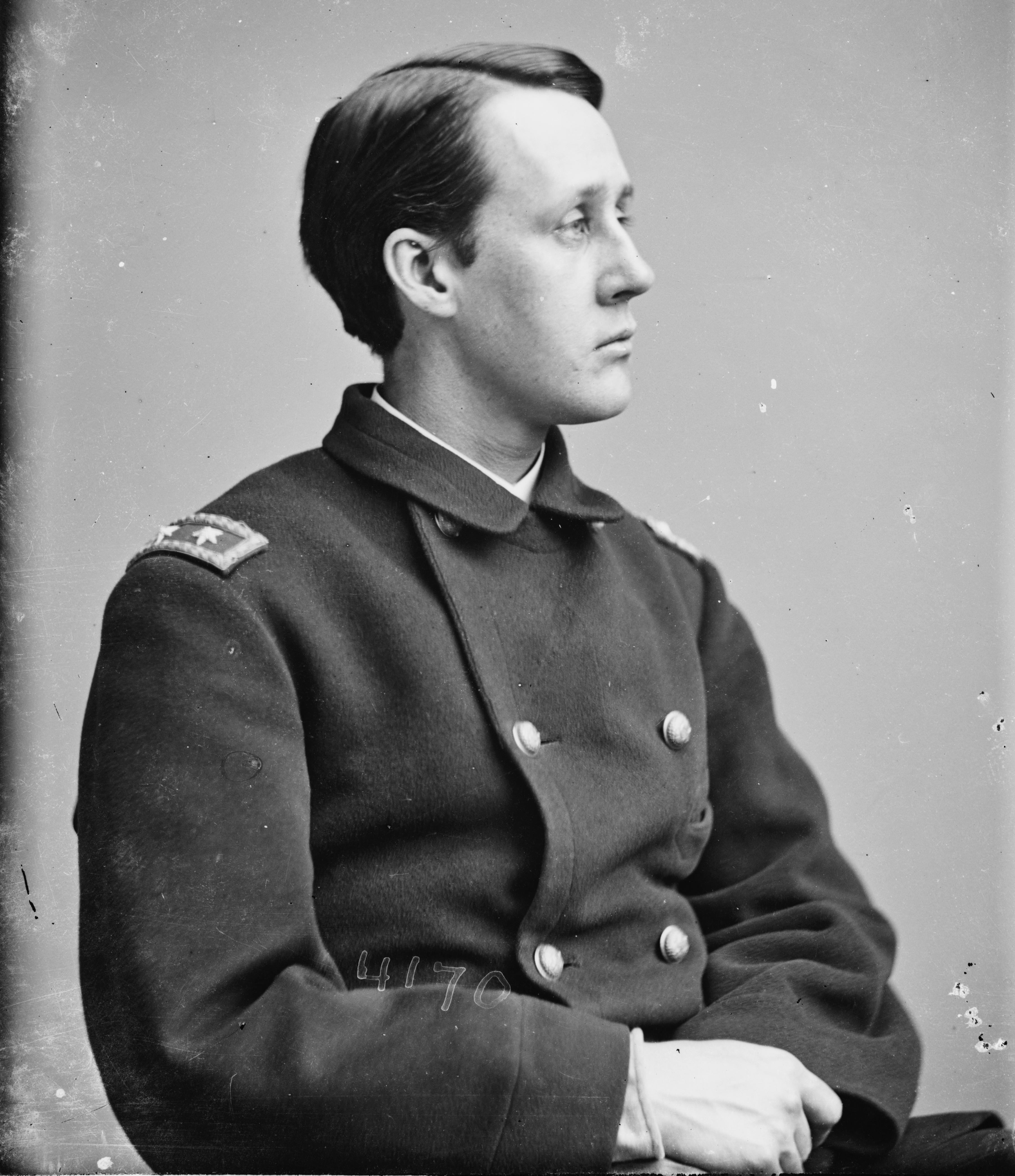
Francis Channing Barlow

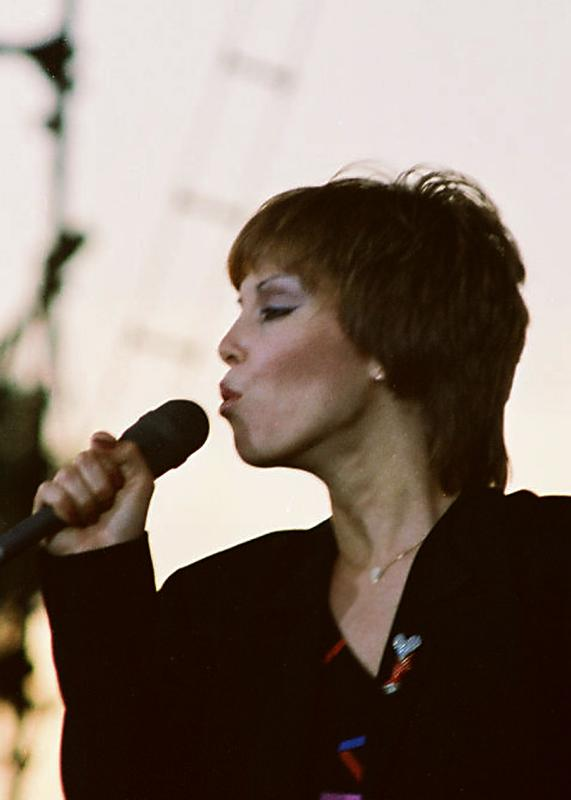
Pat Benatar

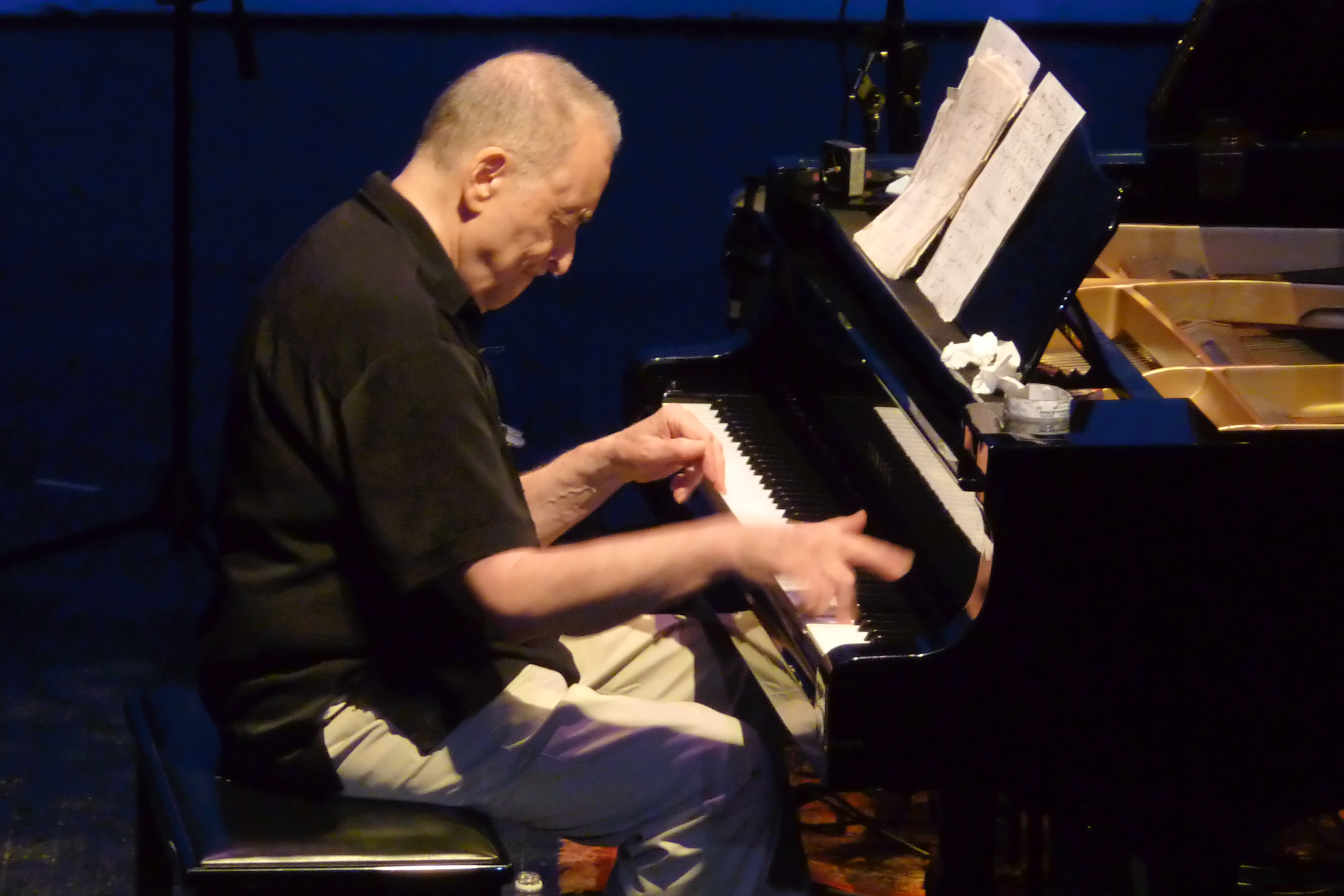
Borah Bergman

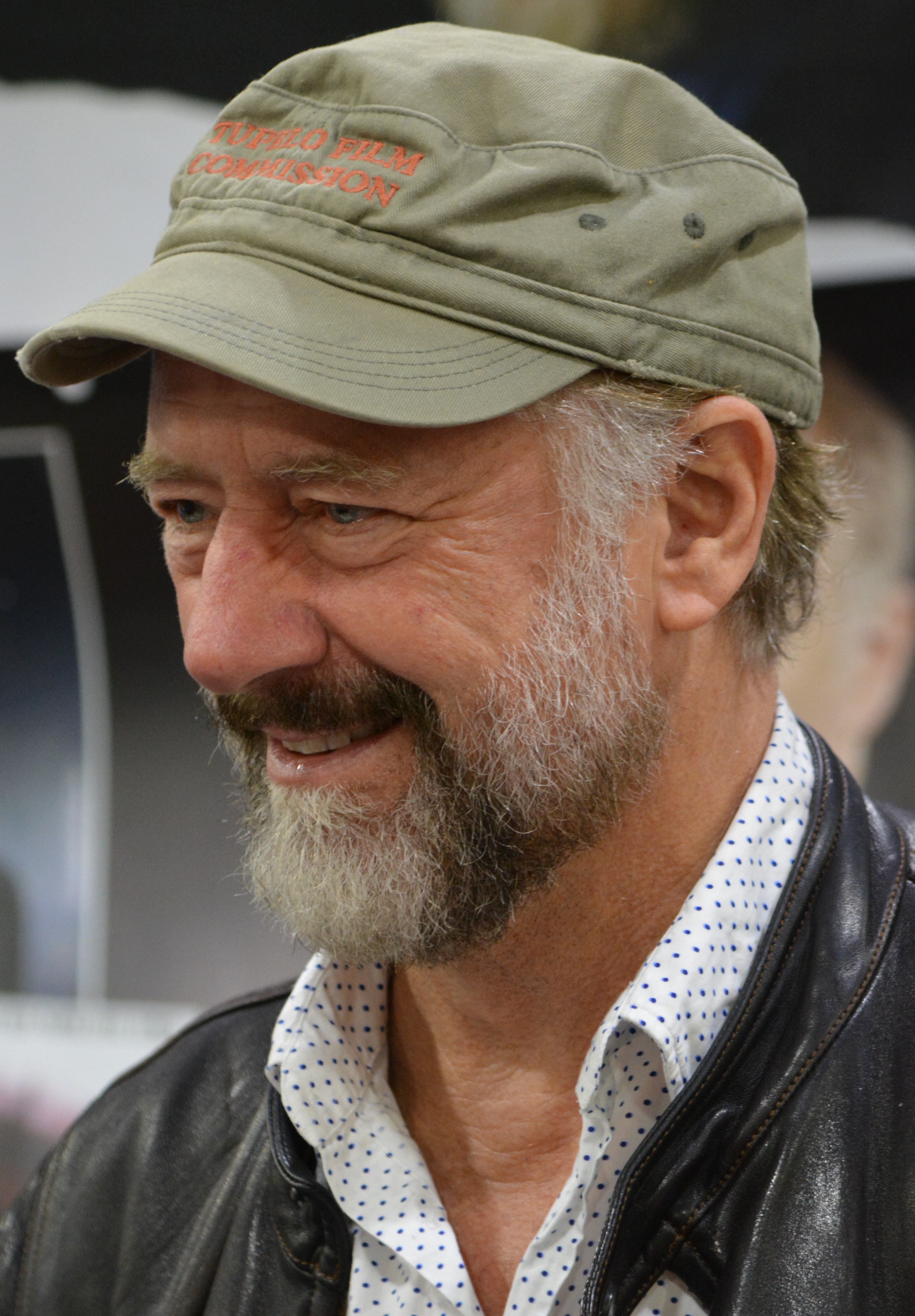
Xander Berkeley

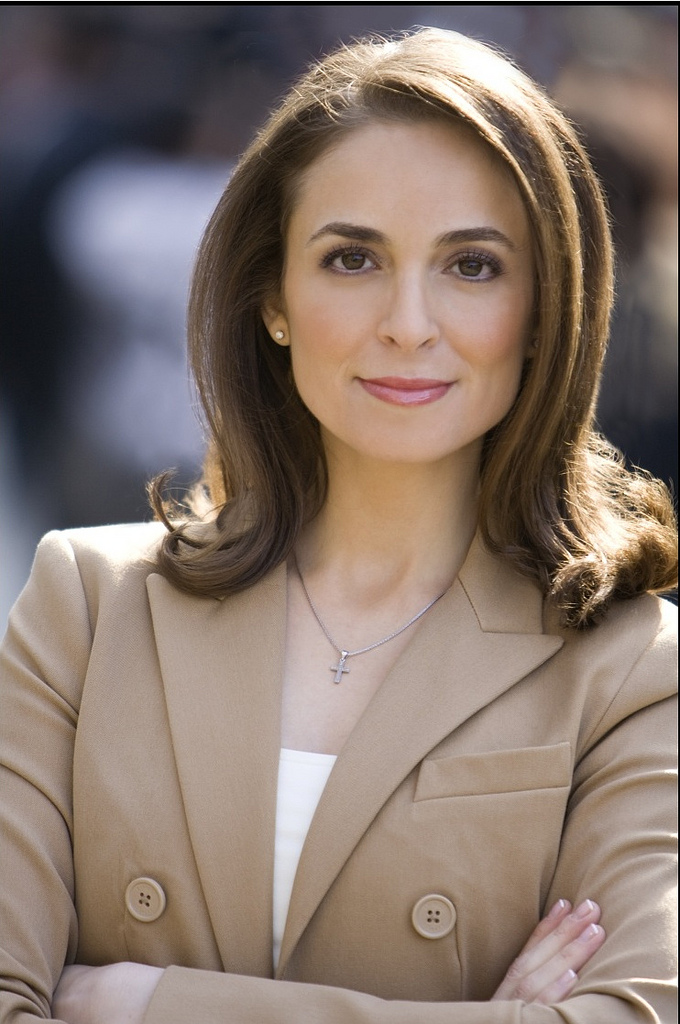
Jedediah Bila

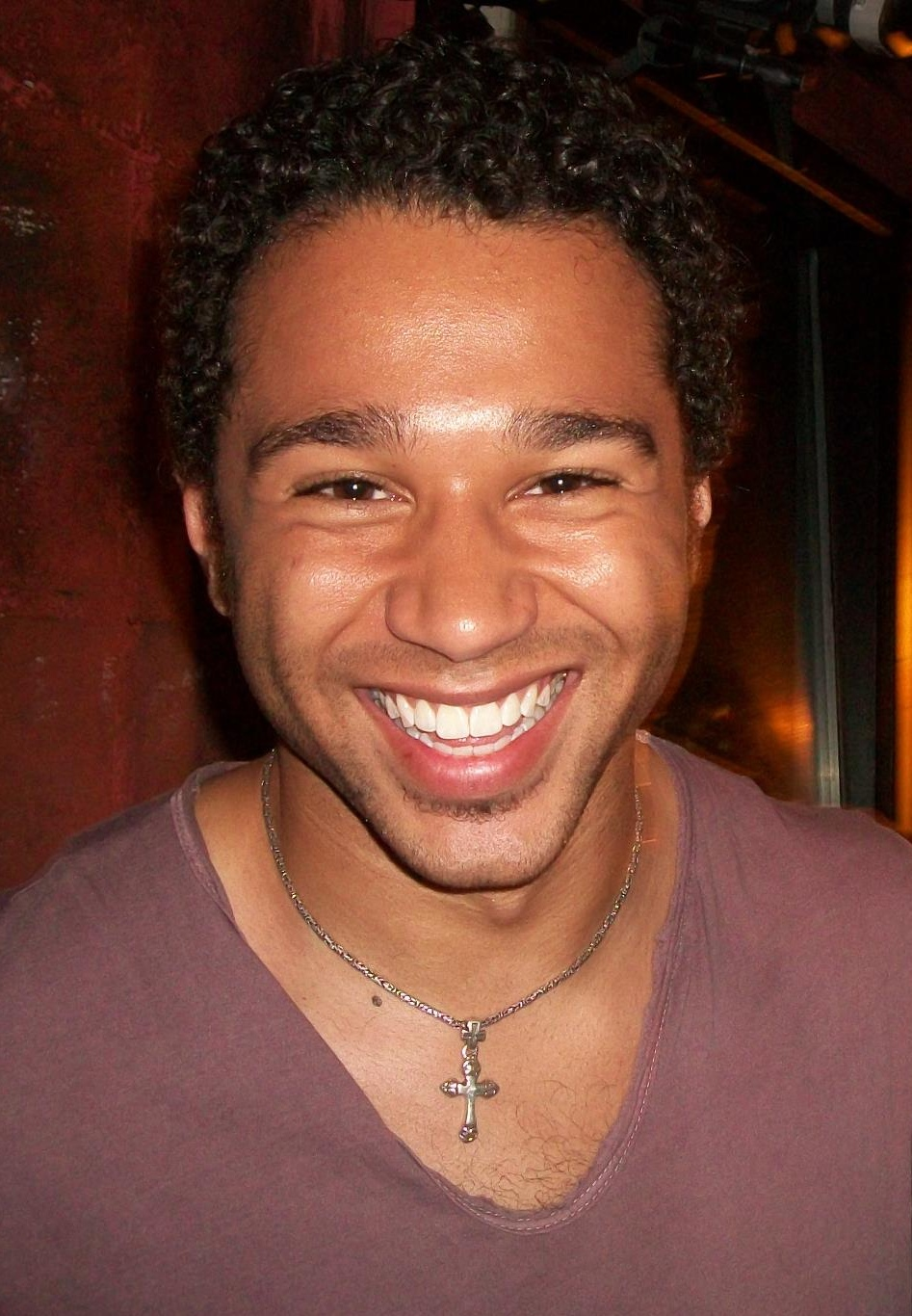
Corbin Bleu

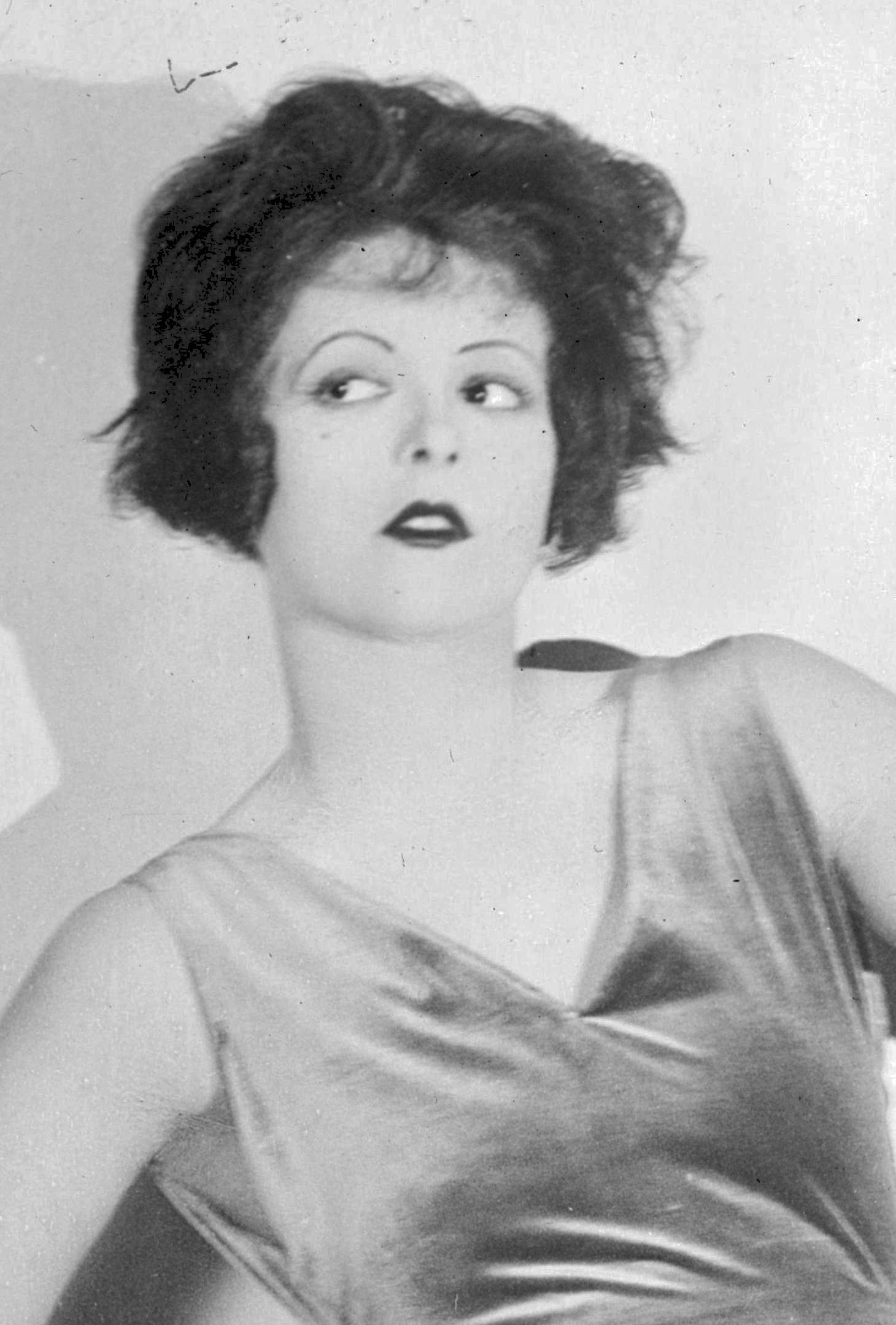
Clara Bow

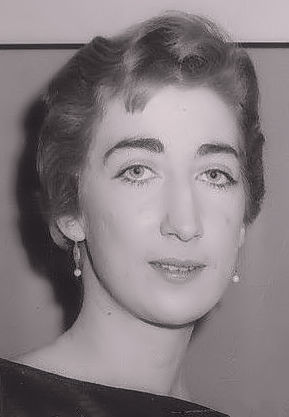
Julie Bovasso

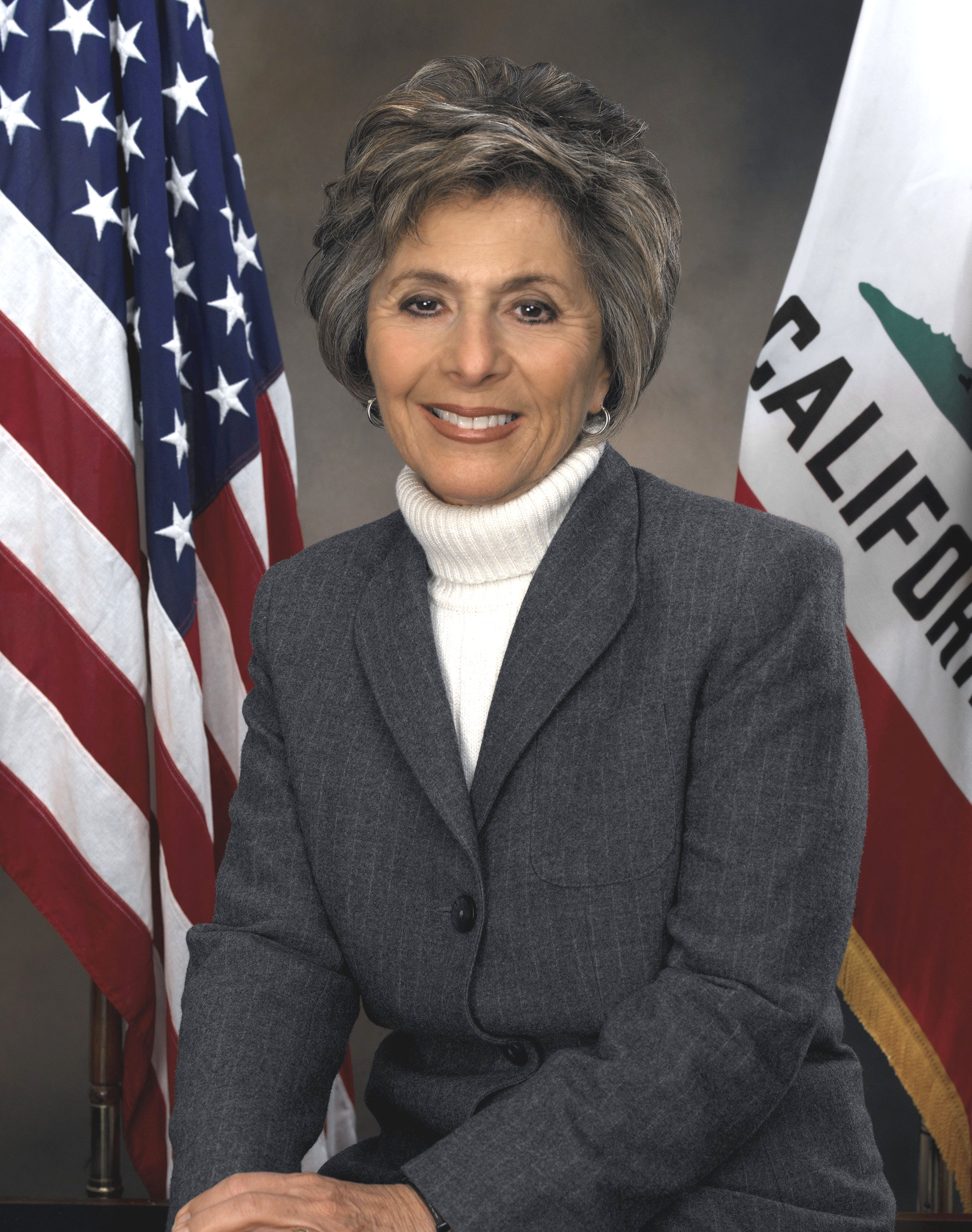
Barbara Boxer

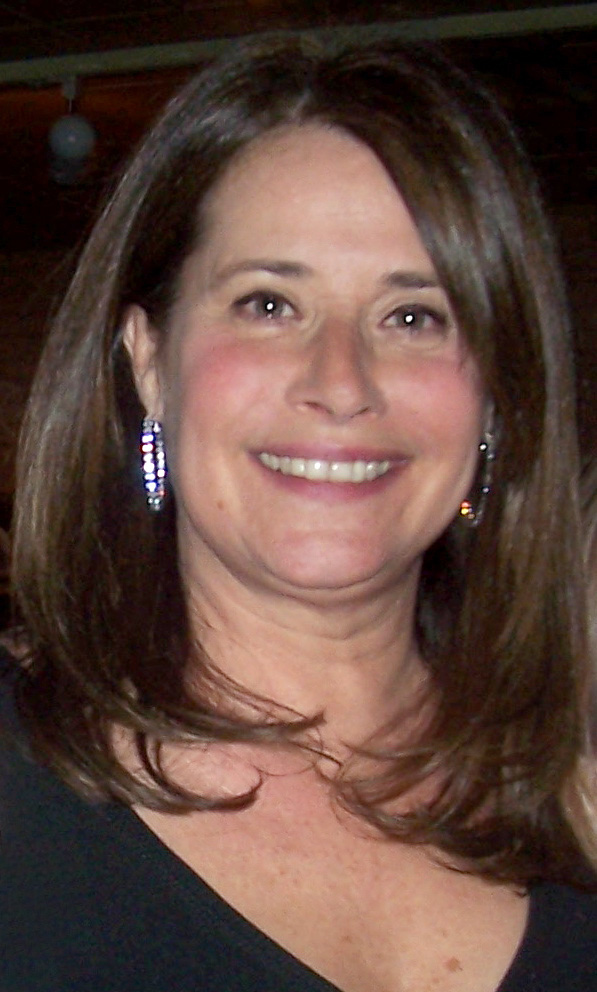
Lorraine Bracco

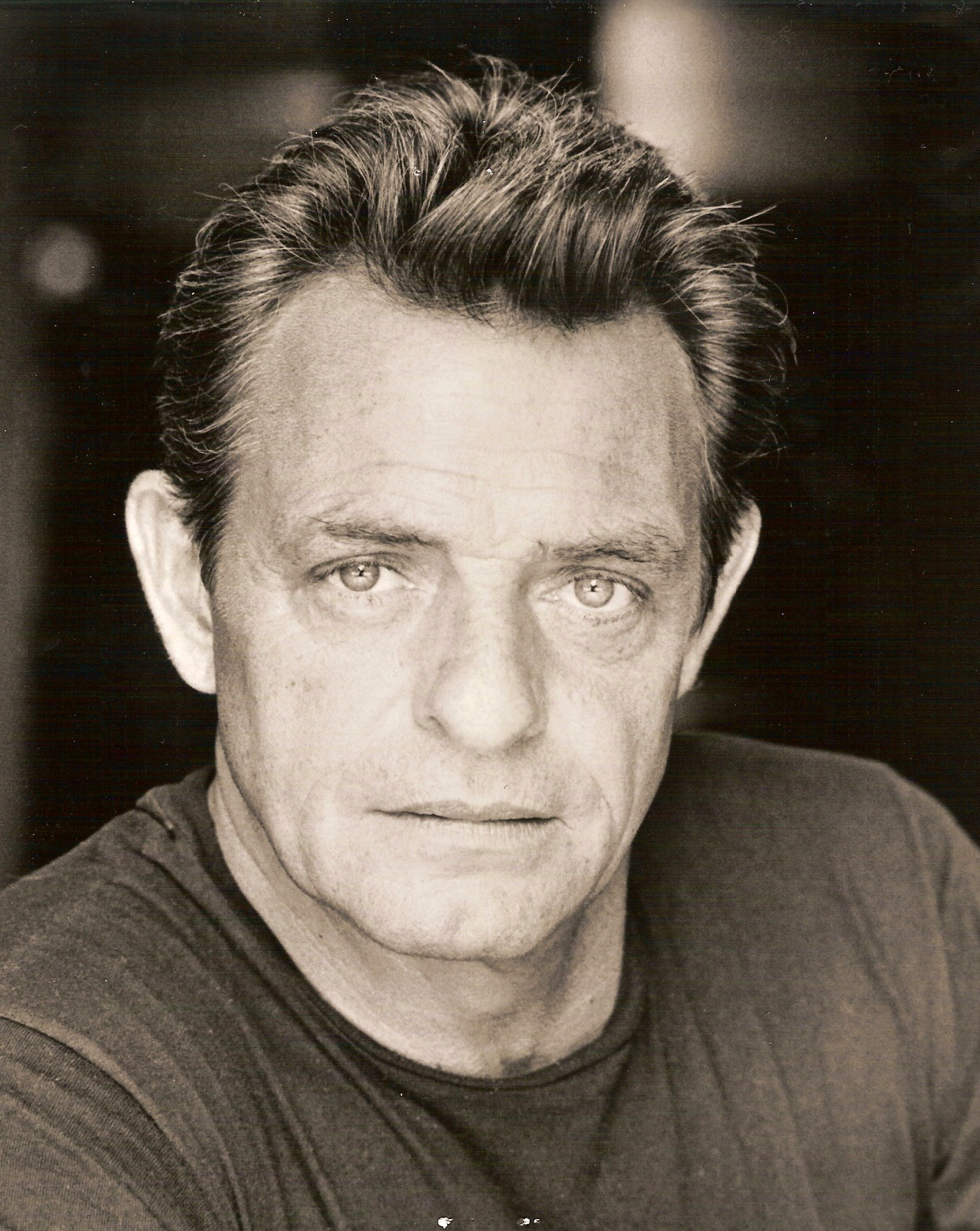
Richard Bright

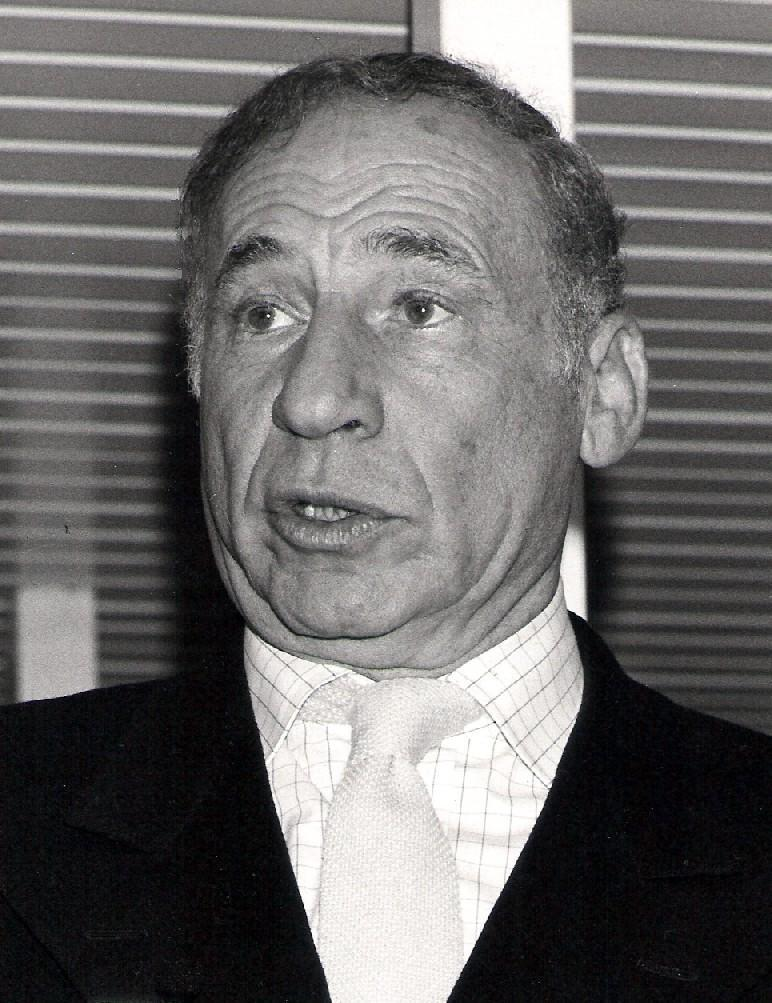
Mel Brooks

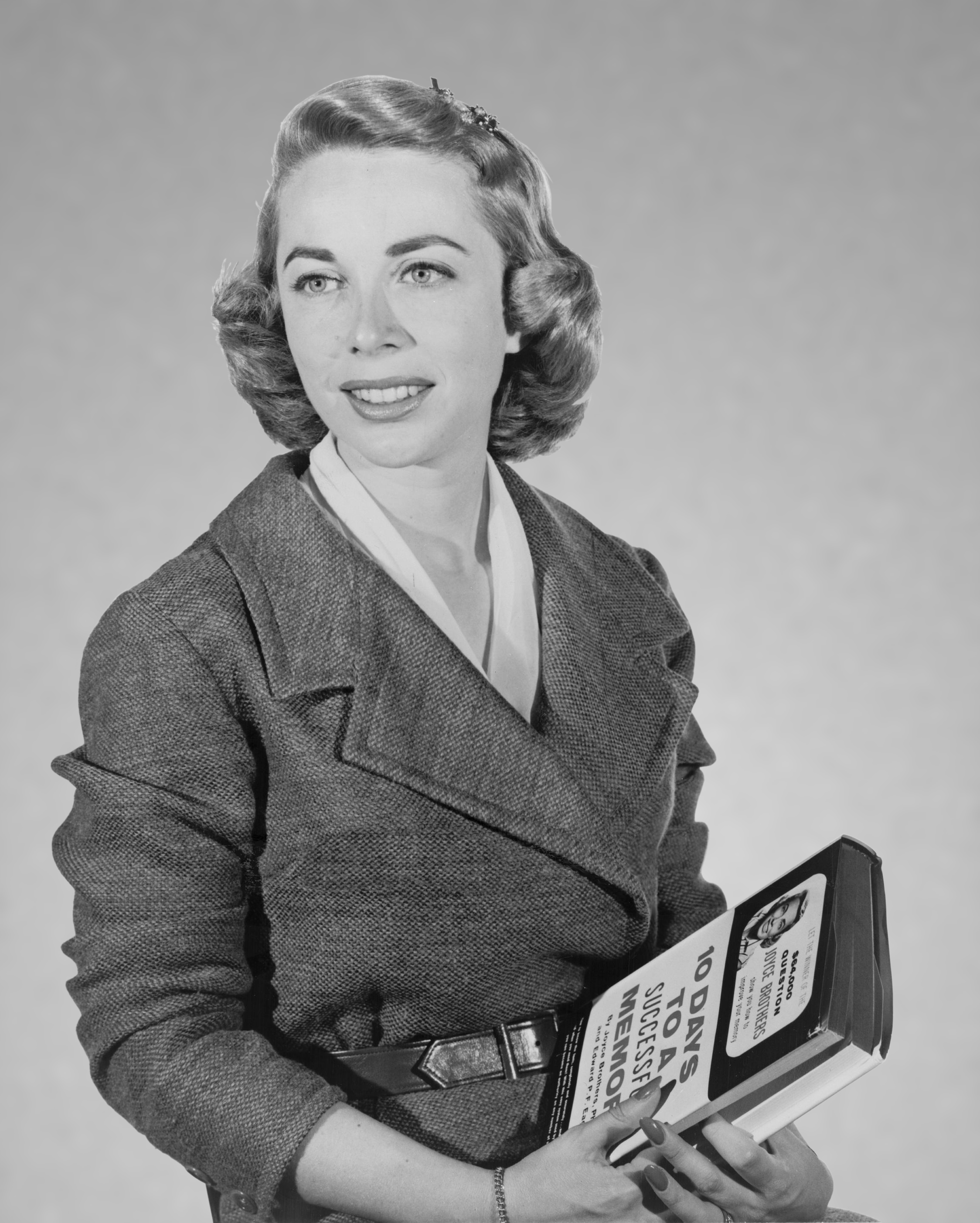
Joyce Brothers

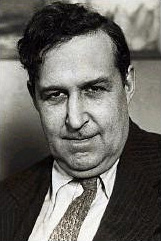
Heywood Broun

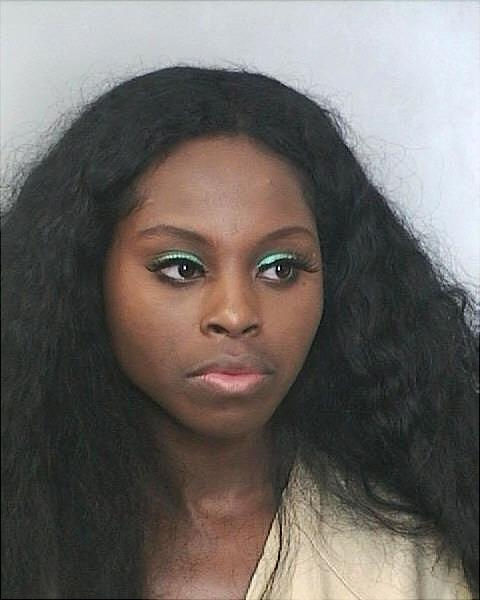
Foxy Brown

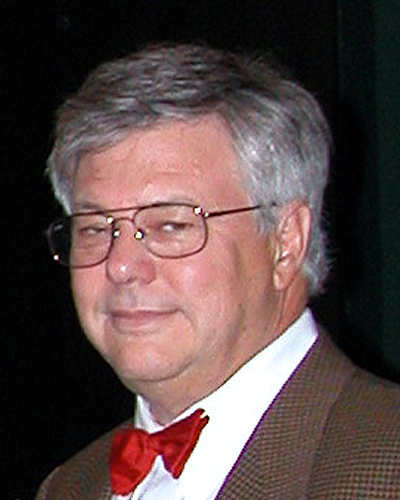
Michael Stuart Brown

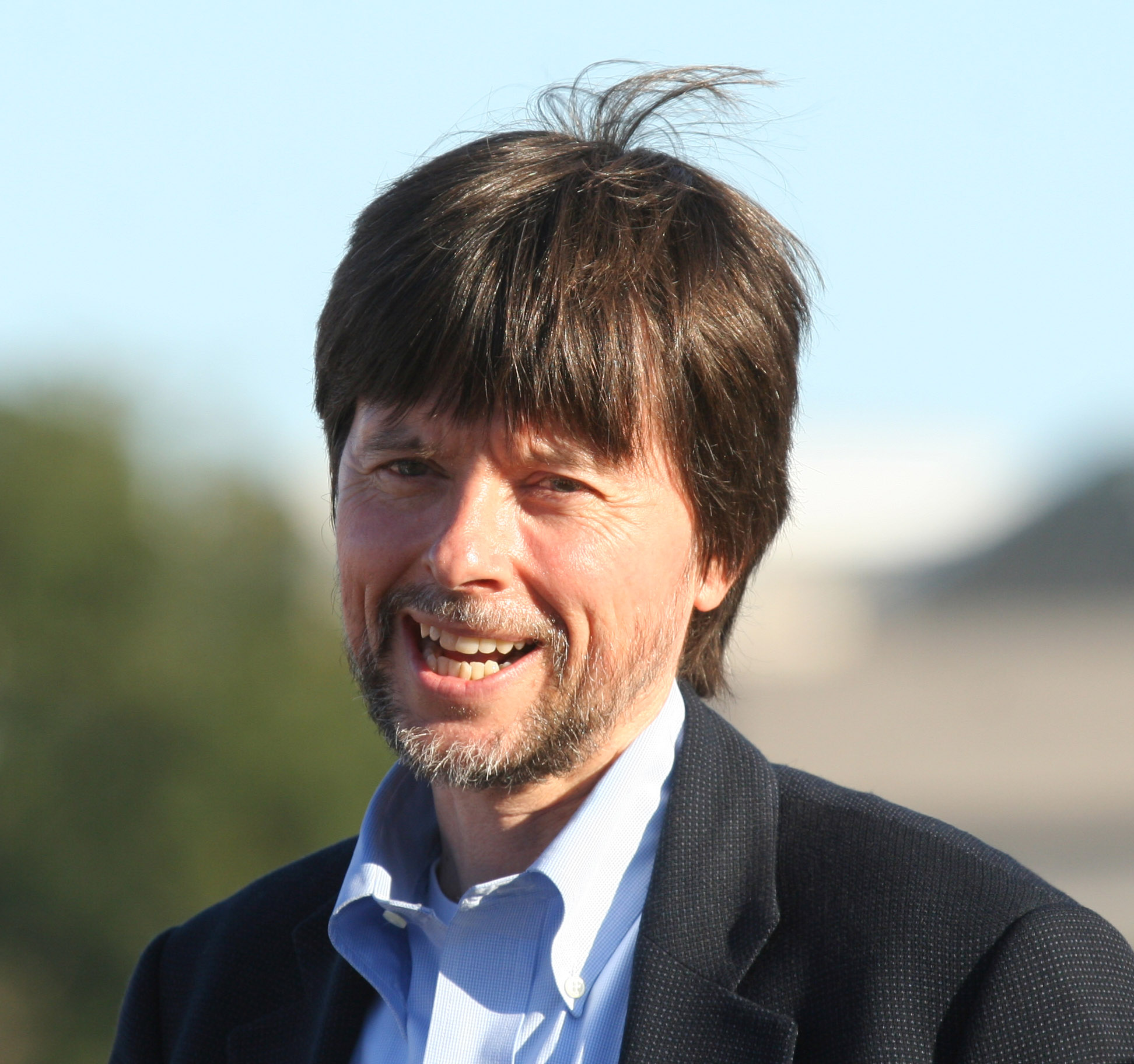
Ken Burns

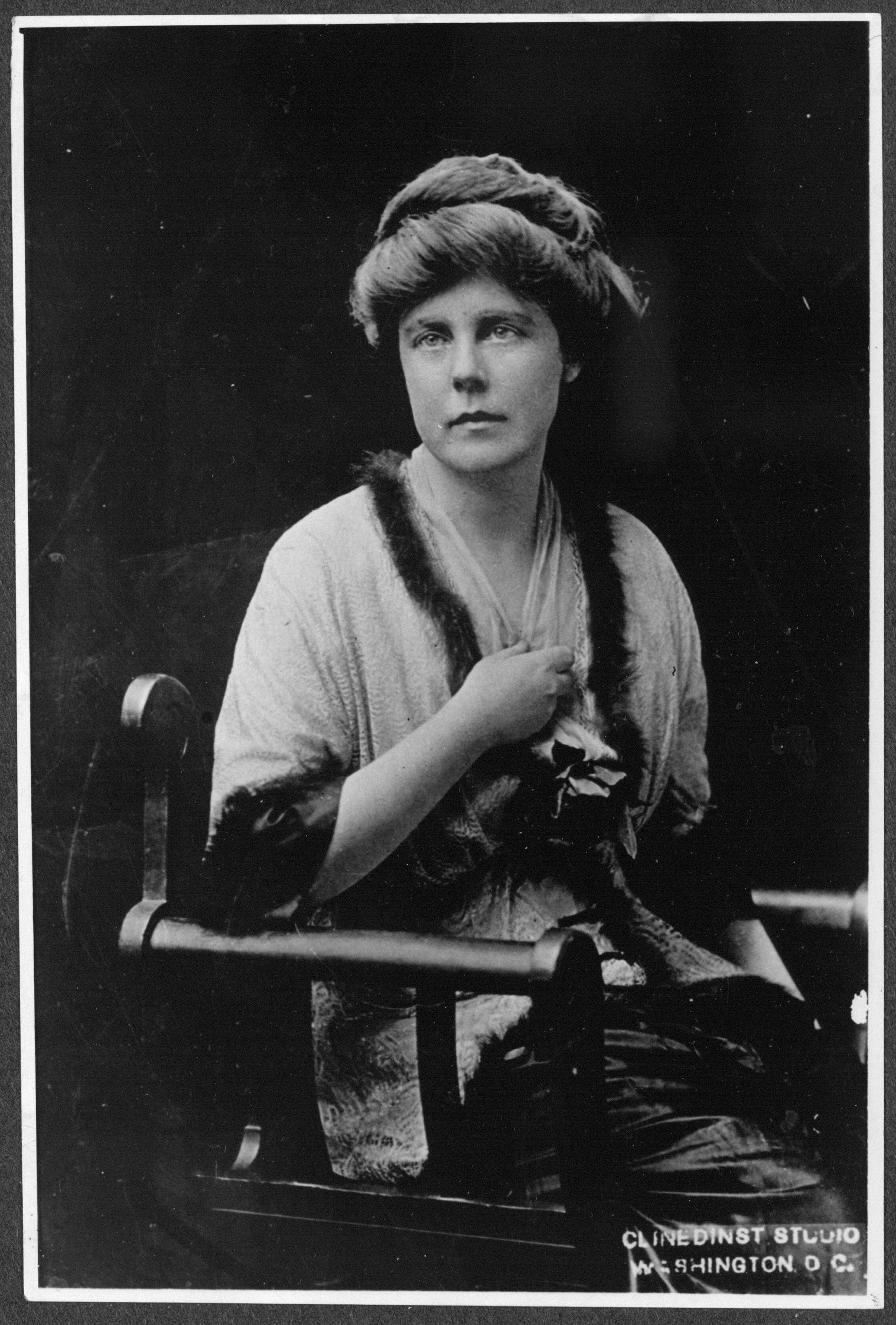
Lucy Burns

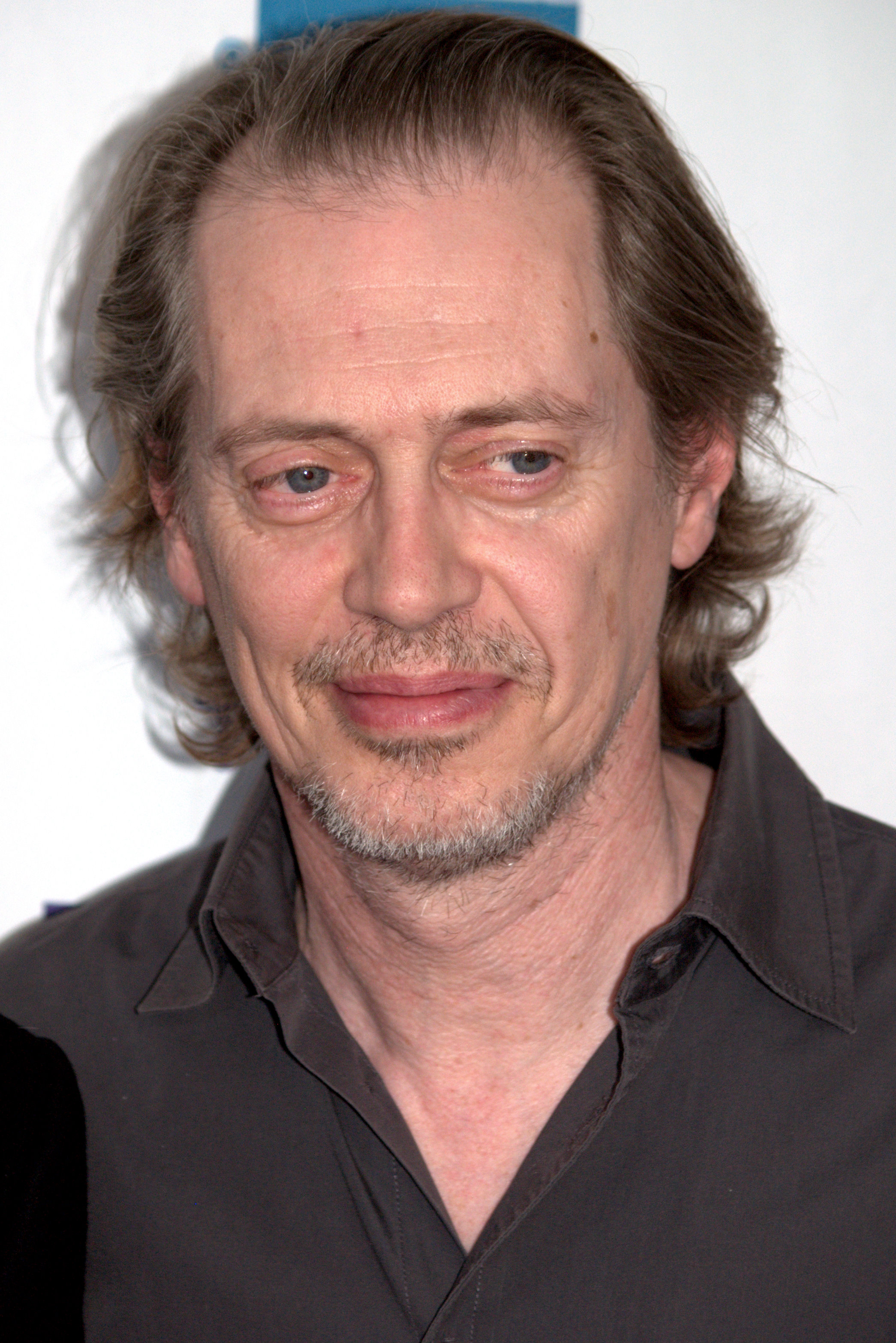
Steve Buscemi

- Sol Babitz (1911–1982), Violinist und Musiktheoretiker
- Steve Backer (1937–2014), Jazzproduzent
- Charles Bacon (1885–1968), Leichtathlet und Olympiasieger
- Henry Bacon (1846–1915), Jurist und Politiker
- Joseph Badalucco, Jr. (* 1960), Schauspieler
- Michael Badalucco (* 1954), Schauspieler
- Joey Badass (* 1995), Rapper und Hip-Hop-Musiker
- Hilary J. Bader (1952–2002), Drehbuchautorin
- Jane Badler (* 1953), Schauspielerin
- Scott Baio (* 1961), Schauspieler
- Vincent John Baldwin (1907–1979), katholischer Weihbischof
- Veronica Balfe (1913–2000), Sportschützin und Schauspielerin
- Ina Balin (1937–1990), Schauspielerin
- Charles Daniel Balvo (* 1951), römisch-katholischer Bischof und Diplomat
- BAM (* 1970), Rapper, Musikproduzent, Performance-Künstler und Schauspieler
- Danny Bank (1922–2010), Jazzmusiker
- Gerald Michael Barbarito (* 1950), römisch-katholischer Bischof
- Francis Channing Barlow (1834–1896), Politiker und General im Sezessionskrieg
- Klara Barlow (1928–2008), Opernsängerin
- Wade Barnes (1954–2012), Jazz-Schlagzeuger, Komponist, Musikproduzent, Arrangeur und Musikpädagoge
- Allen Baron (* 1927), Drehbuchautor, Film- und Fernsehregisseur, Produzent und Schauspieler
- Caroline Baron (* 1961), Filmproduzentin
- Judi Barrett (* 1941), Autorin von Bilderbüchern für Kinder
- Malcolm Barrett (* 1980), Schauspieler
- Marlyne Barrett (* 1978), Schauspielerin
- Ray Barretto (1929–2006), Jazz-Musiker
- George Barrie (1912–2002), Unternehmer, Firmenmanager, Filmkomponist und Filmproduzent
- Carolyne Barry (1943–2015), Tänzerin, Schauspielerin, Schauspiellehrerin und Casting-Direktorin
- Maria Bartiromo (* 1967), Fernsehmoderatorin und Autorin
- Eileen Barton (1924–2006), Sängerin und Schauspielerin
- Austin Basis (* 1976), Schauspieler
- Ajmal Basit (* 1978), Basketballspieler
- Edward Bassett (1863–1948), Jurist und Politiker
- William A. Bassett (* 1931), Geophysiker, Mineraloge, Geochemiker und Geologe
- Lillian Bassman (1917–2012), Malerin und Fotografin
- Fabián Bastidas (* 1993), Fußballspieler
- Noah Baumbach (* 1969), Filmregisseur und Drehbuchautor
- Franklyn Baur (1903–1950), Tenor
- Allyce Beasley (* 1954), Schauspielerin und Synchronsprecherin
- Robin Beck (* 1954), Sängerin
- Frank J. Becker (1899–1981), Politiker
- Frederick Bedell (1868–1958), Physiker
- Joy Behar (* 1942), Comedienne, Schauspielerin und Moderatorin
- Karl Howell Behr (1885–1949), Tennisspieler und Banker
- Richie Beirach (* 1947), Jazzmusiker
- Jack Belden (1910–1989), Kriegskorrespondent und Schriftsteller
- Michael Bell (* 1938), Schauspieler
- Richard Bellman (1920–1984), Mathematiker
- Steven M. Bellovin, Forscher im Bereich Computernetzwerke und -sicherheit
- Solon S. Beman (1853–1914), Architekt
- Seth Benardete (1930–2001), Klassischer Philologe und Philosoph
- Pat Benatar (* 1953), Rock-Sängerin
- Lourdes Benedicto (* 1974), Schauspielerin
- William Rose Benét (1886–1950), Dichter und Herausgeber
- Spencer Gordon Bennet (1893–1987), Regisseur
- Betty T. Bennett (1935–2006), Literaturwissenschaftlerin
- Charles G. Bennett (1863–1914), Jurist und Politiker
- John J. Bennett (1894–1967), Soldat, Jurist und Politiker
- Robert S. Bennett (1939–2023), Rechtsanwalt
- William Bennett (* 1943), Politiker
- Donald R. Bensen (1927–1997), Science-Fiction-Schriftsteller und Herausgeber
- Paul Ben-Victor (* 1965), Schauspieler
- Bob Berg (1951–2002), Jazzmusiker
- Dave Berg (1920–2002), Cartoon- und Comiczeichner
- Paul Berg (1926–2023), Biochemiker und Molekularbiologe, Nobelpreisträger 1980
- Philip Berg (1929–2013), Gründer und Leiter des Kabbalah Centres
- Joy M. Bergelson (* 20. Jahrhundert), Evolutionsbiologin
- John T. Bergen (1786–1855), Politiker
- Teunis G. Bergen (1806–1881), Politiker
- Bennett Berger (1926–2005), Kultursoziologe
- Lee Bergere (1918–2007), Schauspieler
- Alan Bergman (1925–2025), Liedtexter und -komponist
- Borah Bergman (1933–2012), Jazzpianist
- George M. Bergman (* 1943), Mathematiker
- Eleanor Bergstein (* 1938), Schriftstellerin, Drehbuchautorin, Filmproduzentin und Filmregisseurin
- C. Fred Bergsten (* 1941), Ökonom und Politikberater
- Xander Berkeley (* 1955), Schauspieler
- David Berkowitz (* 1953), Serienmörder
- Jay Berliner (* 1940), Gitarrist
- Warren Berlinger (1937–2020), Schauspieler
- Molly Bernard (* 1988), Schauspielerin
- Walter Berndt (1899–1979), Comiczeichner
- Artie Bernstein (1909–1964), Jazzbassist
- Walter Bernstein (1919–2021), Drehbuchautor
- Anthony Joseph Bevilacqua (1923–2012), römisch-katholischer Kardinal und Erzbischof von Philadelphia
- Big Daddy Kane (* 1968), Rapper
- Jedediah Bila (* 1979), Journalistin, Autorin und Fernsehmoderatorin
- Emily Bindiger (* 1955), Schauspielerin und Sängerin
- Lillian Birnbaum (* 1955), österreichisch-US-amerikanische Filmregisseurin und -produzentin sowie Fotografin
- Ed Bishop (1932–2005), Schauspieler
- Otis Blackwell (1931–2002), Komponist
- David Blaine (* 1973), Aktionskünstler und Straßenmagier
- Marcie Blane (* 1944), Popsängerin
- Edwin Blashfield (1848–1936), Maler und Wandmaler
- Herbert Blau (1926–2013), Theaterregisseur und Autor
- Albert P. Blaustein (1921–1994), Jurist
- Corbin Bleu (* 1989), Schauspieler
- Archibald Meserole Bliss (1838–1923), Politiker
- Walter Block (* 1941), Wirtschaftswissenschaftler und Autor
- Héctor Blondet (1947–2006), puerto-ricanischer Basketballspieler
- William Blum (1933–2018), Publizist und Kritiker der Außenpolitik der USA
- Richard Blumenthal (* 1946), Politiker
- John Joseph Boardman (1894–1978), römisch-katholischer Weihbischof in Brooklyn
- David Boehm (1893–1962), Drehbuchautor
- Simon Boerum (1724–1775), Politiker
- Neil Bogart (1943–1982), Manager und Plattenfirmenchef
- Bill Bollinger (1939–1988), Bildhauer
- Allan R. Bomhard (* 1943), Linguist
- John Bonetti (1928–2008), Pokerspieler
- Samuel Bonis (* 1934), Geologe und Vulkanologe
- Paul Hyde Bonner (1893–1968), Schriftsteller und Diplomat
- Robert Boochever (1917–2011), Jurist
- Douglas H. Bosco (* 1946), Politiker
- Ron Botchan (1935–2021), American-Football-Spieler und NFL-Schiedsrichter
- Alice Boughton (1867–1943), Fotografin und Malerin
- Julie Bovasso (1930–1991), Schauspielerin und Dramatikerin
- Clara Bow (1905–1965), Schauspielerin
- Riddick Bowe (* 1968), Schwergewichtsboxer
- Herbert Wolcott Bowen (1856–1927), Jurist und Diplomat
- Barbara Boxer (* 1940), Politikerin
- Elizabeth Bracco (* 1957), Schauspielerin
- Lorraine Bracco (* 1954), Schauspielerin
- Benjamin Bradshaw (1879–1960), Ringer
- Edward Thomas Brady (* 1943), Richter
- Scott Brady (1924–1985), Film- und Fernsehschauspieler
- Bernard Bragg (1928–2018), gehörloser Schauspieler, Produzent, Regisseur, Dramatiker, Künstler und Autor
- Myles Brand (1942–2009), Hochschul- und Sportfunktionär
- Michael Brandon (* 1945), Schauspieler und Regisseur
- Frank J. Brasco (1932–1998), Jurist und Politiker
- Alan Braufman (* 1951), Jazzmusiker
- Carl Braun (1927–2010), Basketballspieler
- Nina Starr Braunwald (1928–1992), Thoraxchirurgin und medizinische Forscherin
- James D. Breckenridge (1926–1982), Kunsthistoriker
- Patrick Breen (* 1960), Schauspieler und Drehbuchautor
- Vincent DePaul Breen (1936–2003), römisch-katholischer Bischof von Metuchen
- Edmund Breese (1871–1936), Schauspieler und Autor
- Mark Breland (* 1963), Boxer
- Joseph R. Brennan (1900–1989), Basketballspieler
- Albert Brenner (1926–2022), Szenenbildner und Artdirector
- Marc Zvi Brettler (* 1958), Bibelexeget und Professor für Judaistik
- Shannon Briggs (* 1971), Schwergewichtsboxer
- Richard Bright (1937–2006), Schauspieler
- Danielle Brisebois (* 1969), Songwriterin und Schauspielerin
- Stanley Brock (1931–1991), Schauspieler
- Howard Brockway (1870–1951), Komponist
- Gladys Brockwell (1894–1929), Schauspielerin
- Howard Brofsky (1927–2013), Jazzmusiker und Hochschullehrer
- Alexander Brook (1898–1980), Maler und Kunstkritiker
- Lola Brooke (* 1994), Rapperin
- Mel Brooks (* 1926), Komiker und Regisseur
- Joyce Brothers (1927–2013), Psychologin, TV-Persönlichkeit und Kolumnistin
- Heywood Broun (1888–1939), Sportjournalist und Kritiker
- Brian Brown (* 1979), Basketballspieler
- Foxy Brown (* 1978), Rapperin
- Larry Brown (* 1940), Basketballtrainer
- Margaret Wise Brown (1910–1952), Kinderbuchautorin
- Michael Stuart Brown (* 1941), Genetiker
- Susan Brownmiller (1935–2025), Journalistin, Schriftstellerin, Bürgerrechts- und radikalfemistische Aktivistin
- Walter Bruchhausen (1892–1976), Bundesrichter
- Paul Brumer (* 1945), kanadischer theoretischer Chemiker
- George Jarvis Brush (1831–1912), Mineraloge
- Cacsmy Brutus (1989–2019), US-amerikanisch-haitianisches Model und Behindertenrechtsaktivistin
- David Bryant (* 1983), Jazzmusiker
- John Bucher (1930–2020), Jazzmusiker
- Eric Buchman (* 1979), Pokerspieler
- Buckshot (* 1974), Rapper
- Mary Bunting (1910–1998), Mikrobiologin, Hochschullehrerin und Präsidentin des Radcliff College
- Irving Louis Burgie (Lord Burgess) (1924–2019), Komponist
- Arnold I. Burns (1930–2013), Rechtsanwalt
- Ken Burns (* 1953), Dokumentarfilmer
- Lucy Burns (1879–1966), Suffragette und Frauenrechtlerin
- John Buscema (1927–2002), Comiczeichner
- Sal Buscema (* 1936), Comiczeichner
- Steve Buscemi (* 1957), Schauspieler
- Frederick Busch (1941–2006), Schriftsteller
- James Glentworth Butler (1821–1916), presbyterianischer Geistlicher
- Jerry Butler (1959–2018), Pornofilmdarsteller
- Arthur Byron (1872–1943), Schauspieler

## C
- George Cables (* 1944), Jazzmusiker

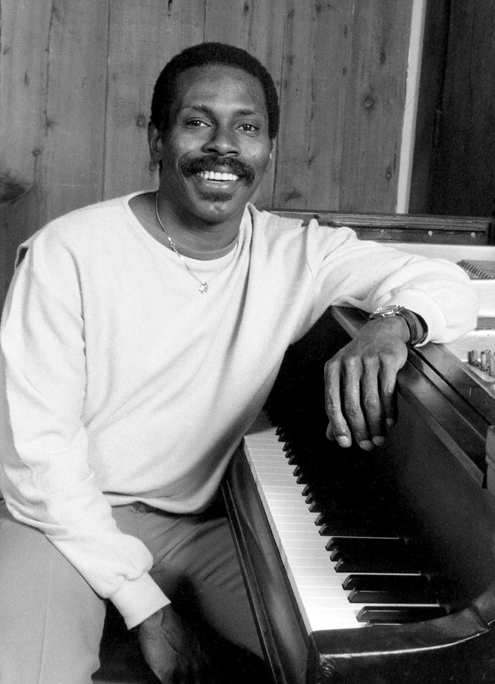
George Cables

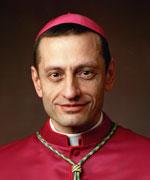
Frank Joseph Caggiano

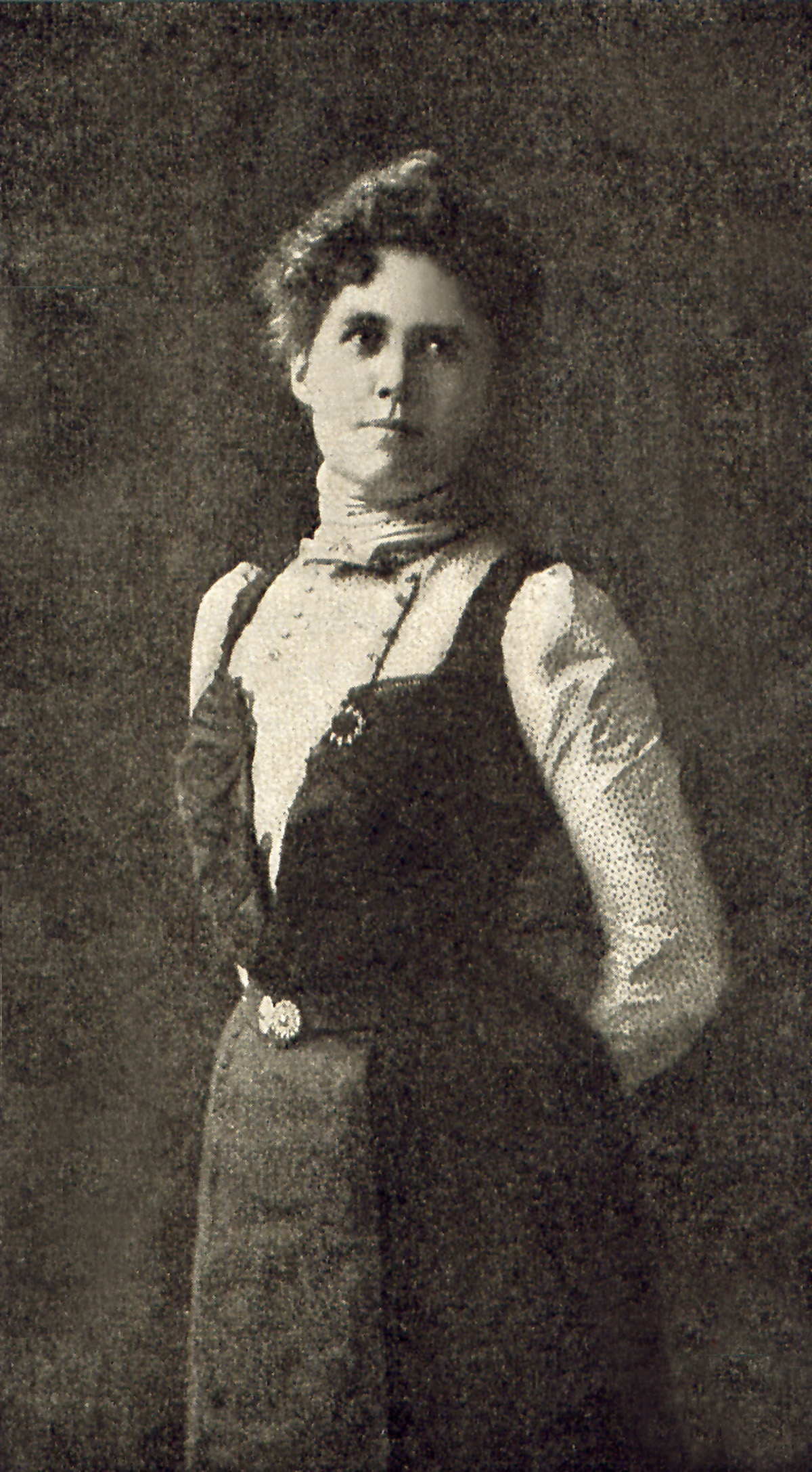
Helen Candee

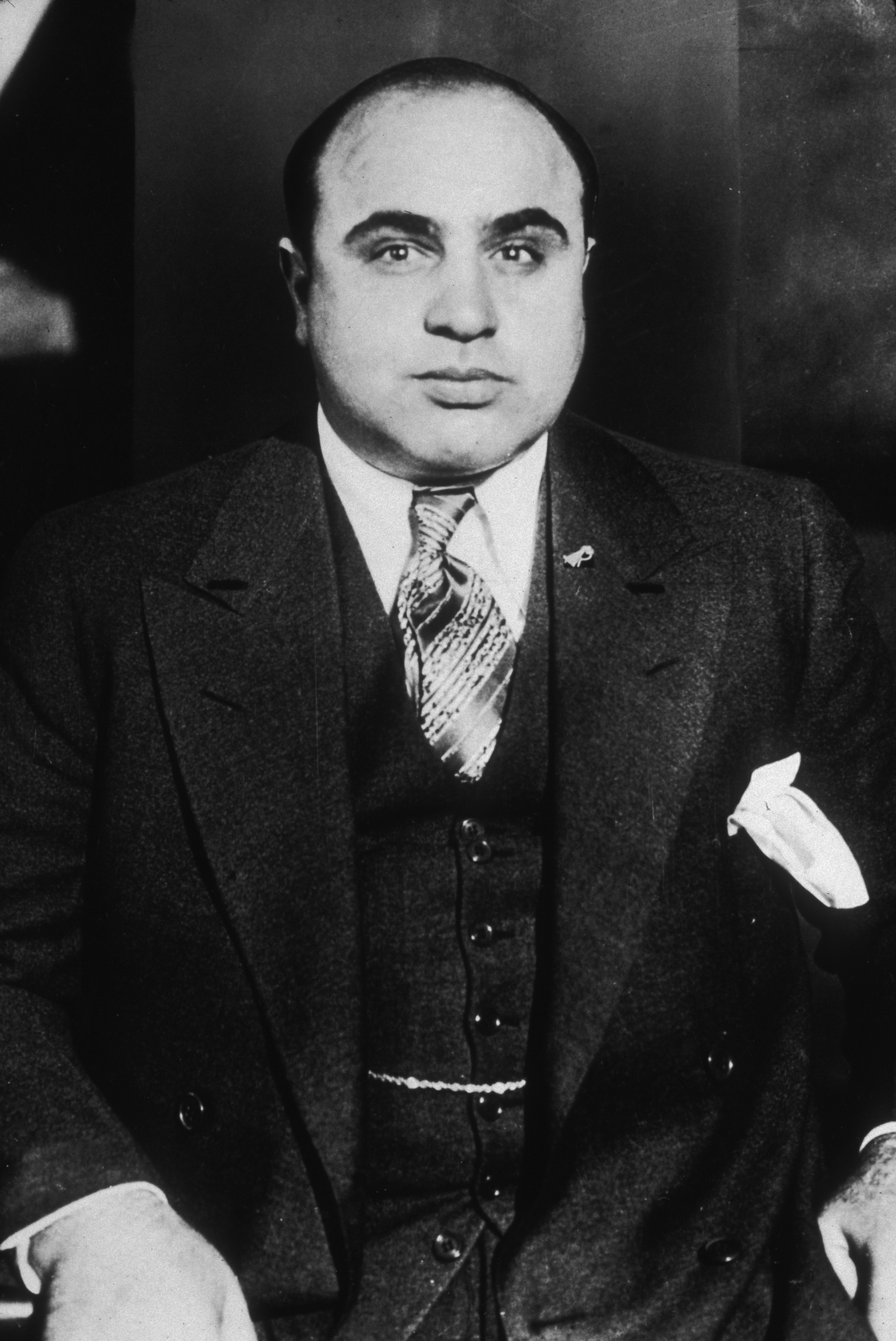
Al Capone

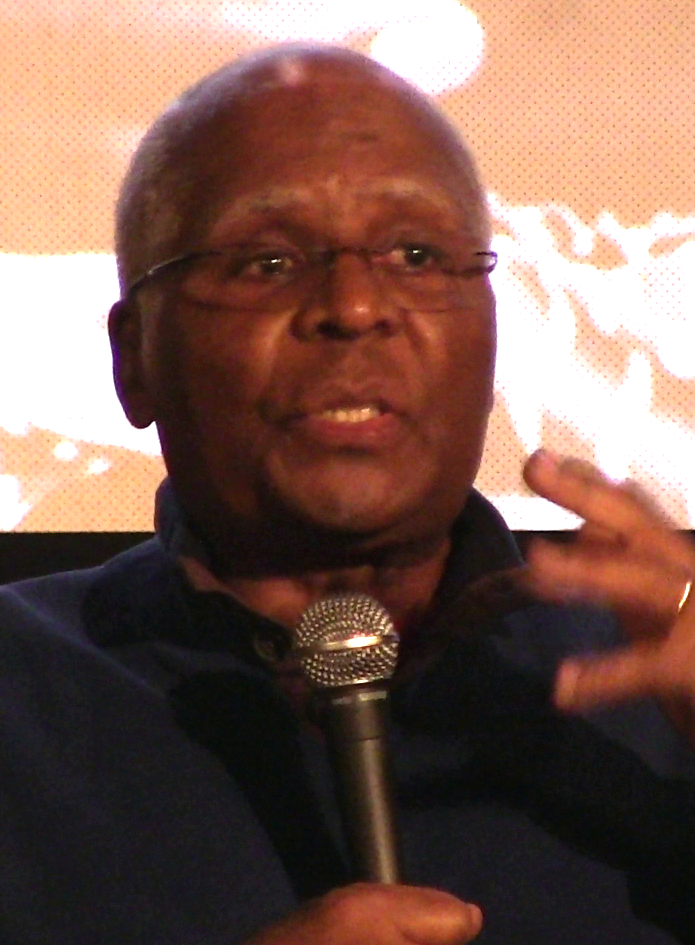
Terry Carter

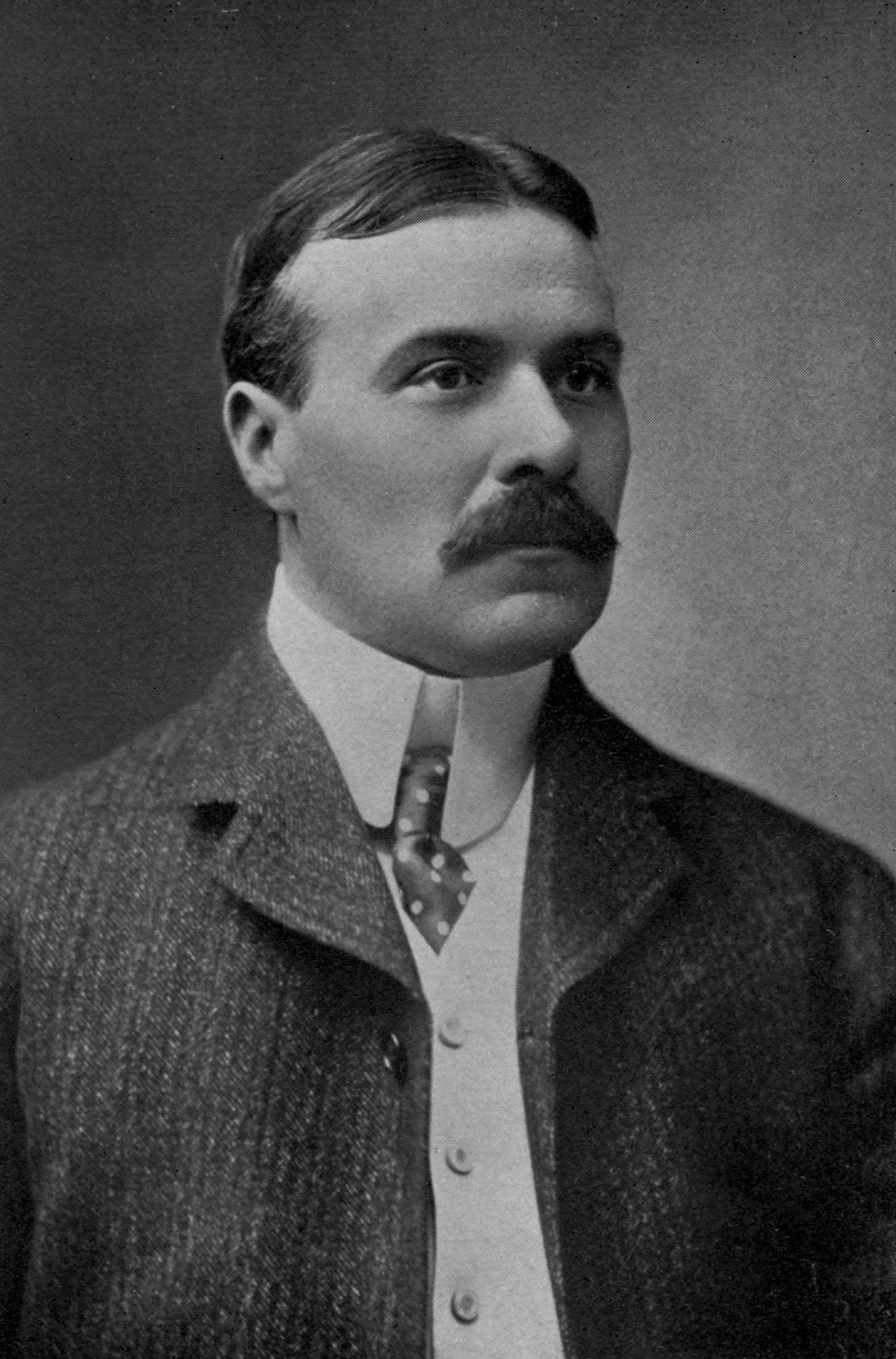
Robert W. Chambers

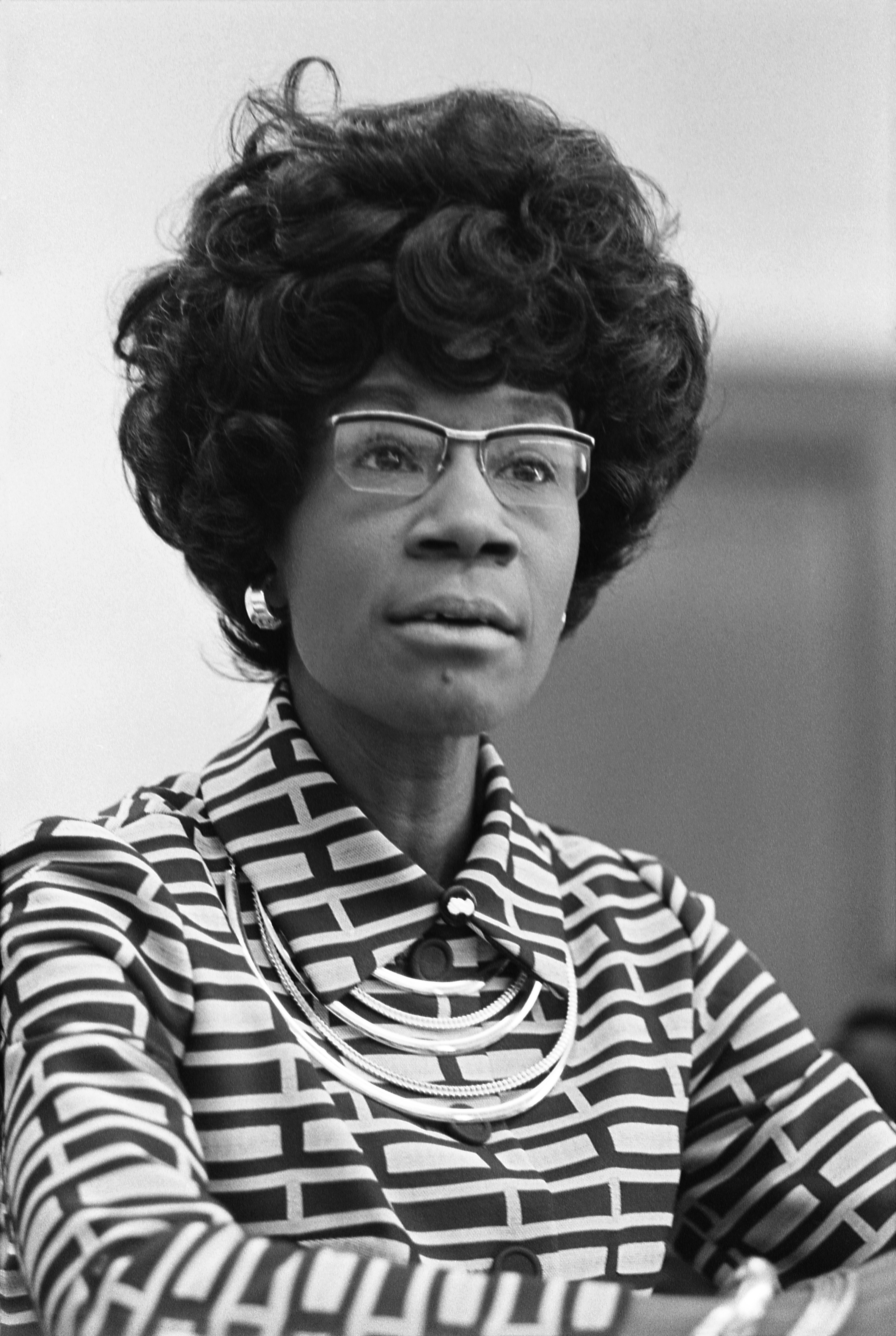
Shirley Chisholm

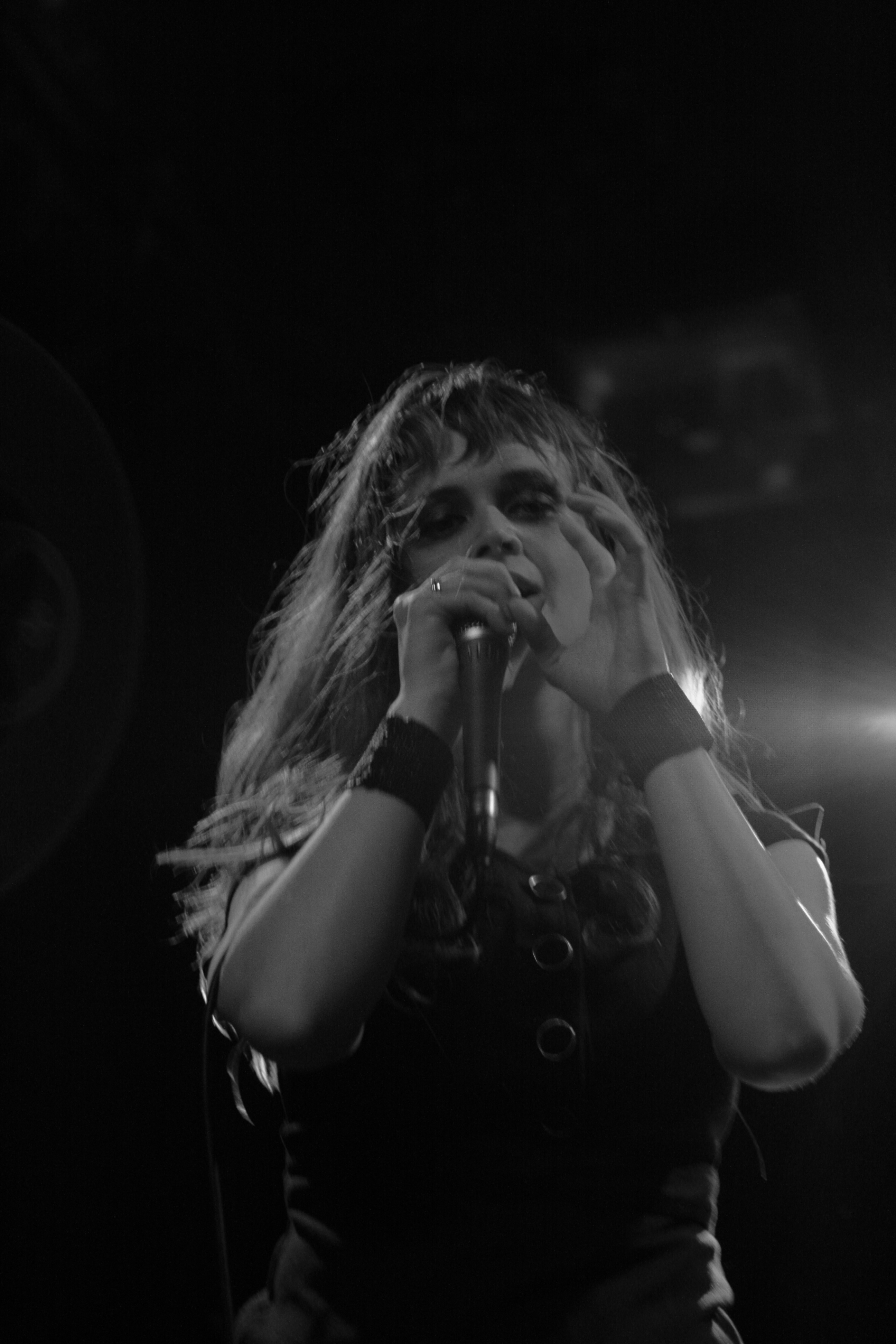
Julie Christmas

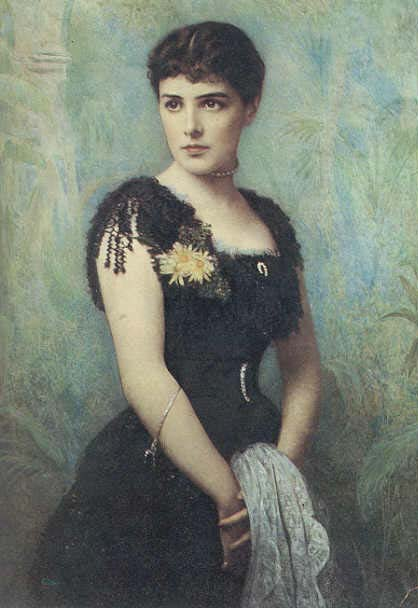
Jennie Churchill

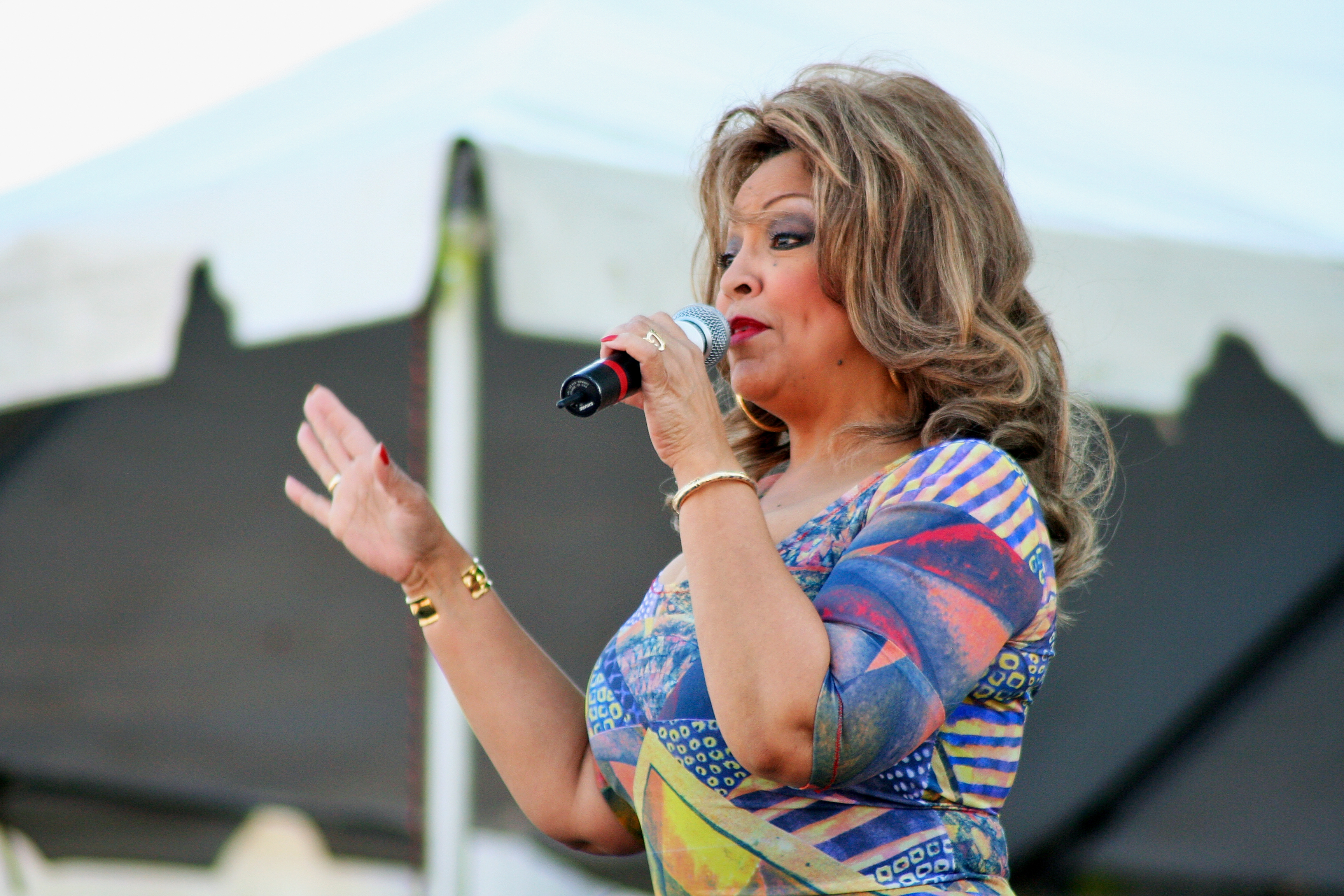
Linda Clifford

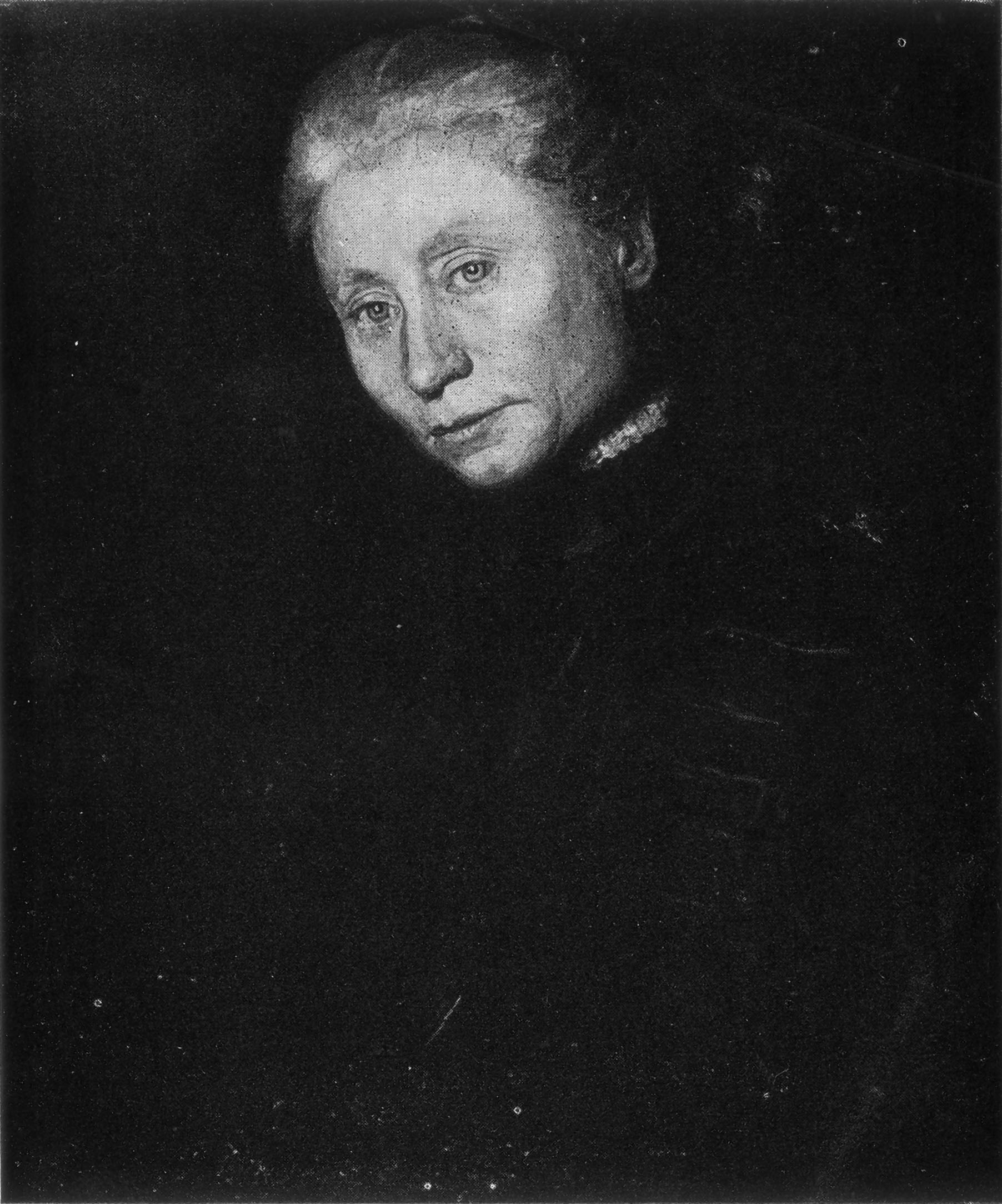
Elizabeth Coffin

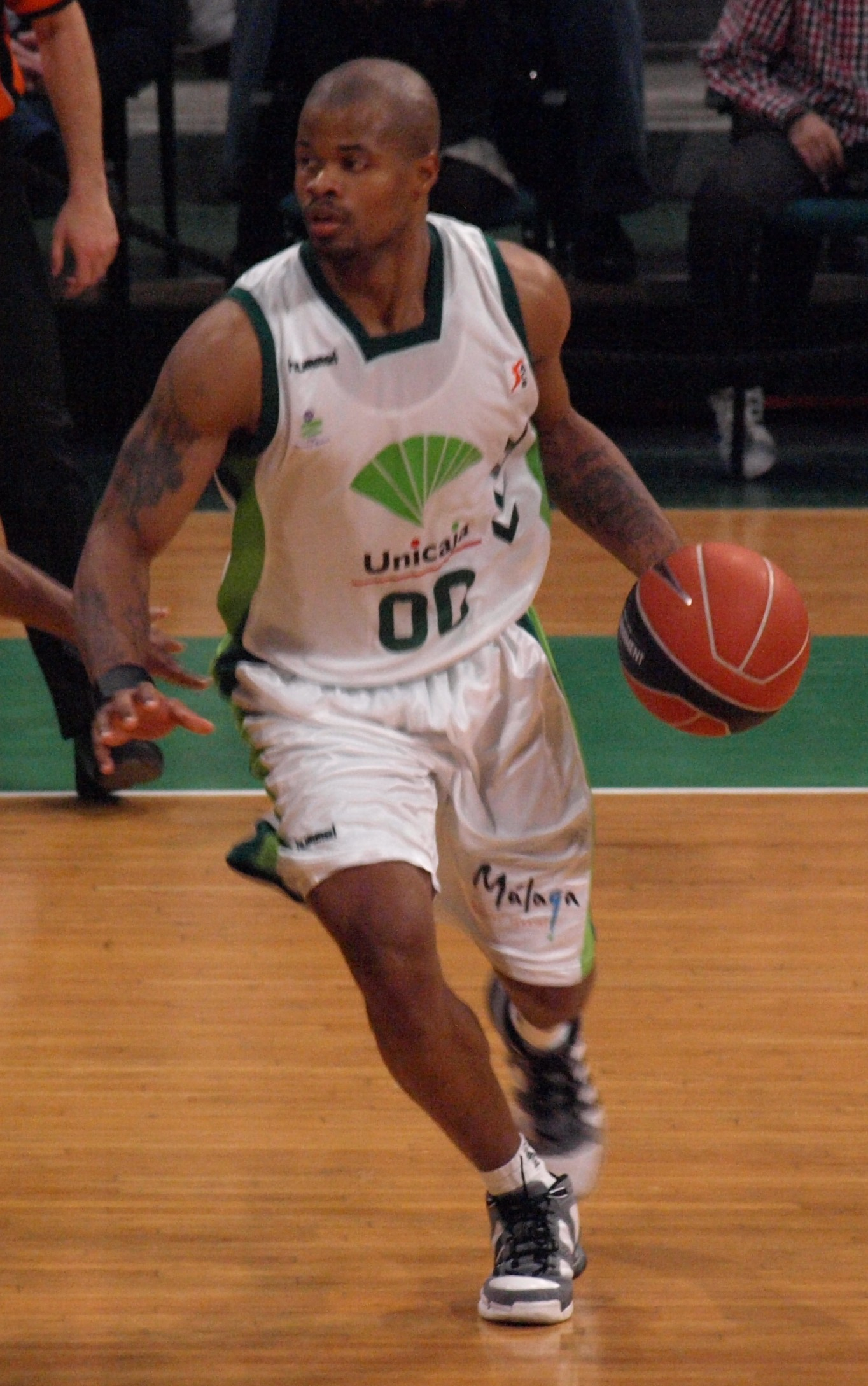
Omar Cook

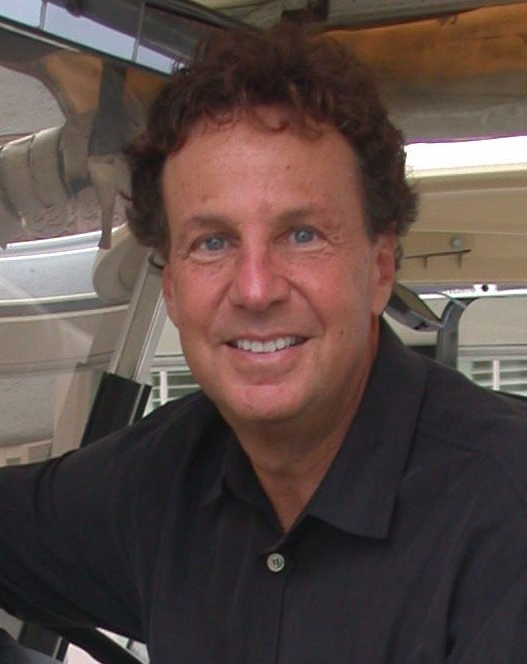
Robert W. Cort

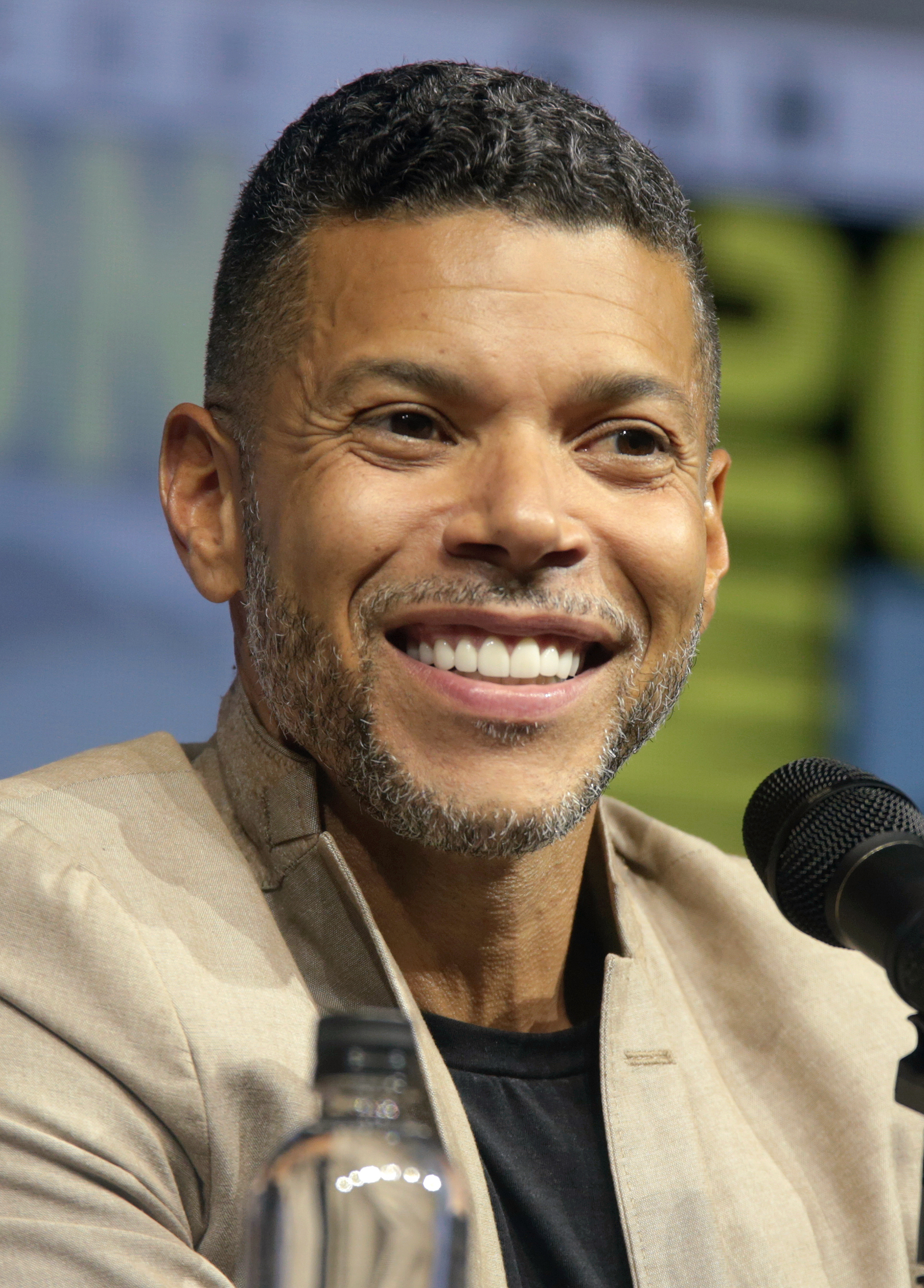
Wilson Cruz

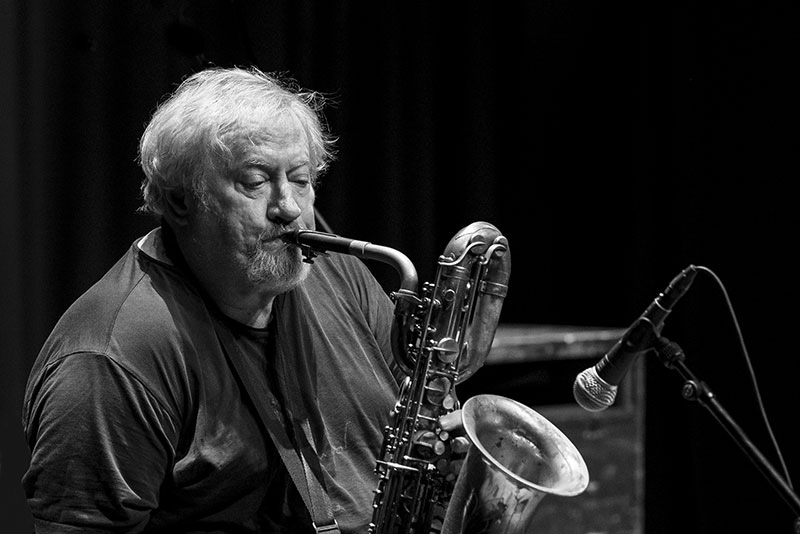
Ronnie Cuber

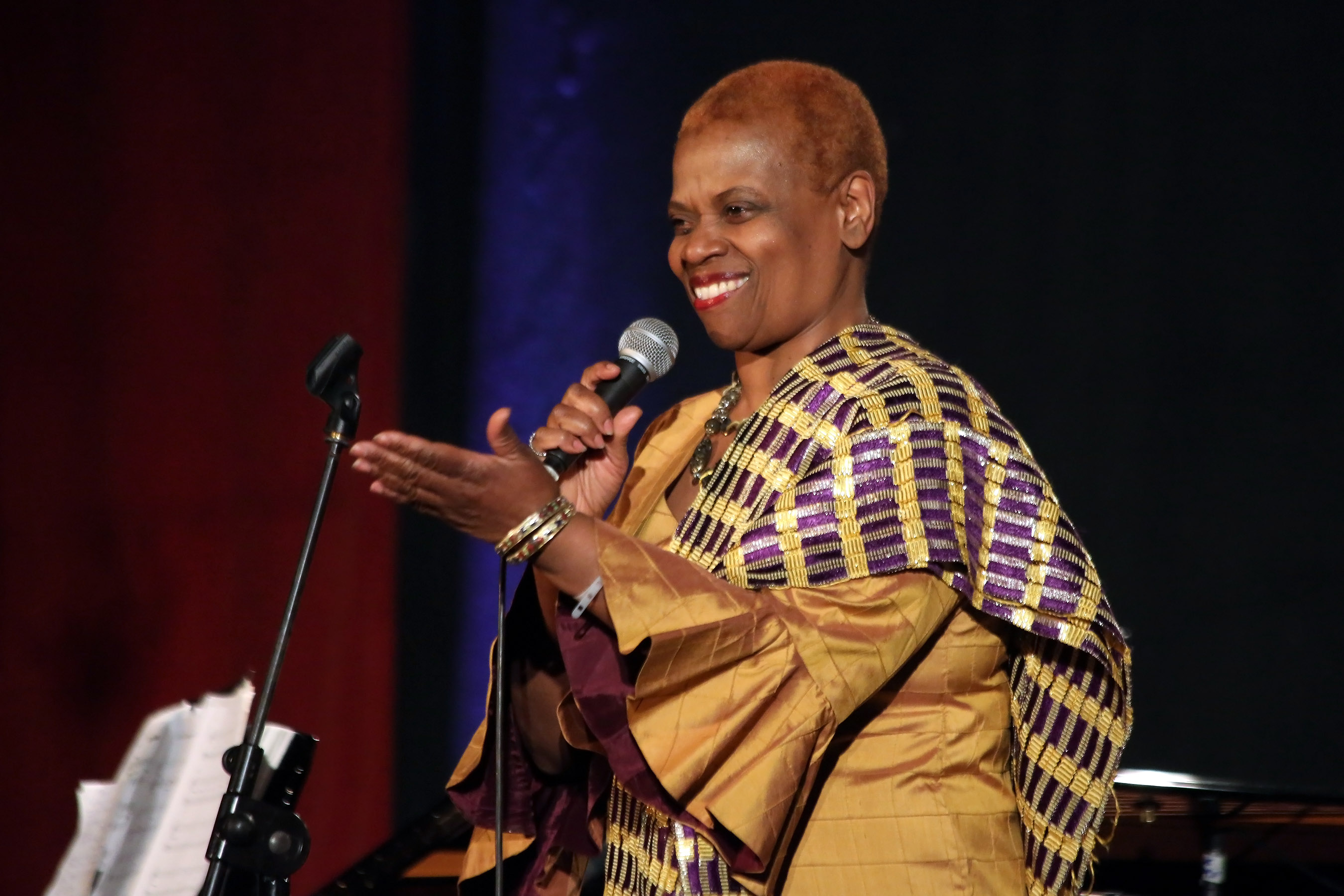
Tulivu-Donna Cumberbatch

- Elliot Cadeau (* 2004), schwedisch-US-amerikanischer Basketballspieler
- Gerard Cafesjian (1925–2013), Jurist und Mäzen
- Frank Joseph Caggiano (* 1959), römisch-katholischer Weihbischof
- Marie Cahill (1866–1933), Broadway-Bühnenschauspielerin und Sängerin
- Thomas Calabro (* 1959), Schauspieler
- William M. Calder (1869–1945), Politiker
- William M. Calder III (1932–2022), Klassischer Philologe
- Louis Calhern (1895–1956), Schauspieler
- Joseph A. Califano (* 1931), Rechtsanwalt, Minister und Wirtschaftsmanager
- John Callahan (1953–2020), Schauspieler
- Charlie Callas (1924–2011), Schauspieler und Comedian
- Felix Campbell (1829–1902), Politiker
- Kevin P. Campbell (* 1952), Physiologe, Biophysiker und Neurowissenschaftler
- Helen Candee (1858–1949), Schriftstellerin, Journalistin, Feministin und Inneneinrichterin
- Mark A. Cane (* 1944), Klimaforscher und Ozeanograph
- Gaby Canizales (* 1960), Boxer
- Charles R. Cantor (* 1942), Molekularbiologe und Biotechnologe
- Arnold S. Caplin (1929–2009), Musikproduzent
- Al Capone (1899–1947), Gangsterboss
- Frank Capone (1895–1924), Mobster
- Lou Caputo (≈1947–2022), Jazzmusiker
- John Carberry (1904–1998), römisch-katholischer Erzbischof und Kardinal
- Christopher Michael Cardone (* 1957), katholischer Geistlicher, Erzbischof von Honiara
- John F. Carew (1873–1951), Jurist und Politiker
- Hugh Carey (1919–2011), Politiker
- Frank Carillo (* 1950), Gitarrist, Sänger und Rockmusiker
- Philip Carlo (1949–2010), Journalist
- Roger C. Carmel (1932–1986), Schauspieler und Synchronsprecher
- Michael Carmine (1959–1989), Schauspieler
- Thomas Francis Carney (1931–2006), britisch-kanadischer Althistoriker und Kommunikationswissenschaftler
- William Carney (1942–2017), Politiker
- Thelma Carpenter (1922–1997), Jazzsängerin und Schauspielerin
- Eric Carr (1950–1991), Musiker
- Steve Carr (* 1962), Filmregisseur und -produzent
- Lisa Nicole Carson (* 1969), Schauspielerin
- Chris Carter (* 1992), Basketballspieler
- Terry Carter (1928–2024), Schauspieler
- Steve Carver (1945–2021), Fotograf, Filmregisseur und Filmproduzent
- Anthony Casso (1942–2020), Mafioso der Lucchese-Familie
- Paul Castellano (1915–1985), Mafioso und Oberhaupt der Gambino-Familie
- Hamilton Castner (1858–1899), chemischer Industrieller
- Ignatius Anthony Catanello (1938–2013), römisch-katholischer Weihbischof
- Miles Caton (* 2005), Musiker und Schauspieler
- Michael P. Cava (1926–2010), Chemiker
- Emanuel Celler (1888–1981), Politiker
- Charles Chadwick (1874–1953), Leichtathlet
- Rachel Chagall (* 1952), Schauspielerin
- Paul Chaikin (* 1945), Physiker
- William Henry Chamberlin (1897–1969), Russland-Korrespondent und Osteuropa-Historiker
- Robert W. Chambers (1865–1933), Maler und Autor
- Rohan Chand (* 2003 oder 2004), Kinderdarsteller
- David Chandler (1944–2017), Chemiker
- Jeff Chandler (1918–1961), Filmschauspieler
- Irwin Chanin (1891–1988), Architekt
- Harold Chapin (1886–1915), englischer Schauspieler und Dramatiker
- Saul Chaplin (1912–1997), Komponist und Liedtexter
- Emile Charlap (1918–2015), Musiker, Kopist und Kontraktor
- Melanie Charles (* 1988), Jazzmusikerin
- Larry Charles (* 1956), Drehbuchautor und Regisseur
- Lorenzo Charles (1963–2011), Basketballspieler
- Vernon Chatman (* 1972), Fernsehproduzent
- Maury Chaykin (1949–2010), US-amerikanisch-kanadischer Schauspieler
- Jeff Cheeger (* 1943), Mathematiker
- Sheila Cherfilus-McCormick (* 1979), Anwältin und Politikerin
- Judith Chernaik (* 1934), Schriftstellerin, Musikwissenschaftlerin und Biographin
- Norman Cherner (1920–1987), Pionier des Fertighausbaus und Möbeldesigner
- Ron Chernow (* 1949), Journalist und Biograf
- Bernard Childs (1910–1985), Maler und Grafiker
- Shirley Chisholm (1924–2005), Politikerin
- Carl Heinz Choynski (* 1936), deutscher Schauspieler
- John T. Christian (1936–2022), Bauingenieur
- Julie Christmas (* 1975), Rock- und Metal-Sängerin
- Louis K. Church (1846–1898), Politiker
- Jennie Churchill (1854–1921), Philanthropin und Autorin
- Dane Clark (1912–1998), Schauspieler
- John Clark (* 1944), Jazzmusiker
- Andrew Dice Clay (* 1957), Komiker und Schauspieler
- Linda Clifford (* 1944 oder 1948), Disco- und Soulsängerin
- Larry Clinton (1909–1985), Swingmusiker
- Sidney Clute (1916–1985), Schauspieler
- Artie Cobb (* 1942), Pokerspieler
- John Robert Cobb (1903–1967), Chirurg und Orthopäde
- Elizabeth Coffin (1850–1930), Malerin
- Ben Cohen (* 1951), Unternehmer
- Isidore Cohen (1922–2005), Kammermusiker und Geiger
- Judith Love Cohen (1933–2016), Raumfahrttechnikerin und Autorin
- Mickey Cohen (1913–1976), Mobster
- Paul Cohen (1922–2021), Jazztrompeter
- Samuel Cohen (1921–2010), Physiker und Erfinder der Neutronenbombe
- Seymour S. Cohen (1917–2018), Biochemiker und Krebsforscher
- Stanley Cohen (1922–2020), Neurowissenschaftler und Biochemiker
- William W. Cohen (1874–1940), Politiker
- Mark Colby (1949–2020), Jazzmusiker
- Julian Cole (1925–1999), Mathematiker
- Anthony Coleman (* 1955), Jazzmusiker
- Norm Coleman (* 1949), Politiker
- Marcia L. Colish (1937–2024), Historikerin
- Luis Collazo (* 1981), Boxer
- Frank Collett (1941 oder 1942–2016), Jazzpianist und Keyboarder
- Bruce B. Collette (* 1934), Ichthyologe
- Barry Commoner (1917–2012), Biologe und Ökologe
- William Conklin (1872–1935), Filmschauspieler
- Joanna Connor (* 1962), Bluesmusikerin
- Chuck Connors (1921–1992), Schauspieler und Baseballspieler
- Ronald Gerard Connors (1915–2002), römisch-katholischer Bischof
- John Cook (* 1946), Politiker
- Omar Cook (* 1982), Basketballspieler
- Hallam Cooley (1895–1971), Stummfilmschauspieler
- Barbara Cooney (1917–2000), Autorin und Illustratorin von Kinderbüchern
- Dillon Cooper (* 1992), Rapper
- J. Fred Coots (1897–1985), Songwriter
- Aaron Copland (1900–1990), Komponist
- Barbara Corday (* 1944), Drehbuchautorin und Filmproduzentin
- Jeff Corey (1914–2002), Schauspieler
- Cormega (* 1969), Rapper
- Ted de Corsia (1905–1973), Schauspieler
- Robert W. Cort, Filmproduzent
- Benedito Domingos Vito Coscia (1922–2008), römisch-katholischer Bischof von Jataí in Brasilien
- Robert Costanzo (* 1942), Schauspieler
- Robert Cottingham (* 1935), Maler und Grafiker
- Ruth Schwartz Cowan (* 1941), Wissenschafts-, Technologie- und Medizinhistorikerin
- Robert Coyle (* 1964), römisch-katholischer Weihbischof in Rockville Centre
- Mimi Cozzens (1935–2021), Film-, Fernseh- und Theaterschauspielerin
- Ida Craft (1860–1947), Suffragette
- Florence Ballin Cramer (1883–1962), Malerin und Druckgrafikerin
- Omar Credle (O.C.) (* 1972), Rapper
- Clara Cressingham (1863–1906), Politikerin
- Gregory Crewdson (* 1962), Fotograf
- Peter Criss (* 1945), Schlagzeuger
- Rob Crocker (1945–2024), Rundfunkmoderator und Musikproduzent
- Percy Crosby (1891–1964), Autor, Illustrator und Cartoonist
- Richard Crudo (* 1957), Kameramann
- Wilson Cruz (* 1973), Schauspieler
- Ronnie Cuber (1941–2022), Jazzmusiker
- Thomas H. Cullen (1868–1944), Jurist und Politiker
- Tulivu-Donna Cumberbatch (1950–2022), Jazzsängerin
- Billy Cunningham (* 1943), Basketballspieler und -trainer
- Frank Cuprien (1871–1948), Maler der kalifornischen Pleinair-Impressionisten
- Ann Cusack (* 1961), Schauspielerin
- Jon Cutler (* 1969), House-DJ

## D

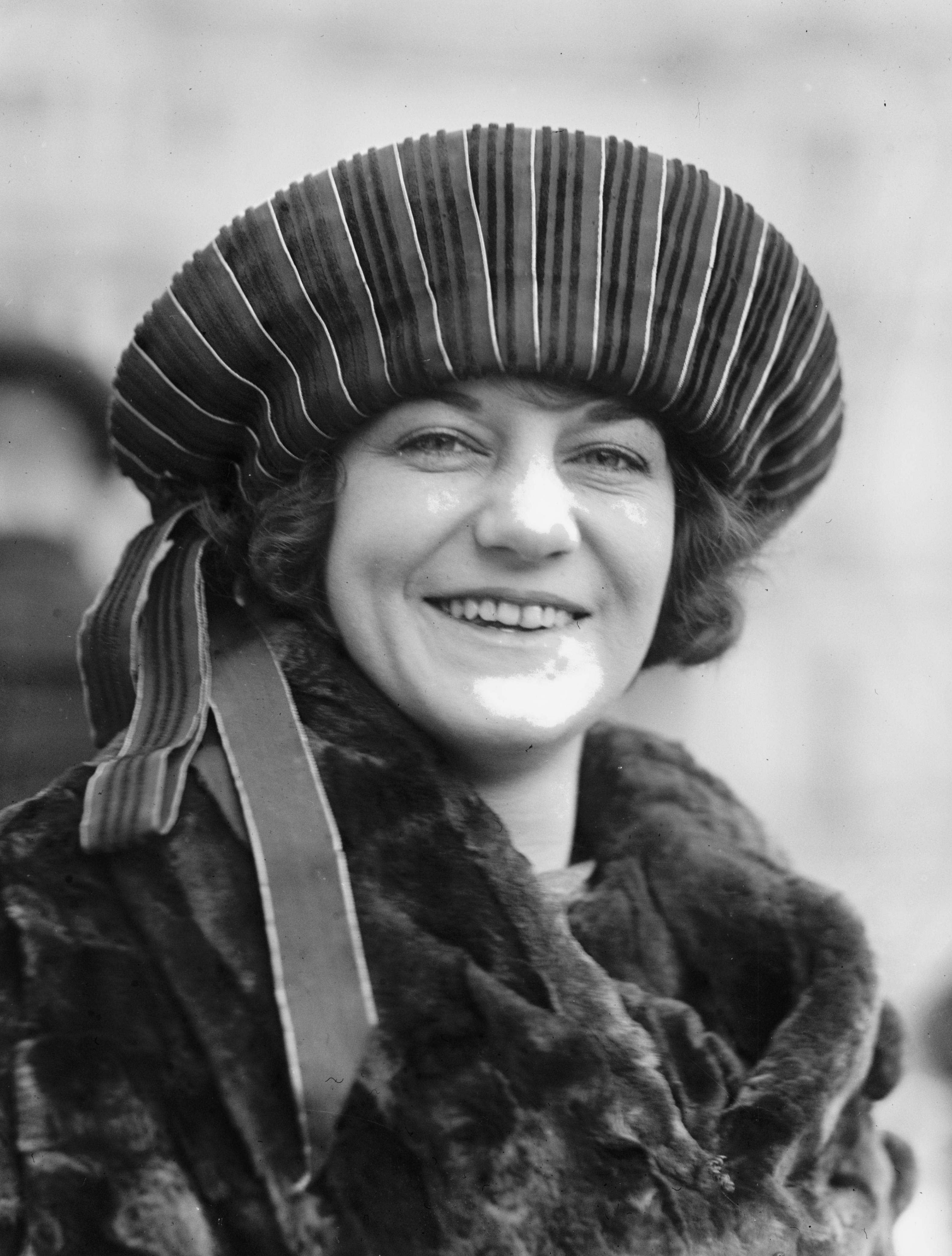
Viola Dana

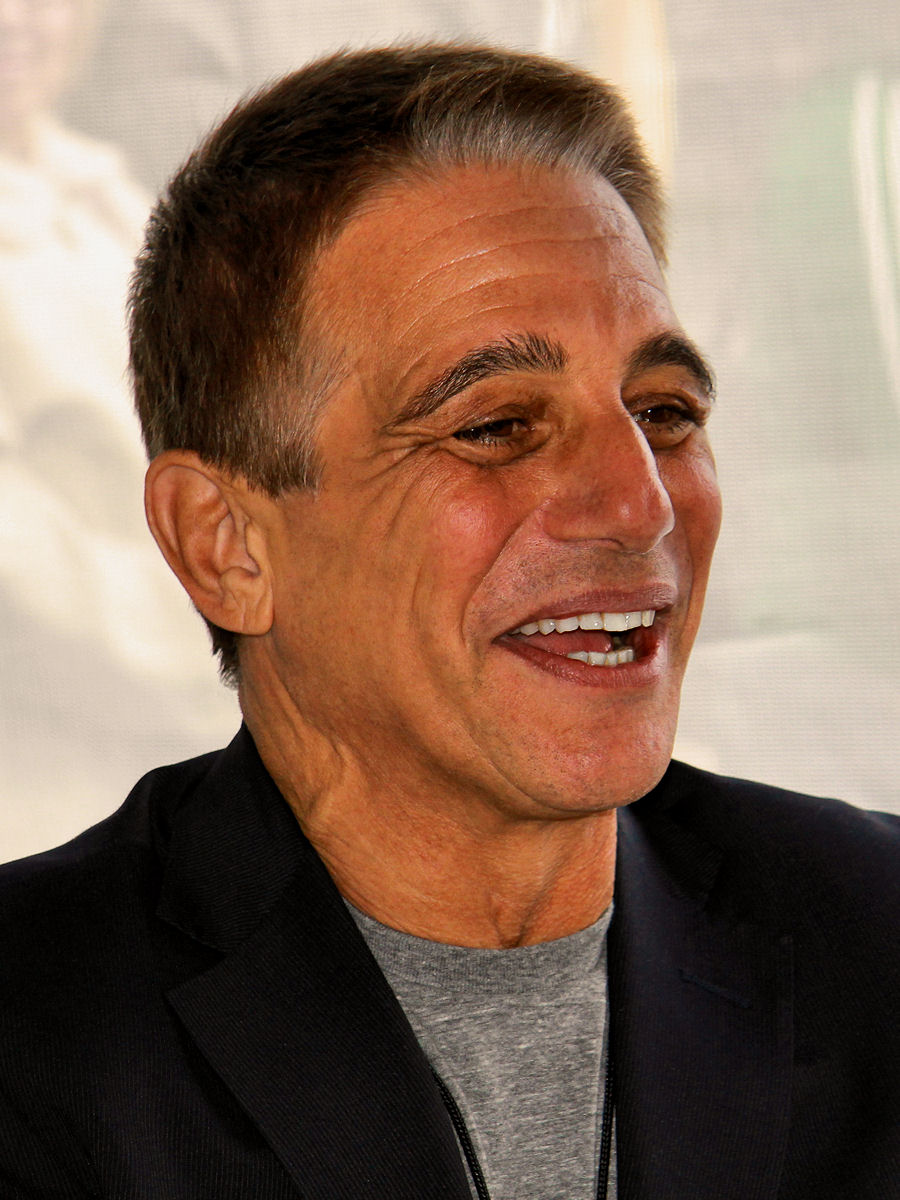
Tony Danza

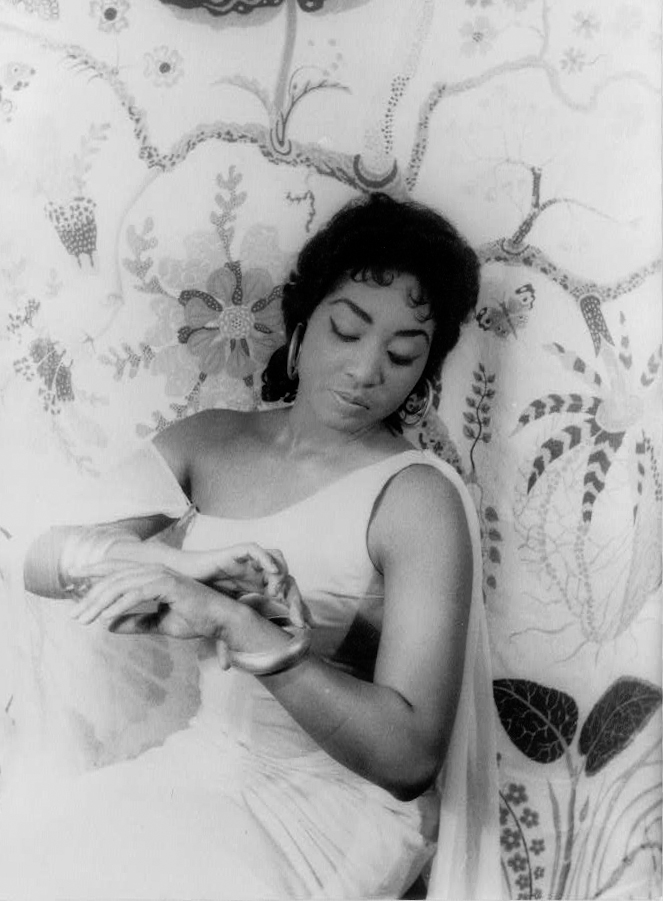
Gloria Davy

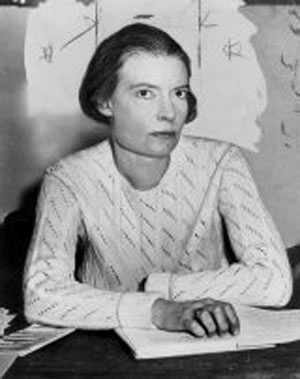
Dorothy Day

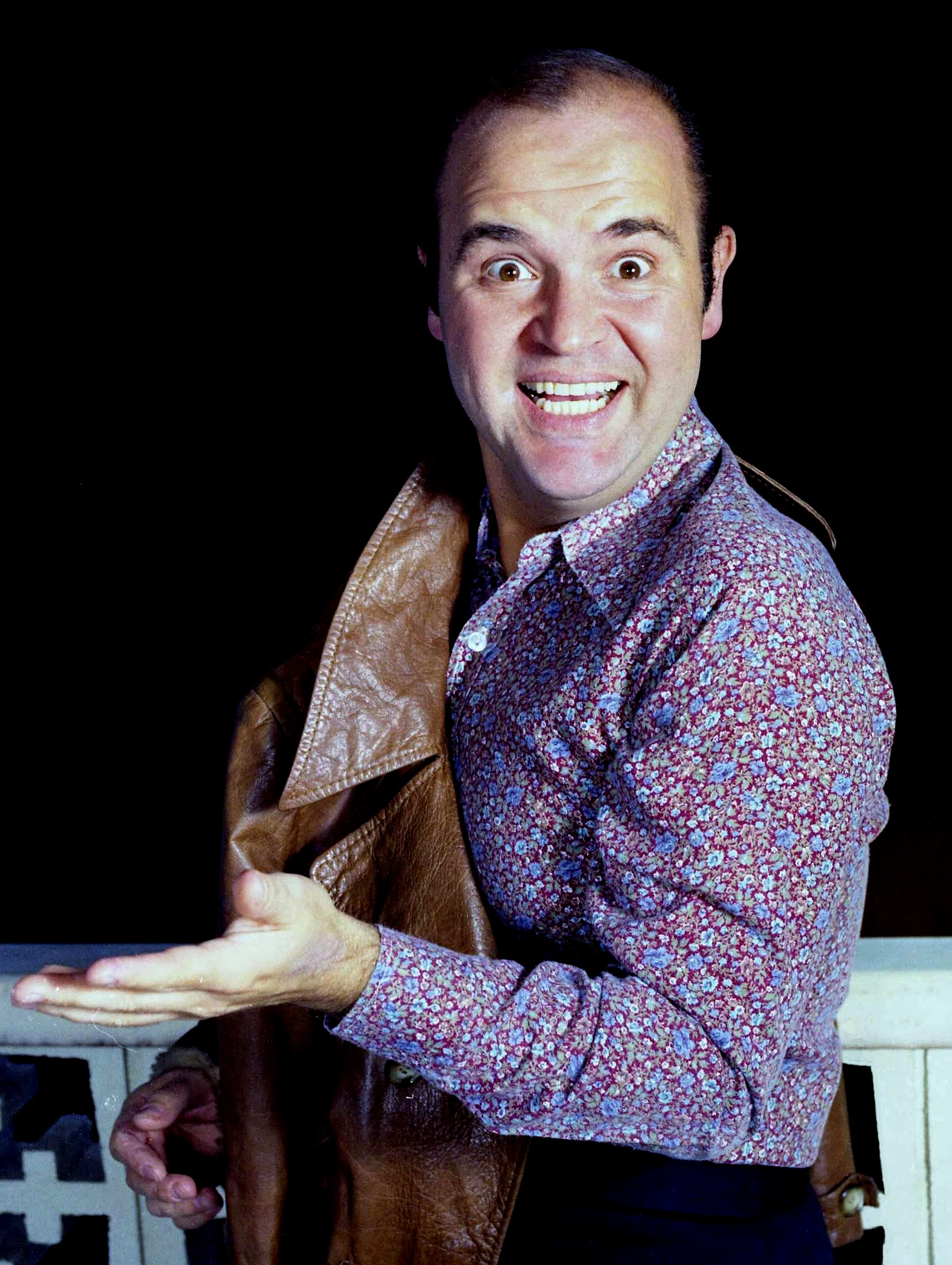
Dom DeLuise

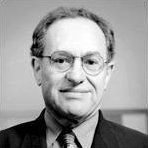
Alan M. Dershowitz

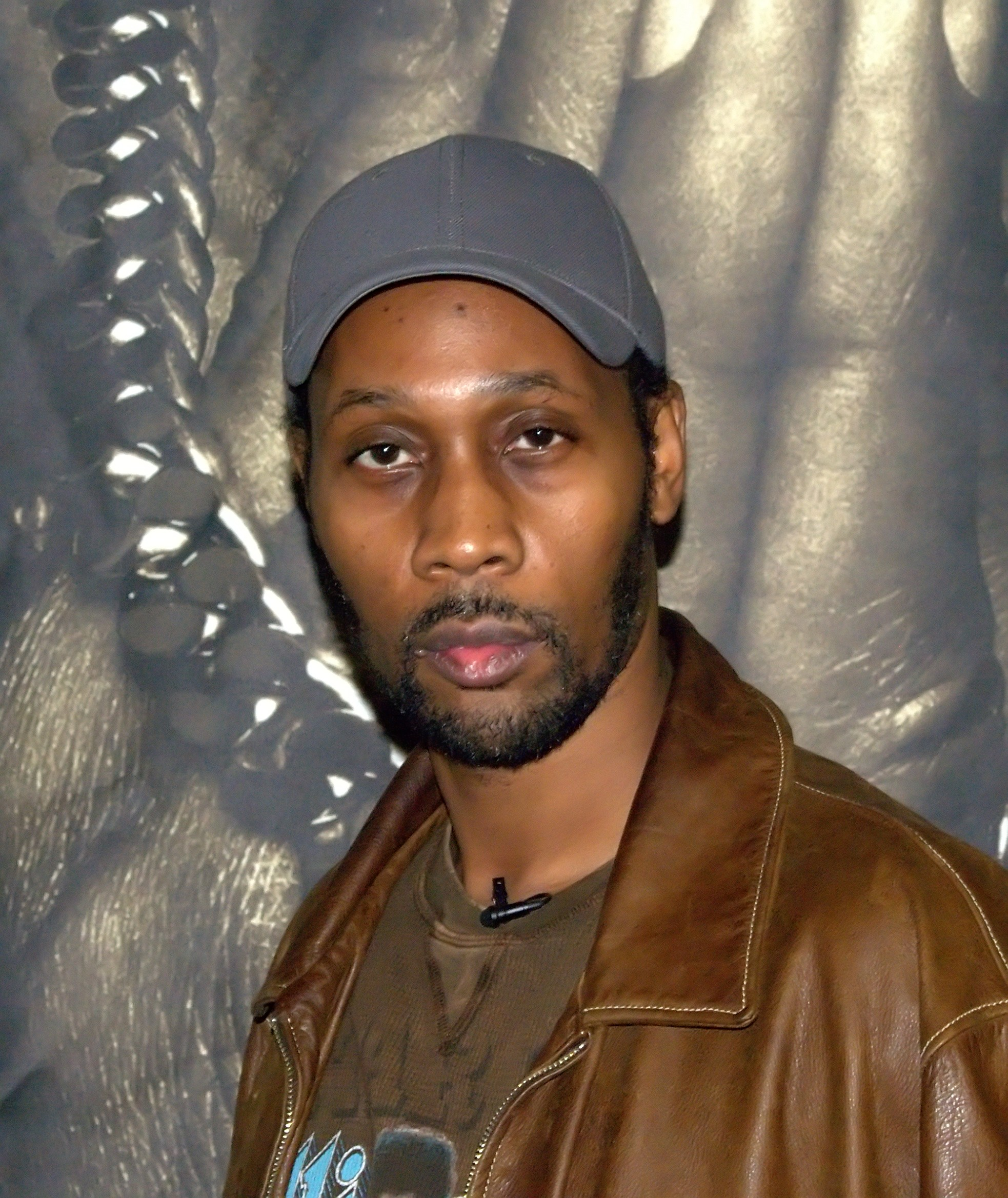
Robert Diggs

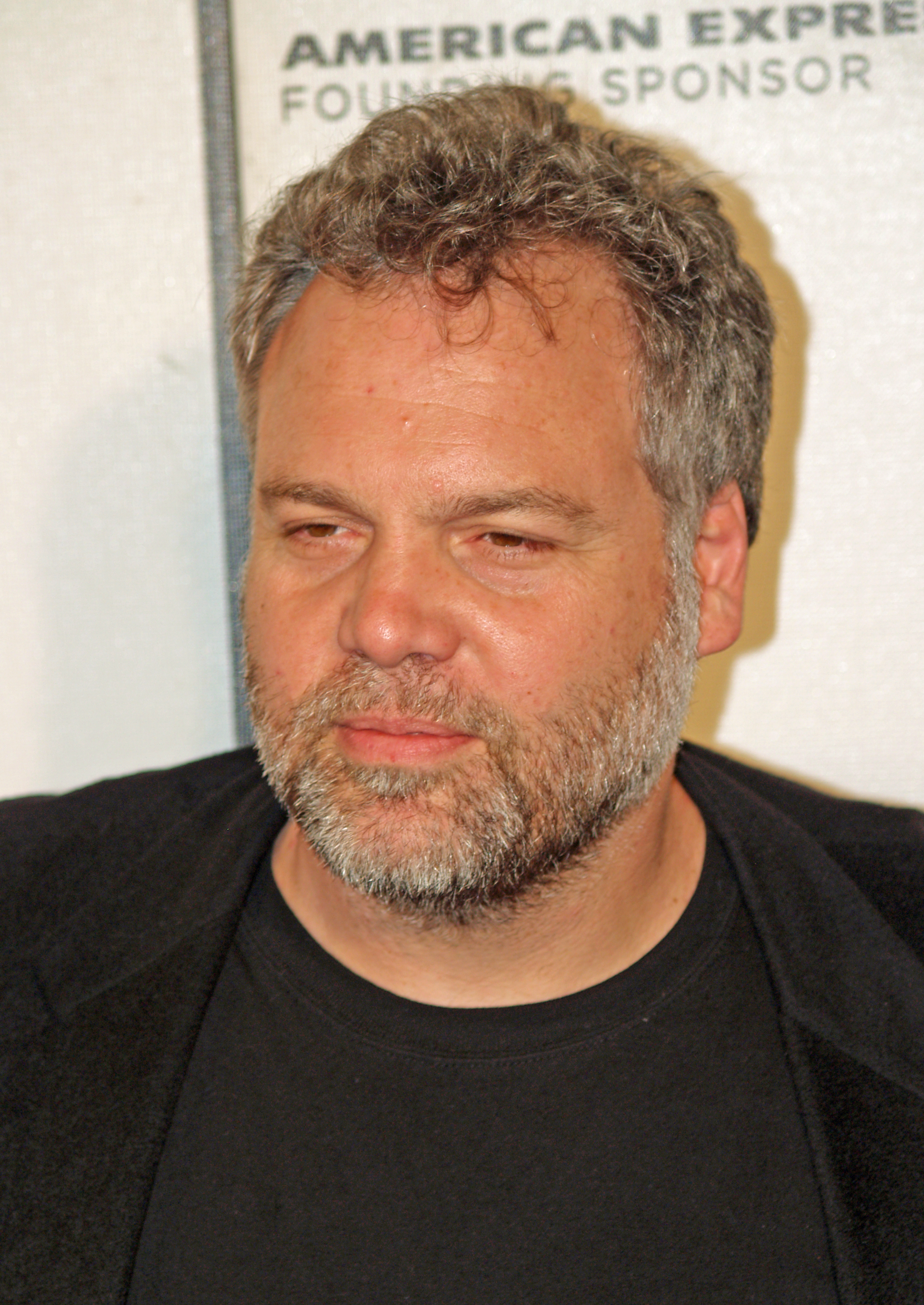
Vincent D’Onofrio

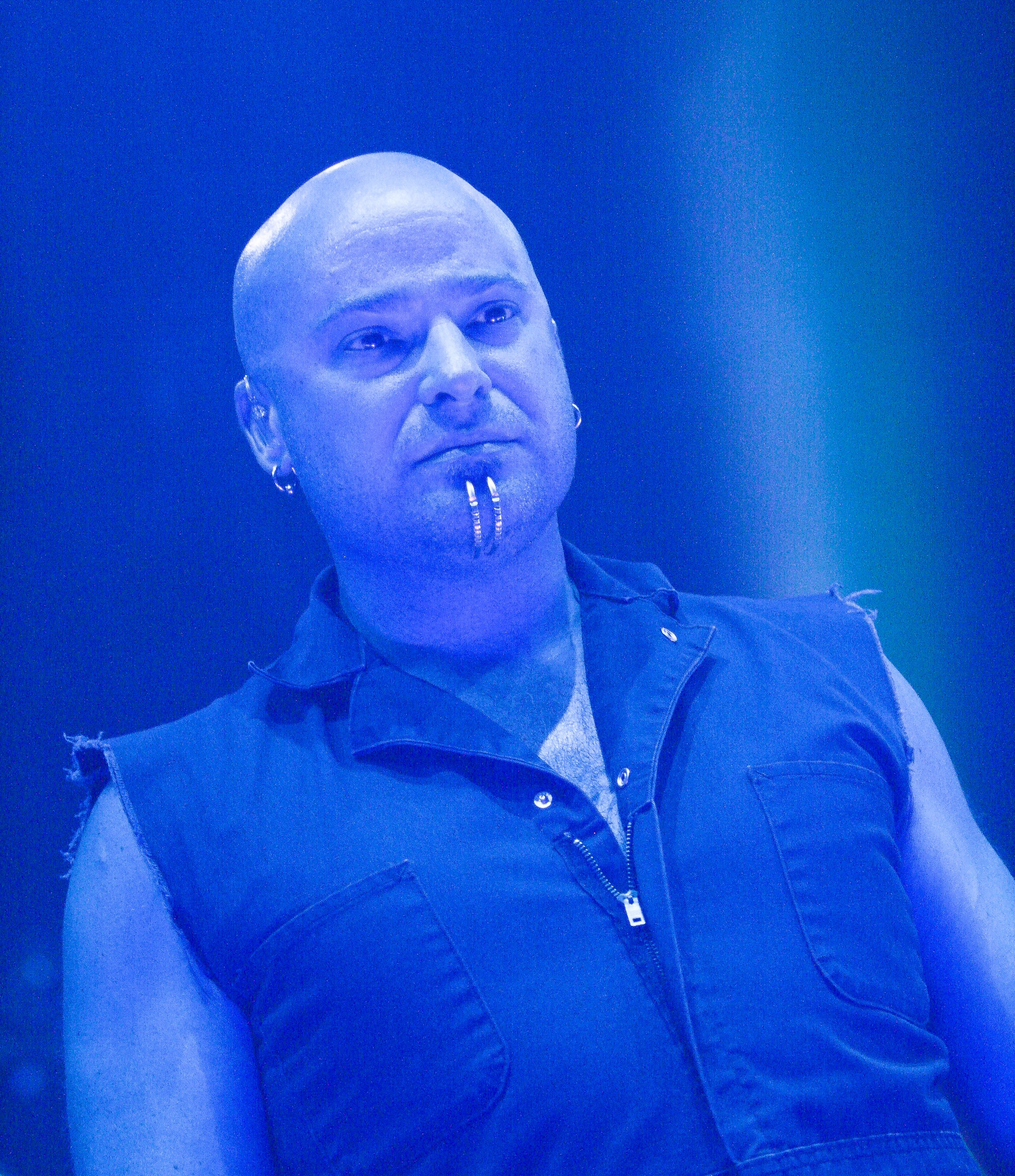
David Draiman

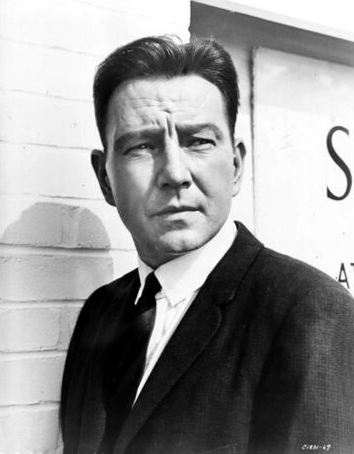
Tom Drake

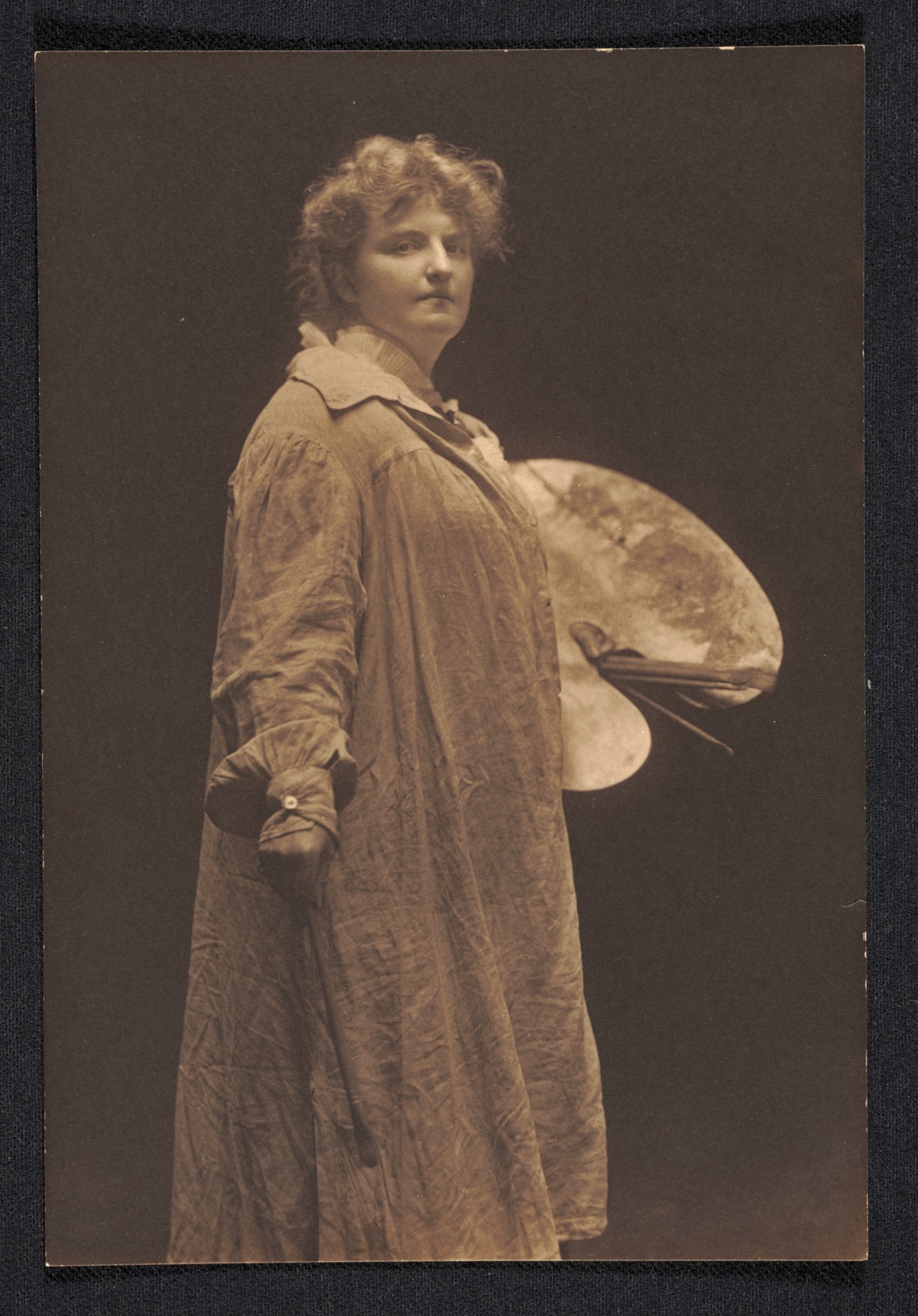
Katherine Sophie Dreier

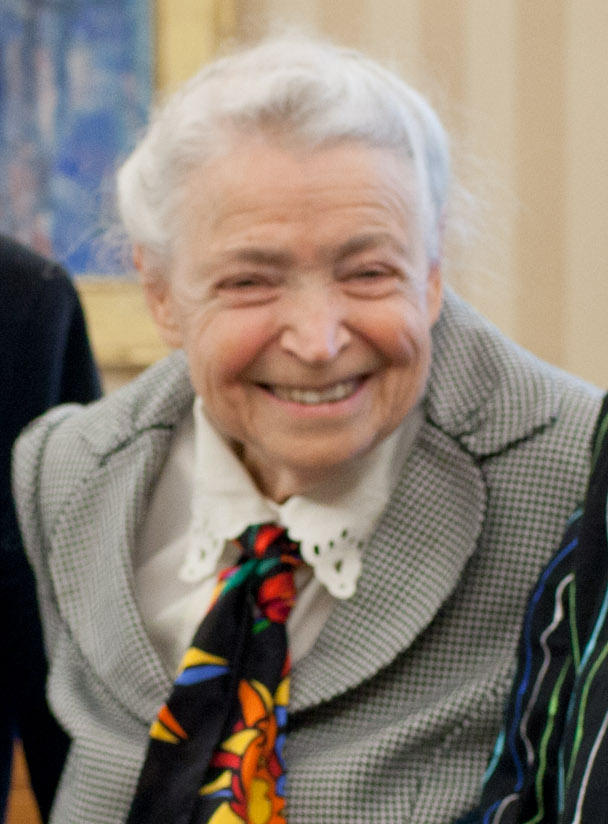
Mildred Dresselhaus

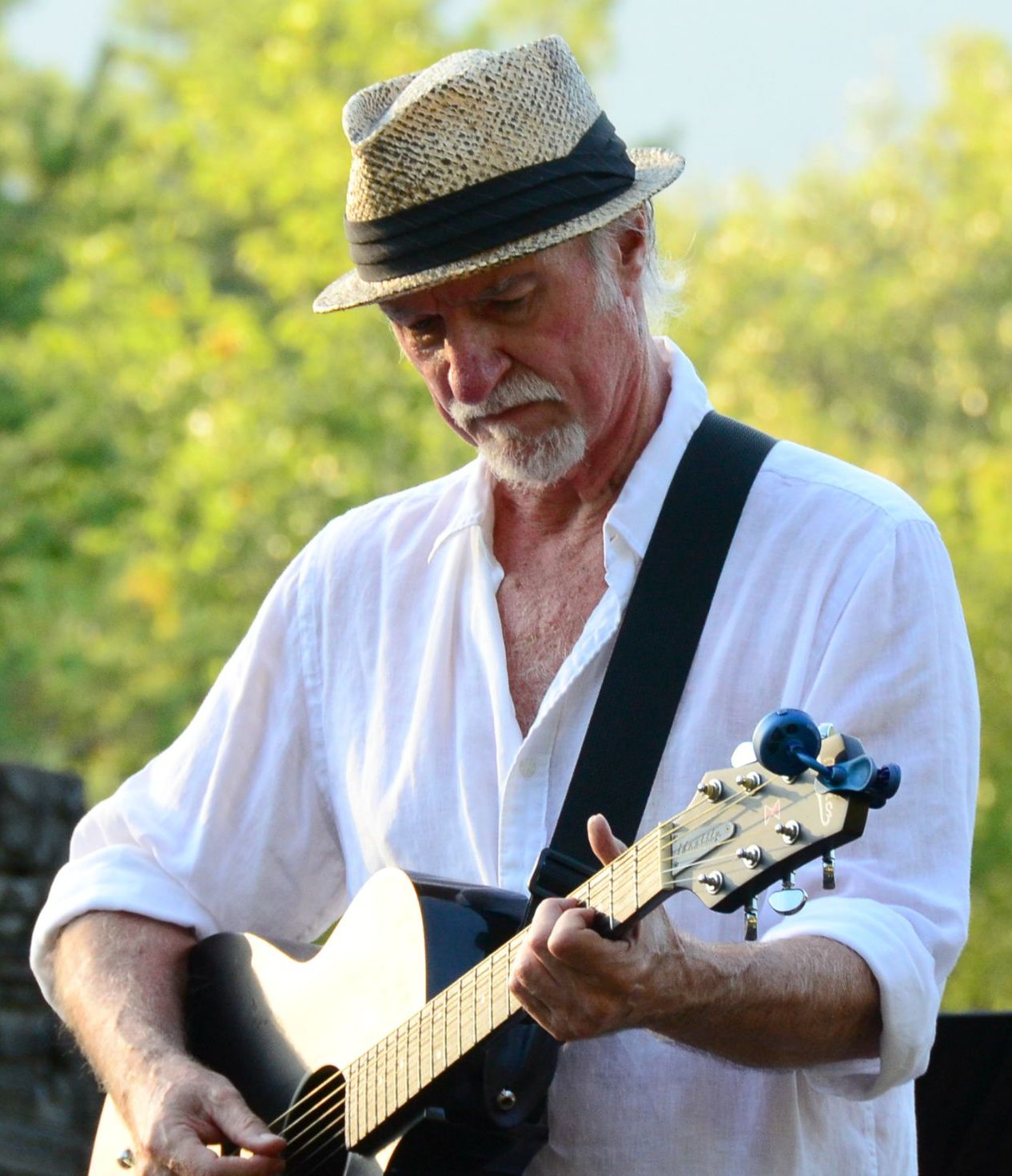
Robbie Dupree

- Nia DaCosta (* 1989), Filmregisseurin und Drehbuchautorin
- Robert Dallek (* 1934), Historiker
- Al D’Amato (* 1937), Rechtsanwalt und Politiker
- Vic Damone (1928–2018), Sänger und Schauspieler
- Viola Dana (1897–1987), Stummfilmschauspielerin
- William Daniels (* 1927), Schauspieler
- Tony Danza (* 1951), italo-amerikanischer Schauspieler
- Georgine Darcy (1931–2004), Schauspielerin
- Candy Darling (1944–1974), Transvestit und Filmschauspieler
- Connie Darnowski (1934–2023), Hürdenläuferin
- Tony Darrow (* 1938), italo-amerikanischer Schauspieler
- Nelson Horatio Darton (1865–1948), Geologe
- Hal David (1921–2012), Songtexter
- Jonathan David (* 2000), Fußballspieler
- Larry David (* 1947), Komiker, Drehbuchautor und Schauspieler
- Kief Davidson (* 1970), Filmemacher
- Paul Davidson (1930–2024), Ökonom
- Marion Davies (1897–1961), Schauspielerin
- John Bryant Davila (* 1980), Schauspieler
- Carl Davis (1936–2023), Komponist
- Clive Davis (* 1932), Unternehmer im Musikgeschäft
- Dexter Davis (* 1970), American-Football-Spieler
- James E. Davis (1962–2003), Polizist und Politiker
- Gloria Davy (1931–2012), Opernsängerin
- Donald Day (1895–1966), Journalist, Autor und Radiopropagandist des Großdeutschen Rundfunks
- Dorothy Day (1897–1980), Sozialaktivistin und Journalistin
- Sheila Levrant de Bretteville (* 1940), Grafikdesignerin, Feministin und Pädagogin
- Charles Deber (* 1942), Biochemiker
- Frank DeCicco (1935–1986), Verbrecher und Mitglied der Mafiafamilie Gambino
- Ronald DeFeo (1951–2021), Mehrfach-Mörder
- Hugh DeHaven (1895–1980), Pilot, Ingenieur und Pionier der Unfallforschung
- David DeJesus (* 1979), Baseballspieler
- Albert Dekker (1905–1968), Filmschauspieler und Kommunalpolitiker
- John J. Delaney (1878–1948), Politiker
- Nikki Delano (* 1986), Pornodarstellerin
- Lew Del Gatto (* 1941), Jazz-, Fusion- und Studiomusiker
- Fred DeLuca (1947–2015), Unternehmer und Gründer der Schnellrestaurantkette Subway
- Dom DeLuise (1933–2009), Schauspieler, Regisseur, Sänger und Tänzer
- Paddy DeMarco (1928–1997), Boxer
- Roy DeMeo (1942–1983), italoamerikanischer Mobster der La Cosa Nostra in der Gambino-Familie
- Les DeMerle (* 1946), Bigband-Leader, Schlagzeuger und Sänger
- James DeMonaco (* 1969), Regisseur, Drehbuchautor und Filmproduzent
- Aaron Demsky (* 1938), US-amerikanischer und israelischer Namenskundler, Epigraphiker, Historiker und Hochschullehrer
- Gloria DeNard (1927–2020), Jazzmusikerin und Musikpädagogin
- Kenwood Dennard (* 1956), Schlagzeuger und Musikpädagoge
- Alan M. Dershowitz (* 1938), Rechtsanwalt, politischer Aktivist und Publizist
- Sugar Pie DeSanto (1935–2024), R&B-Sängerin, Tänzerin, Entertainerin und Komponistin
- Desiigner (* 1997), US-amerikanischer Rapper und Songwriter
- Irwin Deutscher (* 1923), Soziologe
- John Devereaux (* 1962), Basketballspieler
- C. C. DeVille (* 1962), Gitarrist
- Neil Diamond (* 1941), Sänger und Liedermacher
- Lou DiBella (* 1960), Boxpromoter
- Janice Dickinson (* 1955), Model, Schauspielerin, Fotografin und Schriftstellerin
- Robert Diggs (* 1969), Rap-Musiker und Mitglied des Wu-Tang Clans
- Jeff Dinitz (* 1952), Mathematiker
- Gene DiNovi (* 1928), Jazzpianist und Komponist
- Diane DiPrima (1934–2020), Schriftstellerin
- Bob Dishy (* 1934), Schauspieler
- Diane Dixon (* 1964), Leichtathletin
- John Reinhard Dizon (* 20. Jh.), Schriftsteller
- DJ Casper (1965–2023), DJ
- DJ Spinna (* ≈1973), DJ und Musikproduzent
- Jack Donohue (1908–1984), Showtänzer, Choreograph, Drehbuchautor, musikalischer Leiter, Produzent und Regisseur
- James Donahue (1886–1966), Leichtathlet
- Byron Donalds (* 1978), Politiker, Unternehmer und Vertreter von Florida im US-Repräsentantenhaus
- Walter Donaldson (1893–1947), Komponist
- Ted Donaldson (1933–2023), Schauspieler und Kinderdarsteller
- J. P. Donleavy (1926–2017), irisch-amerikanischer Schriftsteller
- Vincent D’Onofrio (* 1959), Schauspieler
- Vikki Dougan (* 1929), Model und Schauspielerin
- Andrew Douglas (* 1998), Squashspieler
- Edwin B. Dooley (1905–1982), Politiker
- Brendan Dooling (* 1990), Schauspieler
- Sante D’Orazio (* 1956), Fotograf
- Francis E. Dorn (1911–1987), Jurist und Politiker
- Frank Nelson Doubleday (1862–1934), Verleger
- Nelson Doubleday (1889–1949), Verleger
- Doug E. Doug (* 1970), Schauspieler
- Eddie Dougherty (1915–1994), Jazz-Schlagzeuger
- Paul Dougherty (1877–1947), Marinemaler
- Carol Douglas (* 1948), Soul- und Discosängerin
- Donald Wills Douglas (1892–1981), Flugzeugbauer
- John E. Douglas (* 1945), Kriminalist und Publizist
- Will Downing (* 1965), Soul- und House-Sänger und Songwriter
- Jerry Doyle (1956–2016), Schauspieler, Radiomoderator und Politiker
- David Draiman (* 1973), Musiker, Disturbed/Device
- Stan Drake (1921–1997), Comiczeichner
- Tom Drake (1918–1982), Schauspieler
- Hal Draper (1914–1990), Sozialist, Marxismusforscher, Autor und Übersetzer
- Deborah Drattell (* 1956), Komponistin
- Katherine Sophie Dreier (1877–1952), Malerin, Kunstmäzenin und Kunstsammlerin
- Margaret Dreier Robins (1868–1945), Gewerkschafterin und Frauenrechtlerin
- Mary Dreier (1875–1963), Gewerkschafterin und Frauenrechtlerin
- Mildred Dresselhaus (1930–2017), Physikerin
- Henry Dreyfuss (1904–1972), Produktdesigner
- Lorin Dreyfuss (1943–2021), Schauspieler, Drehbuchautor und Produzent
- Edmund H. Driggs (1865–1946), Politiker
- Michael Drosnin (1946–2020), investigativer Journalist und Bestseller-Autor
- Mort Drucker (1929–2020), Cartoonist
- Kenneth Duberstein (1944–2022), politischer Berater und Stabschef des Weißen Hauses
- Al Duffy (1906–2006), Jazzgeiger
- Allen B. DuMont (1901–1965), Elektrotechniker
- Pamela Duncan (1931–2005), Schauspielerin
- Mike Dunleavy (* 1954), Basketballspieler und -trainer
- Linwood G. Dunn (1904–1998), Spezialeffektkünstler
- John Charles Dunne (* 1937), römisch-katholischer Weihbischof
- Robbie Dupree (* 1946), Pop-Sänger und -Songwriter
- Claudia Durastanti (* 1984), italienische Schriftstellerin und Übersetzerin
- Steve Dweck (1926–2024), Musiker und Psychologe
- Ruth Dwyer (1898–1978), Schauspielerin der Stummfilmzeit
- Gene Dynarski (1933–2020), Schauspieler

## E

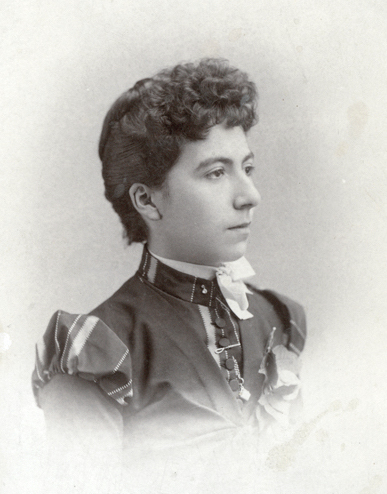
Josephine Earp

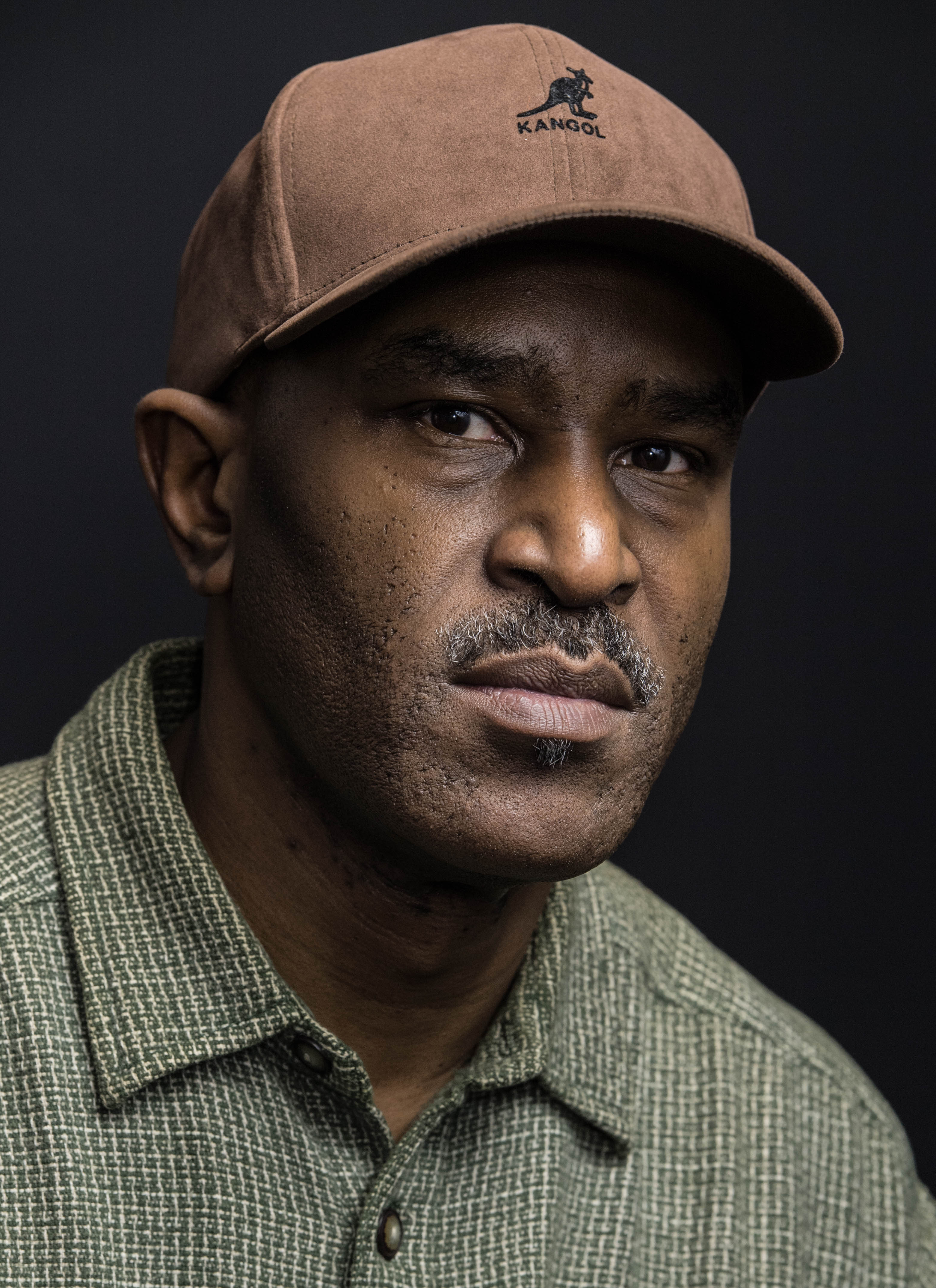
Easy Mo Bee

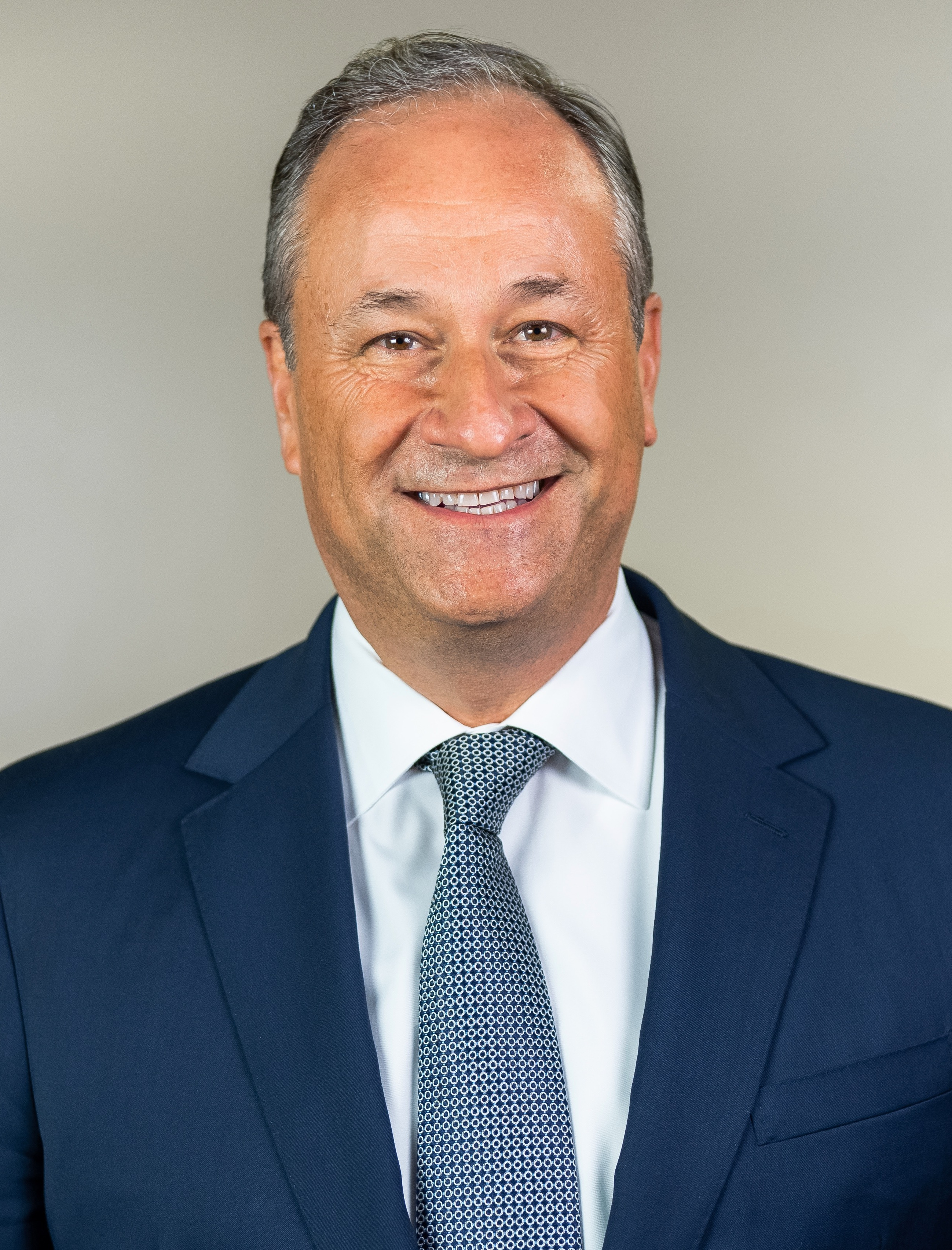
Douglas Emhoff

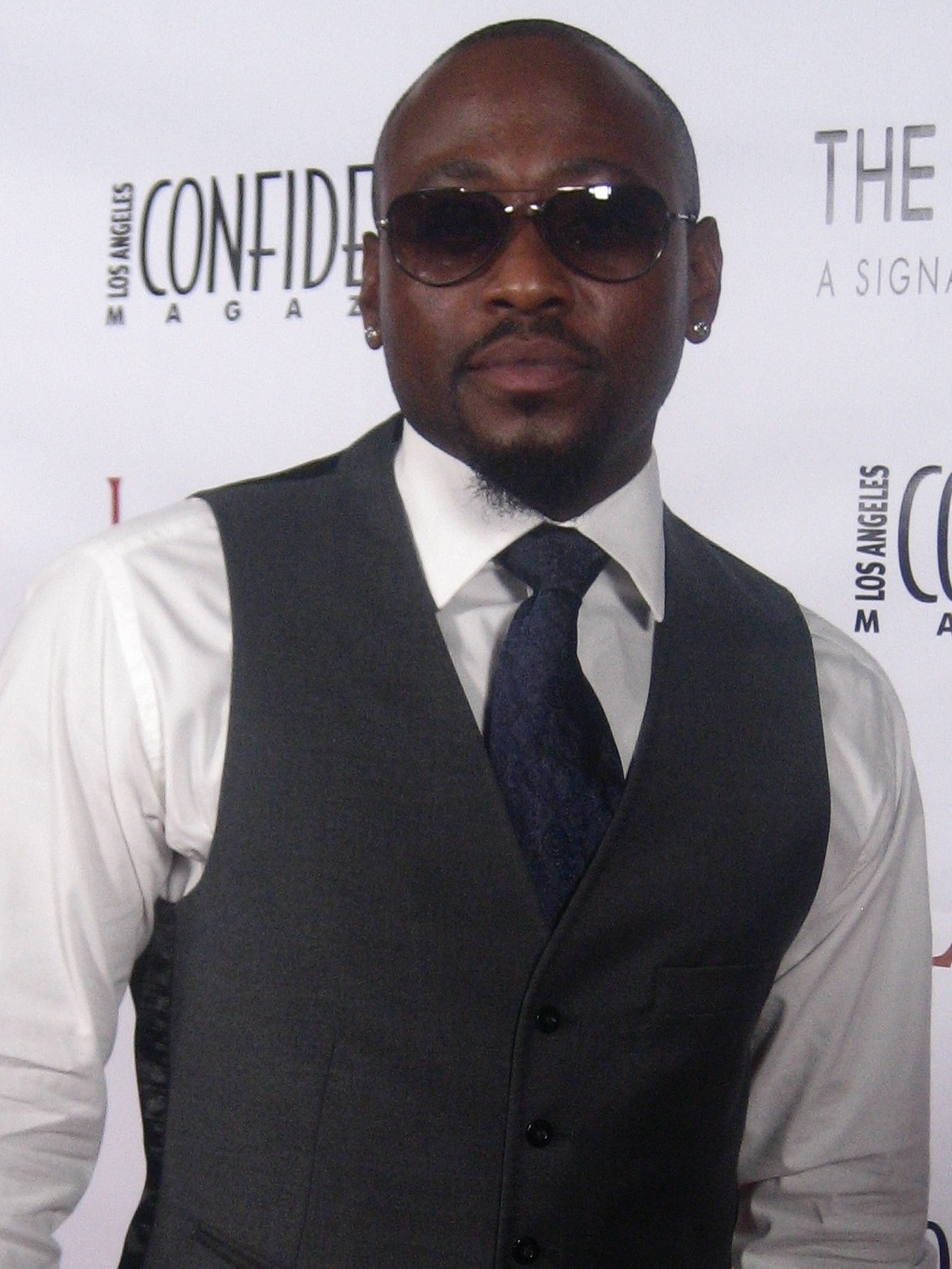
Omar Epps

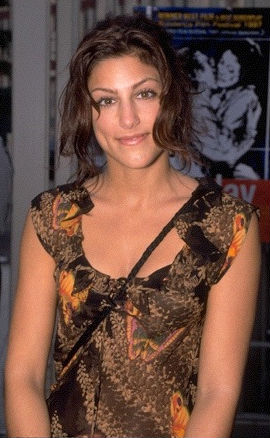
Jennifer Esposito

- Madeline Early (1912–2001), Mathematikerin und Hochschullehrerin
- Josephine Earp (1861–1944), Schauspielerin und Berufstänzerin
- Monk Eastman (1873–1920), Krimineller
- Easy Mo Bee (* 1965), Musikproduzent und Rapper
- Philip Eaton (1936–2023), Chemiker
- Alan Edelman (* 1963), Mathematiker und Informatiker
- Bernard Edelman (1946–2021), Autor, Herausgeber, Fotograf, Dokumentarfilmer und Kurator
- Herb Edelman (1933–1996), Schauspieler
- Marvin Eder (1931–2022), Bodybuilder
- Vince Edwards (1928–1996), Schauspieler und Regisseur
- Ella Ehni (1875–1952), deutsche Politikerin
- Leon Ehrenpreis (1930–2010), Mathematiker
- Herman Eisen (1918–2014), Immunologe
- George Stephen Eisenbarth (1947–2012), Endokrinologe, Immunologe und Diabetologe
- Will Eisner (1917–2005), Comiczeichner
- Florence Eldridge (1901–1988), Schauspielerin
- Hal Elias (1899–1993), Filmproduktionsleiter
- Jennifer Elie (* 1986), Tennisspielerin
- Mortimer M. Elkind (1922–2000), Physiker und Strahlenbiologe
- Aaron Elkins (* 1935), Kriminalschriftsteller
- Stanley Ellin (1916–1986), Krimiautor
- El-P (* 1975), Rapper und Musikproduzent
- Douglas Emhoff (* 1964), Rechtsanwalt und erster Second Gentleman der USA
- Morris Engel (1918–2005), Fotograf, Kameramann, Drehbuchautor und Regisseur
- Theobald Engelhardt (1851–1935), Architekt
- Scott English (1937–2018), Singer-Songwriter
- Epic Mazur (* 1970), Rapper, Sänger und Produzent
- Louis Eppolito (1948–2019), Polizist des New York Police Department
- Omar Epps (* 1973), Schauspieler
- Shareeka Epps (* 1989), Schauspielerin
- Jeffrey Epstein (1953–2019), Investmentbanker
- Marion Epstein (1915–2014), Mathematikerin
- Nelson Erazo (Homicide) (* 1977), Pro-Wrestler
- Eric Sigfrid Erickson (1890–1983), schwedischer Ölmanager
- Jade Eshete, Schauspielerin
- Jennifer Esposito (* 1973), Schauspielerin
- Joe Esposito (* 1948), Sänger
- John Esposito (* 1953), Jazzpianist, Komponist, Arrangeur und Musikproduzent
- John L. Esposito (* 1940), Islamwissenschaftler
- Marcellus H. Evans (1884–1953), Jurist und Politiker
- Natale Evola (1907–1973), Berufsverbrecher
- Gertrude Ezorsky (1926–2019), Philosophin

## F
- Fabolous (* 1977), Rapper

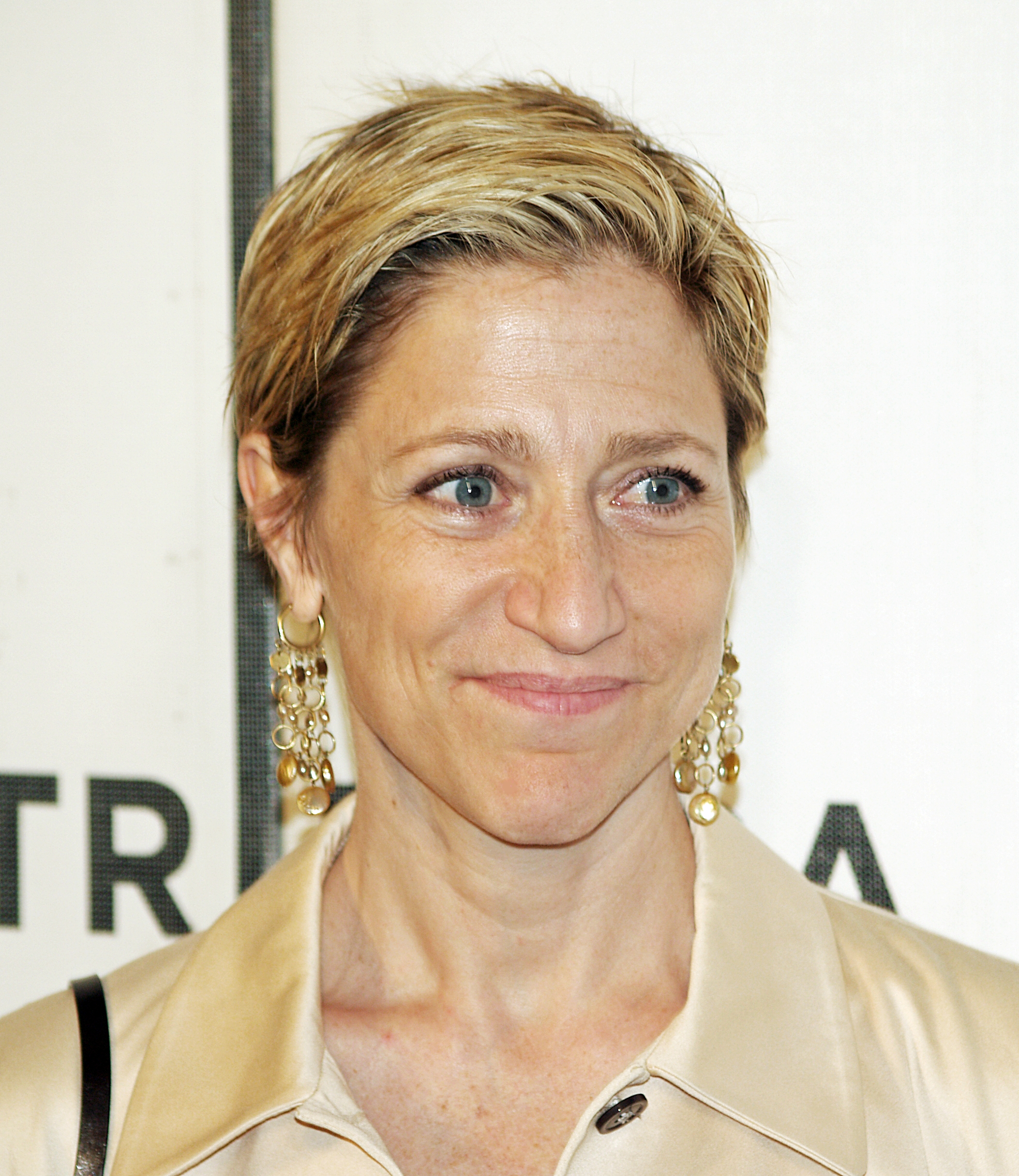
Edie Falco

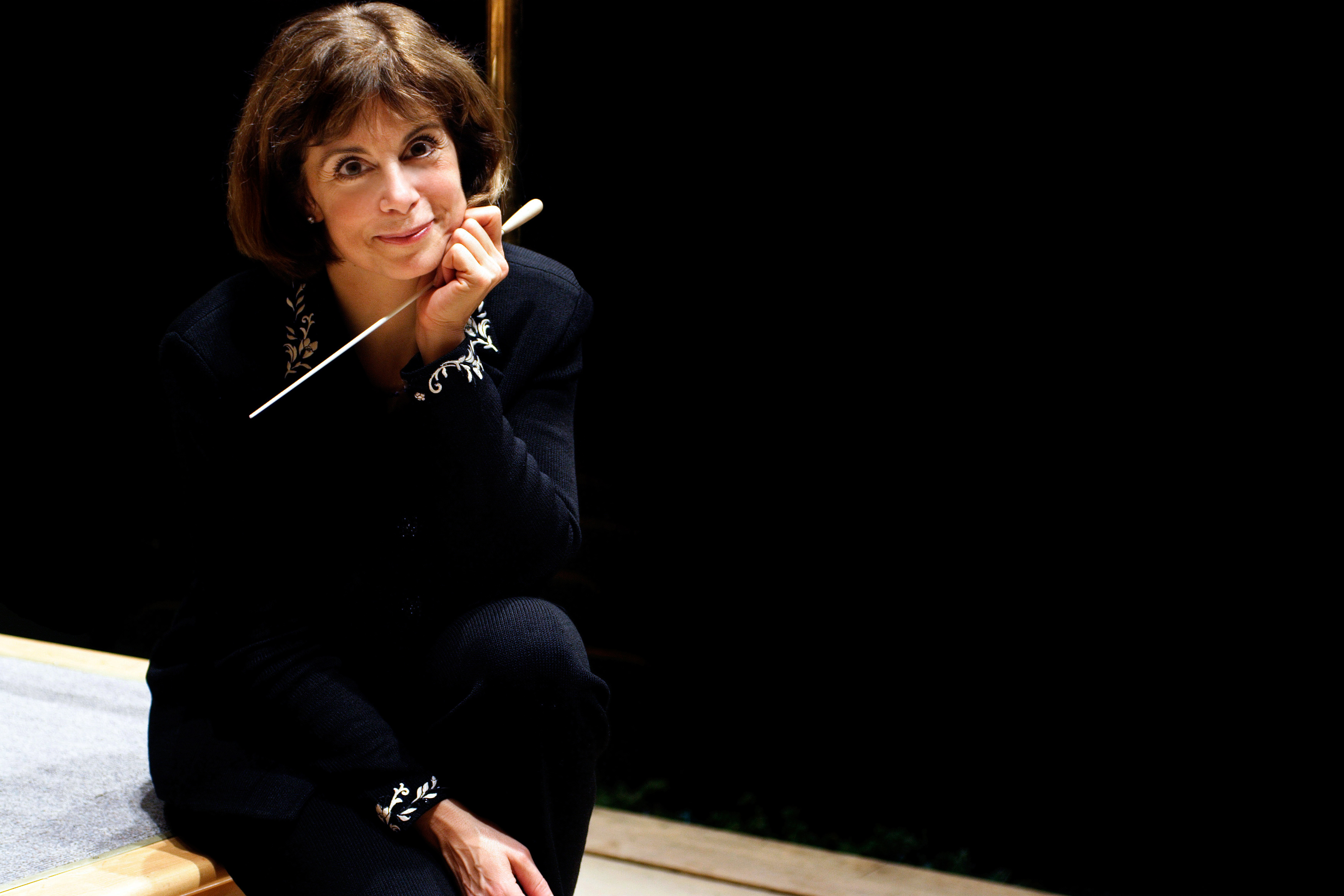
JoAnn Falletta

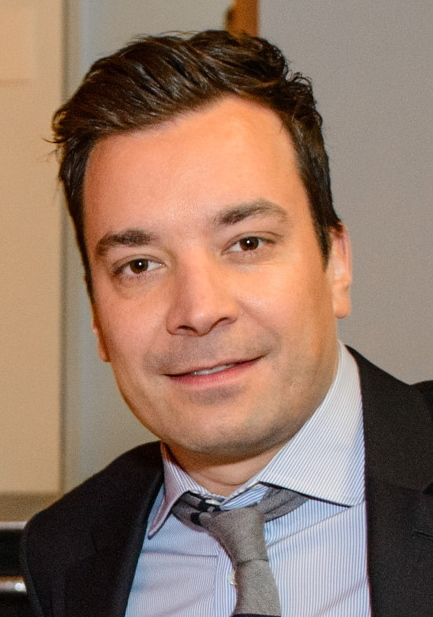
Jimmy Fallon

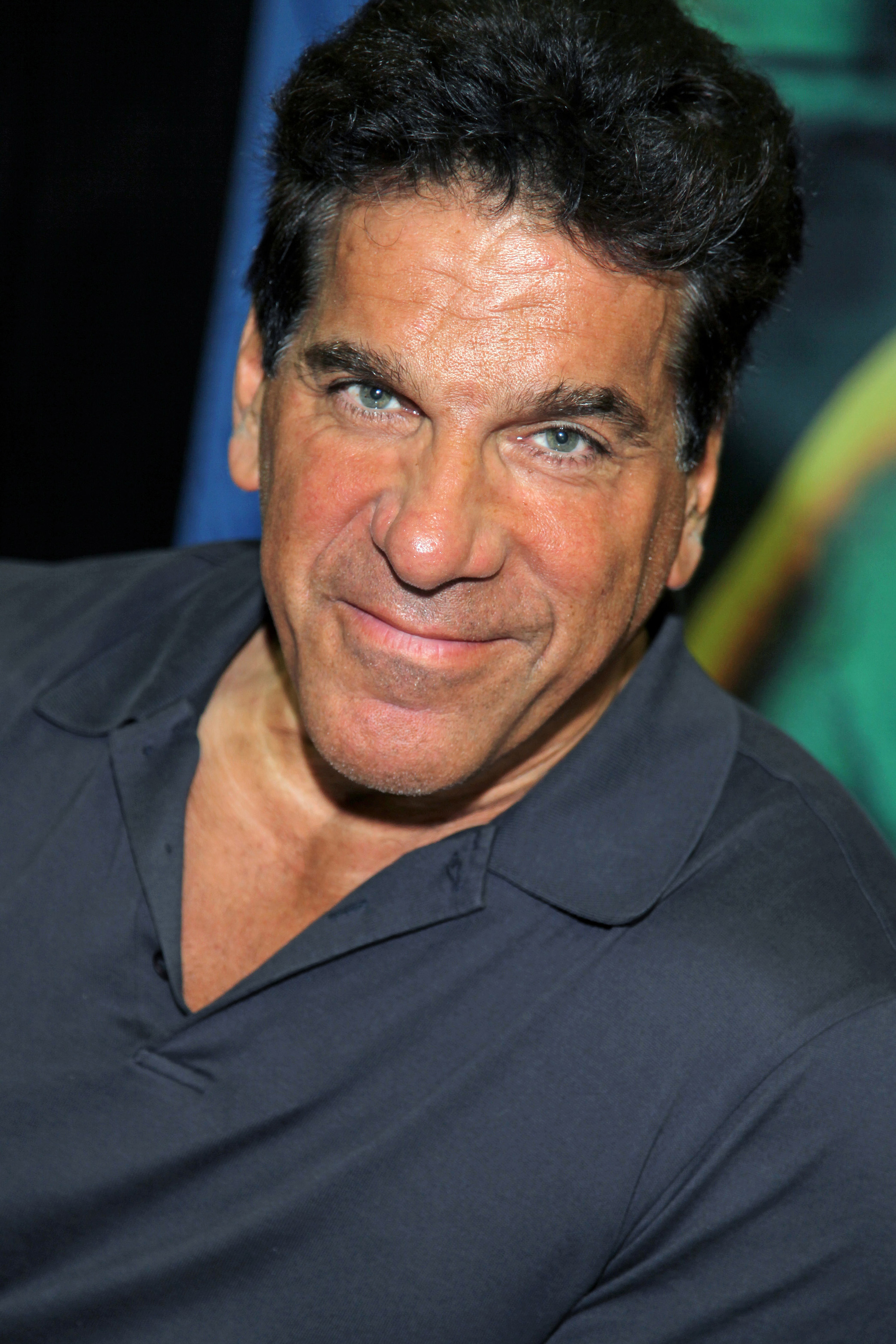
Lou Ferrigno

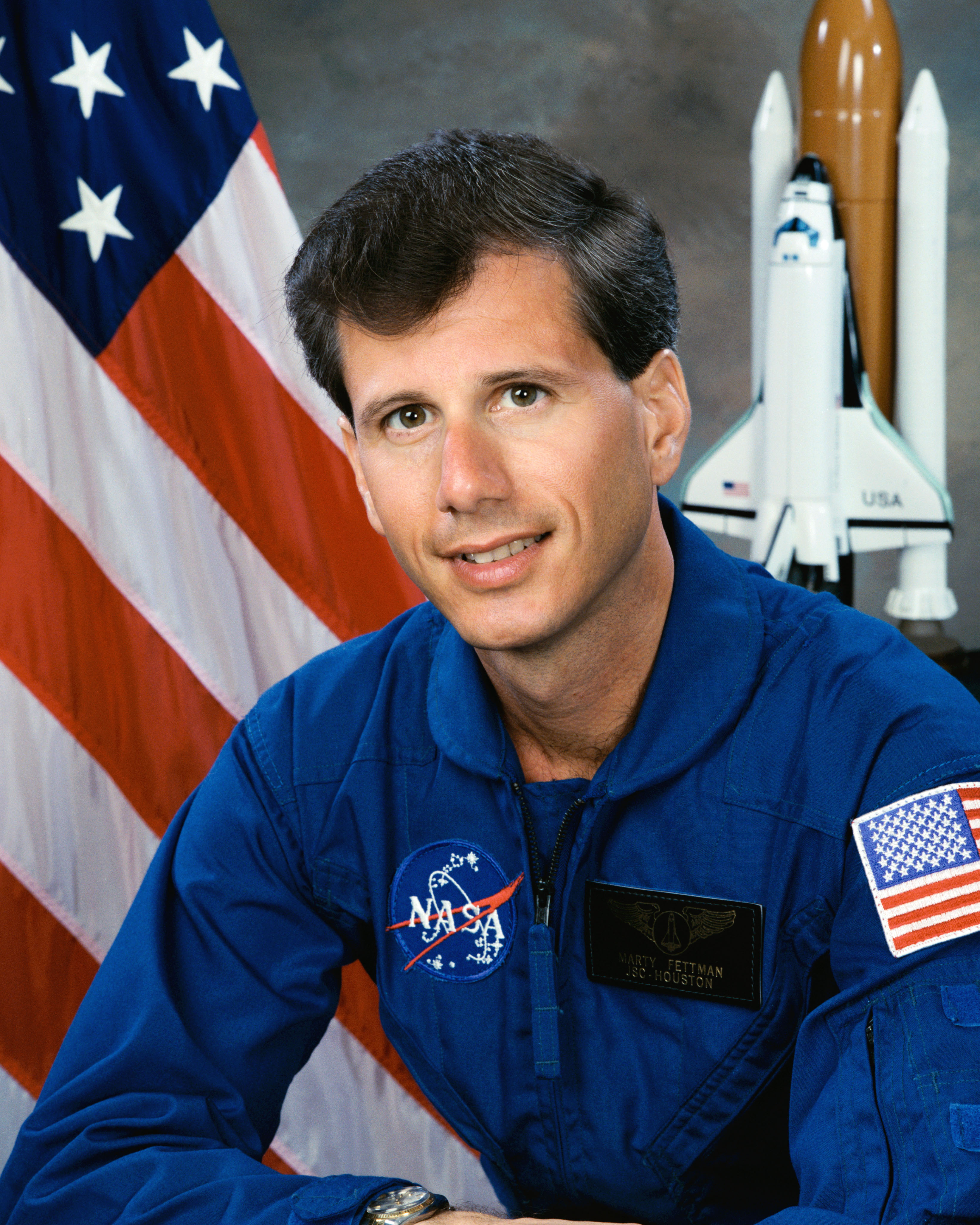
Martin Joseph Fettman

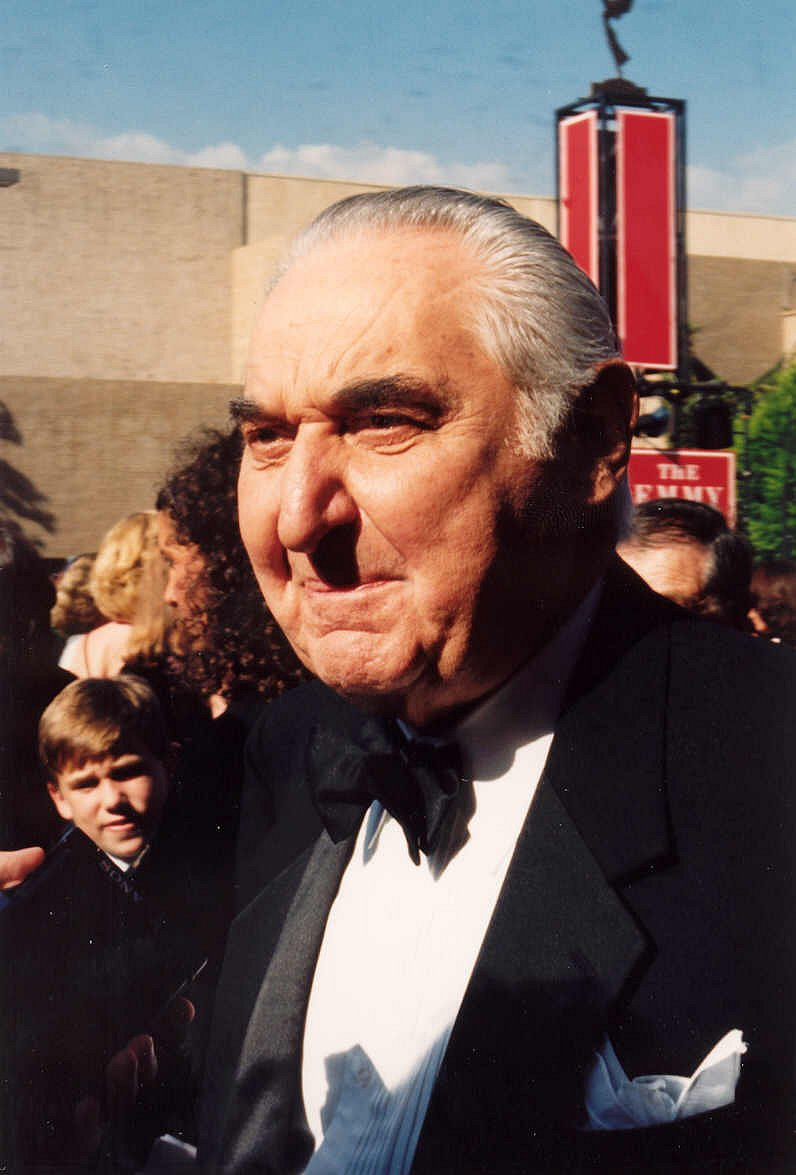
Fyvush Finkel

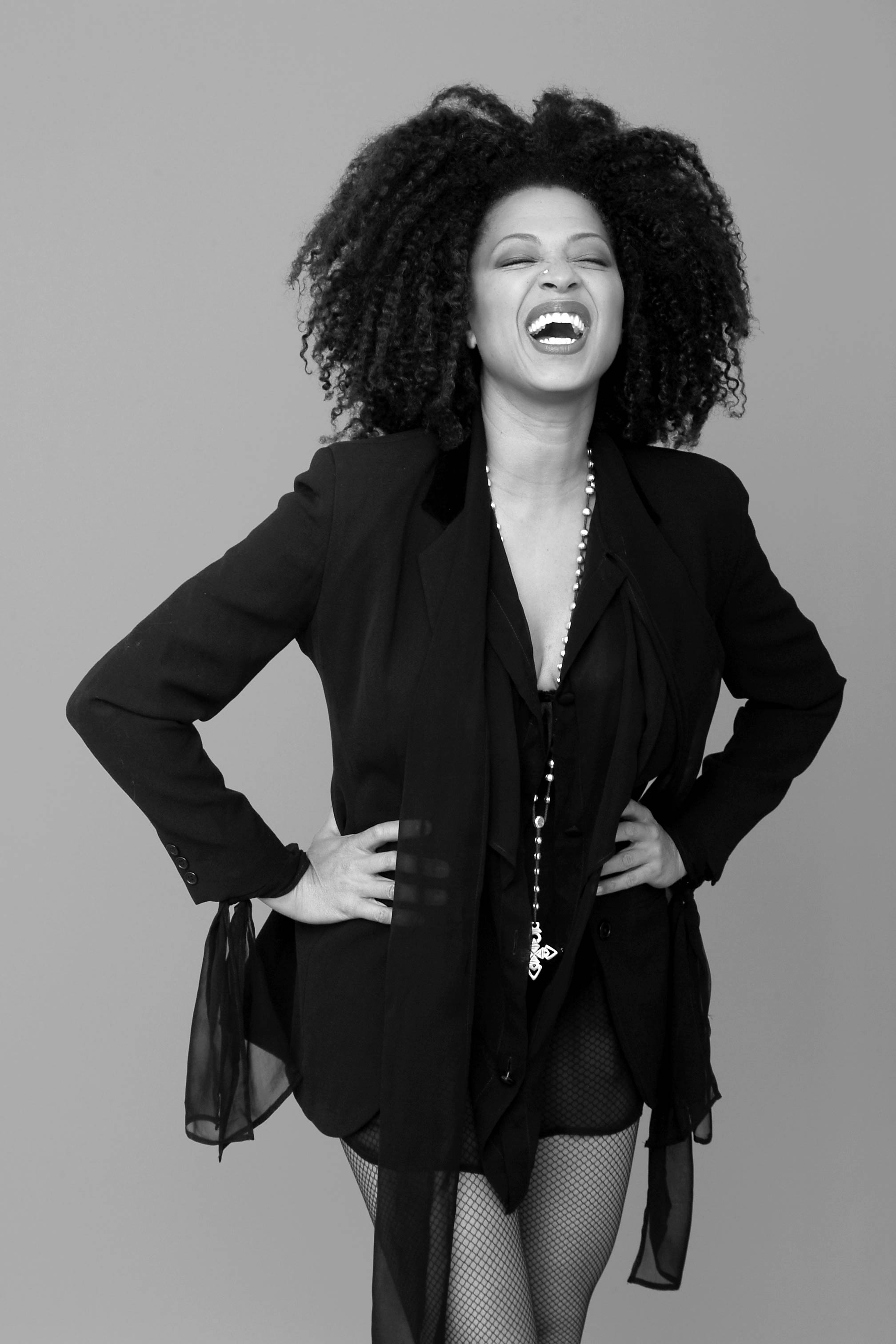
Lisa Fischer

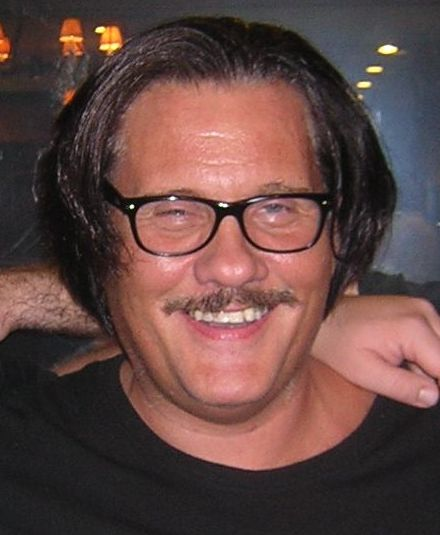
William Forsythe

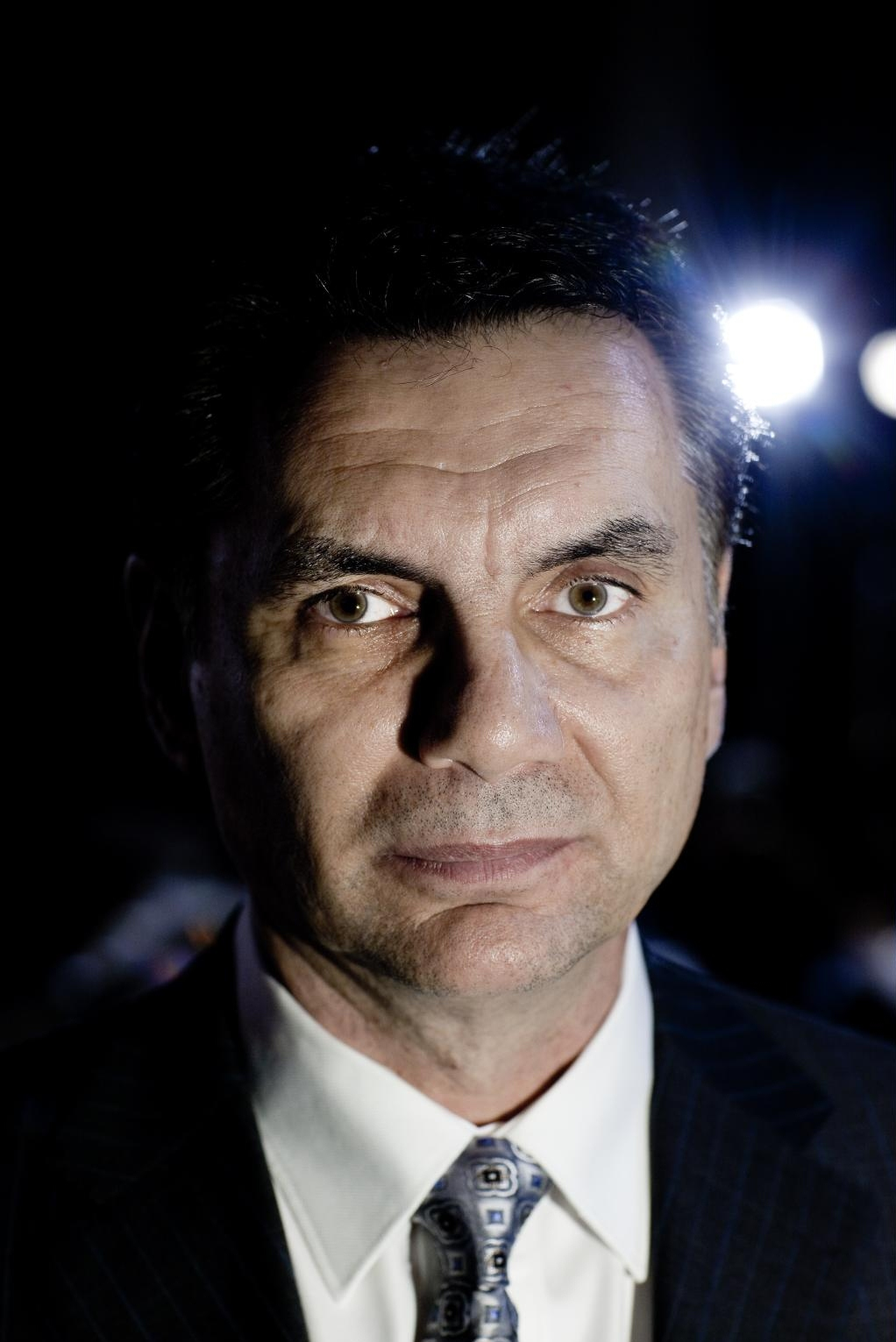
Michael Franzese

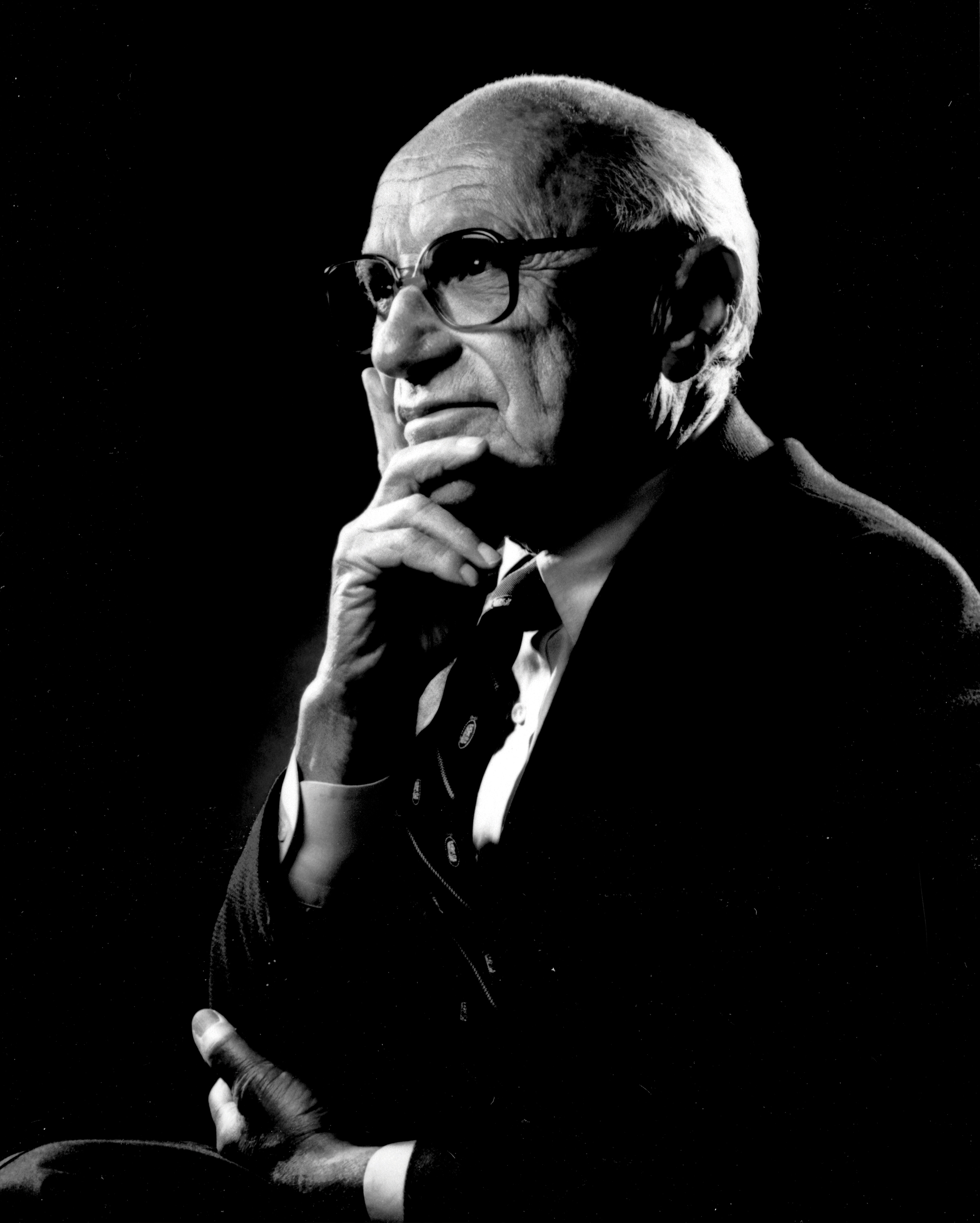
Milton Friedman

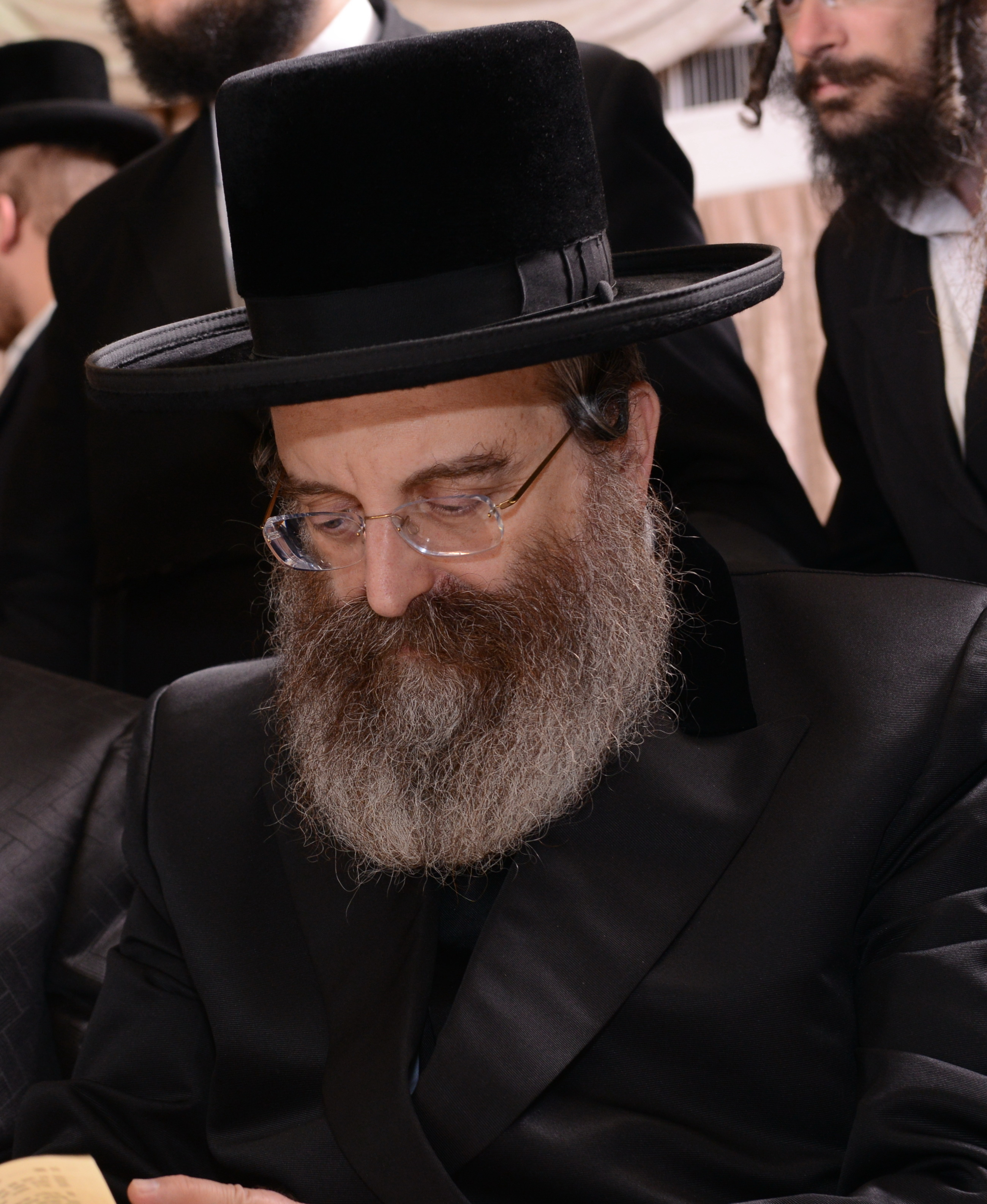
Jisroel Moische Friedmann

- Solomon Fabricant (1906–1989), Wirtschaftswissenschaftler
- Clifton Fadiman (1904–1999), Schriftsteller, Journalist und Entertainer
- Tony Falanga, Kontrabassist
- Edie Falco (* 1963), Schauspielerin
- Robert Falkenburg (1926–2022), Tennisspieler
- JoAnn Falletta (* 1954), Musikerin und Dirigentin
- Jimmy Fallon (* 1974), Komiker, Moderator und Schauspieler
- James Farentino (1938–2012), Filmschauspieler
- Richard Fariña (1937–1966), Schriftsteller und Musiker
- Carmine Fatico (1910–1991), Caporegime der Gambino-Familie
- Joey Fatone (* 1977), Sänger
- Joan Feigenbaum (* 1958), Informatikerin, Mathematikerin und Hochschullehrerin
- Bernard Feld (1919–1993), Physiker
- Liz Feldman (* 1977), Komikerin, Drehbuchautorin und Fernsehproduzentin
- Al Feldstein (1925–2014), Comiczeichner und Maler
- Chuck Fenda (* 1972), Reggae-/Dub-Musiker
- Vanessa Ferlito (* 1980), Schauspielerin
- Alison Fernandez (* 2005), Schauspielerin
- Don Ferrara (1928–2011), Jazz-Trompeter
- Jerry Ferrara (* 1979), Schauspieler
- Lou Ferrigno (* 1951), Schauspieler und Bodybuilder
- Martin Joseph Fettman (* 1956), Astronaut
- Cy Feuer (1911–2006), Theaterbesitzer, Musikdirektor, Film- und Theaterproduzent
- Edward Field (* 1924), Schriftsteller
- Edward Fielding (1875–1945), Schauspieler
- Mark Fields (* 1961), Manager
- Shep Fields (1910–1981), Swingmusiker
- Harvey Fierstein (* 1954), Schauspieler
- Jack Fine (1928–2021), Jazzmusiker
- Sylvia Fine (1913–1991), Komponistin und Filmproduzentin
- Herbert Fingarette (1921–2018), Philosoph
- Gerald R. Fink (* 1940), Genetiker
- Fyvush Finkel (1922–2016), Schauspieler
- Jacob J. Finkelstein (1922–1974), Assyriologe
- Nat Finkelstein (1933–2009), Fotograf, Fotojournalist und Buchautor
- Norman Finkelstein (* 1953), Politologe und Autor
- James Finn (* 1956), Jazzmusiker
- Michele Fiore (* 1970), Politikerin
- Ephraim Fischbach (* 1942), Physiker
- Lisa Fischer (* 1958), R&B-Sängerin
- Martin Fishbein (1936–2009), Sozialpsychologe
- Avery Fisher (1906–1994), Unternehmer, Erfinder und Musikmäzen
- Marc Fitten (* 1974), Autor und Publizist
- Glenn Fitzgerald (* 1971), Schauspieler
- John Joseph Fitzgerald (1872–1952), Politiker
- Ernest Flagg (1857–1947), Architekt
- Herbert Flam (1928–1980), Tennisspieler
- Ira Flatow (* 1949), Journalist und Hörfunkmoderator
- Marshall Flaum (1925–2010), Filmregisseur, Drehbuchautor und Produzent von Dokumentarfilmen
- Richard Fleischer (1916–2006), Regisseur
- Sid Fleischman (1920–2010), Schriftsteller
- Joe Fleishaker (1954–2016), Schauspieler
- Brian Flores (* 1981), American-Football-Trainer
- James Florio (1937–2022), Politiker
- Edna Flugrath (1892–1966), Stummfilmschauspielerin
- Joseph V. Flynn (1883–1940), Jurist und Politiker
- Dan Fogler (* 1976), Schauspieler, Regisseur, Synchronsprecher und Drehbuchautor
- James Foley (1953–2025), Regisseur
- Graham Forbes (1917–1984), Jazzpianist und Arrangeur
- Paul Leicester Ford (1865–1902), Schriftsteller, Historiker und Biograf
- Mark Forest (1933–2022), Bodybuilder, Schauspieler und Opernsänger
- Mitchel Forman (* 1956), Keyboarder des Fusion und Modern Jazz
- Richard Foronjy (1937–2024), Schauspieler
- Chet Forrest (1915–1999), Pianist, Dirigent, Filmkomponist und Liedtexter
- William Forsythe (* 1955), Schauspieler
- Robert Foster (* 1949), Englischprofessor und Schriftsteller
- Gardner Fox (1911–1986), Comic- und Science-Fiction-Autor
- Allan Franklin (* 1938), Physiker, Wissenschaftshistoriker und Wissenschaftsphilosoph
- Bob Frankston (* 1949), Software-Entwickler
- Daniel Franzese (* 1978), Schauspieler
- Michael Franzese (* 1951), Mobster und Capo der amerikanischen Cosa Nostra
- Elisabeth Fraser (1920–2005), Schauspielerin
- Frank Frazetta (1928–2010), Fantasy- und Science-Fiction-Illustrator
- Leonard Freed (1929–2006), Fotograf
- Morton Freedgood (1913–2006), Schriftsteller
- John Freely (1926–2017), Physiker, Autor und Hochschullehrer
- J. E. Freeman (1946–2014), Schauspieler
- Mavis Freeman (1918–1988), Schwimmerin und Olympiateilnehmerin
- Frank Freidel (1916–1993), Historiker
- Jane Freilicher (1924–2014), Malerin
- Richard H. Frenkiel (* 1943), Ingenieur und Pionier der Mobilfunk-Technik
- Jacque Fresco (1916–2017), Sozialreformer
- Leonard Frey (1938–1988), Schauspieler
- Blanche Friderici (1878–1933), Schauspielerin
- Herbert Friedman (1916–2000), Physiker
- Laura Friedman (* 1966), Politikerin
- Milton Friedman (1912–2006), Wirtschaftswissenschaftler und Nobelpreisträger
- Moishe Friedman (* 1972), Holocaustleugner und Antizionist
- Freda Friedman Salzman (1927–1981), Physikerin und Hochschullehrerin
- Herbert Friedmann (1900–1987), Ornithologe, zoologischer Kurator und Kunsthistoriker
- Jisroel Moische Friedmann (1955–2020), sechster Rebbe der chassidischen Sadigura-Dynastie
- Rudolf Friedmann (1891–1945), Journalist, Auslandskorrespondent, Schriftsteller, Übersetzer und Jurist
- Orrin Frink (1901–1988), Mathematiker und Hochschullehrer
- Robert Funaro (* 1959), Film- und Fernsehschauspieler
- Ashrita Furman (* 1954), Rekordhalter im Rekordehalten
- Victor Futter (1919–2005), Jurist und Professor

## G

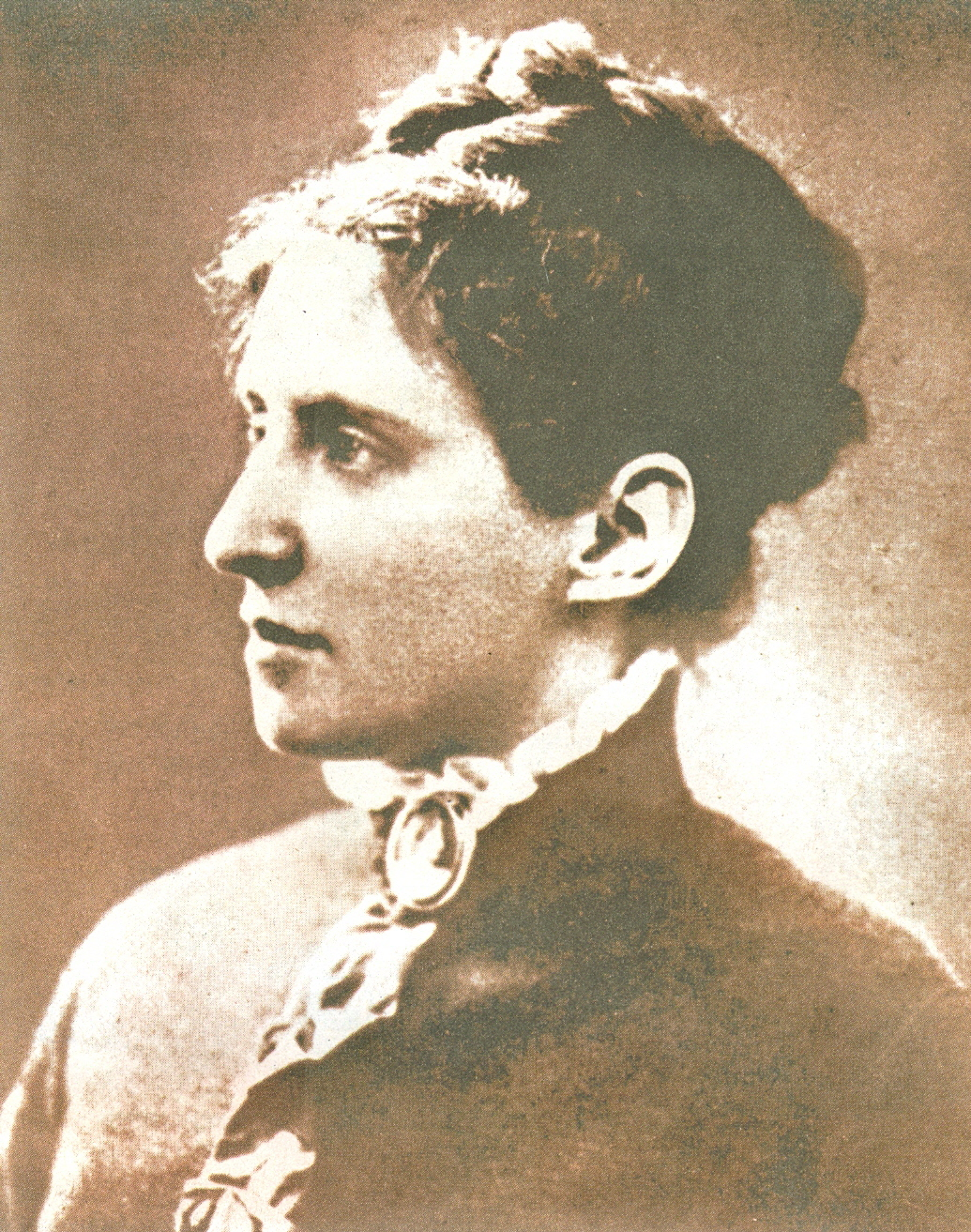
Charlotte Garrigue

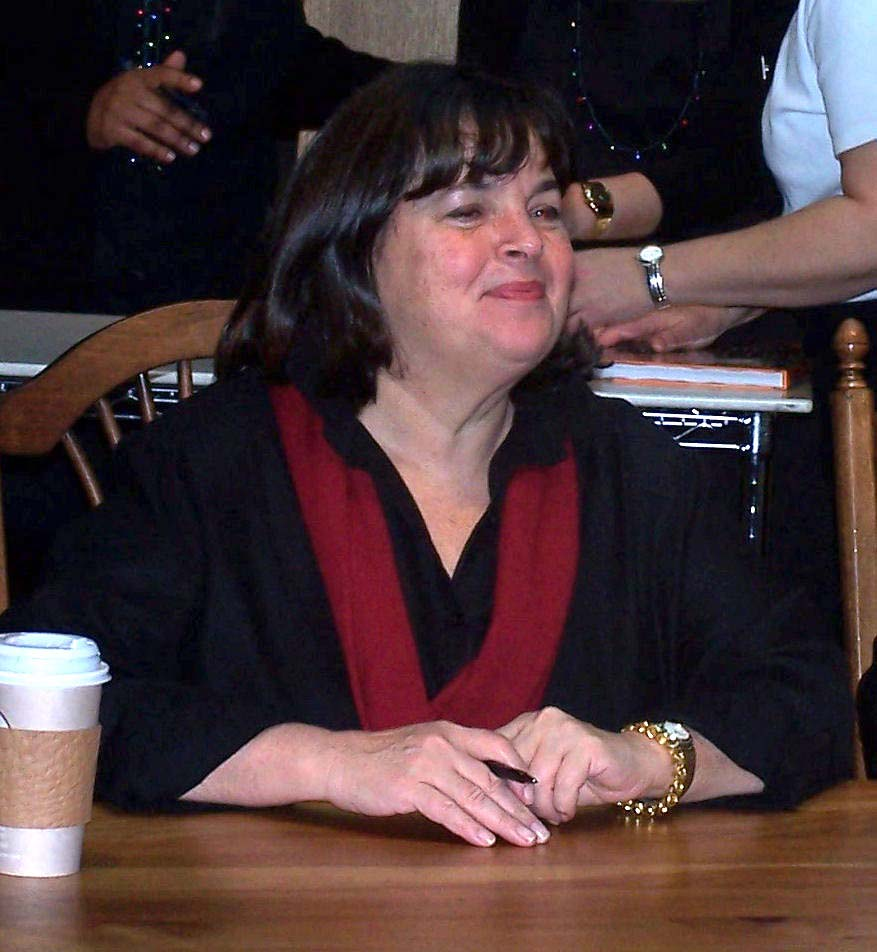
Ina Garten

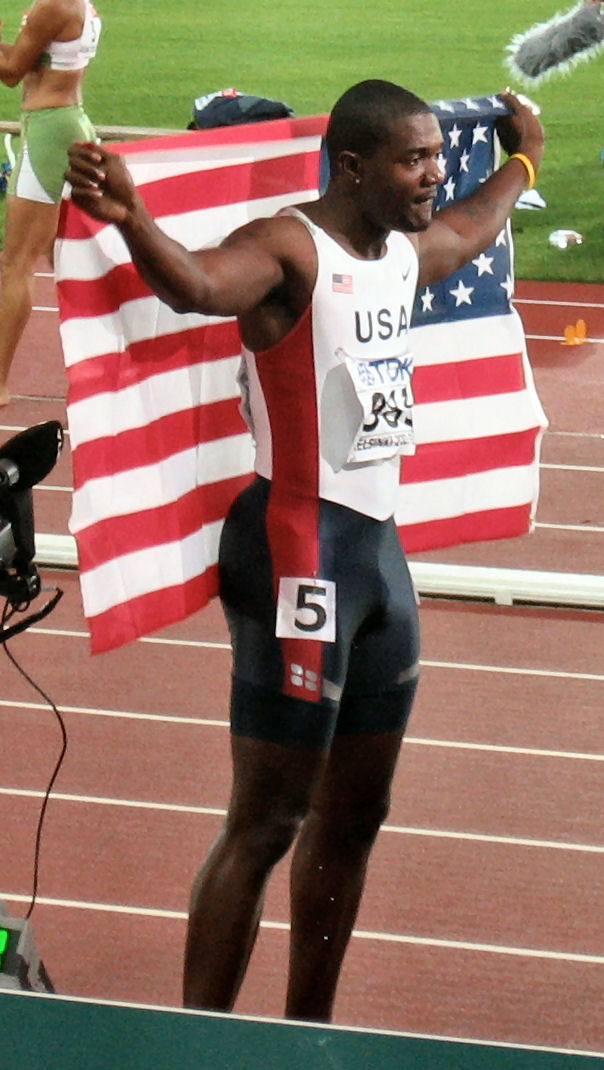
Justin Gatlin

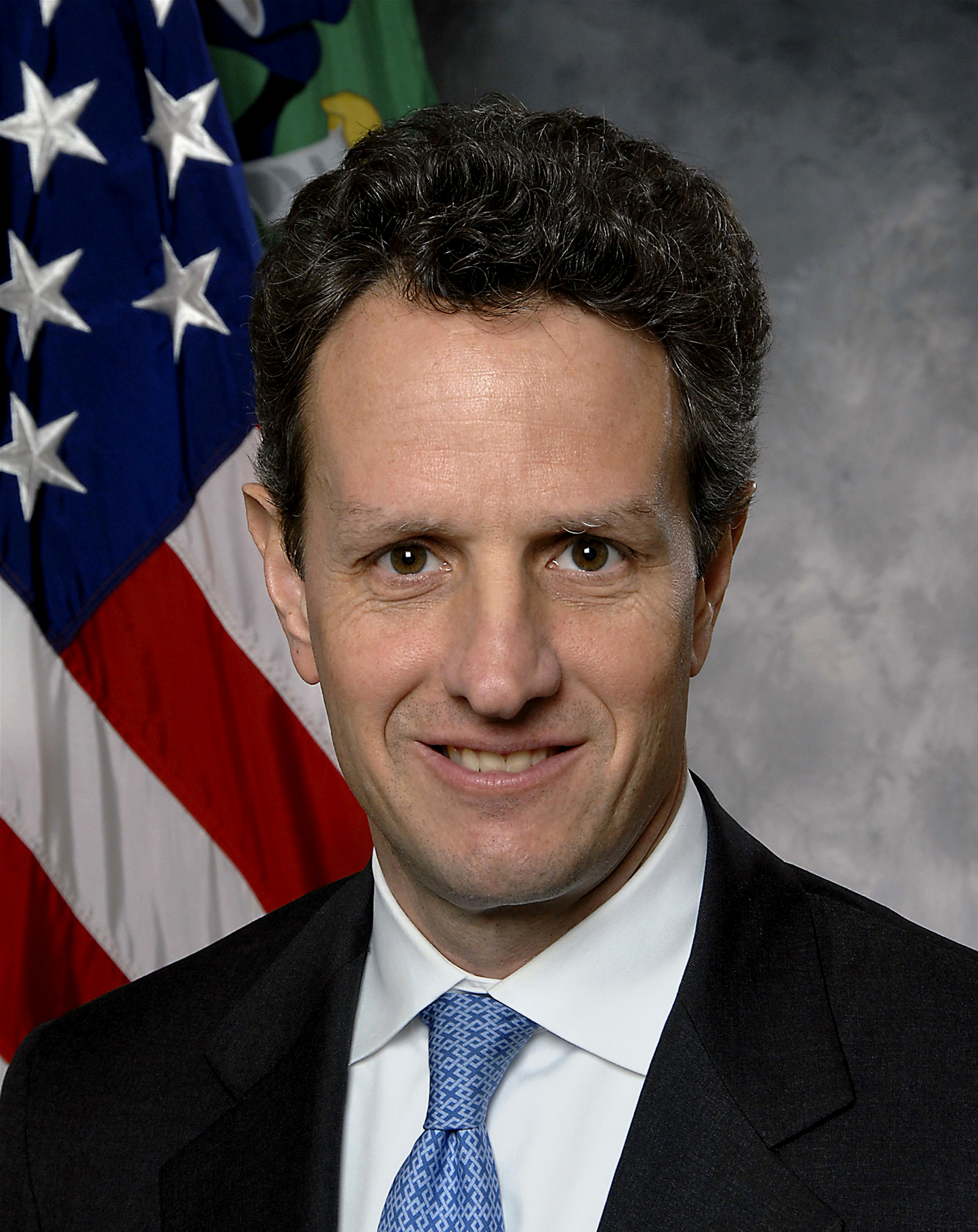
Timothy F. Geithner

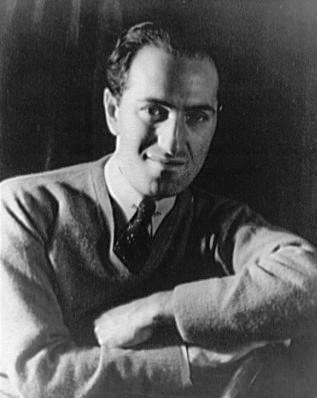
George Gershwin

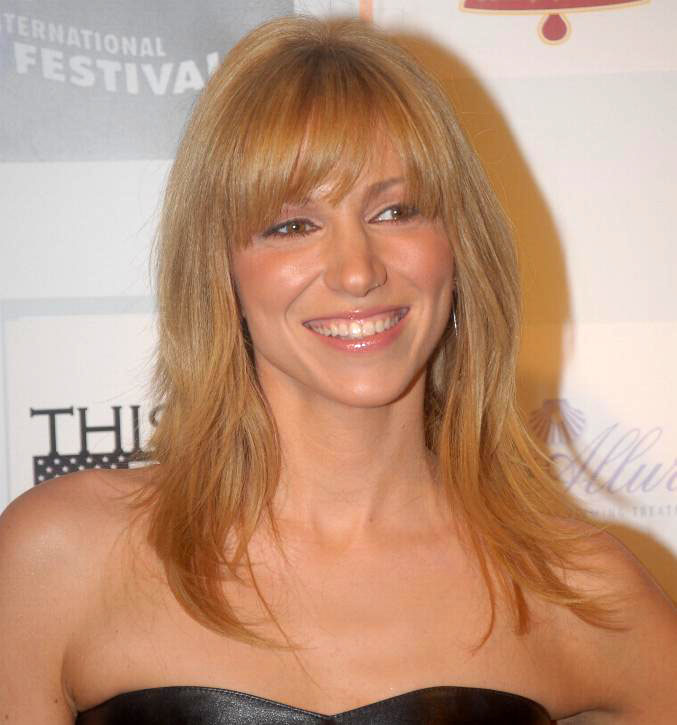
Debbie Gibson

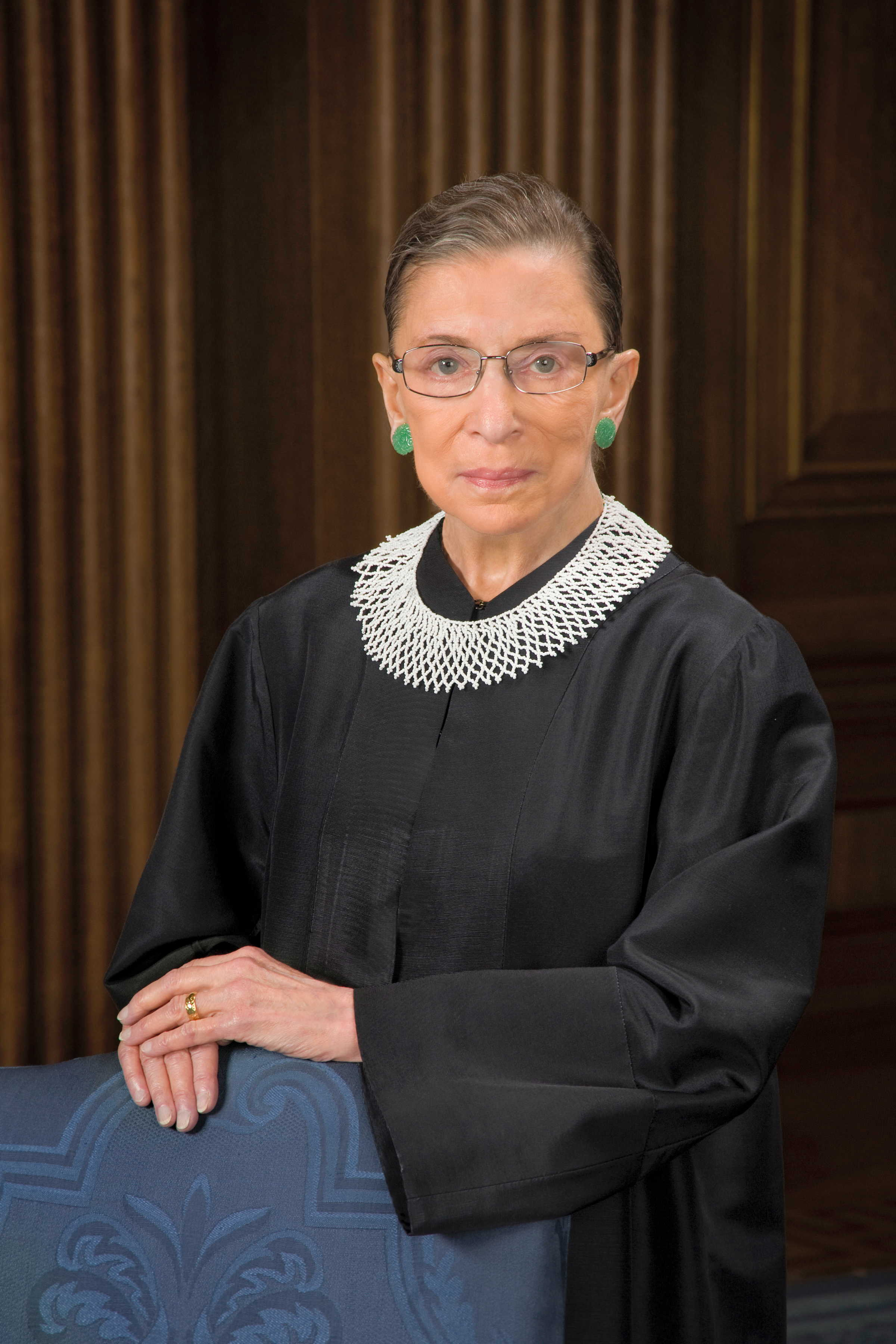
Ruth Bader Ginsburg

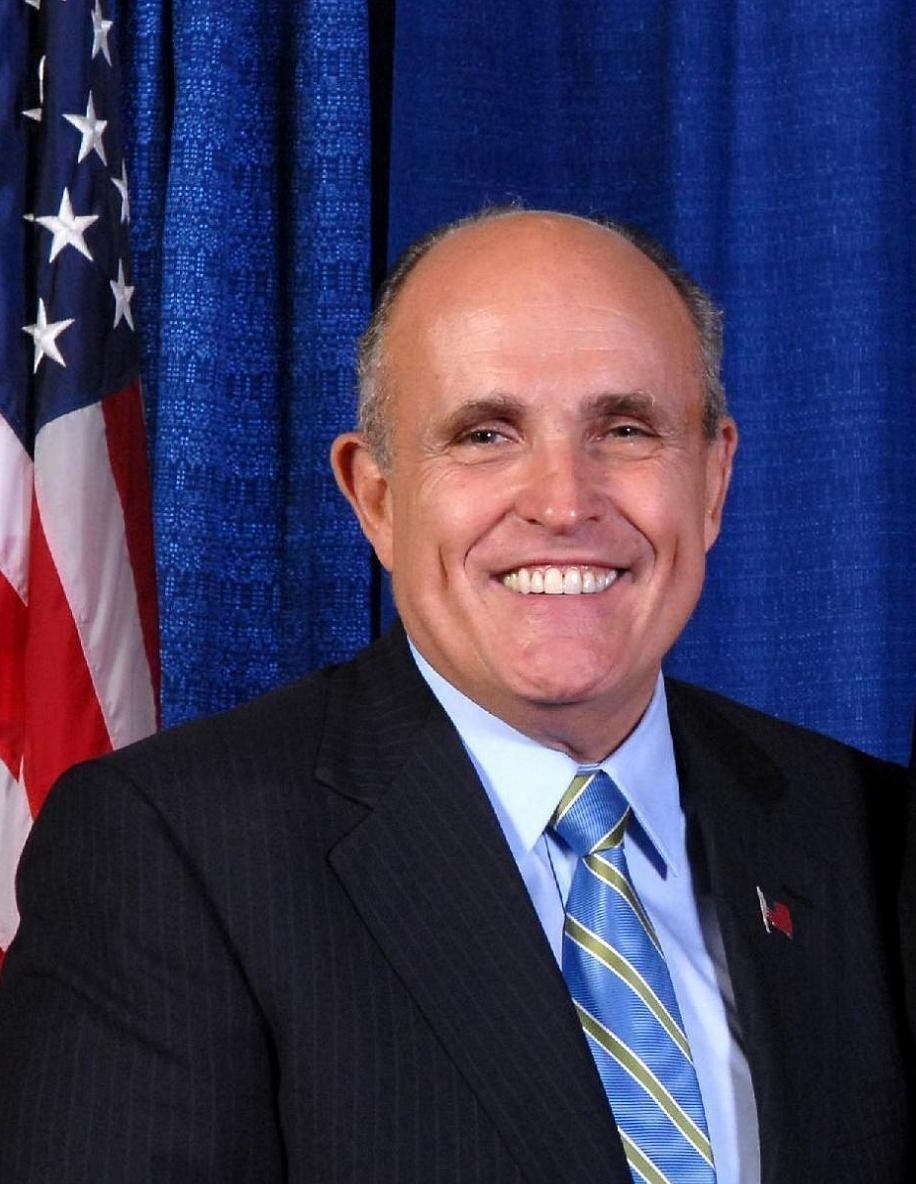
Rudy Giuliani

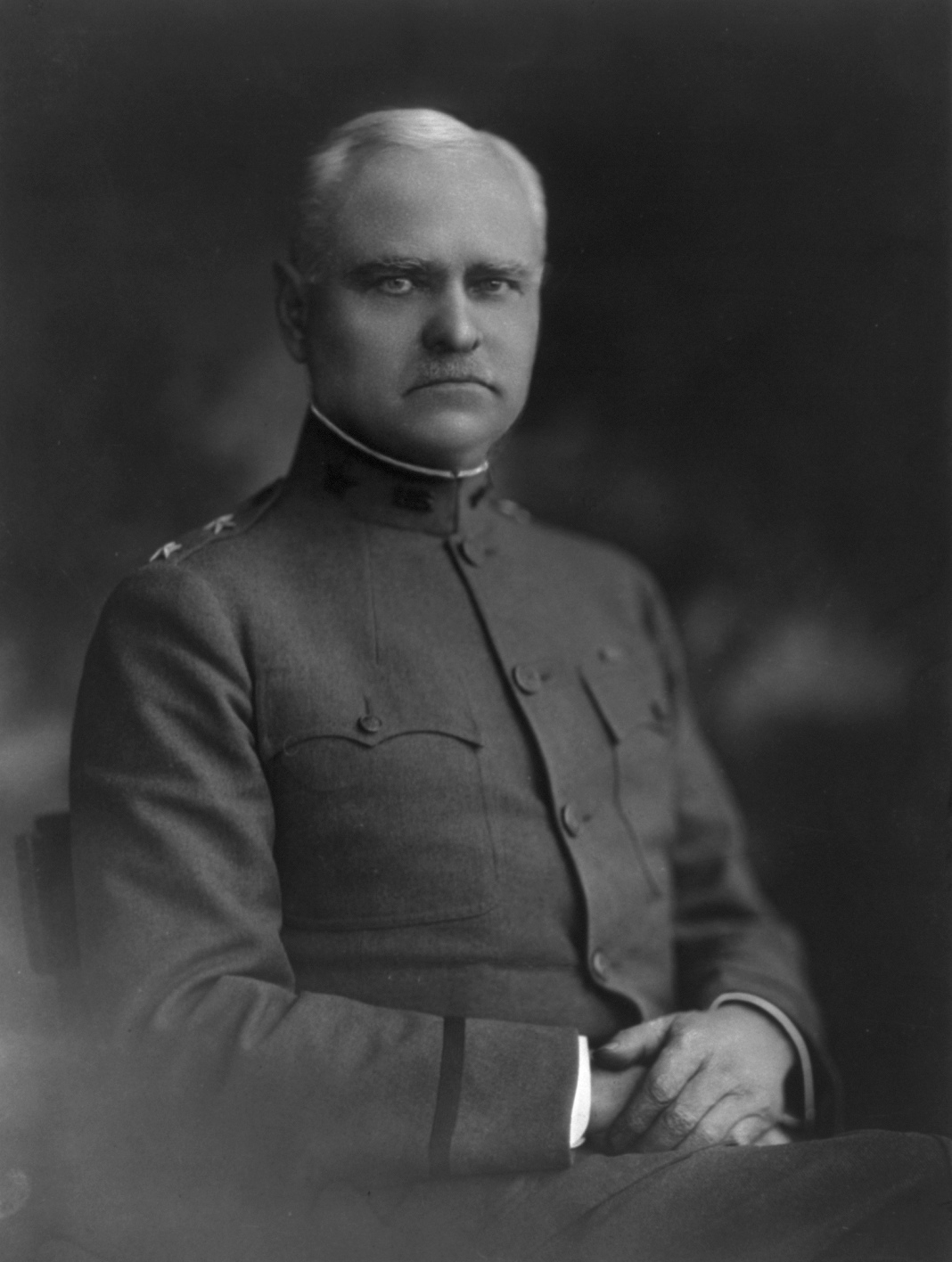
George Washington Goethals

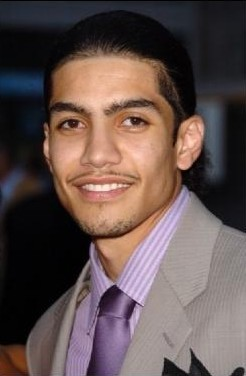
Rick Gonzalez

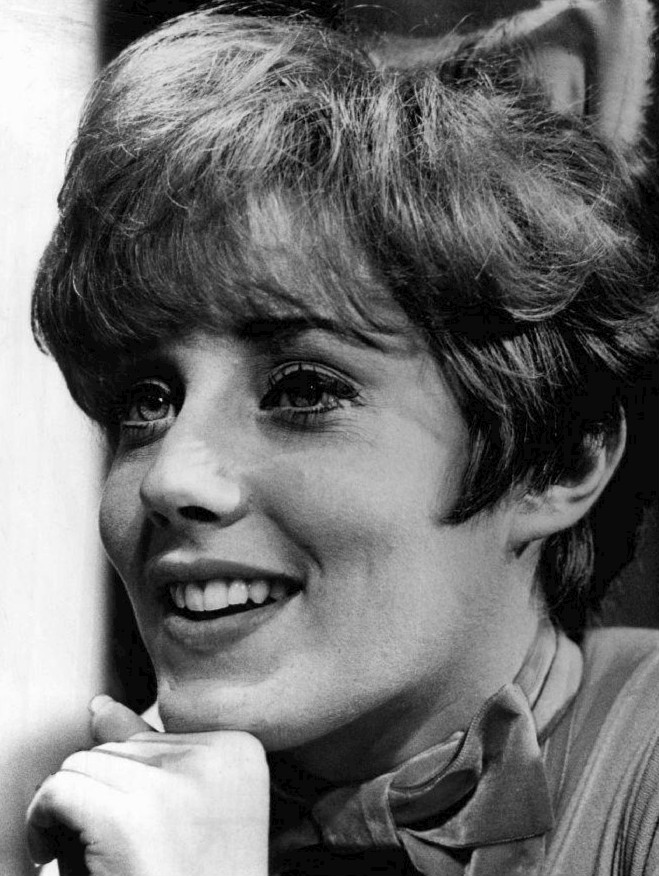
Lesley Gore

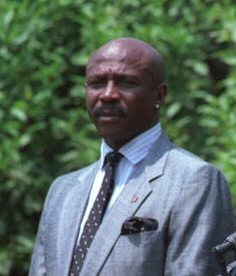
Louis Gossett Jr.

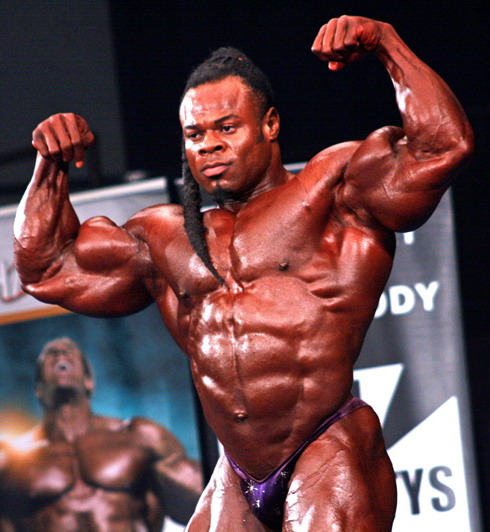
Kai Greene

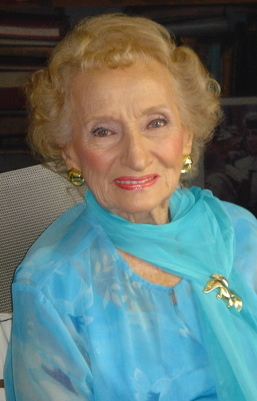
Ruth Gruber

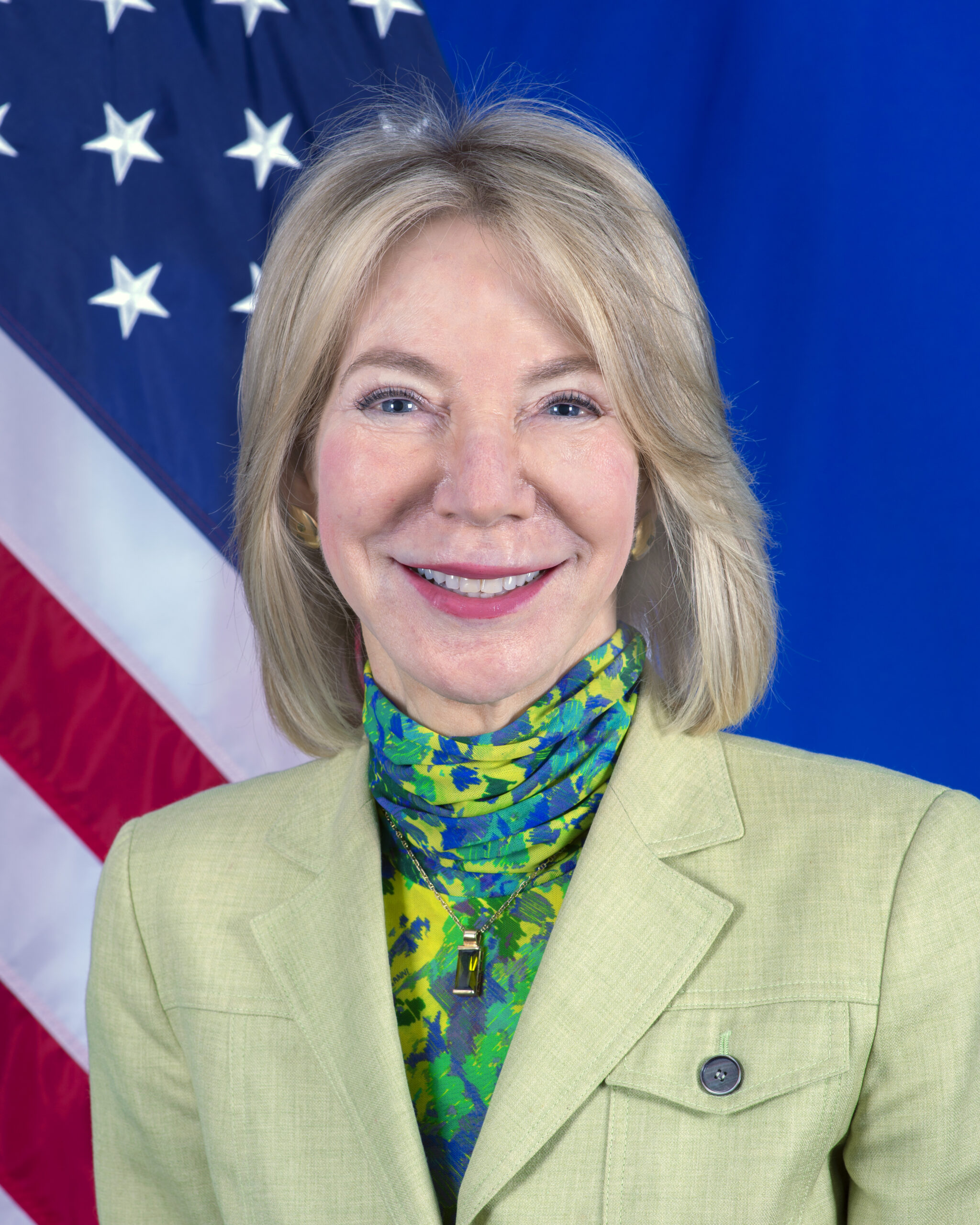
Amy Gutmann

- Nina Gage (1883–1946), Krankenschwester, Präsidentin der Chinese Nursing Association (Chinesischer Krankenpflegeverband) und Präsidentin des International Council of Nurses (ICN)
- William Maxwell Gaines (1922–1992), Gründer des MAD-Magazins und Herausgeber von Comic-Serien
- Eddie Gale (1941–2020), Jazzmusiker
- Eric Gale (1938–1994), Jazzmusiker
- Helen Gallagher (1926–2024), Schauspielerin, Tänzerin und Sängerin
- Vincent Gallagher (1899–1983), Ruderer
- Billy Gallo (* 1966), Schauspieler
- Carla Gallo (* 1975), Schauspielerin
- Joseph Gallo (1929–1972), italo-amerikanischer Mobster
- Leata Galloway (* 1950), Sängerin des Soul, Musical-Darstellerin, und Schauspielerin
- Tony Ganios (1959–2024), Schauspieler
- Sid Ganis (* 1940), Filmproduzent und Schauspieler
- Kim Gannon (1900–1974), Liedtexter und Komponist
- Herb Gardner (1934–2003), Cartoonist, Dramatiker und Drehbuchautor
- Robert Allen Gardner (1930–2021), Psychologe und Verhaltensforscher
- Edward Gargan (1902–1964), Schauspieler
- Charlotte Garrigue (1850–1923), US-amerikanisch-tschechische Pianistin
- Ina Garten (* 1948), Köchin, Kochbuchautorin und Kolumnistin
- Leonard Gaskin (1920–2009), Jazzmusiker
- Marjorie Gateson (1891–1977), Schauspielerin
- Justin Gatlin (* 1982), Leichtathlet
- James M. Gavin (1907–1990), General und Botschafter
- Atul Gawande (* 1965), Mediziner, Hochschullehrer und Chirurg
- Timothy F. Geithner (* 1961), Finanzminister (2009–2013)
- Herbert Gelernter (1929–2015), Physiker und Informatiker
- Kitty Genovese (1935–1964), Verbrechensopfer
- Art Gensler (1935–2021), Architekt
- Nelson George (* 1957), Autor, Kritiker und Produzent
- George Gershwin (1898–1937), Komponist
- Charles Gerstenberg (1882–1948), Verlagsgründer
- Murray Gerstenhaber (1927–2024), Mathematiker
- Vitas Gerulaitis (1954–1994), Tennisspieler
- Joey Giardello (1930–2008), Mittelgewichtsboxer
- Joe Giardullo (* 1948), Jazz- und Improvisationsmusiker
- Melvin Gibbs, Bassist, Komponist und Produzent
- Terry Gibbs (* 1924), Jazz-Vibraphonist
- Bob Gibson (1931–1996), Folkmusiker
- Debbie Gibson (* 1970), Sängerin, Schauspielerin, Songschreiberin und Komponistin
- Taj Gibson (* 1985), Basketballspieler
- Gary Giddins (* 1948), Jazzautor, Jazzkritiker, Filmkritiker und Journalist
- Patricia Reilly Giff (1935–2021), Autorin und Lehrerin
- Edward Joseph Gilbert (* 1936), römisch-katholischer Priester und Bischof
- George Gilbert (1922–2012), Fotograf und Autor
- Connie Gilchrist (1901–1985), Schauspielerin
- Bob Gill (1931–2021), Illustrator und Grafikdesigner
- Norman Gimbel (1927–2018), Liedtexter
- Alex Gimeno, Musiker und Diskjockey
- Ruth Bader Ginsburg (1933–2020), Richterin am Supreme Court
- Seymour Ginsburg (1927–2004), Informatiker
- Robert Ginty (1948–2009), Schauspieler, Regisseur und Drehbuchautor
- Johnny Gioeli (* 1967), Rocksänger
- Vince Giordano (* 1952), Jazzmusiker
- Ira Gitler (1928–2019), Jazzkritiker und Autor
- Rudy Giuliani (* 1944), Politiker und von 1994 bis 2001 Bürgermeister von New York
- Eugene Robert Glazer (* 1942), Schauspieler
- Jackie Gleason (1916–1987), Komiker, Schauspieler, Komponist und Big-Band-Leader
- Michael Gleason (1938–2016), Fernsehproduzent und Drehbuchautor
- Lila Gleitman (1929–2021), Entwicklungspsychologin, Kognitionswissenschaftlerin und Psycholinguistin
- Oscar Goerke (1883–1934), Radrennfahrer
- George Washington Goethals (1858–1928), Offizier der United States Army und Ingenieur
- Gerry Goffin (1939–2014), Songtexter
- Gary David Goldberg (1944–2013), Filmproduzent und Drehbuchautor
- Jeffrey Goldberg (* 1965), Journalist und Autor
- Natalie Goldberg (* 1948), Schriftstellerin und Schreiblehrerin
- Paul Goldberg (* 1945), Geoarchäologe
- Robert P. Goldberg (1944/45–1994), Informatiker, Unternehmer
- Annie Golden (* 1951), Schauspielerin, Sängerin und Komponistin
- Billy Goldenberg (1936–2020), Filmkomponist und Songwriter
- Elliot Goldenthal (* 1954), Komponist
- Irene Goldin (1910–2004), Krankenschwester und Mitglied der Internationalen Brigaden sowie der Résistance
- Mickey Goldsen (1912–2011), Musikverleger
- Baruch Goldstein (1956–1994), Offizier der israelischen Armee und Attentäter
- Malcolm Goldstein (* 1936), Komponist, Violinist und Improvisationsmusiker
- Eugene Goldwasser (1922–2010), Biochemiker
- Ralph E. Gomory (* 1929), Informatiker, Mathematiker und Forschungsmanager
- Kenny Dope Gonzalez (* 1970), DJ und Musikproduzent
- Rick Gonzalez (* 1979), Schauspieler
- Frank Johnson Goodnow (1859–1939), Rechts- und Politikwissenschaftler
- David Goodstein (1939–2024), Physiker, Physikhistoriker und Physikpädagoge
- Doris Kearns Goodwin (* 1943), Historikerin
- Harold Gordon (1918–1959), Schauspieler
- Irving Gordon (1915–1996), Liedtexter und Komponist
- Leo Gordon (1922–2000), Schauspieler und Autor
- Lesley Gore (1946–2015), Sängerin und Songschreiberin
- Michael Gore (* 1951), Komponist
- Louis Gossett Jr. (1936–2024), Schauspieler
- Gilbert Gottfried (1955–2022), Komiker und Schauspieler
- Paul Gottfried (* 1941), Politikwissenschaftler, Historiker, Philosoph und Autor
- William P. Gottlieb (1917–2006), Fotograf
- Elliott Gould (* 1938), Filmschauspieler
- Horace F. Graham (1862–1941), Politiker
- Sara Gran (* 1971), Kriminalschriftstellerin
- Sammy Gravano (* 1945), Mobster der Cosa Nostra
- John Gray (* 1958), Drehbuchautor und Regisseur
- Mack Gray (1905–1981), Schauspieler
- David E. Green (1910–1983), Biochemiker
- Gerald Green (1922–2006), Schriftsteller
- Irving Green (1916–2006), Plattenproduzent
- Mark J. Green (* 1945), Jurist, Anwalt für Verbraucherschutz, Politiker und Autor
- Richard Green (1936–2019), Arzt, Professor, Sexualwissenschaftler, Anwalt und Autor
- Joanne Greenberg (* 1932), Schriftstellerin
- Ellen Greene (* 1951), Sängerin und Schauspielerin
- Kai Greene (* 1975), Bodybuilder
- Howard Greenfield (1936–1986), Textdichter und Songwriter
- Jerry Greenfield (* 1951), Unternehmer
- Ralph R. Greenson (1911–1979), Psychiater und Psychoanalytiker
- Ellie Greenwich (1940–2009), Sängerin, Songwriterin und Musikproduzentin
- Marion Greenwood (1909–1970), Malerin und Grafikerin
- Grace Greenwood Ames (1905–1979), Künstlerin
- Michael Gregory (* 1944), Schauspieler, Synchronsprecher, ehemaliger Personenschützer und Model
- Harry Grey (1905–1963), Filmproduzent und Filmschaffender
- Gary Grice (* 1966), Rapper
- Daniel J. Griffin (1880–1926), Jurist und Politiker
- Gillett Griffin (1928–2016), Kurator der Bibliothek an der Princeton University
- Miles Griffith (1969–2025), Jazzsänger
- James Henry Ambrose Griffiths (1903–1964), römisch-katholischer Weihbischof
- Dan Grimaldi (* 1952), Schauspieler
- George Bird Grinnell (1849–1938), Naturwissenschaftler, Historiker, Ethnologe und Autor
- David Groh (1939–2008), Schauspieler
- Don Grolnick (1947–1996), Jazzmusiker, Komponist und Produzent
- Ernest A. Gross (1906–1999), Jurist und Diplomat
- Henry Gross (* 1951), Singer-Songwriter
- Sanford J. Grossman (* 1953), Wirtschaftswissenschaftler und Finanzberater
- Stefan Grossman (* 1945), Gitarrist, Lehrbuchautor und Produzent
- Steve Grossman (1951–2020), Jazzmusiker
- Robert M. Grubel (1917–1998), Chemiker
- Ruth Gruber (1911–2016), Journalistin und Fotografin
- Jay Gruska (* 1953), Komponist
- Bob Guccione (1930–2010), Herausgeber
- Tom Guarna (* ≈1970), Jazzmusiker des Modern Jazz
- Saverio Guerra (* 1964), Schauspieler
- Sigrid Gurie (1911–1969), norwegisch-US-amerikanische Schauspielerin
- Lena Gurr (1897–1992), Malerin und Grafikerin
- Arlo Guthrie (* 1947), Folkmusiker
- Amy Gutmann (* 1949), Politikwissenschaftlerin, Präsidentin der University of Pennsylvania und US-Botschafterin in Deutschland
- Louis Guttman (1916–1987), US-amerikanisch-israelischer Sozialforscher

## H
- Richard Nathan Haass (* 1951), Diplomat
- Howard Haber (* 1952), Physiker

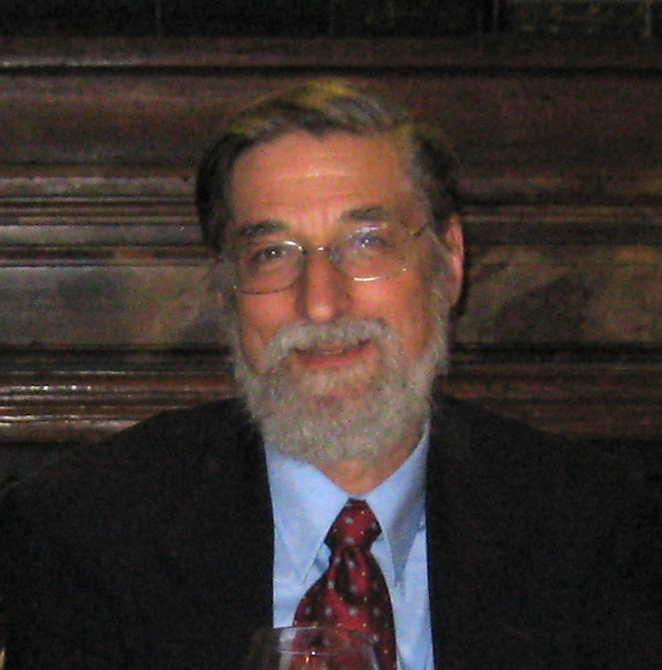
Bertrand Halperin

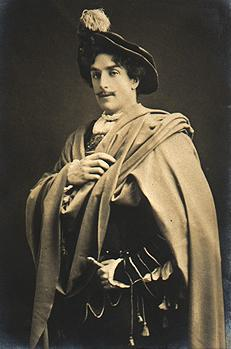
Walter Hampden

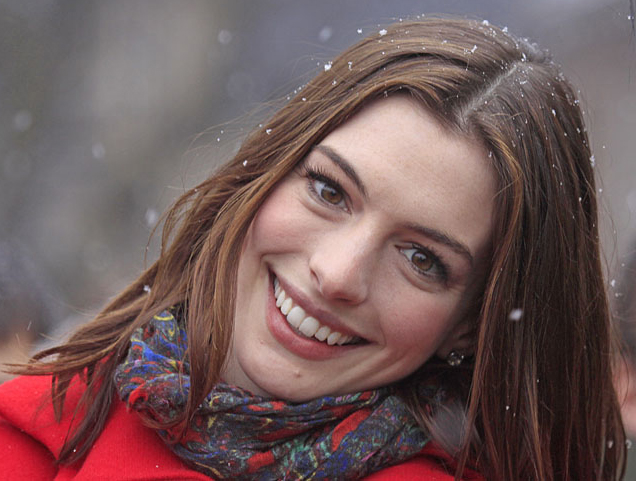
Anne Hathaway

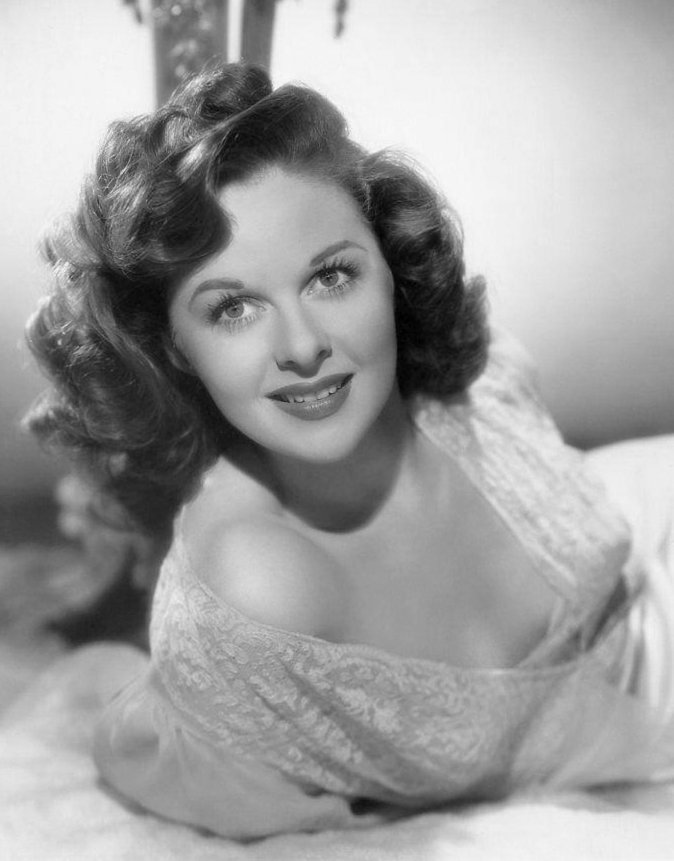
Susan Hayward

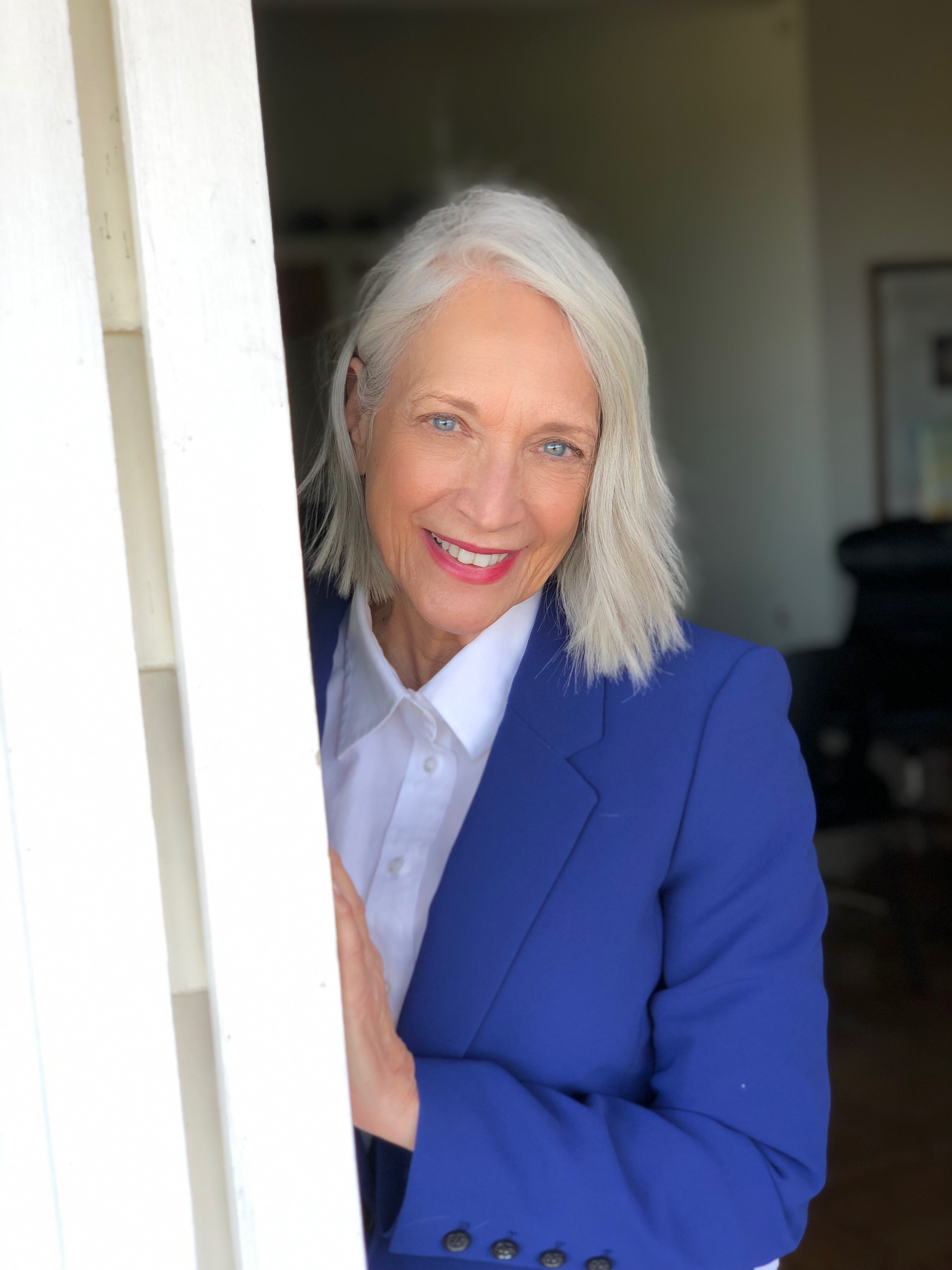
Randee Heller

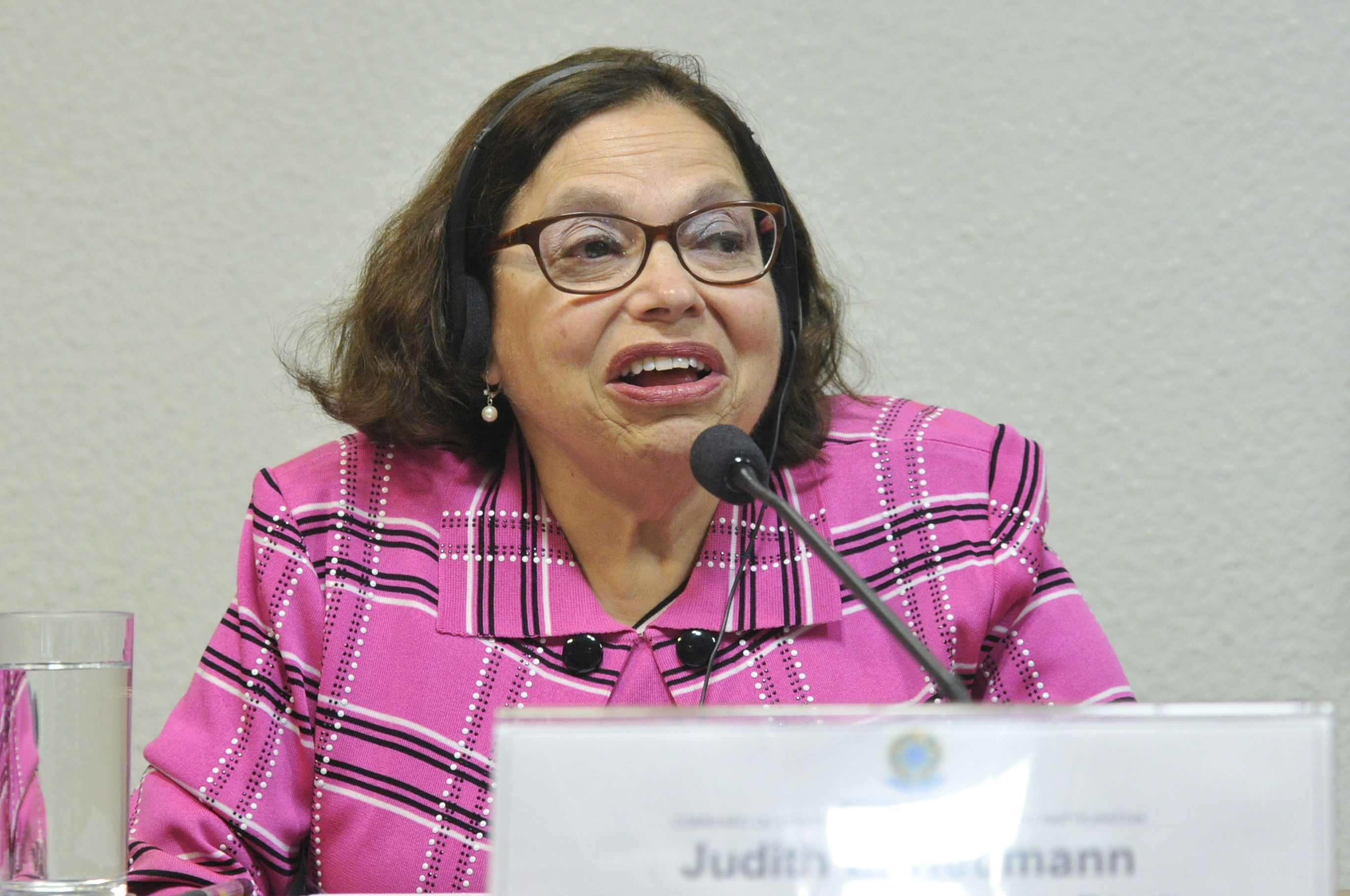
Judith Heumann

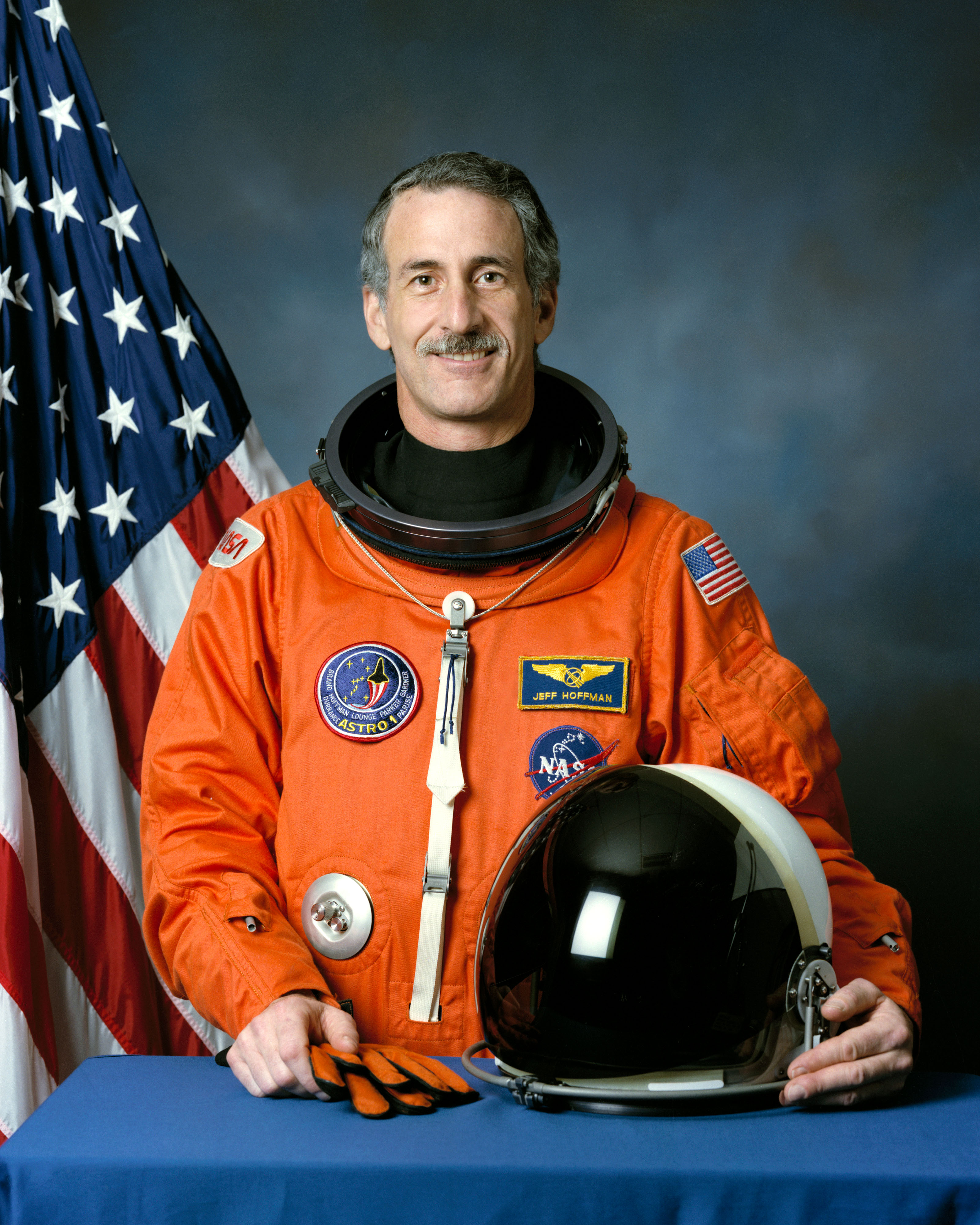
Jeffrey Alan Hoffman

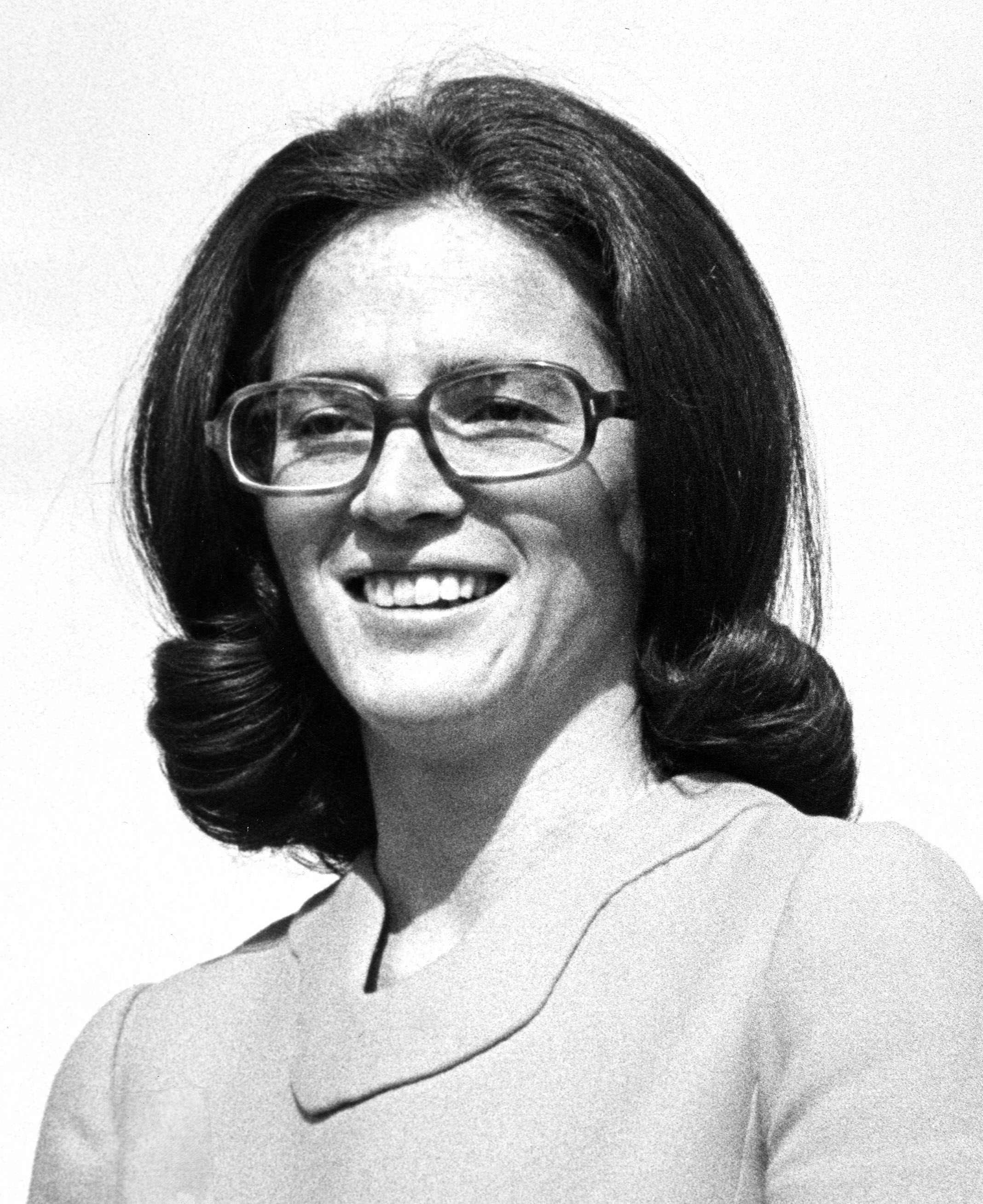
Elizabeth Holtzman

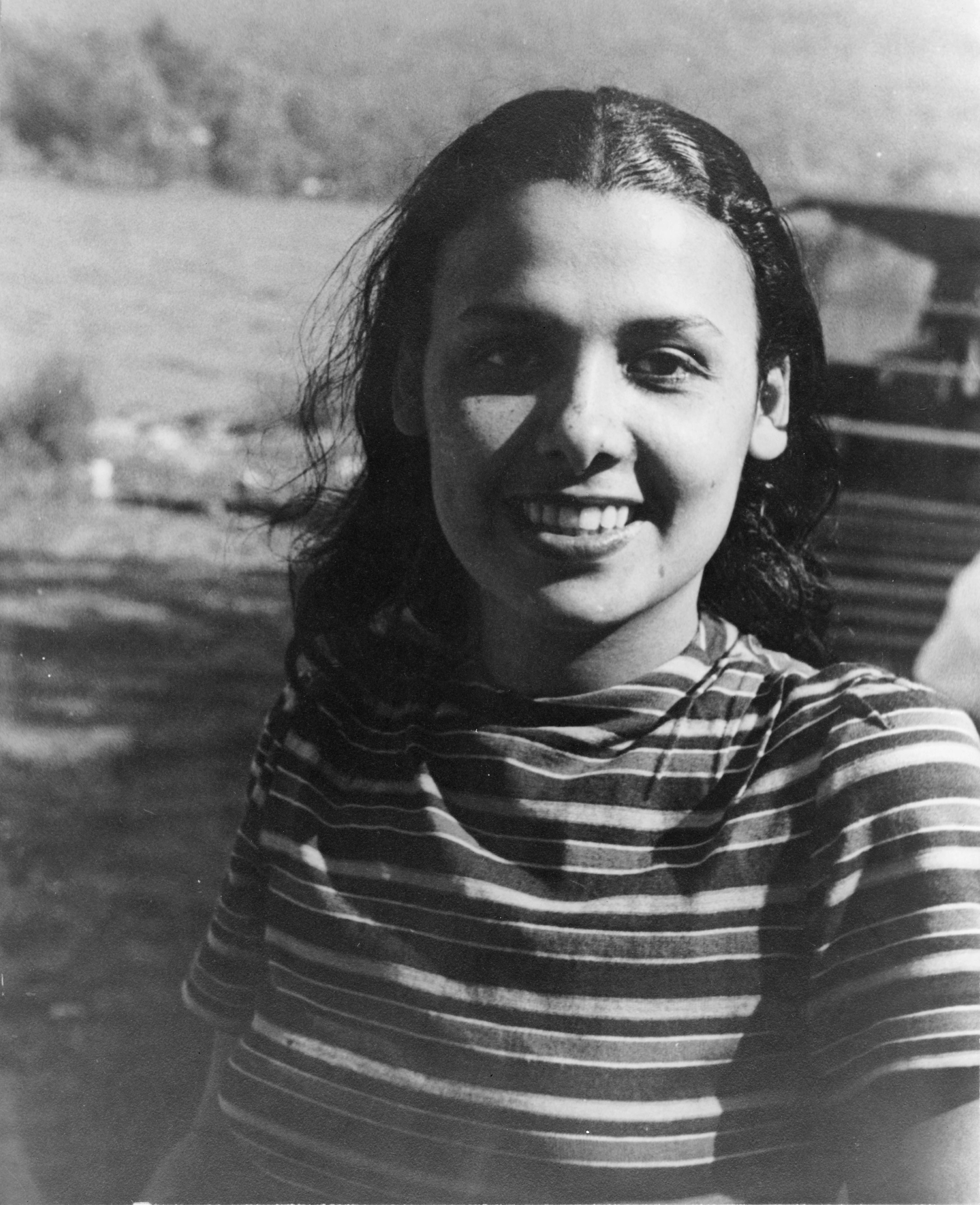
Lena Horne

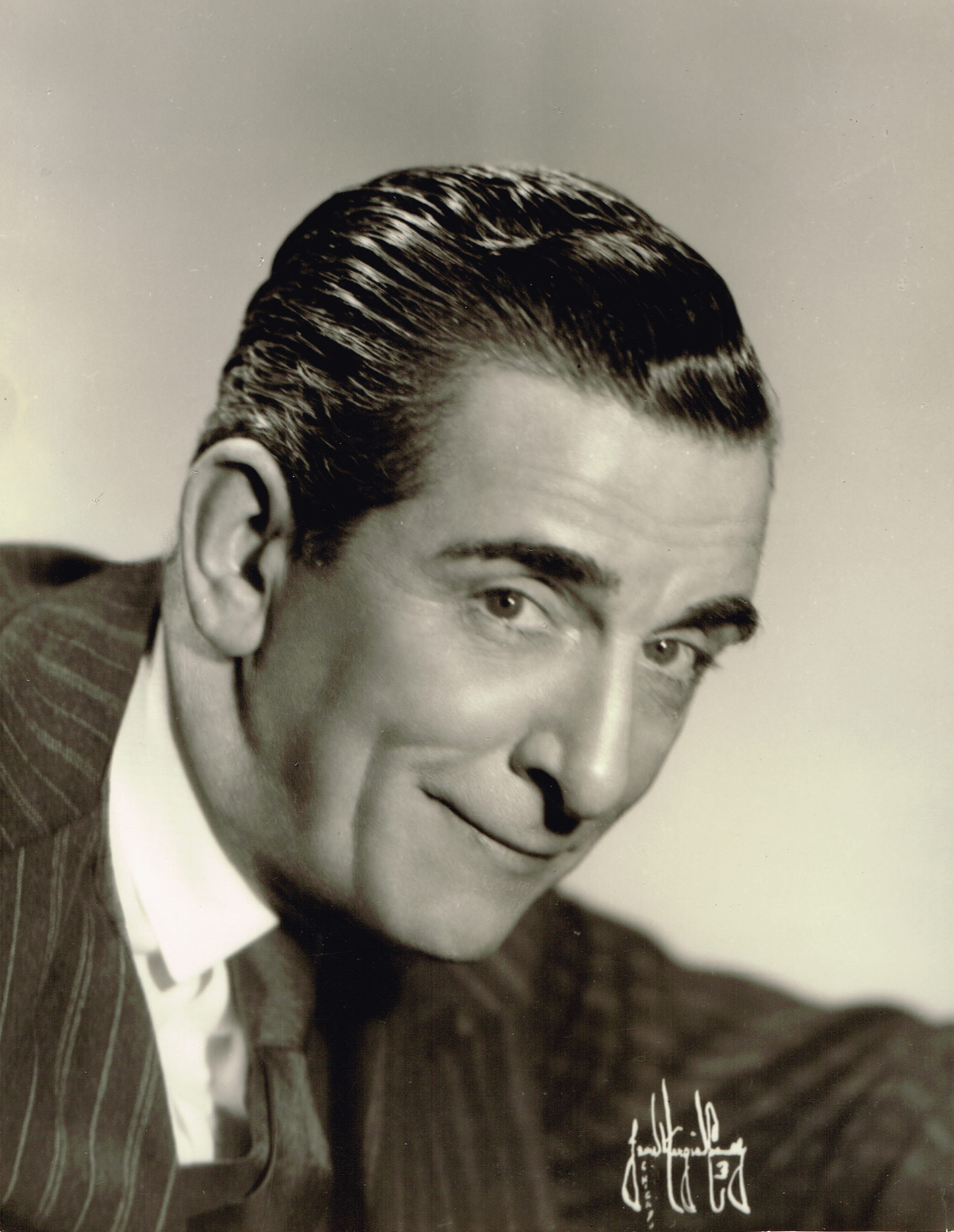
Edward Everett Horton

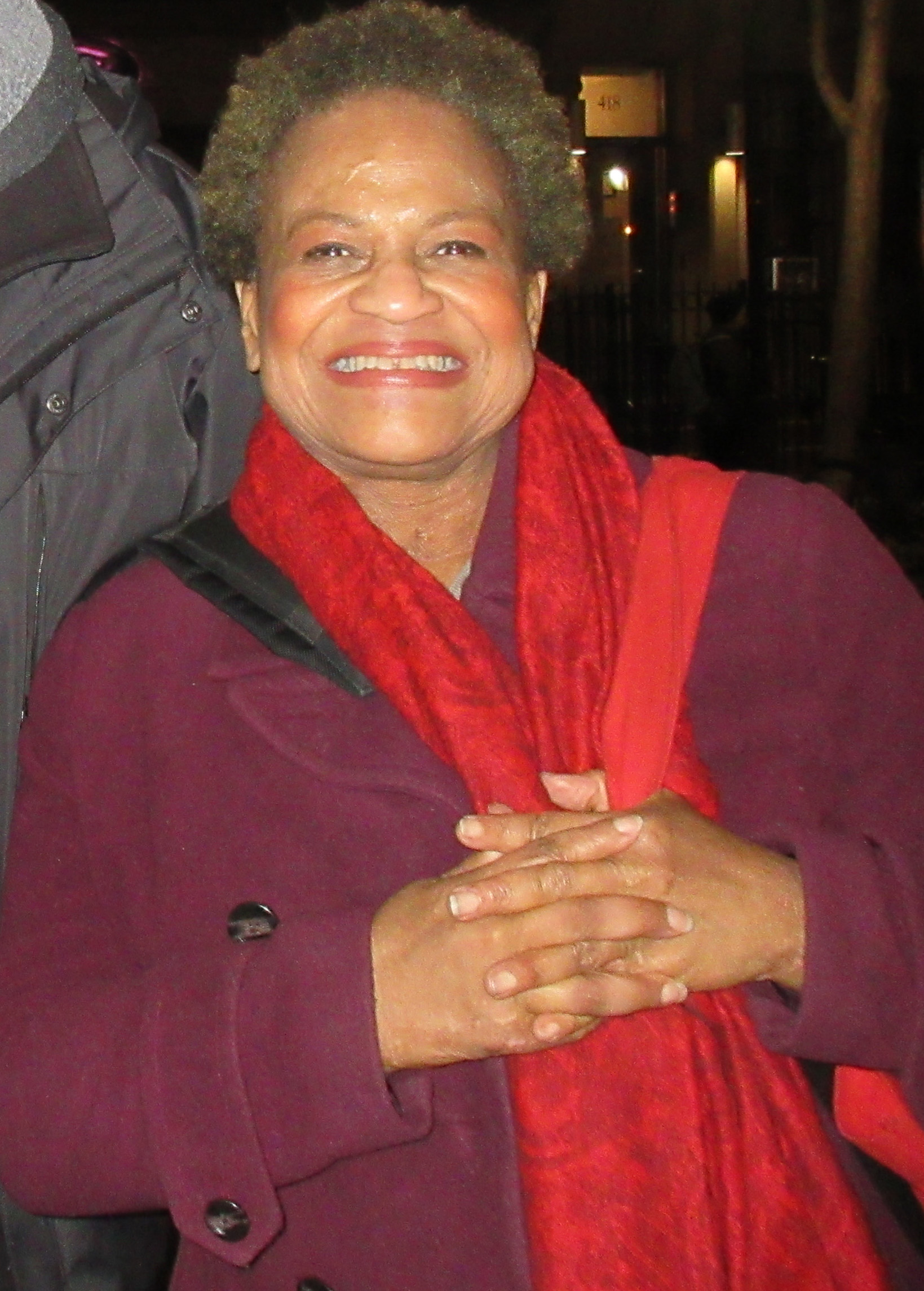
Michelle Hurst

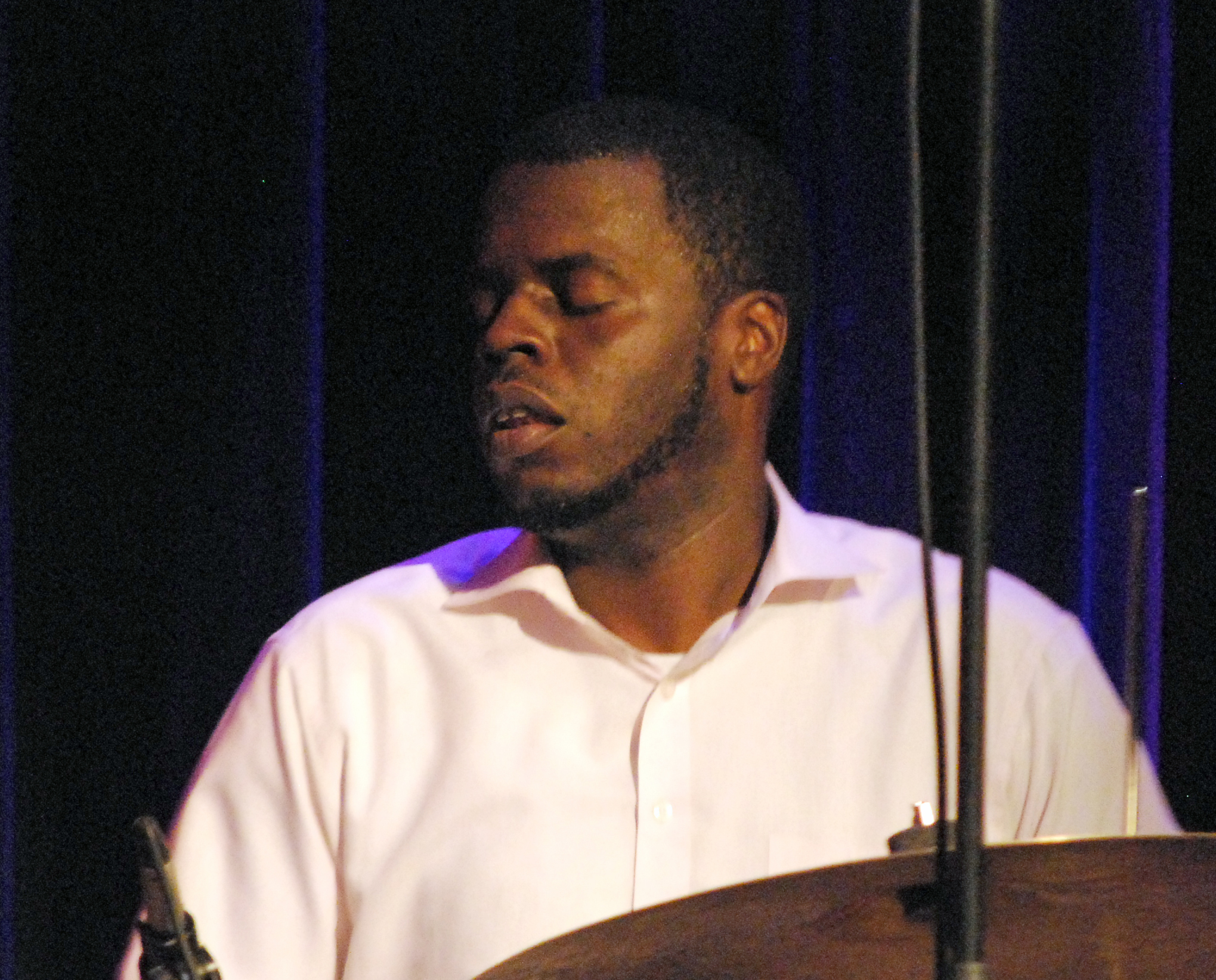
Gregory Hutchinson

- Philip Habib (1920–1992), US-amerikanischer Diplomat libanesischer Herkunft
- Buddy Hackett (1924–2003), Komiker und Schauspieler
- Jeffrey C. Hall (* 1945), Genetiker und Chronobiologe
- John Halliday (1880–1947), Schauspieler
- Bertrand Halperin (* 1941), Physiker
- Morton Hamermesh (1915–2003), Physiker
- Philip C. Hammond (1924–2008), Archäologe
- Walter Hampden (1879–1955), Schauspieler und Theaterleiter
- Oscar Handlin (1915–2011), Historiker
- Patricia Hardy (1931–2011), Schauspielerin
- Larry Harlow (1939–2021), Latin- und Salsamusiker und Produzent
- Edward John Harper (1910–1990), römisch-katholischer Ordensgeistlicher, Bischof von Saint Thomas
- Joi Harris (1976–2017), Motorradstraßenrennfahrerin und Stuntwoman
- Marvin Harris (1927–2001), Anthropologe
- Stephen E. Harris (* 1936), Physiker und Elektroingenieur
- Steve Richard Harris (* 1970), Schauspieler
- Newton Harrison (1932–2022), Künstler der Land Art
- Charles Harwood (1880–1950), Jurist und Politiker
- Jimmie Haskell (1926–2016), Arrangeur, Dirigent, Komponist und Filmkomponist
- Reuben L. Haskell (1878–1971), Jurist und Politiker
- Bob Hastings (1925–2014), Schauspieler
- Anne Hathaway (* 1982), Schauspielerin
- Richie Havens (1941–2013), Folk-Sänger
- Connie Hawkins (1942–2017), Basketballspieler
- James Hayman, Schriftsteller
- Susan Hayward (1917–1975), Filmschauspielerin
- Eddie Hazel (1950–1992), Gitarrist
- Edward Bayard Heath (1888–1931), Flugpionier und Unternehmer
- Ed Heck (* 1963), Pop-Art-Künstler
- Jamie Hector (* 1975), Schauspieler
- James J. Heffernan (1888–1967), Architekt und Politiker
- Fritz Augustus Heinze (1869–1914), Unternehmer
- Al Held (1928–2005), Maler
- Joseph Heller (1923–1999), Schriftsteller
- Randee Heller (* 1947), Schauspielerin
- Fred Hellerman (1927–2016), Gitarrist, Folksänger, Produzent und Songwriter
- Helen Hellwig (1874–1960), Tennisspielerin
- Leon Henkin (1921–2006), Logiker
- Charlotte Henry (1914–1980), Schauspielerin
- Cory Henry (* 1987), Jazz- und Gospelmusiker
- Ernie Henry (1926–1957), Altsaxophonist
- Franz Herda (1887–1965), amerikanisch-deutscher Landschafts- und Porträtmaler
- Paul Herman (1946–2022), Schauspieler
- Robert Hermann (1931–2020), Mathematiker und Physiker
- Maximiliano Hernández (* 1973), Schauspieler
- Eric Herschmann (* 1964), Unternehmer und Rechtsanwalt
- Ira Herskowitz (1946–2003), Genetiker
- Greg Hetson (* 1961), Gitarrist
- Ernest L. Hettich (1897–1973), Klassischer Philologe
- Judith Heumann (1947–2023), Aktivistin für Behindertenrechte
- Keith Herrmann (1952–2021), Musiker und Komponist
- Eric Herschmann (* 1964), Unternehmer und Rechtsanwalt
- William Hickey (1927–1997), Schauspieler
- Kelvin Hicks (1958–2013), Basketballspieler
- Jennifer Higdon (* 1962), Komponistin
- Michael Higgins (1920–2008), Schauspieler
- Henry Hill (1943–2012), Mobster
- Harry Hillman (1881–1945), Leichtathlet und Olympiasieger (1904)
- Milton Himmelfarb (1918–2006), Schriftsteller
- Aisha Hinds (* 1975), Schauspielerin
- Samuel S. Hinds (1875–1948), Schauspieler
- Shelley Hirsch (* 1952), Sängerin und Komponistin
- David Hitlin (* 1942), experimenteller Teilchenphysiker
- John Hoben (1884–1915), Ruderer
- Reuben Hoch (* 1959), Jazzmusiker
- Melvin Hochster (* 1943), Mathematiker
- Steven Hoffenberg (1945–2022), Geschäftsmann und verurteilter Betrüger
- Paul Hoffert (* 1943), kanadischer Komponist, Pianist, Vibraphonist und Musikpädagoge
- Jeffrey Alan Hoffman (* 1944), Astronaut
- Charlie Hofheimer (* 1981), Film- und Theaterschauspieler
- Jack Hofsiss (1950–2016), Film- und Theaterregisseur
- Michael Hollick (* 1970), Schauspieler und Synchronsprecher
- Kenneth Hollon (1909–1974), Jazzmusiker
- Eleanor Holm (1913–2004), Schwimmerin
- Marty Holmes (1925–2001), Saxophonist, Arrangeur und Komponist
- Tcheser Holmes (* ≈1990), Musiker des Modern Creative
- Elizabeth Holtzman (* 1941), Politikerin
- Edwin Honig (1919–2011), Dichter, Literaturkritiker und Übersetzer
- Lena Horne (1917–2010), Sängerin und Schauspielerin
- David Horowitz (1942/43–2020), Musiker und Komponist
- Herbert E. Horowitz (1930–2019), US-Diplomat
- Israel Albert Horowitz (1907–1973), Schachspieler
- Edward Everett Horton (1886–1970), Schauspieler
- Bess Houdini (1876–1943), Künstlerin und Bühnenassistentin ihres Ehemannes Harry Houdini
- Curly Howard (1903–1952), Komiker
- Moe Howard (1897–1975), Komiker
- Robert Howard (1975–2004), Leichtathlet
- Shemp Howard (1895–1955), Komiker
- Waite Hoyt (1899–1984), Baseballspieler
- Walter Hudson (1944–1991), Weltrekordhalter für den größten Taillenumfang
- Chris Huffins (* 1970), Leichtathlet
- John W. Hunter (1807–1900), Politiker
- Michelle Hurst (* vor 1974), Schauspielerin
- Leo Hurwitz (1909–1991), Filmregisseur, Filmproduzent, Drehbuchautor, Filmeditor und Kameramann
- Robert Maynard Hutchins (1899–1977), Bildungstheoretiker
- Gregory Hutchinson (* 1970), Jazzschlagzeuger

## I
- David Iacono (* 2002), Schauspieler

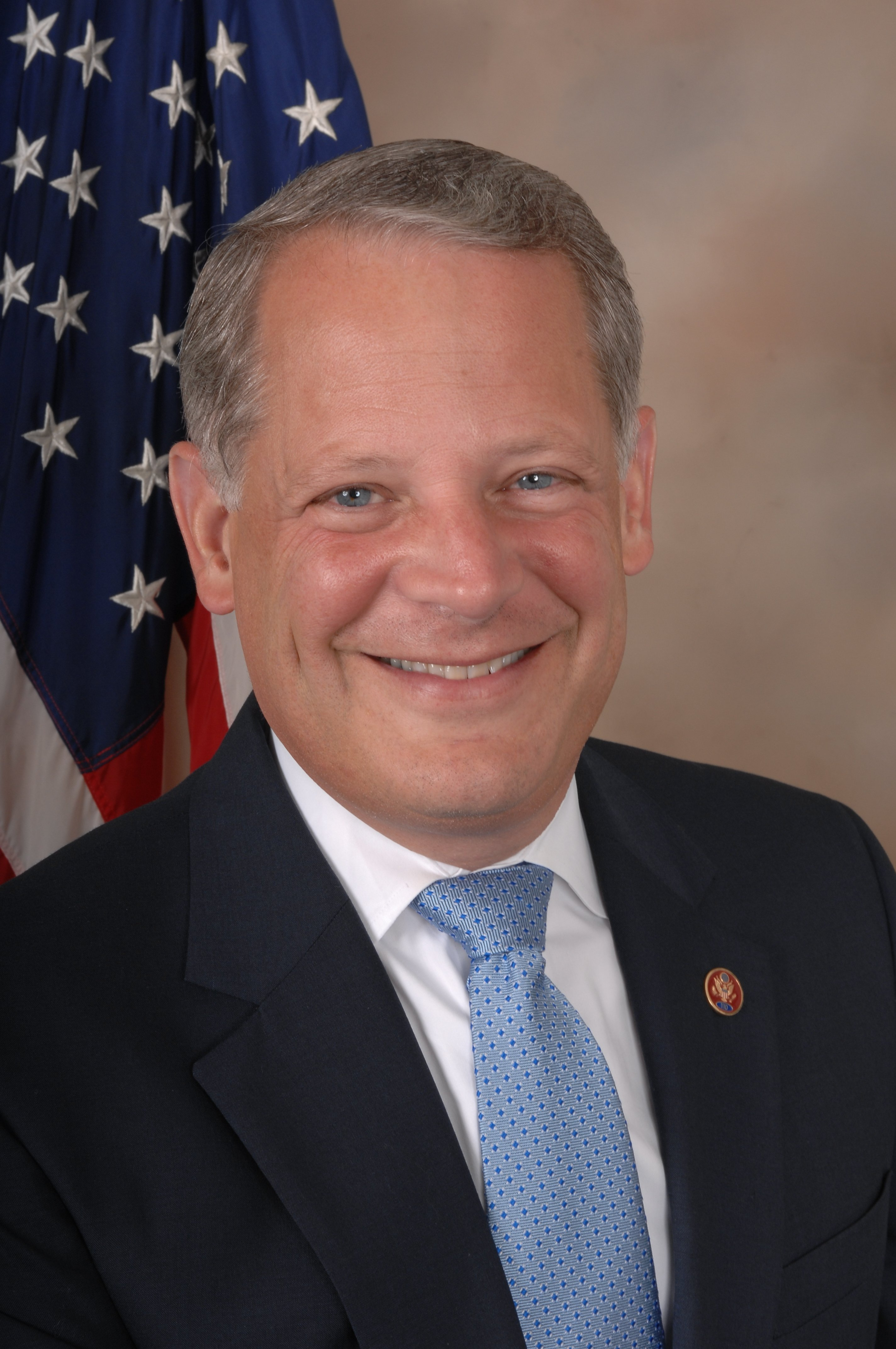
Steve Israel

- Anthony Iannaccone (* 1943), Komponist und Musikpädagoge
- Melanie Iglesias (* 1987), Schauspielerin, Model und Sängerin
- Louis J. Ignarro (* 1941), Wissenschaftler
- Ill Bill (* 1972), Rapper und Musikproduzent
- Carmine Infantino (1925–2013), Comicautor und -redakteur
- Walter Iooss (1914–1987), Kontrabassist
- Jimmy Iovine (* 1953), Musikproduzent und Unternehmer
- Alice Recknagel Ireys (1911–2000), Landschaftsarchitektin
- Steve Israel (* 1958), Politiker
- Stan Ivar (* 1943), Schauspieler

## J

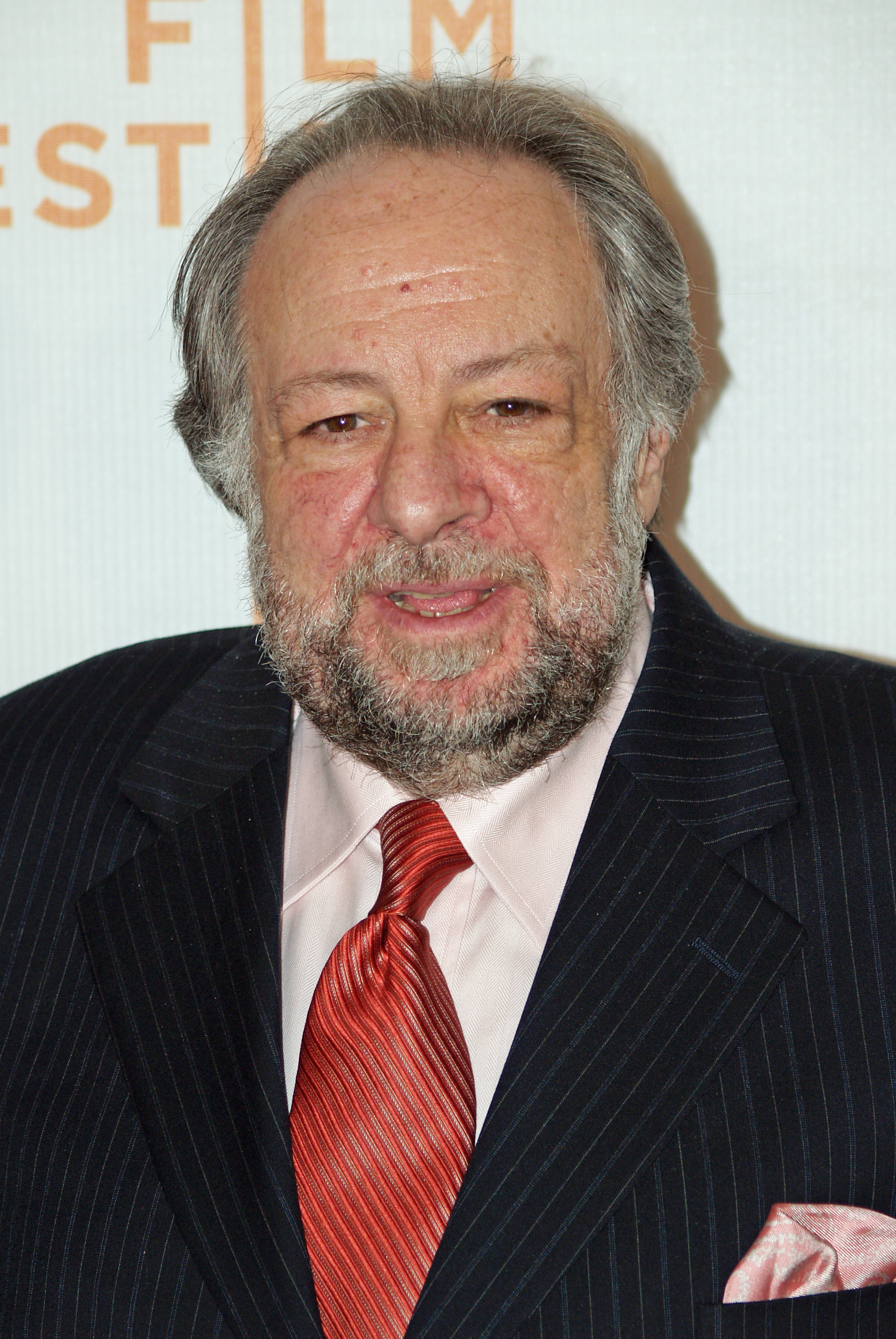
Ricky Jay

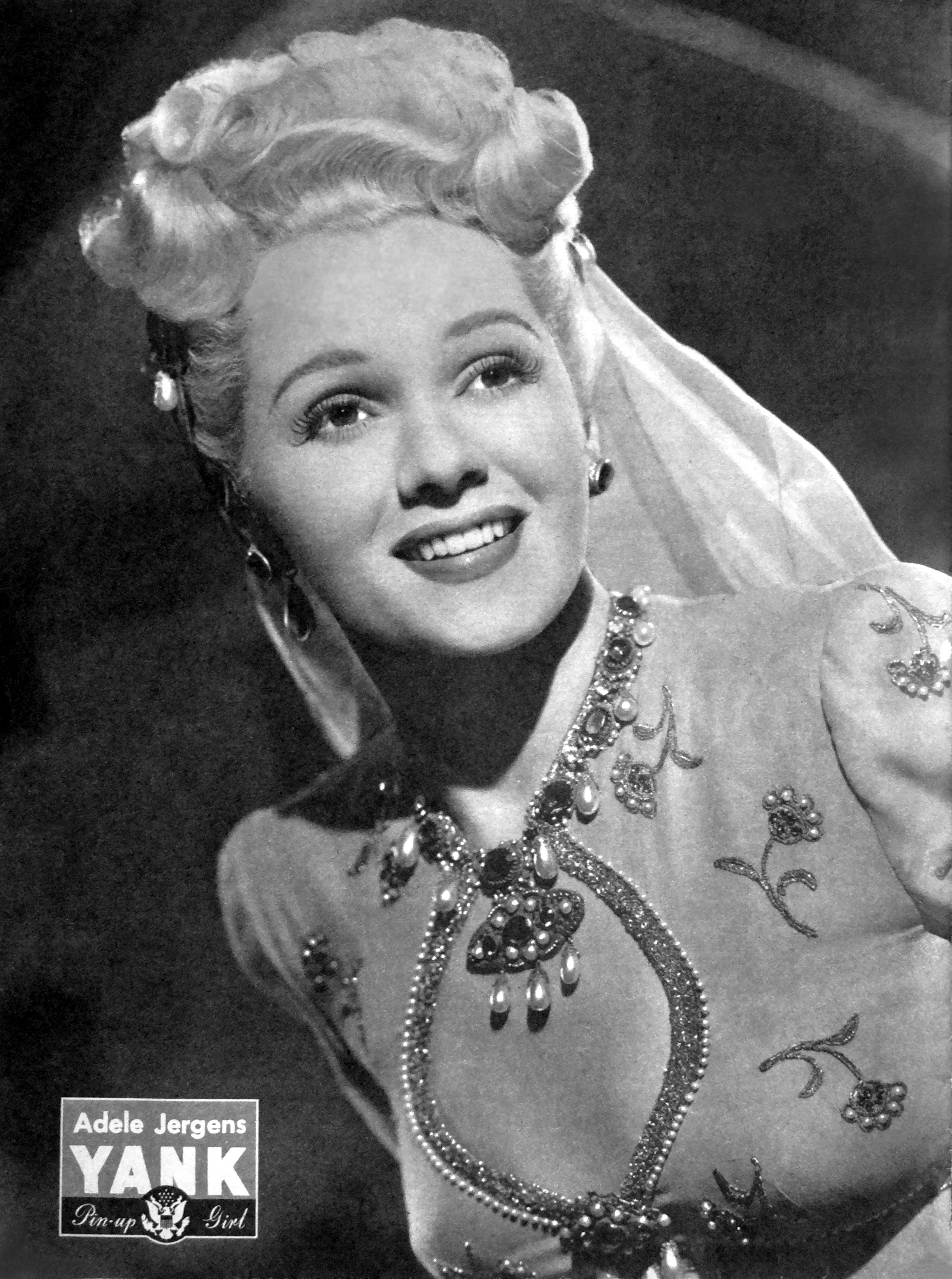
Adele Jergens

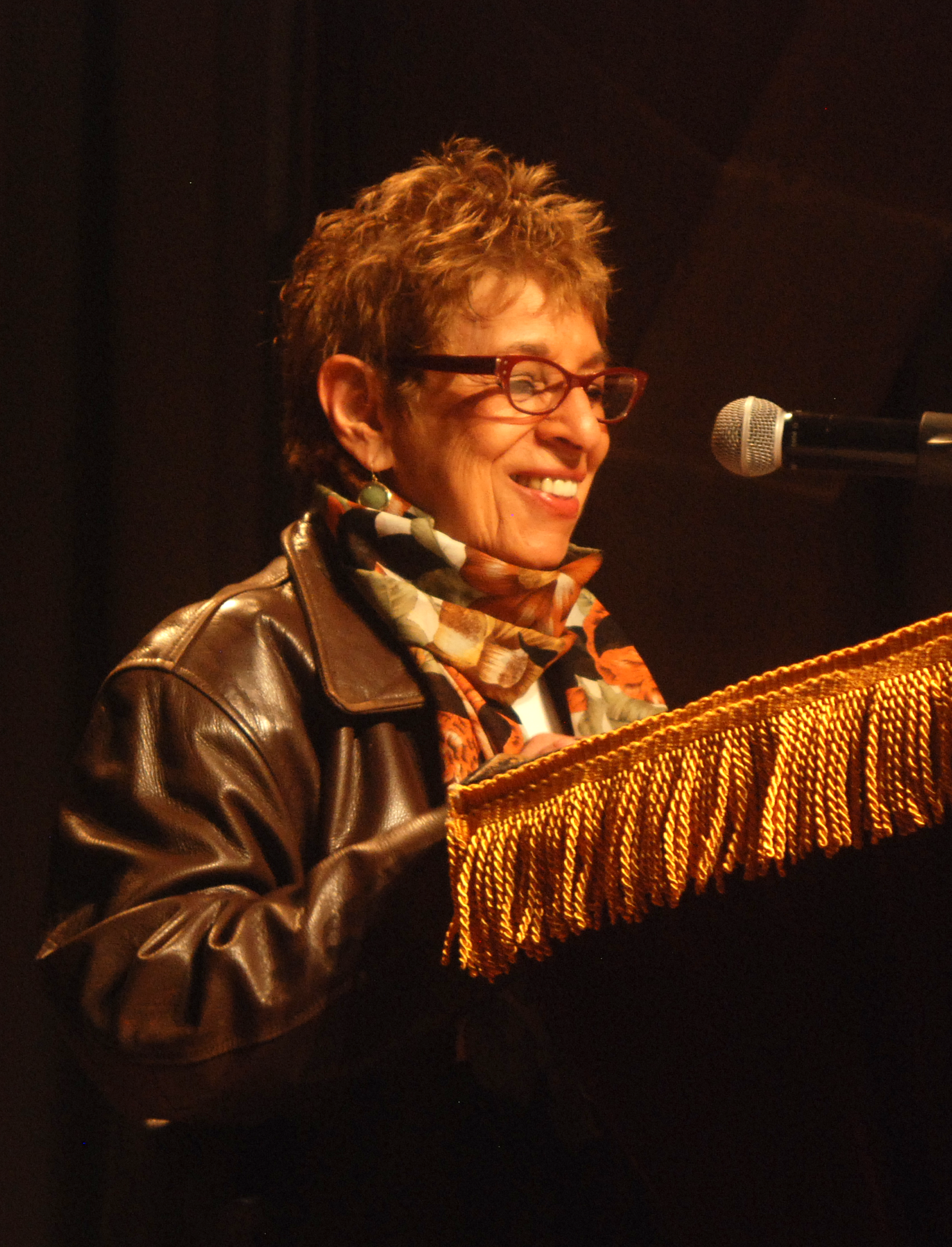
Hettie Jones

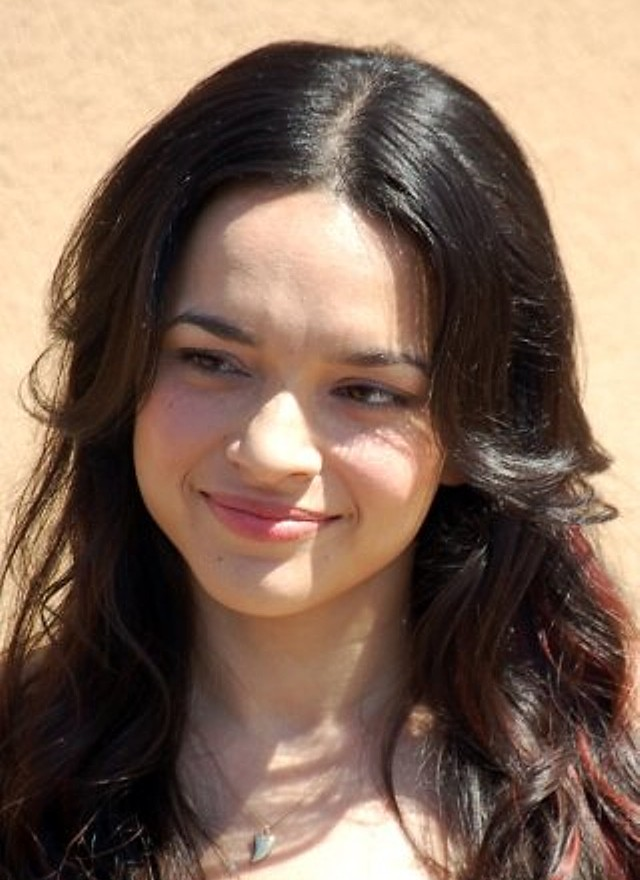
Norah Jones

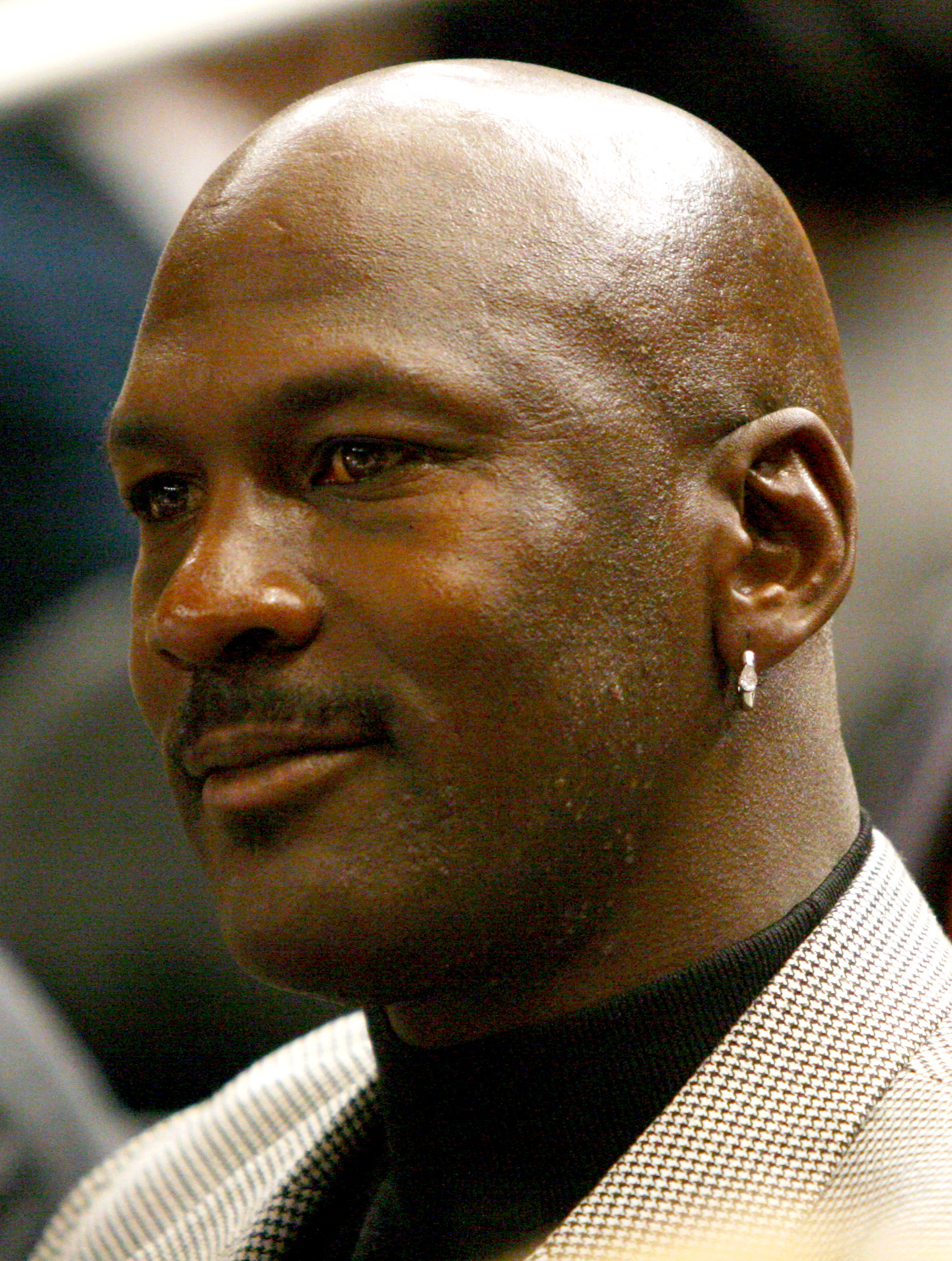
Michael Jordan

- Paul Jabara (1948–1992), Schauspieler, Sänger, Songwriter und Komponist
- Arthur Jackson (1918–2015), Sportschütze
- Bruce Jackson (* 1936), Kulturwissenschaftler, Folklorist, Dokumentarfilmer, Autor und Fotograf
- J. J. Jackson (* 1942), US-amerikanisch-britischer Soul- und R&B-Sänger
- Mark Jackson (* 1965), Basketballspieler
- Ken Jacobs (* 1933), Filmregisseur
- Oswald Jacoby (1902–1984), Spielexperte und Buchautor
- Rona Jaffe (1931–2005), Schriftstellerin
- N. Jay Jaffee (1921–1999), Fotograf
- Brion James (* 1955), Musiker
- Selma James (* 1930), Schriftstellerin, Feministin und Sozialaktivistin
- Carl Janelli (1927–2018), Jazzmusiker
- Laurence M. Janifer (1933–2002), Science-Fiction-Autor
- Jam Master Jay (1965–2002), DJ und Hip-Hop-Musiker
- Art Jarrett (1907–1987), Swingmusiker
- Rick Jason (1923–2000), Schauspieler
- Russell Javors (* 1952), Rockmusiker
- Karla Jay (* 1947), Anglistin
- Ricky Jay (1946–2018), Zauberkünstler, Schauspieler und Autor
- Jay-Z (* 1969), Rap-Musiker
- Garland Jeffreys (* 1943), Popsänger
- Hakeem Jeffries (* 1970), Politiker
- Smith Ely Jelliffe (1866–1945), Psychiater und Psychoanalytiker
- Adele Jergens (1917–2002), Schauspielerin
- Jennie Jerome (1854–1921), Philanthropin und Autorin, Mutter von Winston Churchill
- Jeru the Damaja (* 1972), Rapper
- Saint Jhn (* 1986), Rapper, Sänger, Songwriter und Musikproduzent
- W. L. G. Joerg (1885–1952), Geograf und Kartograf
- Charles H. Joffe (1929–2008), Filmproduzent
- Robert John (1946–2025), Sänger und Songwriter
- Jeromus Johnson (1775–1846), Politiker
- Hettie Jones (1934–2024), Beat-Autorin
- Junior Jones (* 1970), Boxer
- Norah Jones (* 1979), Sängerin
- Michael Jordan (* 1963), Basketballspieler
- Aubrey Joseph (* 1997), Rapper und Schauspieler
- Kara Lynn Joyce (* 1985), Freistilschwimmerin
- Kenyon A. Joyce (1879–1960), Generalmajor der United States Army
- William Joyce (1906–1946), Politiker und Propaganda-Rundfunksprecher der Nationalsozialisten
- JPEGMAFIA (* 1989), Rapper und Musikproduzent
- Mychal Judge (1933–2001), römisch-katholischer Priester
- Heather Juergensen (* 1970), Schauspielerin, Drehbuchautorin und Filmproduzentin
- David Julius (* 1955), Sinnesphysiologe
- Martin Jurow (1911–2004), Filmproduzent
- Norton Juster (1929–2021), Architekt, Hochschullehrer und Autor
- Robert Justman (1926–2008), Filmproduzent und Regieassistent

## K

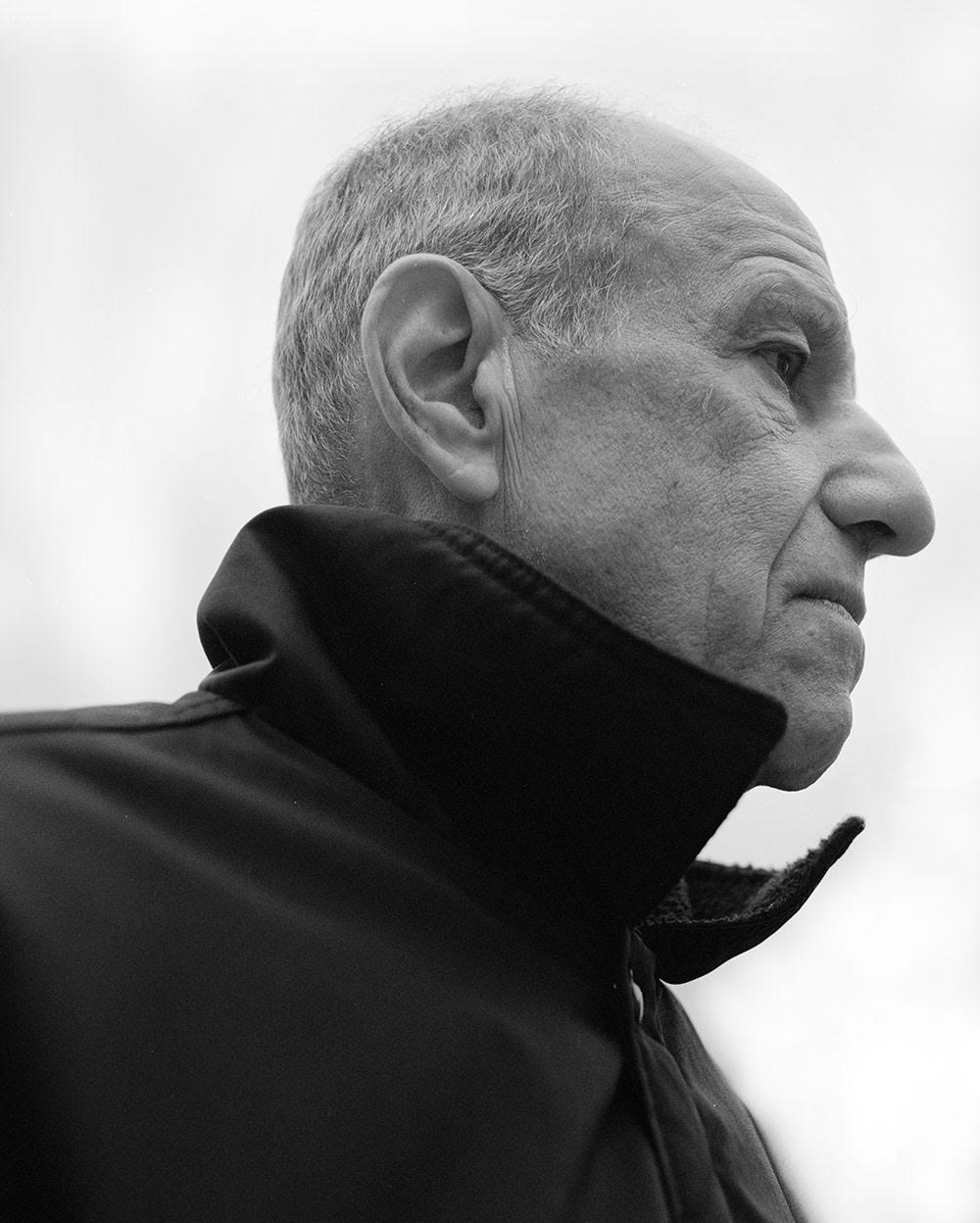
Alex Katz

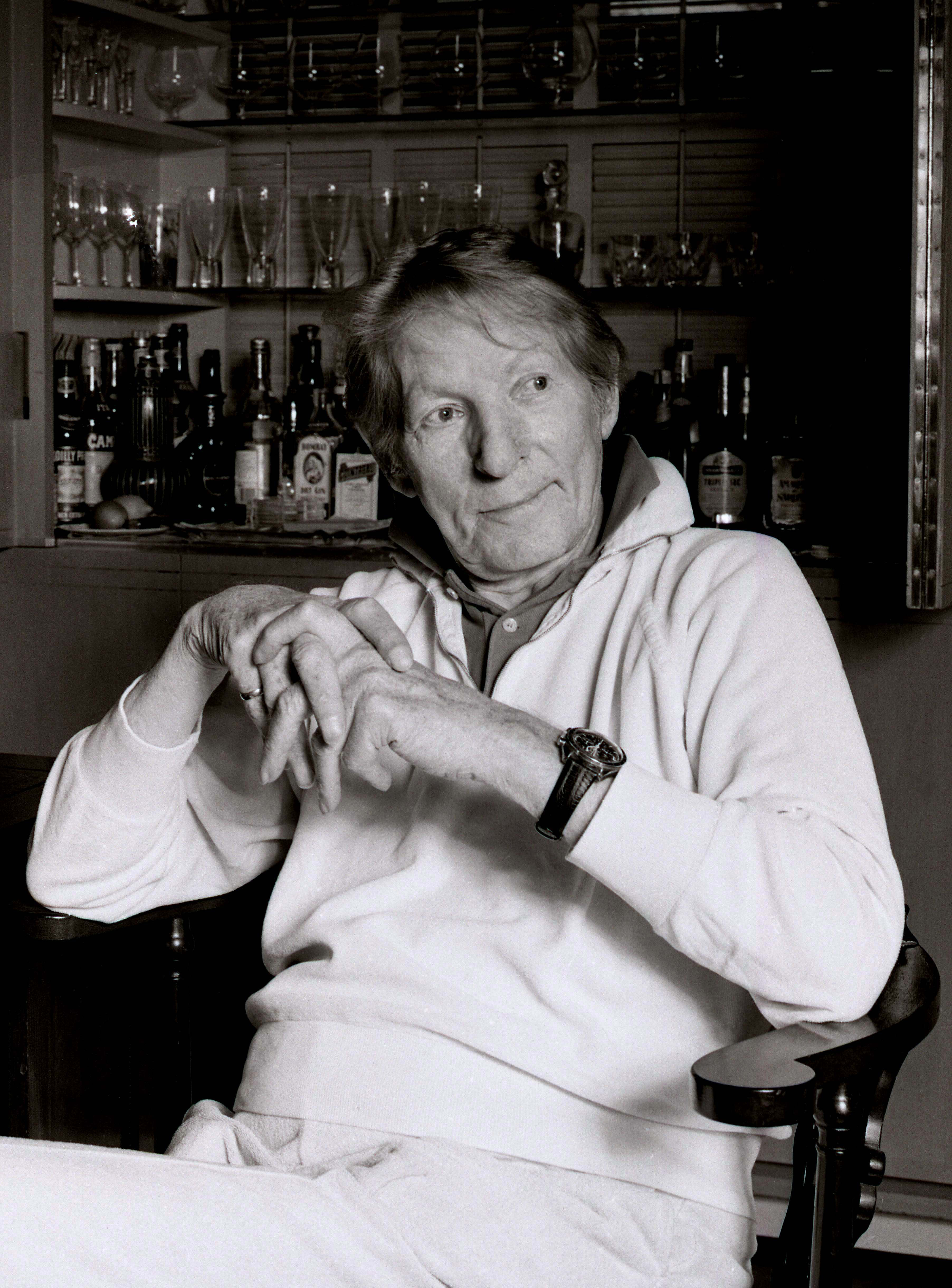
Danny Kaye

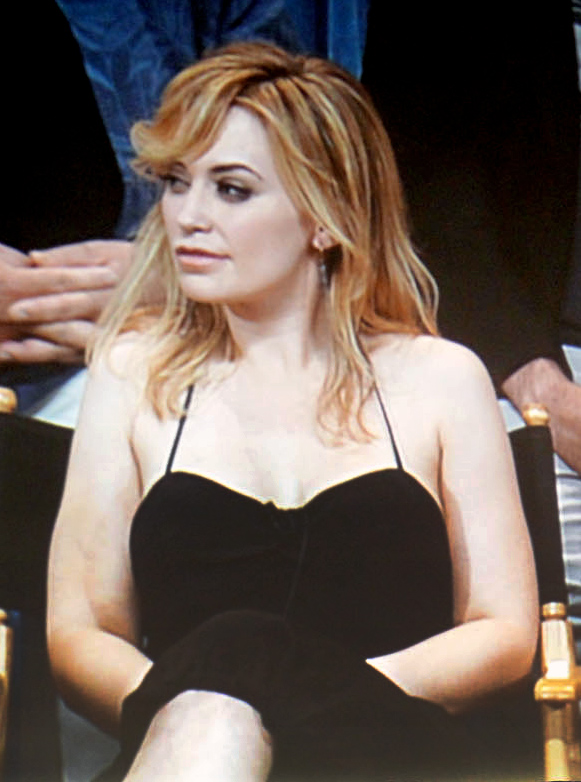
Monica Keena

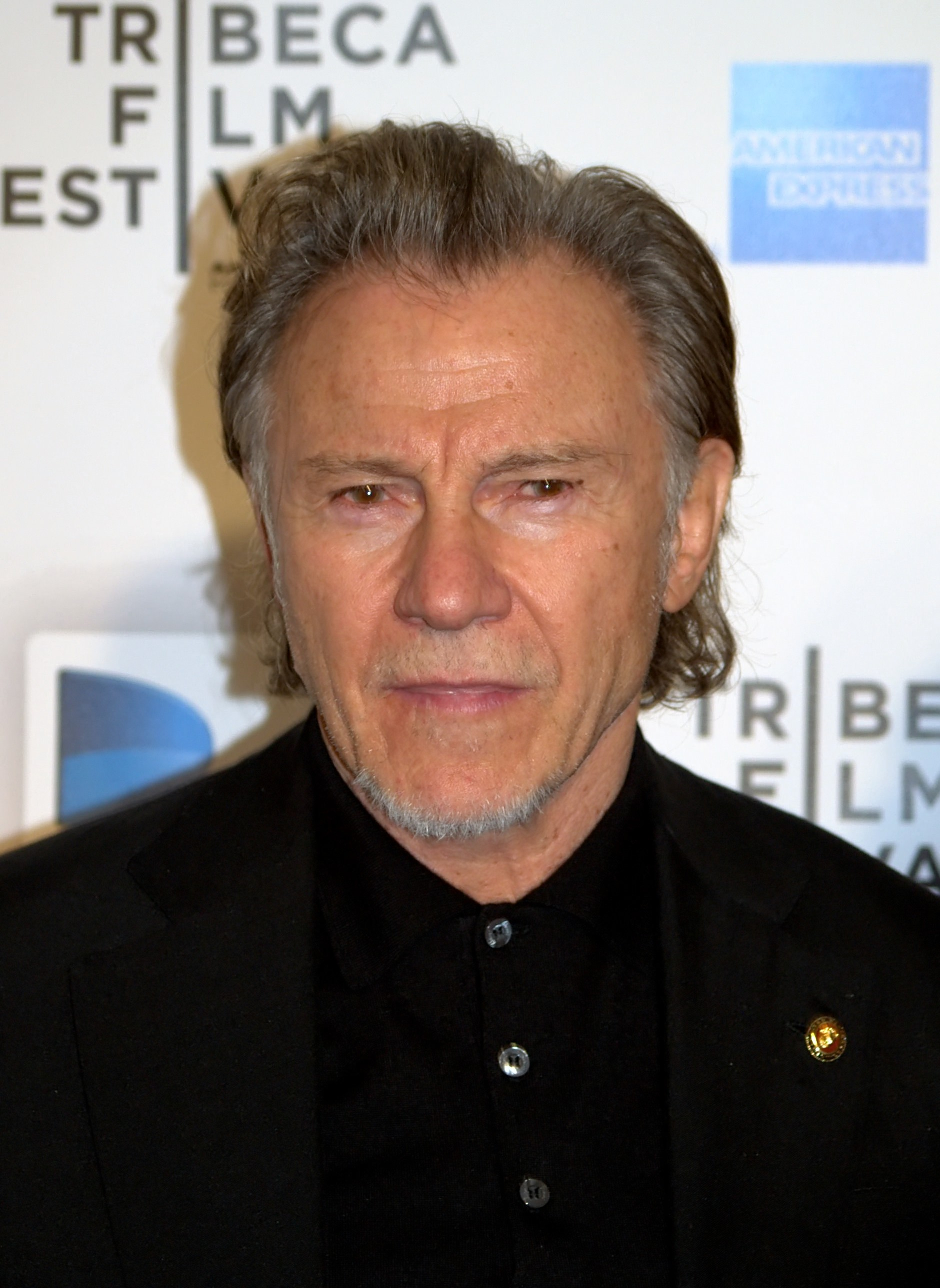
Harvey Keitel

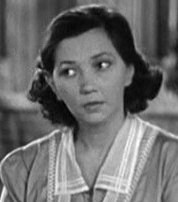
Patsy Kelly

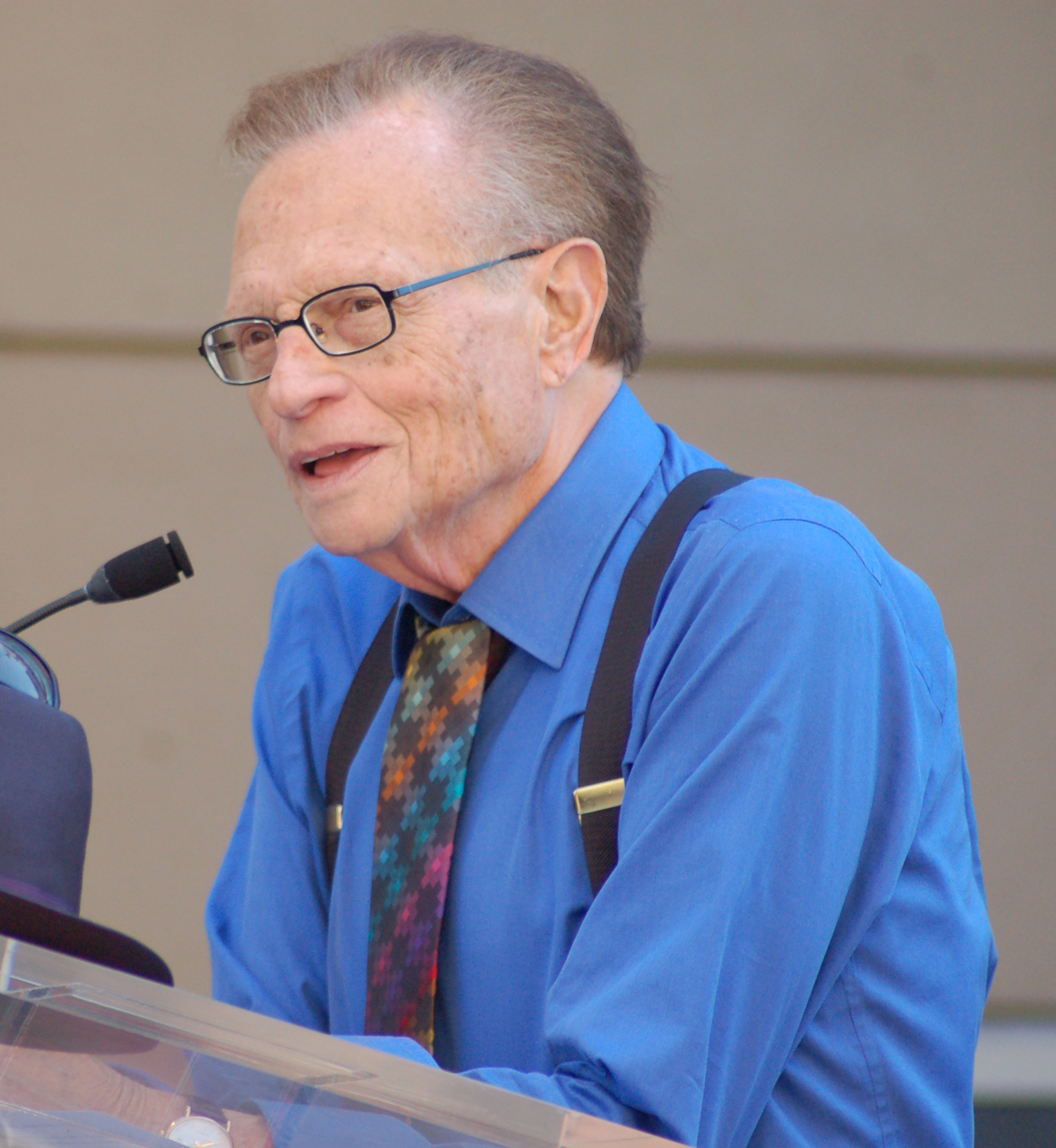
Larry King

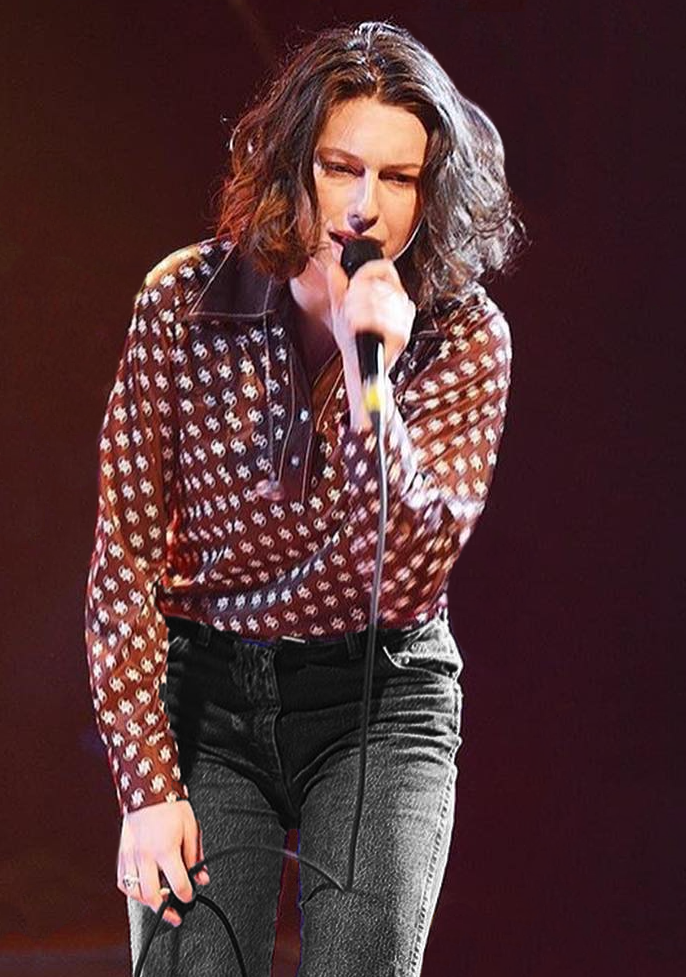
King Princess

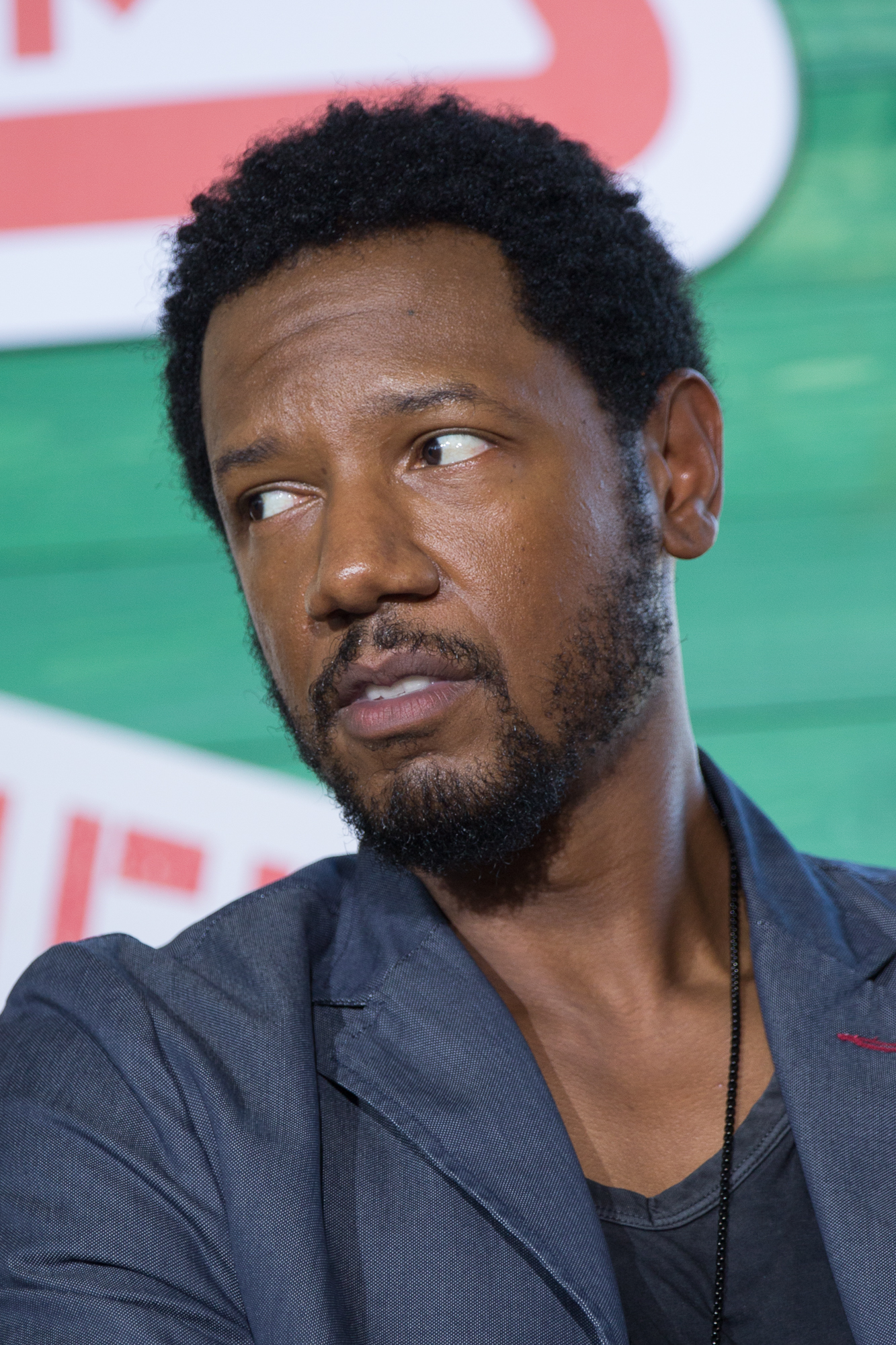
Tory Kittles

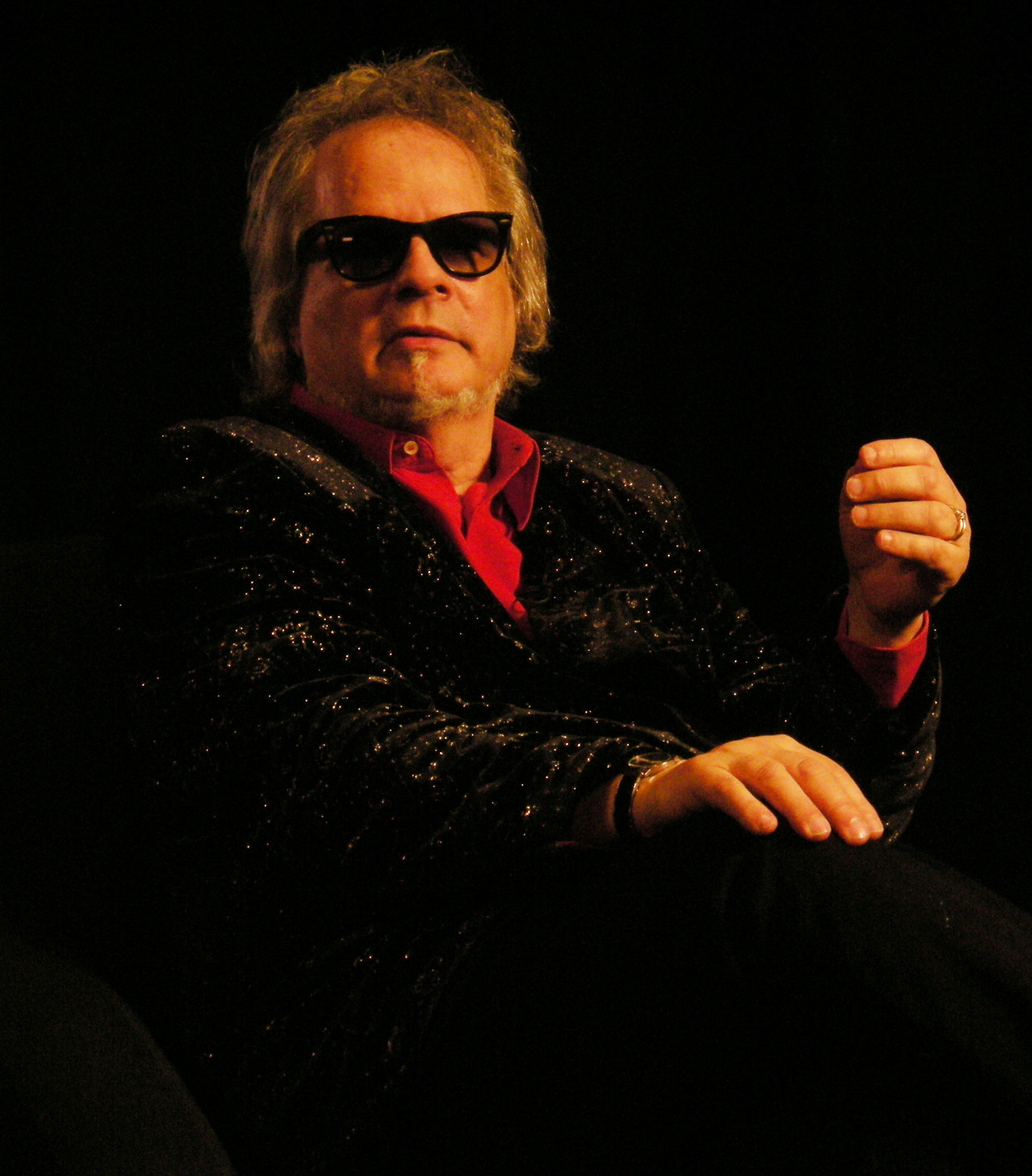
Al Kooper

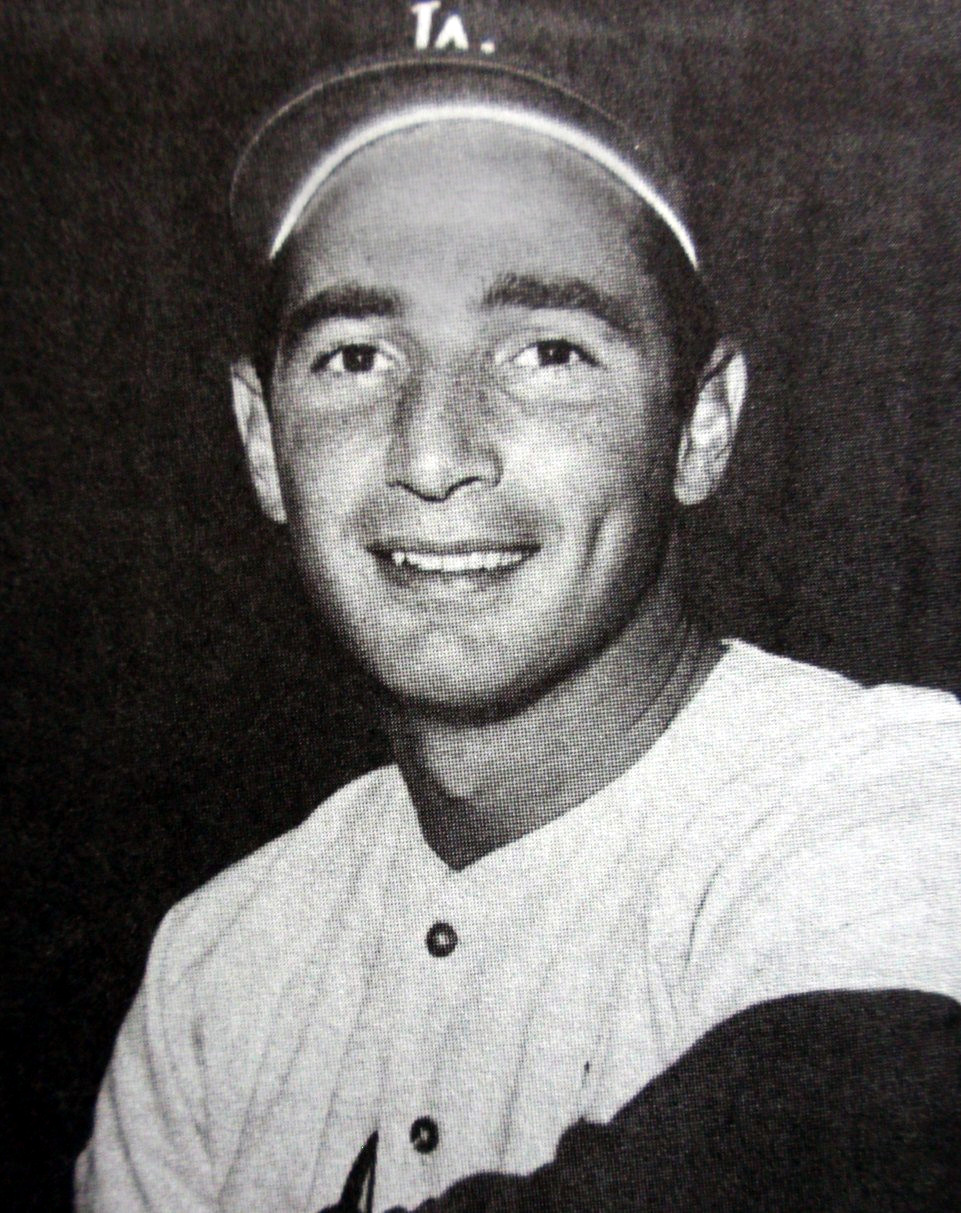
Sandy Koufax

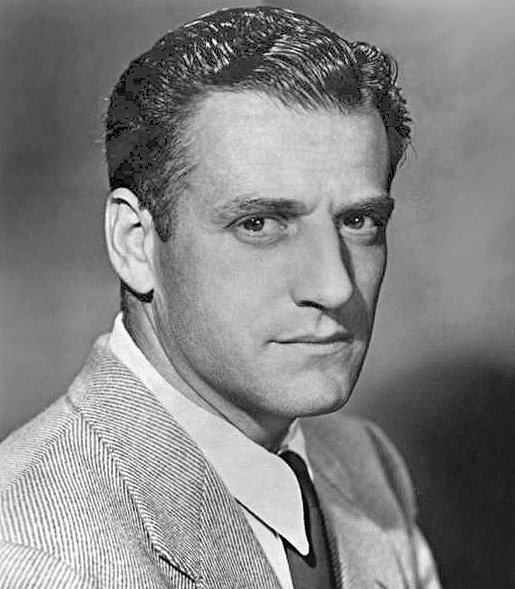
Stanley Kramer

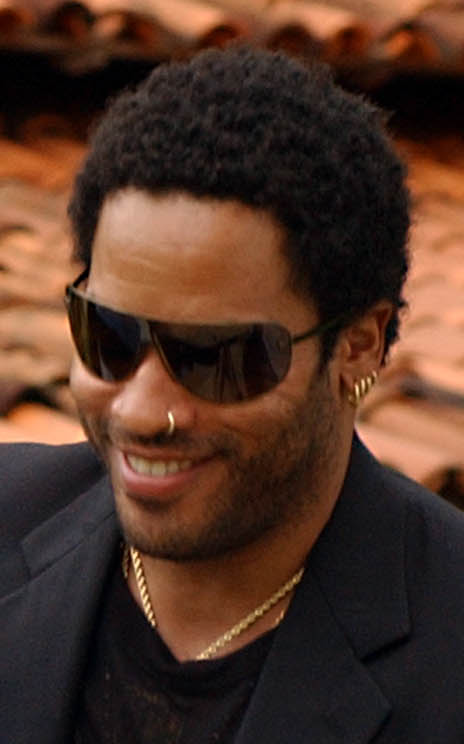
Lenny Kravitz

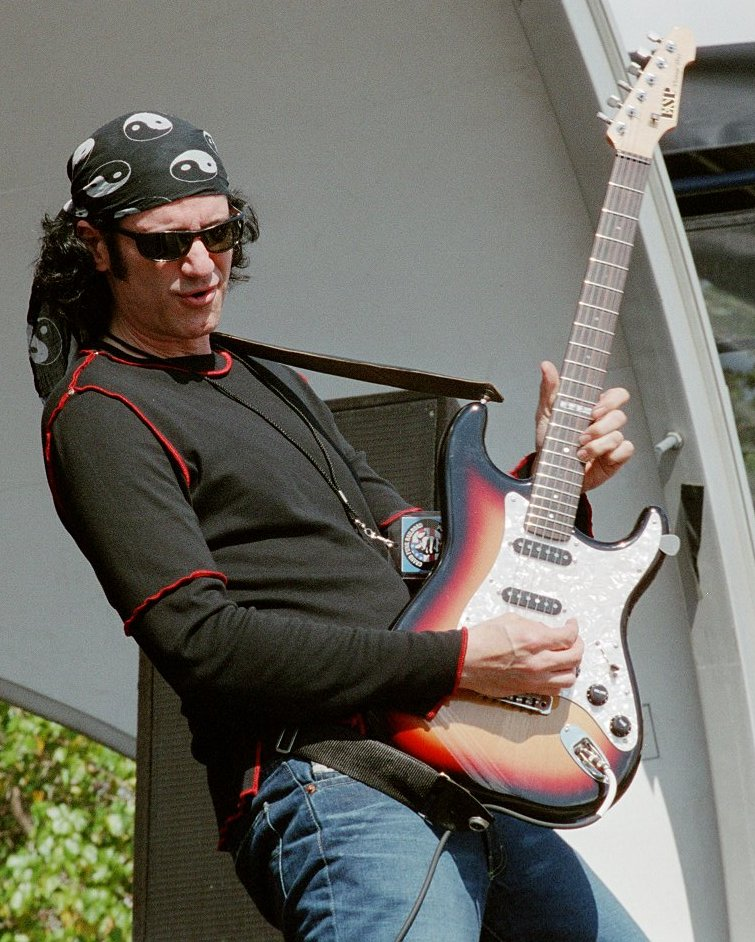
Bruce Kulick

- Meir Kahane (1932–1990), israelischer Rabbiner und Zionist
- Philip Mayer Kaiser (1913–2007), Regierungsbeamter und Diplomat
- Roberta Kalechofsky (1931–2022), Schriftstellerin und Tierrechtlerin
- Chester Kallman (1921–1975), Schriftsteller und Librettist
- Frank Kane (1912–1968), Werbefachmann und Autor
- Wally Kane (1933/1934–2021), Jazz- und Studiomusiker
- Jeff Kanew (* 1944), Filmregisseur, Drehbuchautor und Filmeditor
- Karl Kani (* 1970), Modeschöpfer
- William B. Kannel (1923–2011), Kardiologe und Epidemiologe
- Andrew Kaplan (* 1941), Autor von Spionagethrillern
- Gabe Kaplan (* 1945), Pokerspieler, Schauspieler und Fernsehmoderator
- Marvin Kaplan (1927–2016), Schauspieler
- Steven L. Kaplan (* 1943), Historiker und Hochschullehrer
- Mitch Kapor (* 1950), Softwareentwickler und Unternehmer
- John Karlen (1933–2020), Schauspieler
- Stanley Karnow (1925–2013), Journalist und Historiker
- Jerry Kasenetz (* 1943), Musikproduzent
- Kashif (1959–2016), R&B-Sänger, -Songwriter und -Produzent
- Ray Kassar (1928–2017), Manager
- Ben Katchor (* 1951), Comic-Zeichner
- Robert W. Kates (1929–2018), Geograph und Umweltwissenschaftler
- Milton Katims (1909–2006), Dirigent und Geiger
- Alex Katz (* 1927), Maler
- Dovid Katz (* 1956), Linguist und politischer Aktivist
- Elihu Katz (1926–2021), Soziologe und Hochschullehrer
- Fred Katz (1919–2013), Kulturanthropologe, Komponist und Cellist
- Jeffrey Katz (* 1943), Musikproduzent
- Milton Katz (1907–1995), Jurist und Sonderbeauftragter für den Marshall-Plan
- Robert Katz (1933–2010), investigativer Schriftsteller und Drehbuchautor
- Sheldon Katz (* 1956), Mathematiker
- Steve Katz (* 1945), Musiker (Sänger, Gitarrist)
- Nadeen L. Kaufman (* 1945), Psychologin
- Danny Kaye (1911–1987), Schauspieler, Komiker und Sänger
- Alfred Kazin (1915–1998), Autor und Literaturkritiker
- Willie Keeler (1872–1923), Baseballspieler
- Monica Keena (* 1979), Schauspielerin
- Harvey Keitel (* 1939), Schauspieler
- Larry Keith (1931–2010), Schauspieler
- Minor Cooper Keith (1848–1929), Geschäftsmann
- Joan Kelly (1928–1982), Historikerin
- Patsy Kelly (1910–1981), Schauspielerin
- Paul Kelly (1899–1956), Schauspieler
- Charles Kelman (1930–2004), Augenarzt und Erfinder
- Randall Kenan (1963–2020), Schriftsteller, Anglist und Hochschullehrer
- Patricia Kennealy-Morrison (1946–2021), Schriftstellerin und Journalistin
- Elizabeth Lapovsky Kennedy (* 1939), Autorin, Amerikanistin, Frauenrechtlerin und LSBT-Aktivistin
- Paul Kent (1930–2011), Schauspieler sowie Gründer und künstlerischer Leiter des Melrose Theater
- Eugene James Keogh (1907–1989), Jurist und Politiker
- Robert Kerman (1947–2018), Schauspieler
- Sidney Kerner (1920–2013), Fotograf
- Alexander Kevitz (1902–1981), Schachspieler
- Daniel Keyes (1927–2014), Schriftsteller
- David E. Keyes (* 1956), Informatiker, angewandter Mathematiker und Ingenieur
- Michael Kidd (1915–2007), Choreograf, Tänzer, Schauspieler und Regisseur
- Killah Priest (* 1970), Rapper
- Jake Kilrain (1859–1937), Schwergewichtsboxer
- Kenneth Kimmins (* 1941), Schauspieler
- Roslyn Kind (* 1951), Sängerin und Schauspielerin
- Bernard King (* 1956), Basketballspieler
- Larry King (1933–2021), Journalist
- King Princess (* 1998), Musikerin
- Leon Kirchner (1919–2009), Komponist
- Kenny Kirkland (1955–1998), Jazzmusiker
- Mark Kishlansky (1948–2015), Historiker
- John Kissel (1864–1938), Politiker
- Tory Kittles (* 1975), Schauspieler
- Irving Klaw (1910–1966), Fotograf
- Abraham Klein (1927–2003), theoretischer Physiker
- Morris Kline (1908–1992), Mathematiker
- Sonya Klopfer (* 1934), Eiskunstläuferin
- Florence Klotz (1920–2006), Kostümbildnerin
- Charles R. Knight (1874–1953), Künstler
- Kirk Knight (* 1995), Rapper, Musikproduzent und Songwriter
- Wilbur Richard Knorr (1945–1997), Mathematikhistoriker
- Omari Knox (* 1986), US-amerikanisch-deutscher Basketballspieler
- Jay Kogen (* 1963), Comedy-Autor
- John Kogut (* 1945), theoretischer Physiker
- Lawrence Konner (* 1949), Drehbuchautor und Produzent
- Steven Koonin (* 1951), theoretischer Physiker
- Elaine de Kooning (1918–1989), Malerin, Grafikerin und Kunstkritikerin
- C. Everett Koop (1916–2013), pädiatrischer Chirurg,
- Al Kooper (* 1944), Rockmusiker, Sänger und Produzent
- Bernie Kopell (* 1933), Schauspieler
- E. Christian Kopff (* 1946), Altphilologe
- Arthur Kornberg (1918–2007), Biochemiker
- Artie Kornfeld (* 1942), Musiker, Songwriter, Musikproduzent und Manager
- Louis S. Kornicker (1919–2018), Zoologe
- Edward M. Kosower (* 1929), israelisch-US-amerikanischer Chemiker
- Bertram Kostant (1928–2017), Mathematiker
- Sandy Koufax (* 1935), Baseballspieler
- William B. Kouwenhoven (1886–1975), Elektroingenieur
- Martin Kove (* 1946), Schauspieler
- Carl Hermann Kraeling (1897–1966), Christlicher Archäologe
- Mousa Kraish (* 1975), Schauspieler
- Stanley Kramer (1913–2001), Regisseur und Filmproduzent
- Lee Krasner (1908–1984), Malerin
- Richard Kraut (* 1944), Philosoph und Philosophiehistoriker
- Lenny Kravitz (* 1964), Sänger und Musiker
- Solly Krieger (1909–1964), Boxer
- Alan M. Kriegsman (1928–2012), Tanzkritiker und Pulitzer-Preisträger
- Irving Kristol (1920–2009), politischer Autor und Sozialwissenschaftler
- Fredric Kroll (* 1945), Komponist und Schriftsteller
- Steve Kuhn (* 1938), Jazzmusiker
- Walt Kuhn (1877–1949), Maler, Cartoonist und Lithograph
- Bob Kulick (1950–2020), Rockmusiker und Musikproduzent
- Bruce Kulick (* 1953), Rockmusiker
- Henry G. Kunkel (1916–1983), Immunologe
- Mort Künstler (1931–2025), Illustrator
- William Francis Kupfer (1909–1998), römisch-katholischer Priester und Bischof von Taichung
- Manny Kurtz (1911–1984), Liedtexter
- Karyn Kusama (* 1968), Filmregisseurin und Drehbuchautorin
- Nina Kuscsik (1939–2025), Pionierin des Marathonlaufs für Frauen
- Philip Kutzko (* 1946), Mathematiker
- Talib Kweli (* 1975), Rapper

## L

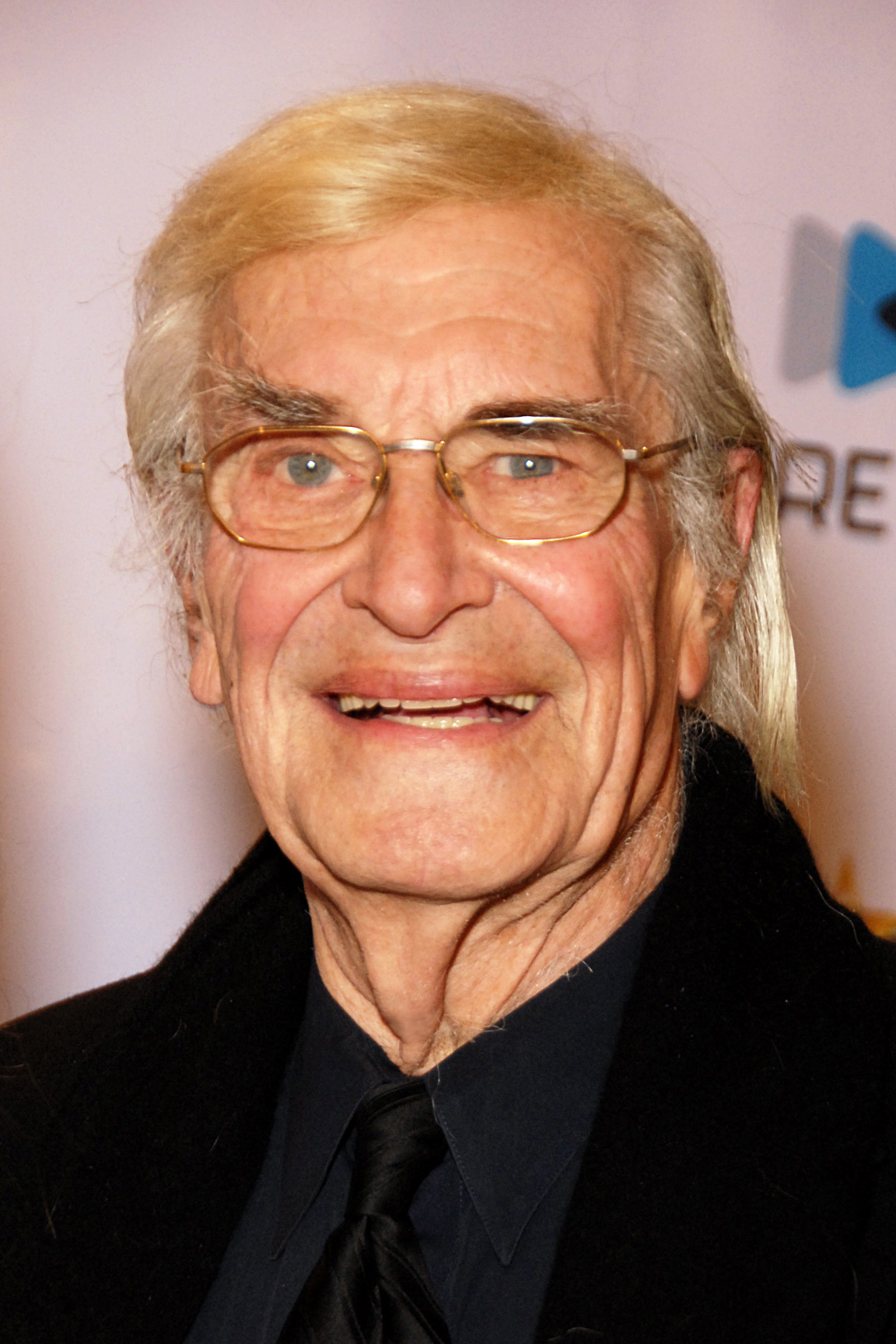
Martin Landau

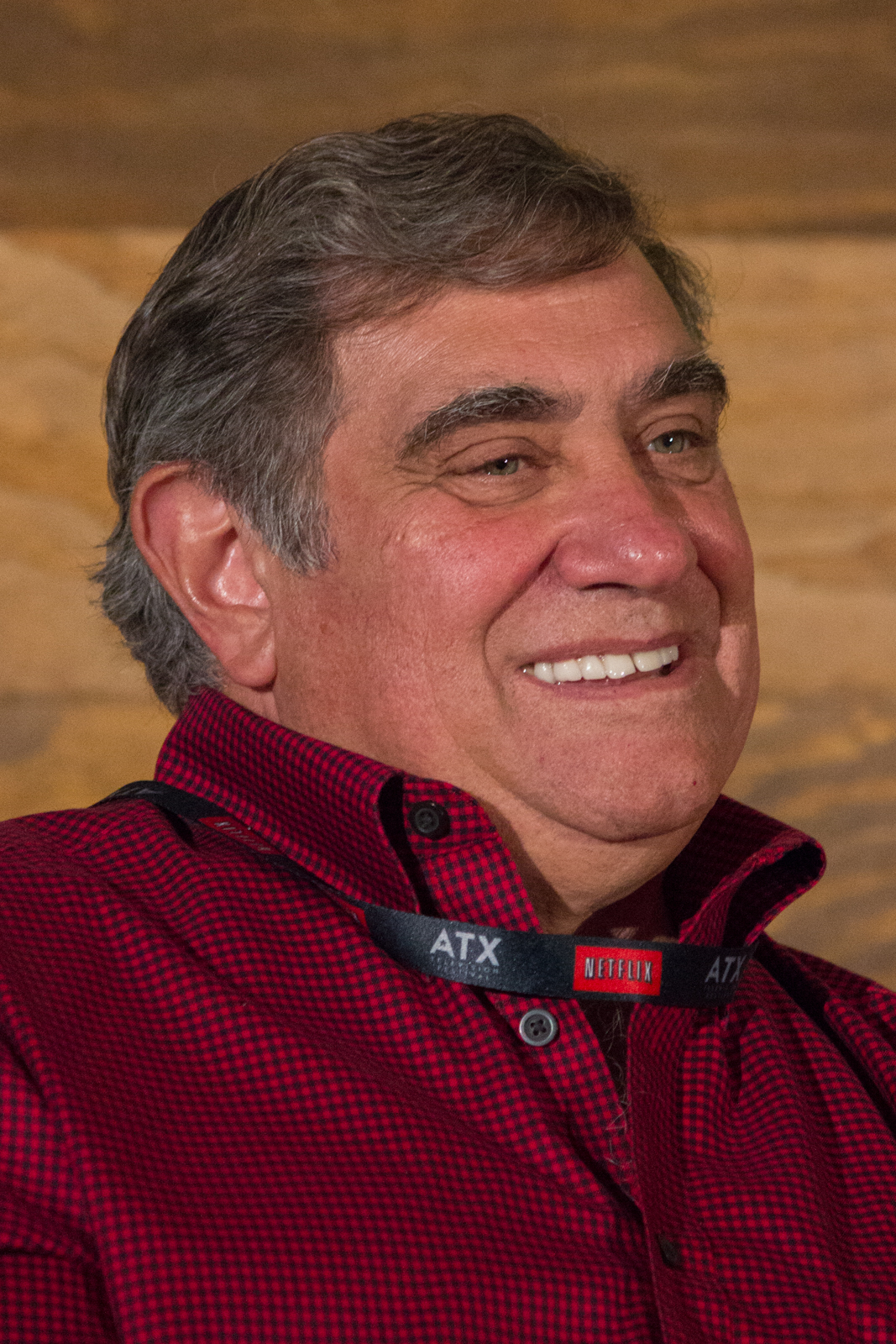
Dan Lauria

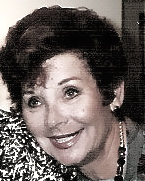
Evelyn Lear

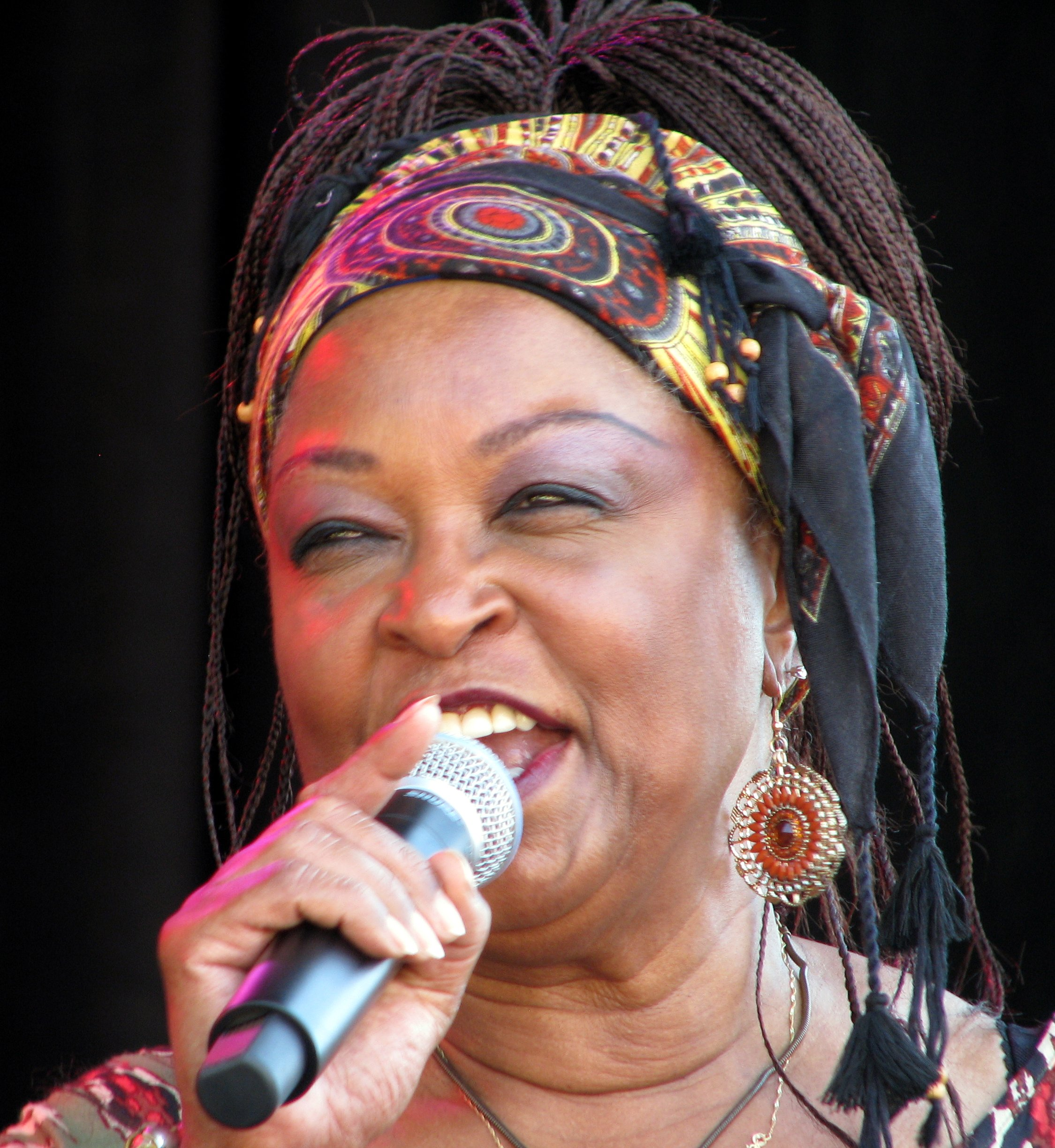
Ranee Lee

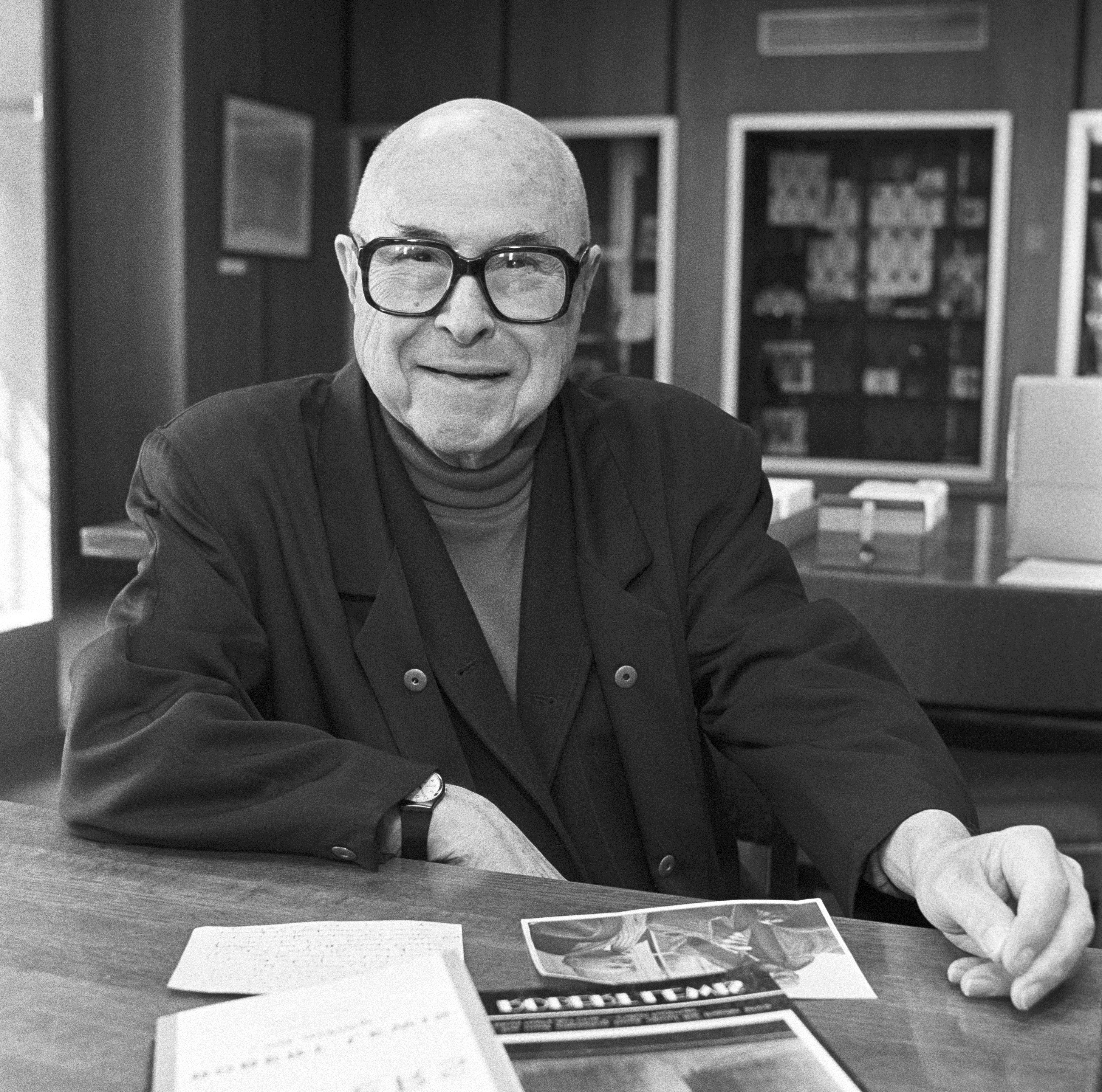
Robert Lewis

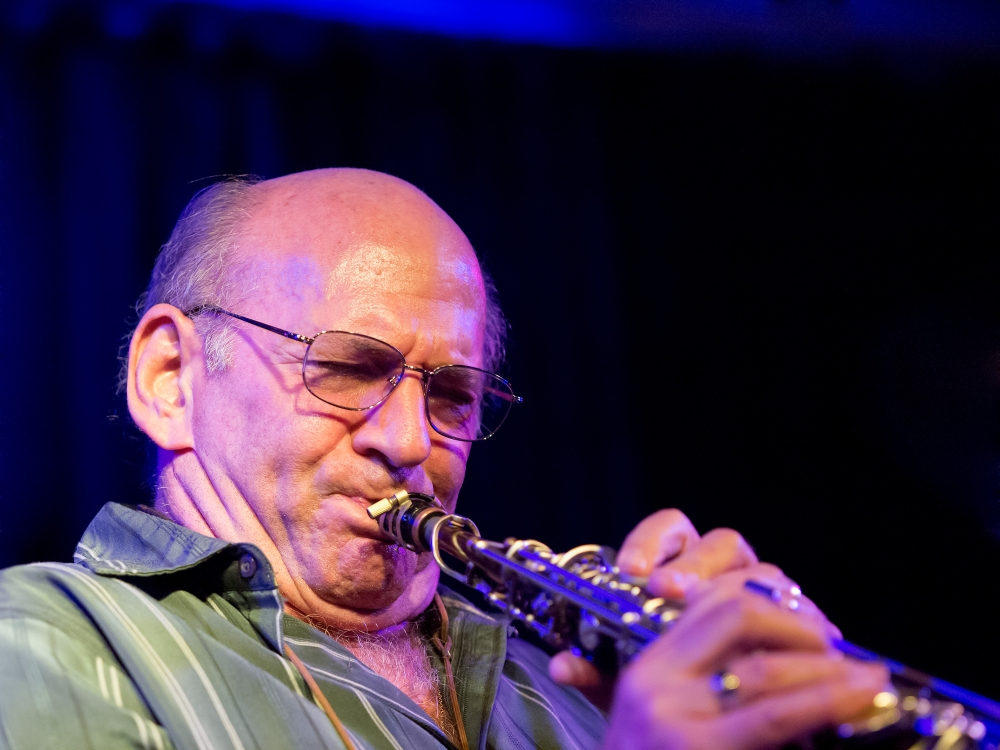
David Liebman

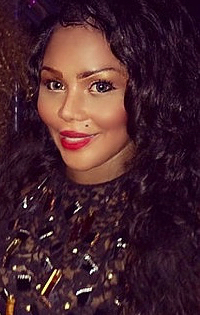
Lil’ Kim

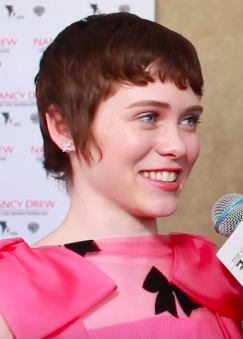
Sophia Lillis

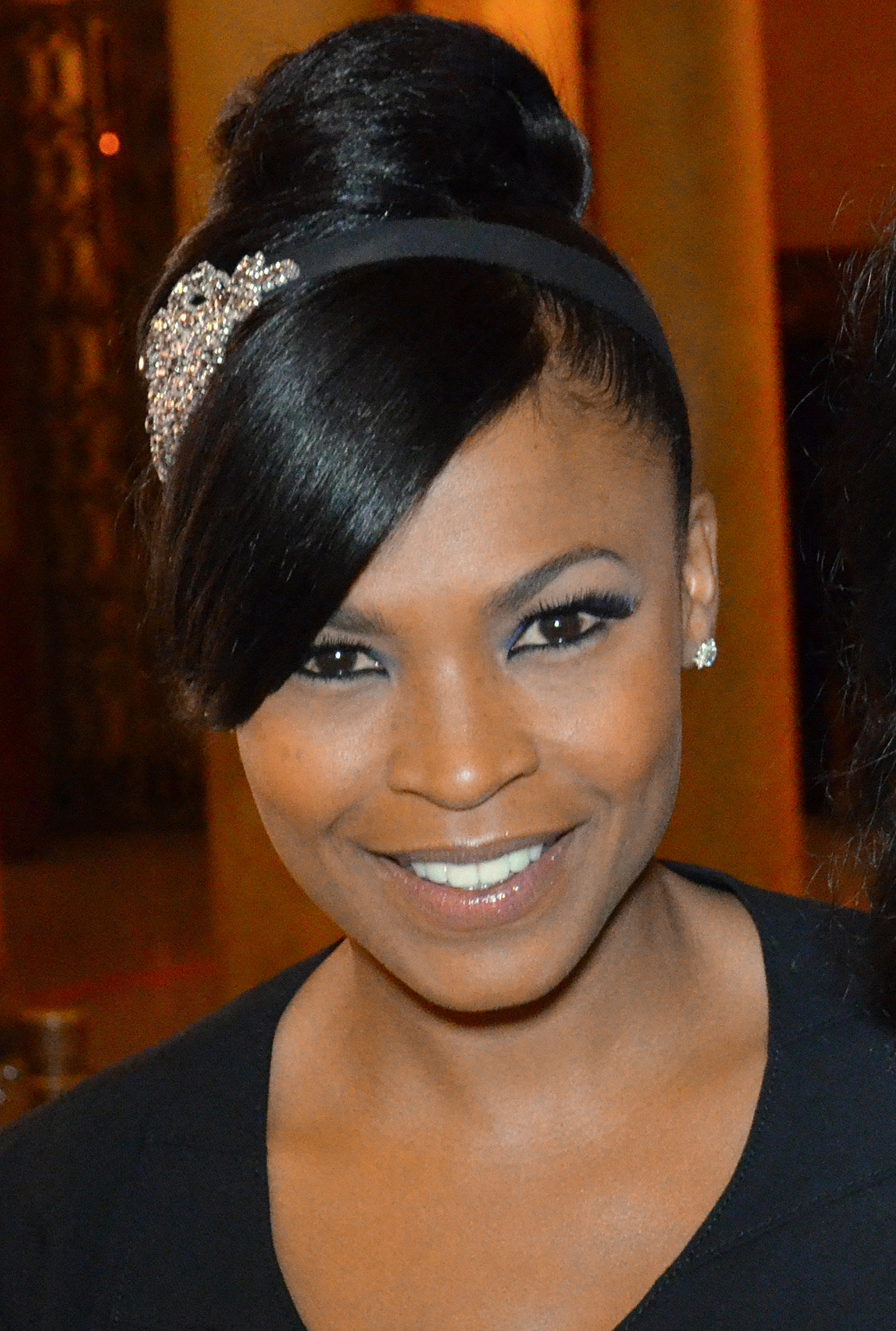
Nia Long

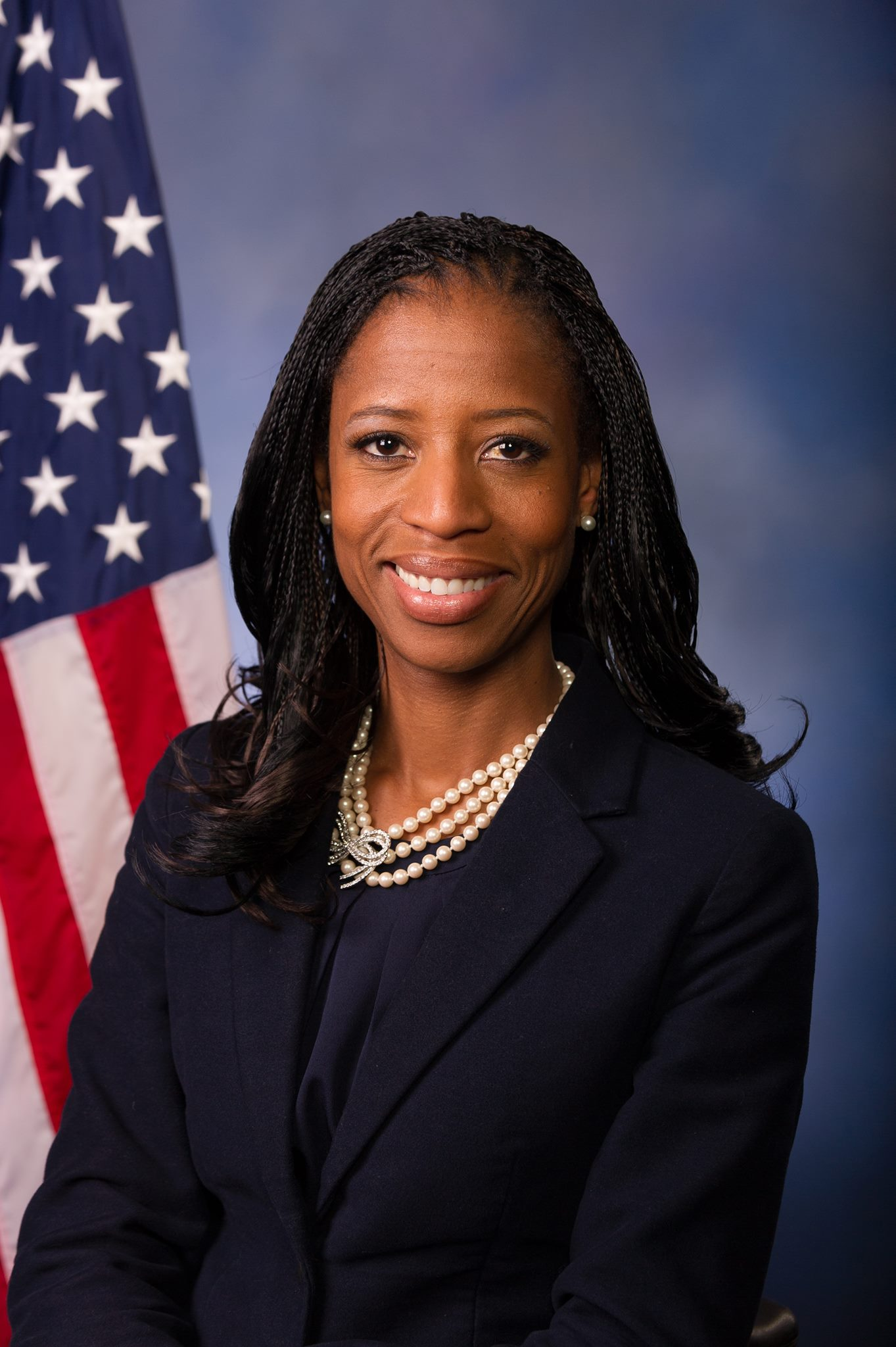
Mia Love

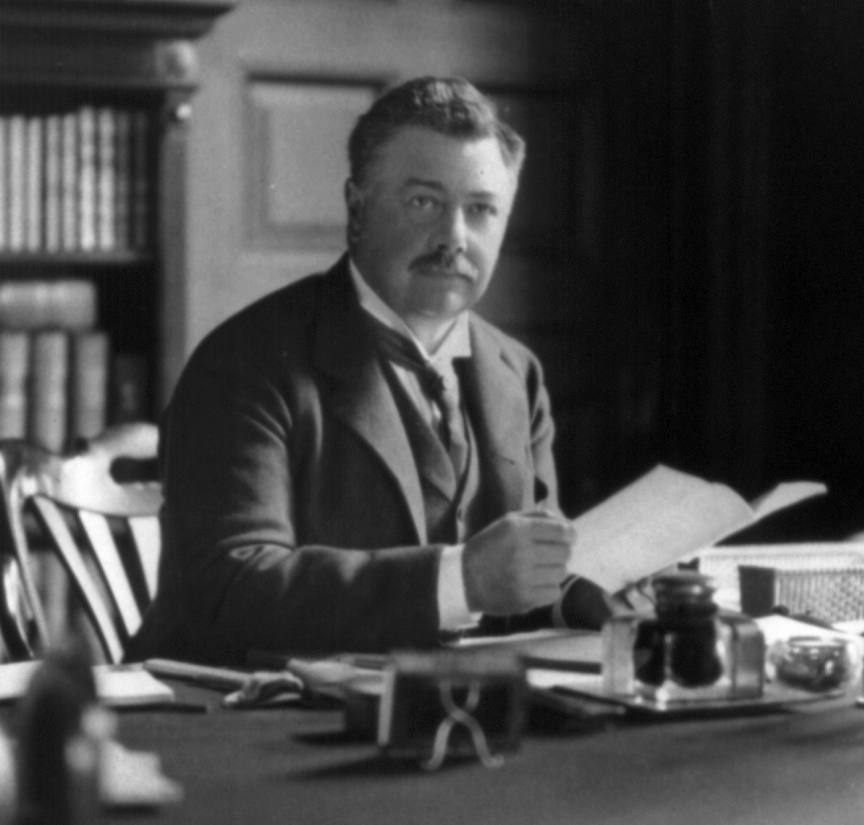
Seth Low

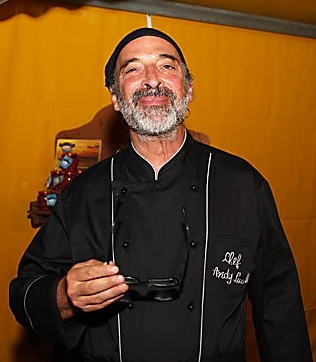
Andy Luotto

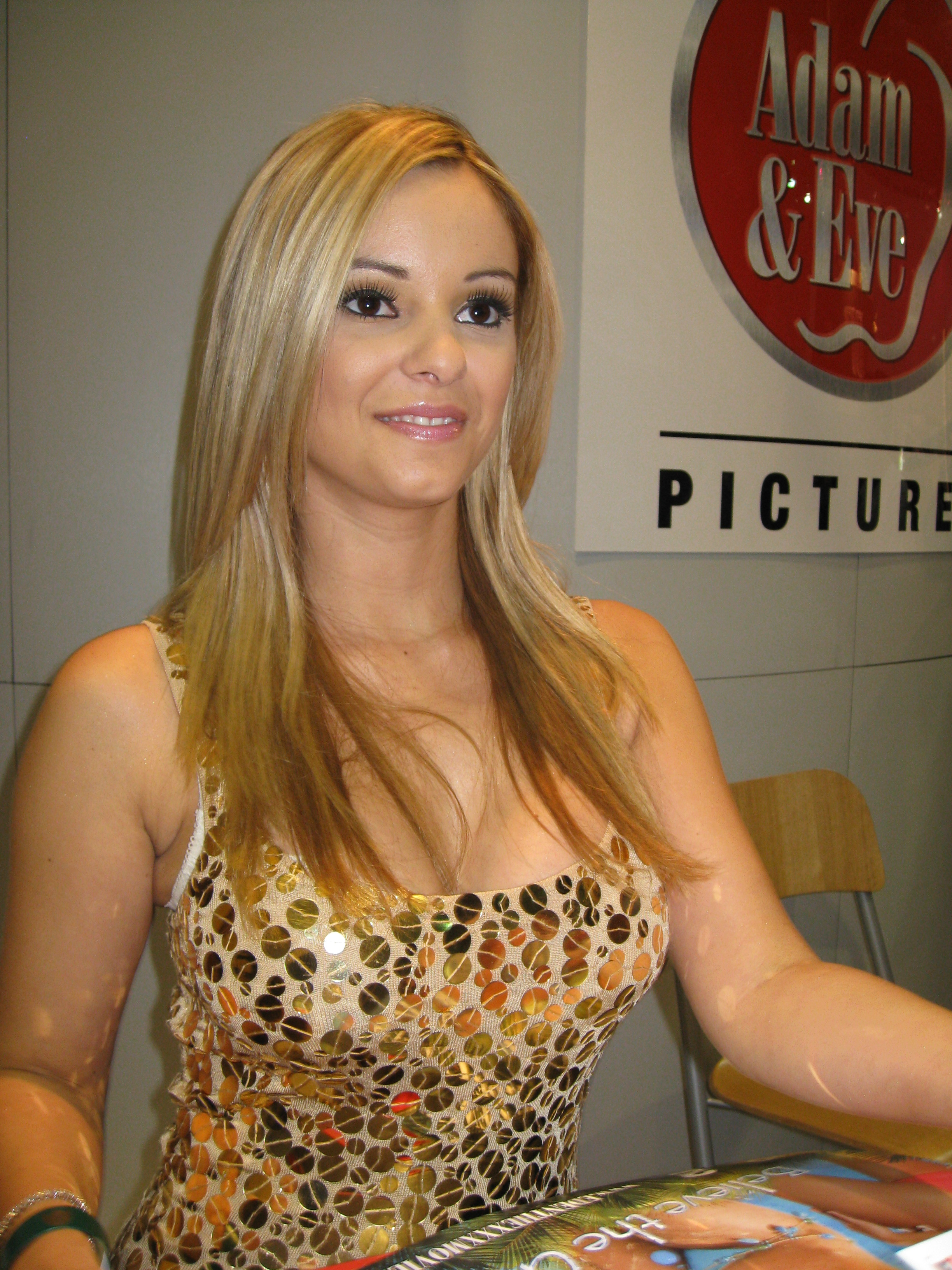
Carmen Luvana

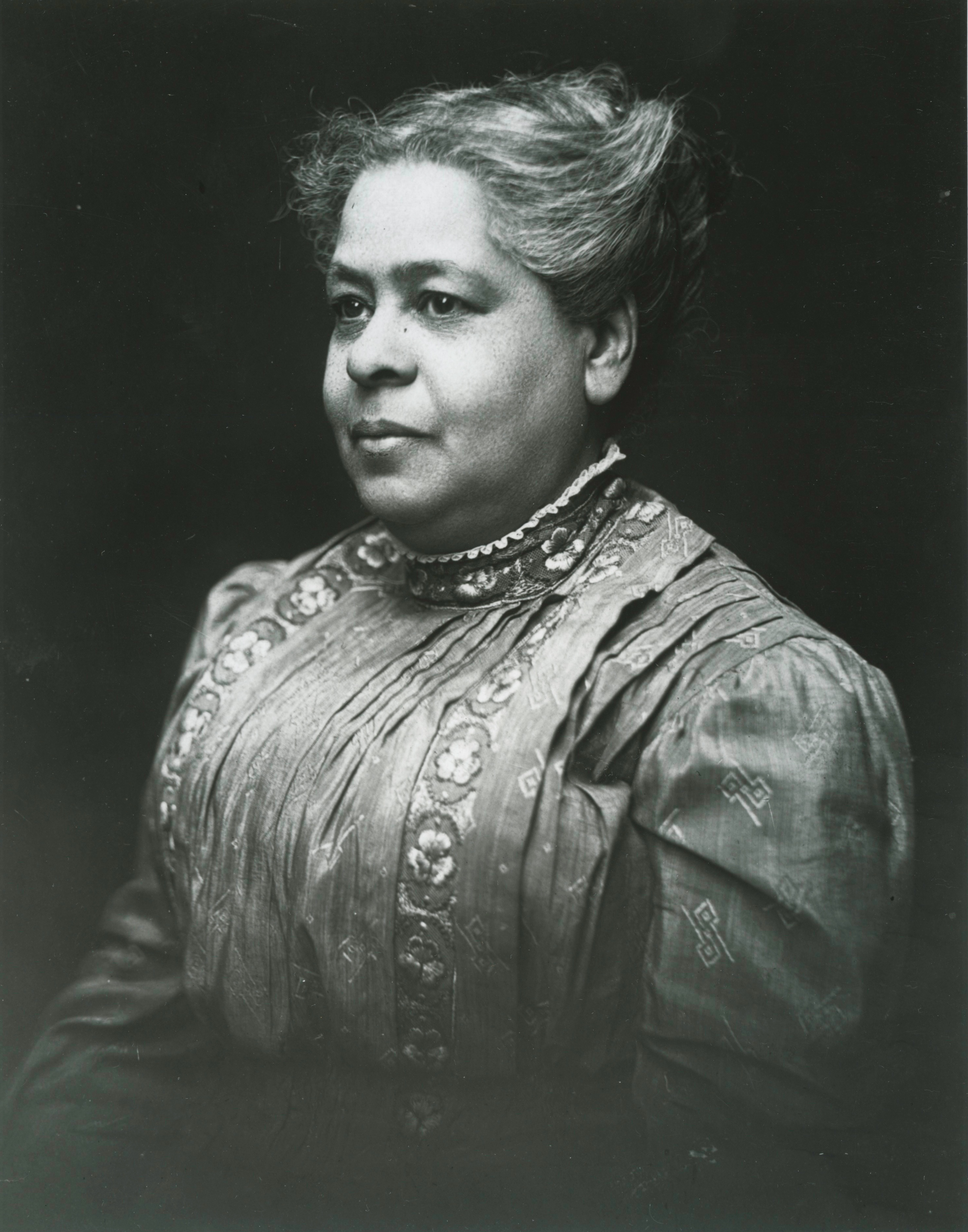
Maritcha Lyons

- Irwin Lachman (1930–2025), Ingenieur und Miterfinder des Drei-Wege-Katalysators
- Charles C. Ladd (1932–2014), Bauingenieur
- Ezra Laderman (1924–2015), Komponist
- Richard LaGravenese (* 1959), Drehbuchautor und Filmregisseur
- Alice Lake (1895–1967), Schauspielerin
- Veronica Lake (1922–1973), Schauspielerin
- William F. Lamb (1883–1952), Architekt
- Norman Lamm (1927–2020), modern-orthodoxer Rabbiner, Gelehrter und Autor
- Robert Lamm (* 1944), Keyboarder, Gitarrist, Sänger und Songwriter
- John LaMotta (1939–≈2015), Schauspieler
- Martin Landau (1928–2017), Film- und Fernsehschauspieler
- David L. Lander (1947–2020), Schauspieler, Drehbuchautor und Synchronsprecher
- Eric Lander (* 1957), Mathematiker und Biologe
- David S. Landes (1924–2013), Wirtschaftshistoriker und Hochschullehrer
- Sylven Landesberg (* 1990), US-amerikanisch-israelischer Basketballspieler
- David Landsberg (1944–2018), Schauspieler, Drehbuchautor und Produzent
- Abbe Lane (* 1932), Schauspielerin und Sängerin
- Ken Lane (1912–1996), Musiker und Komponist
- Michael Lang (1944–2022), Musikproduzent
- Irving Langmuir (1881–1957), Chemiker, Physiker und Nobelpreisträger
- Sheila Larken (* 1944), Fernsehschauspielerin
- Marjorie Larney (* 1937), Speerwerferin, Diskuswerferin und Kugelstoßerin
- Mary LaRose (* ≈1965), Malerin und Sängerin
- Erik Larson (* 1954), Schriftsteller
- Adrienne La Russa (* 1948), Schauspielerin
- Robert LaSardo (* 1963), Schauspieler
- Batton Lash (1953–2019), Comicautor und -redakteur
- Henry J. Latham (1908–2002), Jurist und Politiker
- Walter E. Lauer (1893–1966), Generalmajor der United States Army
- Dan Lauria (* 1947), Schauspieler
- Arnie Lawrence (1938–2005), Tenorsaxophonist, Musikpädagoge und Komponist
- Eugene Lawrence (* 1986), Basketballspieler
- Jack Lawrence (1912–2009), Songwriter
- Steve Lawrence (1935–2024), Popsänger, Entertainer und Schauspieler
- Viola Lawrence (1894–1973), Filmeditorin
- Jerry Lawson (1940–2011), Entwickler für Videospiele
- Frank Layden (1932–2025), Basketballtrainer und -manager
- Edward Lazansky (1872–1955), Jurist und Politiker
- Mell Lazarus (1927–2016), Comiczeichner
- Evelyn Lear (1926–2012), Opernsängerin und Sopran
- Ron Leavitt (1947–2008), Drehbuchautor und Fernsehproduzent
- Jeanette Lee (* 1971), Poolbillardspielerin
- Ranee Lee (* 1942), kanadische Jazzsängerin
- Roy Lee (* 1969), Filmproduzent
- John Lefferts (1785–1829), Politiker
- Ari Lehman (* 1965), Schauspieler und Musiker
- Steve Lehman (* 1978), Jazzmusiker
- Mitch Leigh (1928–2014), Komponist und Theaterproduzent
- Arthur Leipzig (1918–2014), Fotograf
- Alan Lelchuk (* 1938), Schriftsteller und Hochschullehrer
- Harvey Lembeck (1923–1982), Schauspieler
- Michael Lembeck (* 1948), Filmregisseur und Schauspieler
- Isobel Lennart (1915–1971), Drehbuchautorin und Schriftstellerin
- Ted Leonsis (* 1957), Unternehmer und Mäzen
- Peter Lerangis (* 1955), Schriftsteller und Theaterschauspieler
- Daniel Lerner (1917–1980), Propagandaforscher
- Harriet Lerner (* 1944), Psychologin, Psychotherapeutin und Feministin
- Randy Lerner (* 1962), Geschäftsmann und Eigentümer von Sportvereinen
- Larry Levan (1954–1992), DJ und Musikproduzent
- Howard Leventhal (* 1931), Psychologe
- Arnold J. Levine (* 1939), Biologe und Krebsforscher
- David Levine (1926–2009), Maler und Karikaturist
- Robert V. Levine (1945–2019), Psychologe
- Arthur Levitt (* 1931), Wirtschaftsmanager, Unternehmer und Politiker
- Helen Levitt (1913–2009), Fotografin und Filmemacherin
- Paul Levitz (* 1956), Verlagsleiter und Comicautor
- Howard Levy (* 1951), Mundharmonikaspieler
- Albert Lewin (1894–1968), Regisseur, Produzent und Drehbuchautor
- Damaris Lewis (* 1990), Schauspielerin und Model
- Richard Lewis (1947–2024), Schauspieler und Comedian
- Robert Lewis (1909–1997), Regisseur, Schauspieler und Schauspiellehrer
- James Hiroyuki Liao (* 1976), Schauspieler und Synchronsprecher
- Walter Licht (* 1946), Historiker
- Stephen Lichtenbaum (* 1939), Mathematiker
- Alfred F. Lichtenstein (1876–1947), Philatelist
- Gordon Liddy (1930–2021), FBI-Agent und Regierungsbeamter
- Nancy Lieberman (* 1958), Basketballspielerin und -trainerin
- David Liebman (* 1946), Saxophonist
- Harold Liebowitz (1924–2004), Luftfahrtingenieur und Präsident der National Academy of Engineering
- Robert Lifton (* 1926), Psychiater und Autor
- Lil’ Cease (* 1976), Rapper
- Lil’ Dap, Rapper und Produzent
- Lil’ Kim (* 1974/75), Rapperin
- Lil Suzy (* 1979), Freestyle- und Pop-Sängerin
- Sophia Lillis (* 2002), Schauspielerin
- Jason Lindner (* 1973), Jazzpianist, Arrangeur, Komponist und Orchesterleiter
- George W. Lindsay (1865–1938), Politiker
- Dennis Liotta (* 1949), Chemiker
- Bernard Lippmann (1915–1988), theoretischer Physiker
- Robert Littell (* 1935), Schriftsteller
- Steve Little (* 1935), Jazz- und Studiomusiker
- Tony Lo Bianco (1936–2024), Schauspieler und Regisseur
- Stephan Loewentheil (* 1950), Antiquitätenhändler und Sammler seltener Bücher und Fotografien
- Robert Logan (1941–2024), Schauspieler
- Steve Lombardi (* 1962), Wrestler
- Vince Lombardi (1913–1970), American-Football-Trainer
- Nia Long (* 1970), Schauspielerin
- Robert Longo (* 1953), Künstler
- Frederic Brewster Loomis (1873–1937), Paläontologe
- David Lopato (* 1954), Pianist, Komponist
- Teófimo López (* 1997), Profiboxer
- Vincent Lopez (1895–1975), Swing-Musiker und Bandleader
- Elias Lorenzo (* 1960), Ordensgeistlicher, Abt und Weihbischof in Newark
- Jackie Loughery (1930–2024), Schauspielerin und Schönheitskönigin
- Mia Love (1975–2025), Politikerin
- Herbie Lovelle (1924–2009), Jazzmusiker und Filmschauspieler
- Seth Low (1850–1916), Pädagoge und Politiker
- Bob Lubbers (1922–2017), Comiczeichner
- Abraham S. Luchins (1914–2005), Psychologe
- Sid Luckman (1916–1998), American-Football-Spieler
- Andy Luotto (* 1950), US-amerikanisch-italienischer Komödiant, Schauspieler und Fernsehmoderator
- Gene Luotto (≈1928–2011), italienisch-US-amerikanischer Drehbuchautor und Synchronregisseur
- Robert LuPone (1946–2022), Schauspieler, Tänzer und der Künstlerische Leiter des MCC Theaters in New York City
- Carmen Luvana (* 1981), Pornodarstellerin
- Tyseem Lyles (* 1992), Basketballspieler
- Nancy Lynch (* 1948), Informatikerin
- Richard Lynch (1940–2012), Schauspieler
- Michael Lynne (1941–2019), Manager in der Filmindustrie und Filmproduzent
- Danny Lyon (* 1942), Fotograf und Dokumentarfilmer
- Maritcha Lyons (1848–1929), Lehrerin, Bürger- und Frauenrechtlerin

## M

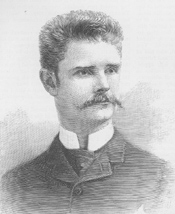
Thomas F. Magner

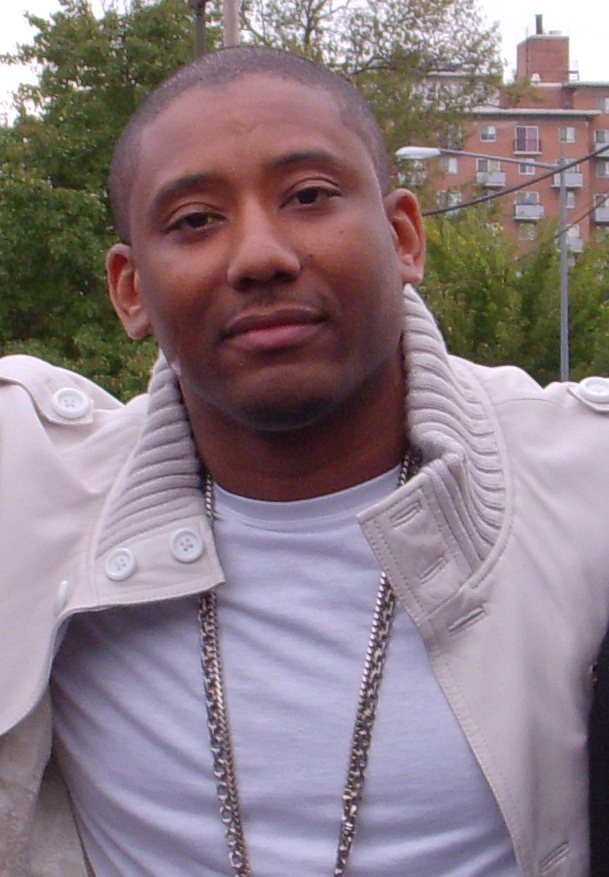
Maino

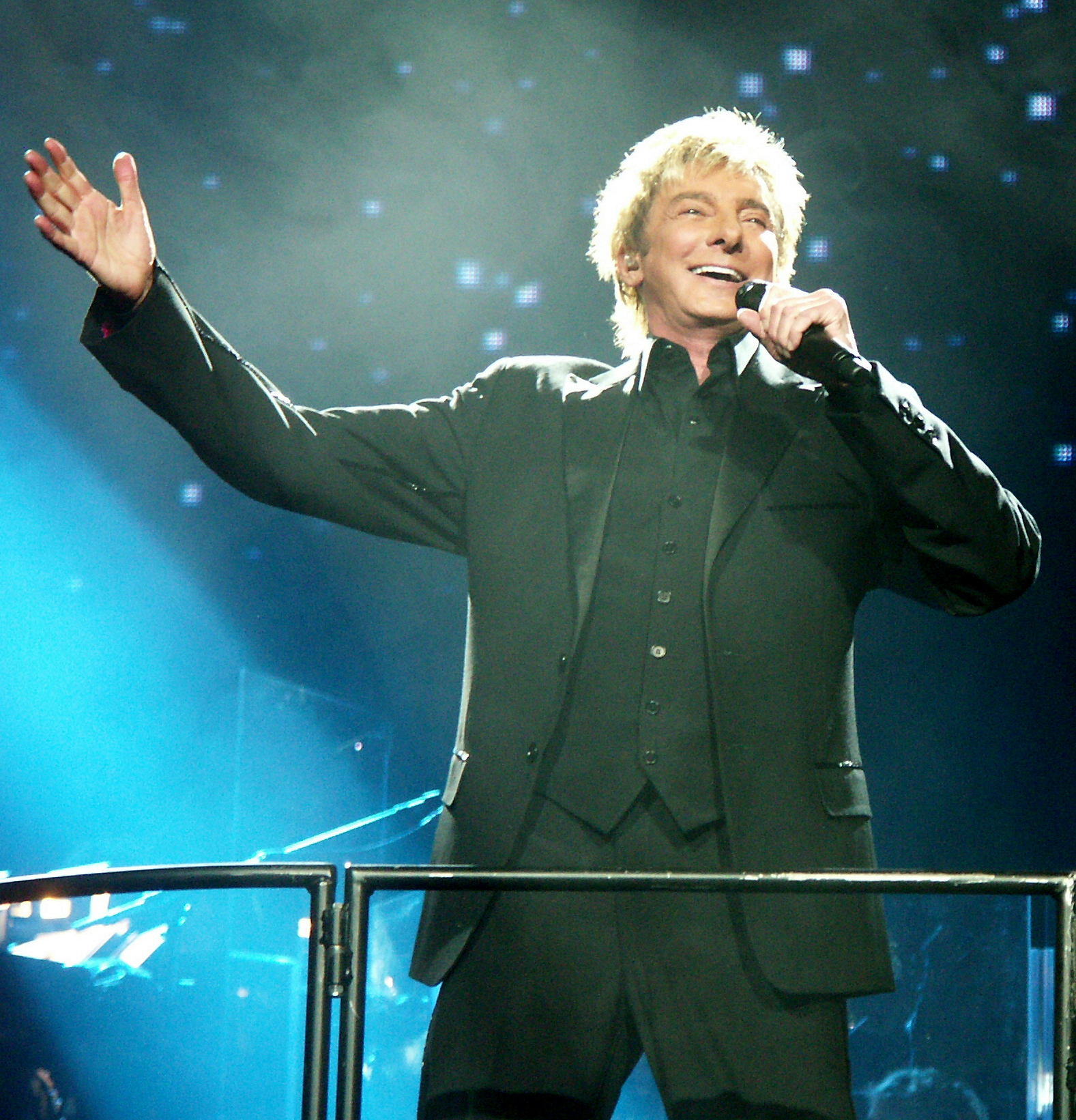
Barry Manilow

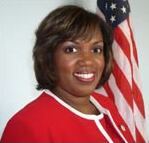
Denise Majette

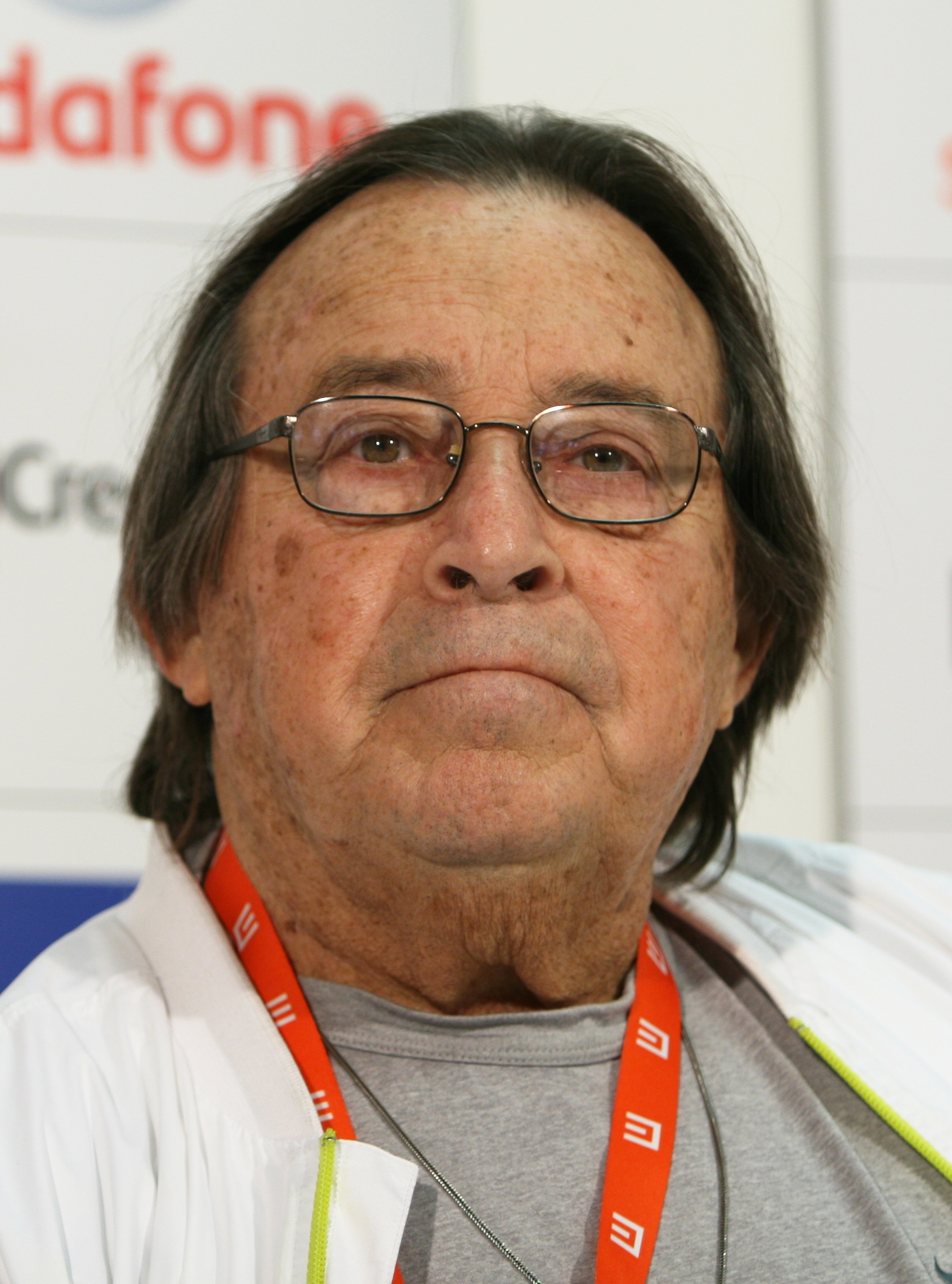
Paul Mazursky

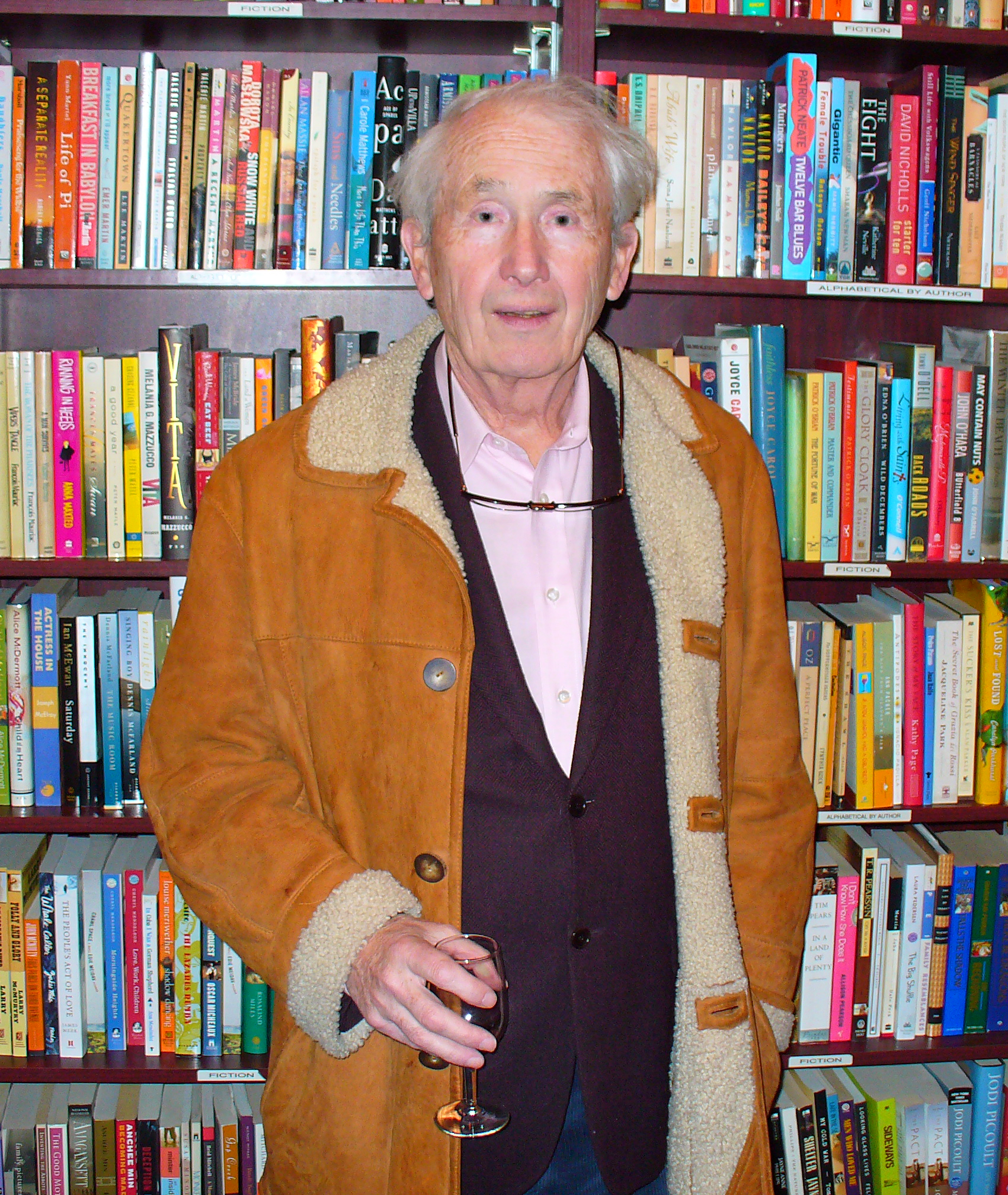
Frank McCourt

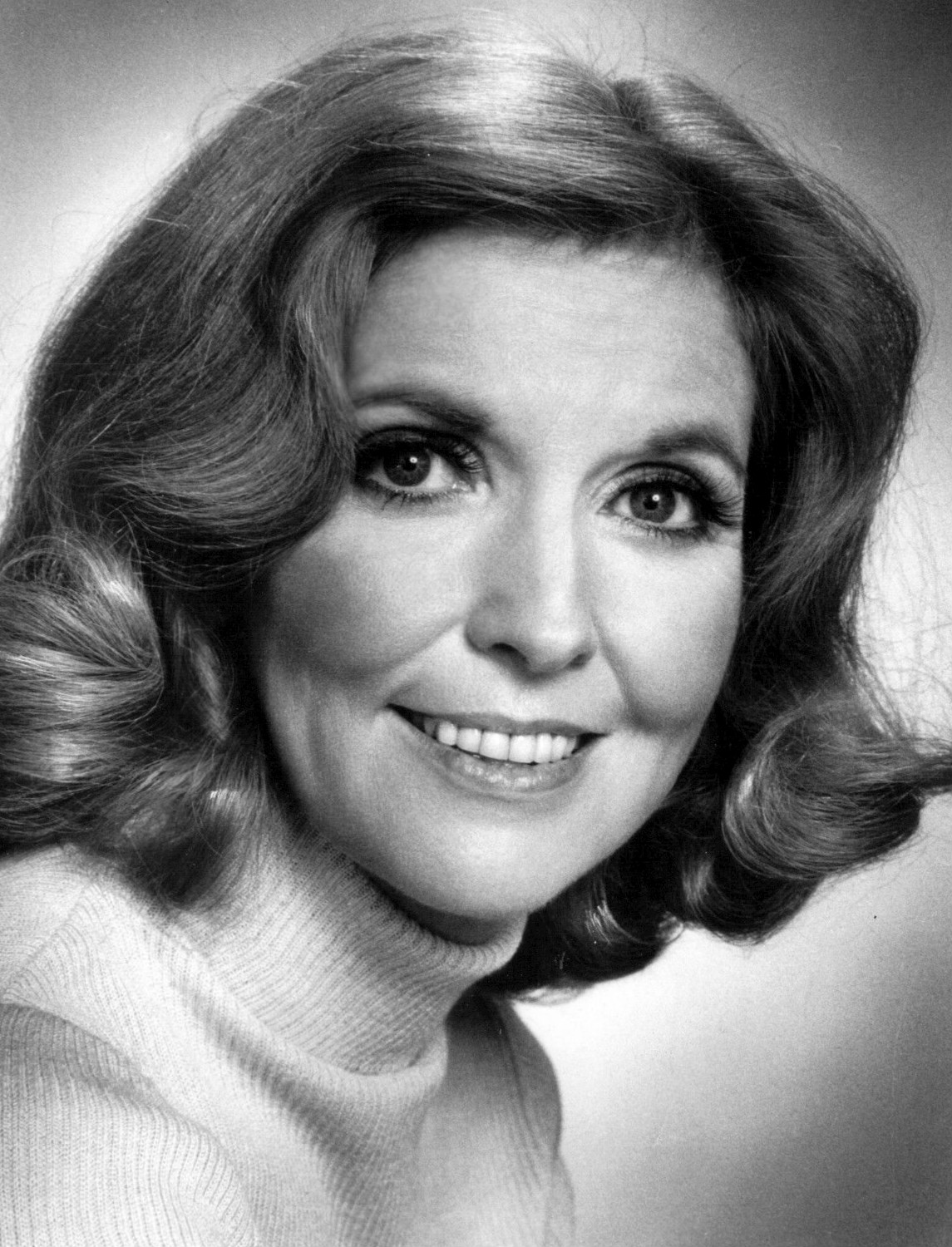
Anne Meara

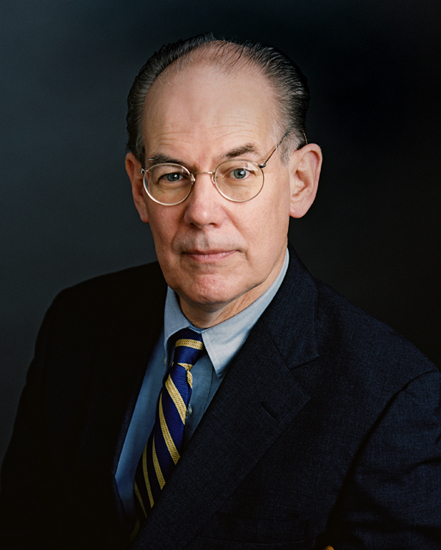
John J. Mearsheimer

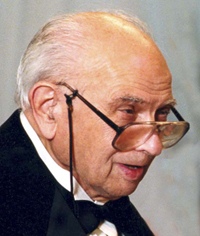
Nathan Mendelsohn

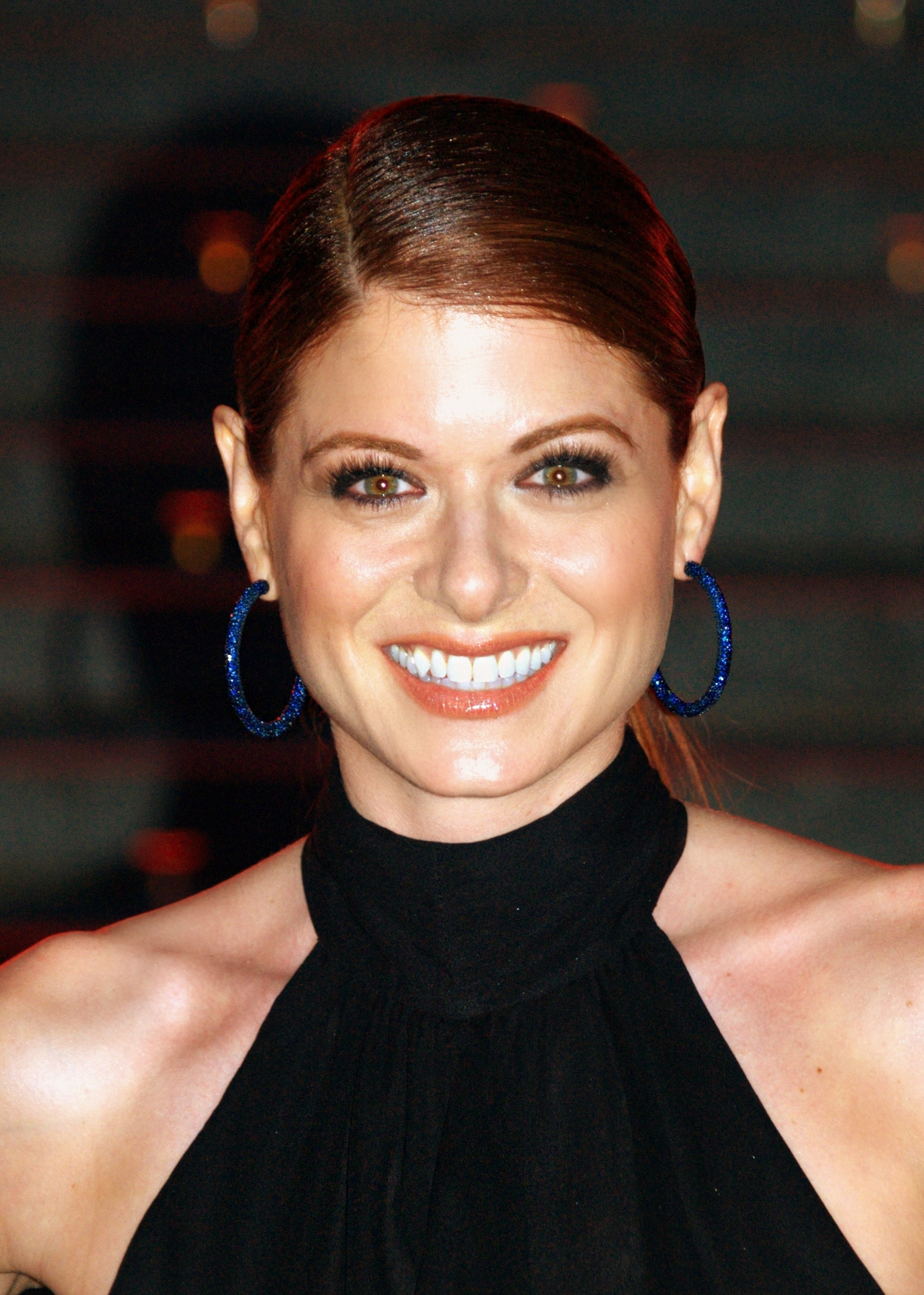
Debra Messing

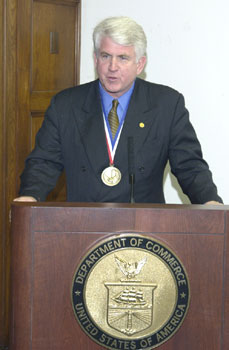
Robert Metcalfe

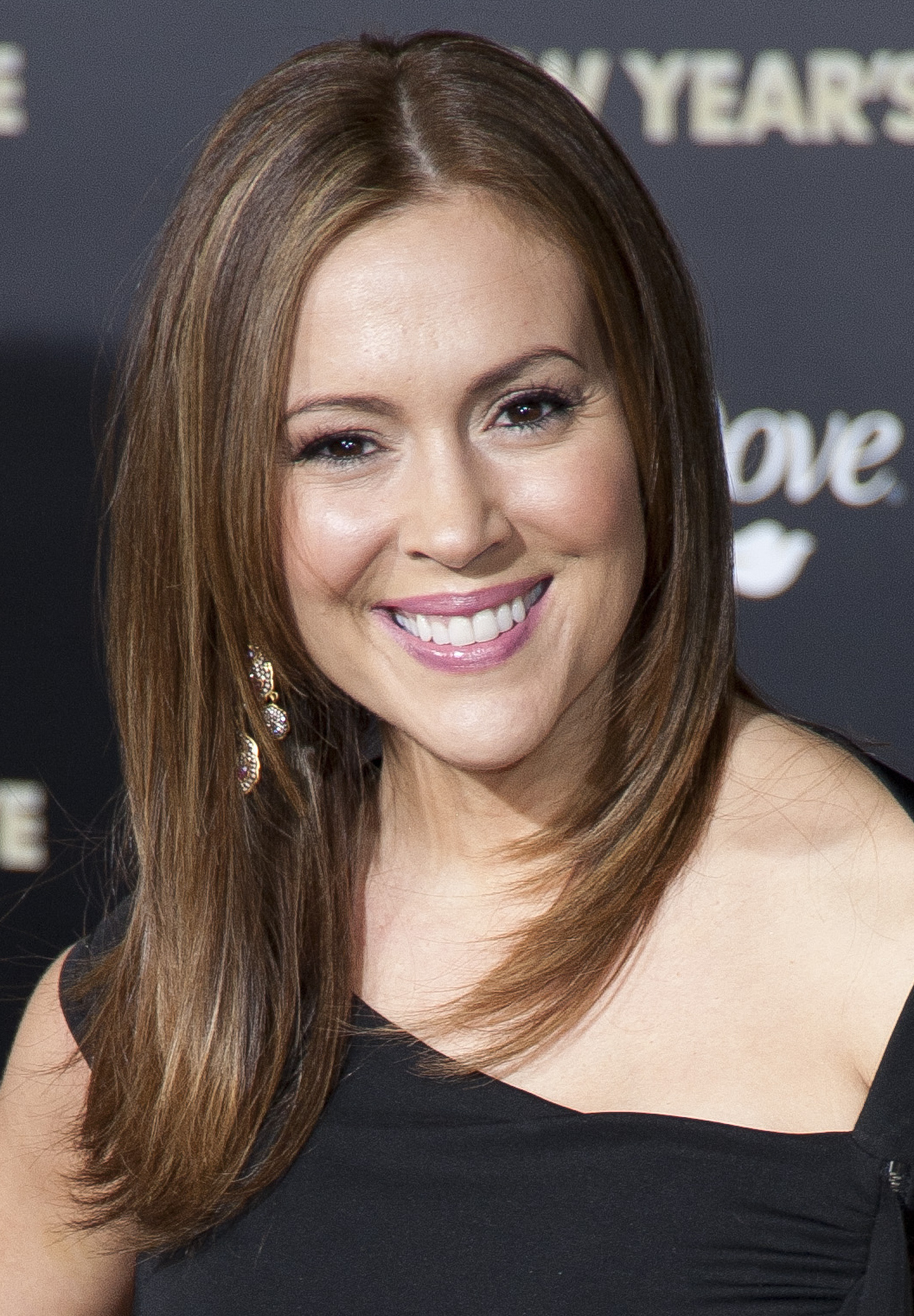
Alyssa Milano

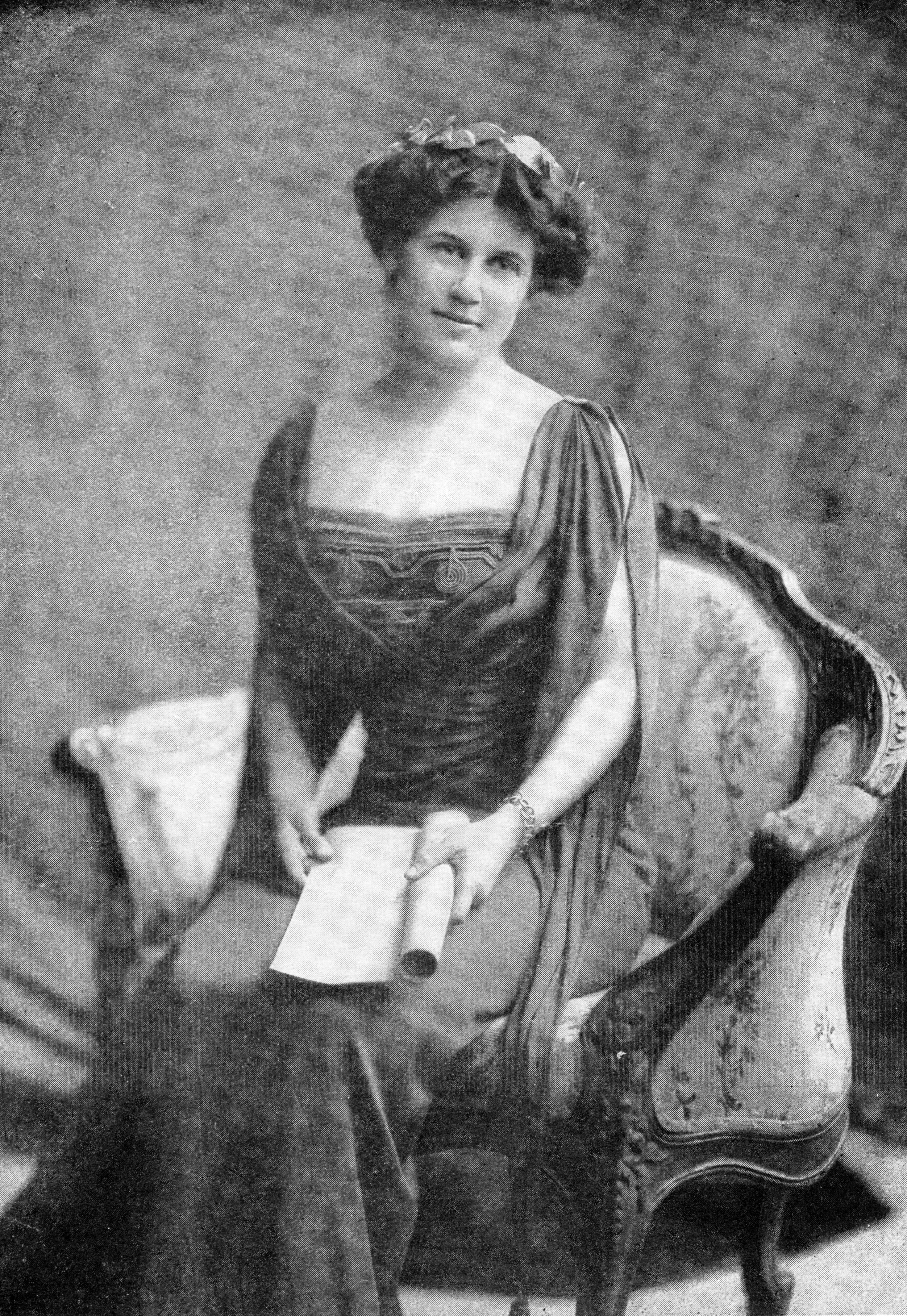
Inez Milholland

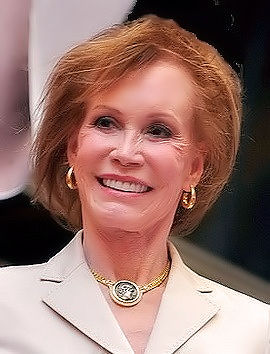
Mary Tyler Moore

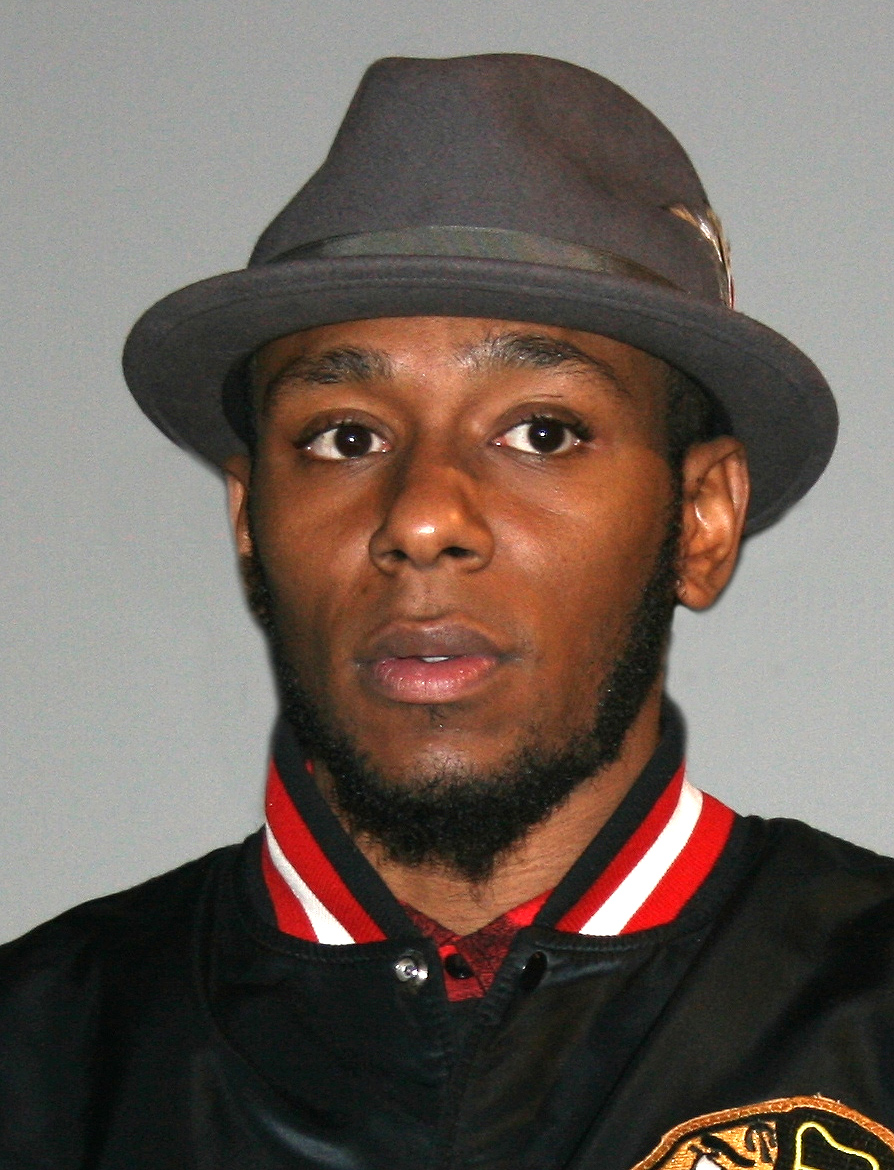
Mos Def

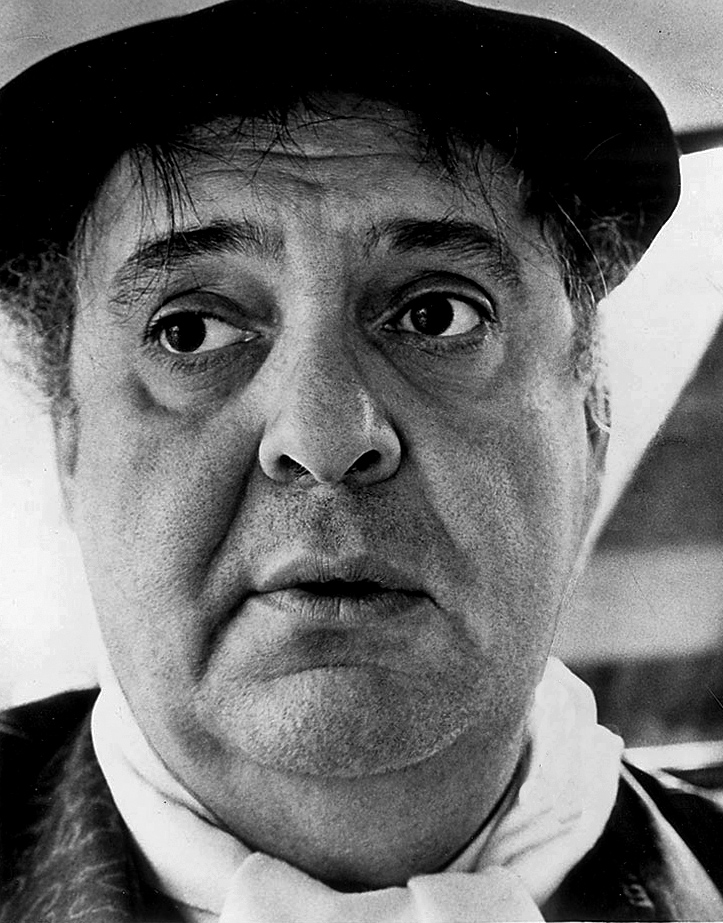
Zero Mostel

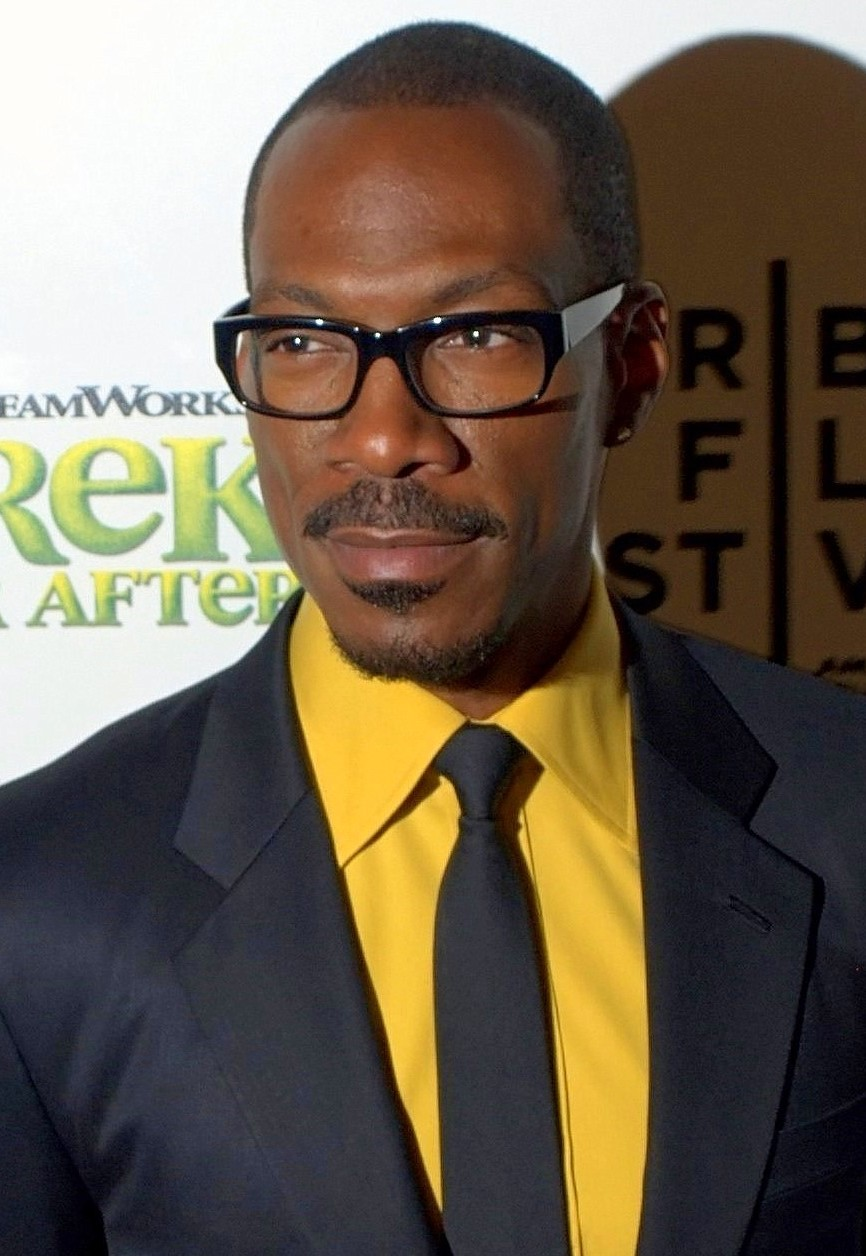
Eddie Murphy

- Donald MacBride (1889–1957), Schauspieler
- Philip Charles MacKenzie (* 1946), Schauspieler und Filmregisseur
- Frederick William MacMonnies (1863–1937), Bildhauer und Maler
- Bernard L. Madoff (1938–2021), Finanz- und Börsenmakler
- Johnny Maestro (1939–2010), Sänger
- Thomas F. Magner (1860–1945), Jurist und Politiker
- James P. Maher (1865–1946), Politiker
- Maino (* 1973), Rapper
- Denise Majette (* 1955), Politikerin
- Bernard Malamud (1914–1986), Schriftsteller
- Michael J. Malbin (* 1943), Politikwissenschaftler und Hochschullehrer
- Bruce J. Malina (1933–2017), römisch-katholischer Theologe
- Albert Maltz (1908–1985), Schriftsteller und Drehbuchautor
- Joe Maneri (1927–2009), Musiker
- Mat Maneri (* 1969), Jazzmusiker
- Barry Manilow (* 1943), Sänger
- Barry Mann (* 1939), Songwriter und Musikproduzent
- Daniel Mann (1912–1991), Film- und Fernsehregisseur
- Herbie Mann (1930–2003), Jazzmusiker
- Terance Mann (* 1996), Basketballspieler
- Brennan Manning (1934–2013), Schriftsteller, franziskanischer Priester und Redner
- Raymond B. Manning (1934–2000), Zoologe und Taxonom
- Alan Manson (1918–2002), Schauspieler
- Joe Mantell (1915–2010), Schauspieler
- Martin Manulis (1915–2007), TV-Produzent
- Kenneth Mapp (* 1955), Politiker, Gouverneur der Amerikanischen Jungferninseln
- Patricia Marand (1934–2008), Schauspielerin
- Stephon Marbury (* 1977), Basketballspieler
- Jerry March (1929–1997), Chemiker und Fachbuchautor
- David Margulies (1937–2016), Schauspieler
- Henry Mark (1917–1961), Künstler
- Paul A. Marks (1926–2020), Mediziner
- Jacques R. Marquette (1915–1999), Kameramann und Filmproduzent
- Bobbi Martin (1943–2000), Country- und Popsängerin und Songwriterin
- Eddie Martin (1903–1968), Boxer
- Paul C. Martin (1931–2016), theoretischer Physiker
- Abraham Maslow (1908–1970), Psychologe
- Shirley Mason (1900–1979), Stummfilm-Schauspielerin
- Masta Ace (The I.N.C.) (* 1966), Rapper
- Masta Killa (* 1969), Rapper
- Armand Mastroianni (* 1948), Filmregisseur und Filmproduzent
- Samantha Mathis (* 1970), Schauspielerin
- Al Matthews (1942–2018), Schauspieler und Sänger
- Arthur Mattuck (1930–2021), Mathematiker
- Joseph Mauborgne (1881–1971), Kryptologe
- Motown Maurice (* 1980/81), Schauspieler, Filmproduzent, Filmregisseur, Drehbuchautor, Filmeditor, Dokumentarfilmer und Model
- Arnie Mausser (* 1954), Fußballtorwart
- Hiram Percy Maxim (1869–1936), Erfinder
- Maxwell (* 1973), R&B-Musiker
- Mitchell May (1870–1961), Jurist und Politiker
- Mujaahid Maynard (* 1971), Ringer
- MC Mazique (* 1975), Basketballspieler
- Craig Mazin (* 1971), Drehbuchautor und Filmregisseur
- Paul Mazursky (1930–2014), Autorenfilmer und Schauspieler
- Chuck McCann (1934–2018), Schauspieler
- Mike McCarthy (* 1968), Radsportler
- John McCloskey (1810–1885), römisch-katholischer Erzbischof und Kardinal
- William George McCloskey (1823–1909), römisch-katholischer Geistlicher
- Hurvin McCormack (* 1972), Footballspieler
- Frank McCourt (1930–2009), US-amerikanischer Schriftsteller irischer Abstammung
- Malachy McCourt (1931–2024), irisch-US-amerikanischer Schauspieler, Schriftsteller und Politiker
- Vincent Homer McFarlane (1914–2006), jamaikanischer Diplomat
- John Raymond McGann (1924–2002), Geistlicher
- Walter McGrail (1888–1970), Filmschauspieler
- David McHugh (* 1941), Komponist und Hochschullehrer
- Earl McIntyre, Jazzmusiker
- Dean Benjamin McLaughlin (1901–1965), Astronom
- Frances McLaughlin-Gill (1919–2014), Fotografin und Filmproduzentin
- William C. McMahon (1895–1990), Generalmajor der United States Army
- James Edward McManus (1900–1976), römisch-katholischer Weihbischof
- Terrence McManus (* 20. Jahrhundert), Jazzgitarrist
- Kenneth McMillan (1932–1989), Schauspieler
- Anne Meara (1929–2015), Schauspielerin und Komikerin
- John J. Mearsheimer (* 1947), Politikwissenschaftler
- Frank Medrano (* 1958), Schauspieler
- George Meeker (1904–1984), Schauspieler
- Juan Melendez (* 1951), Aktivist gegen die Todesstrafe
- Sid Melton (1917–2011), Schauspieler
- Memphis Bleek (* 1978), Rap-Musiker
- Jonathan Mendelsohn (* 1980), Sänger und Songwriter
- Nathan Mendelsohn (1917–2006), kanadischer Mathematiker
- Marie Menken (1909–1970), Schriftstellerin, Journalistin und Filmemacherin
- E. Elias Merhige (* 1964), Filmregisseur
- Max Mermelstein (1942–2008), Drogenschmuggler
- Neil Meron (* 1955), Filmproduzent
- Robert Merrill (1917–2004), Opernsänger (Bariton)
- Debra Messing (* 1968), Schauspielerin
- Robert Metcalfe (* 1946), Erfinder des Ethernet
- Art Metrano (1936–2021), Schauspieler
- John C. Meyer (1919–1975), Offizier
- Rhoda Bubendey Métraux (1914–2003), Anthropologin und Schriftstellerin
- Richard Michaels (* 1936), Filmregisseur und Script Supervisor
- Sean Michaels (* 1958), Pornodarsteller und -regisseur
- Pras Michel (* 1972), Rapper und Songschreiber
- Lita Milan (* 1933), Schauspielerin
- Alyssa Milano (* 1972), Schauspielerin, Produzentin und Sängerin
- Jacob Milgrom (1923–2010), US-amerikanisch-israelischer Rabbiner und Religionswissenschaftler
- Inez Milholland (1886–1916), Suffragette, Kriegskorrespondentin und Anwältin für Arbeitsrecht
- Allison Miller (* 1974 oder 1975), Jazzmusikerin und Komponistin
- Bill Miller (1915–2006), Musiker
- Jarrell Miller (* 1988), Boxer
- Jimmy Miller (1942–1994), Plattenproduzent und Musiker
- John Miller (1903–1965), Ruderer
- Marcus Miller (* 1959), Musiker und E-Bassist
- Victor S. Miller (* 1947), Mathematiker und Informatiker
- Waldron DeWitt Miller (1879–1929), Ornithologe
- Theodore Millon (1928–2014), Psychologe
- Jackie Mills (1922–2010), Jazz-Schlagzeuger, Songwriter und Musikproduzent
- June Tarpé Mills (1918–1988), Comicautorin
- Stephanie Mills (* 1957), R&B- und Soulsängerin
- Jack Minker (1927–2021), Informatiker
- Faith Minton (* 1957), Schauspielerin und Stuntfrau
- Danny Miranda (* 1964), Bassist
- Isaac Mizrahi (* 1961), Modeschöpfer
- Vic Mizzy (1916–2009), Filmkomponist
- Arthur Modell (1925–2012), Unternehmer und Besitzer von Football-Teams
- Irving Mondschein (1924–2015), Zehnkämpfer
- Peter Montagna (* 1952), Maskenbildner
- John Patrick Montague (1929–2016), Autor
- Lenny Montana (1926–1992), Ringer und Schauspieler
- Art Mooney (1911–1993), Swingmusiker
- Elisabeth Moore (1876–1959), Tennisspielerin
- Mary Tyler Moore (1936–2017), Schauspielerin und Komödiantin
- Angel Moraes (1965–2021), DJ, Remixer und Musikproduzent
- David Morales (* 1961), US-amerikanischer DJ und House-Musiker puerto-ricanischer Abstammung
- Mark Morales (1960–2021), Rapper und Musikproduzent
- Mike Morgenstern (* 1939), Jazzmusiker
- Jerome Moross (1913–1983), Komponist und Dirigent
- John Morressy (1930–2006), Science-Fiction- und Fantasyautor
- Bruce Morrow (* 1935), Radiomoderator
- Mos Def (* 1973), Musiker und Schauspieler
- Bob Moses (* 1948), Jazzschlagzeuger
- Ras Moshe (* 1968), Jazz-Musiker
- Arnold Moss (1910–1989), Theater- und Filmschauspieler
- Jerry Moss (1935–2023), Aufnahmeleiter und Mitgründer von A&M Records
- Don Most (* 1953), Schauspieler und Synchronsprecher
- Zero Mostel (1915–1977), Schauspieler und Komiker
- Francis J. Mugavero (1914–1991), römisch-katholischer Geistlicher und Bischof von Brooklyn
- Ali Shaheed Muhammad (* 1970), DJ und Musikproduzent
- Ralph Mulford (1884–1973), Automobilrennfahrer und Unternehmer
- Charles Richard Mulrooney (1906–1989), römisch-katholischer Weihbischof
- Matt Munisteri, Musiker und Songwriter
- Lily von Muralt (1849–1921), Schweizer Schriftstellerin für Kinder- und Jugendliteratur
- Charlie Murphy (1959–2017), Schauspieler, Autor und Komiker
- Eddie Murphy (* 1961), Schauspieler und Komiker
- Henry C. Murphy (1810–1882), Jurist und Politiker
- James J. Murphy (1898–1962), Politiker
- Robert Cushman Murphy (1887–1973), Ornithologe
- Tom Murphy (1935–2025), Mittelstreckenläufer
- Keith Murray (* 1974), Rapper
- Charles Muscatine (1920–2010), Literaturwissenschaftler
- Lorenzo Music (1937–2001), Synchronsprecher, Fernsehproduzent und Drehbuchautor
- Fred Myrow (1939–1999), Komponist und Pianist

## N

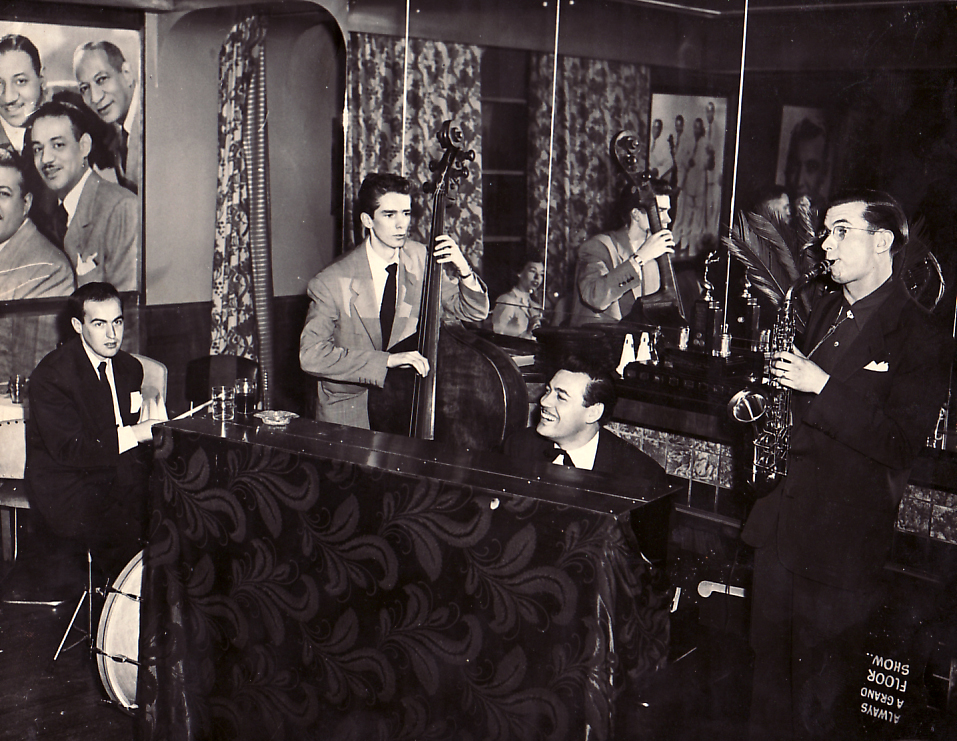
Marty Napoleon

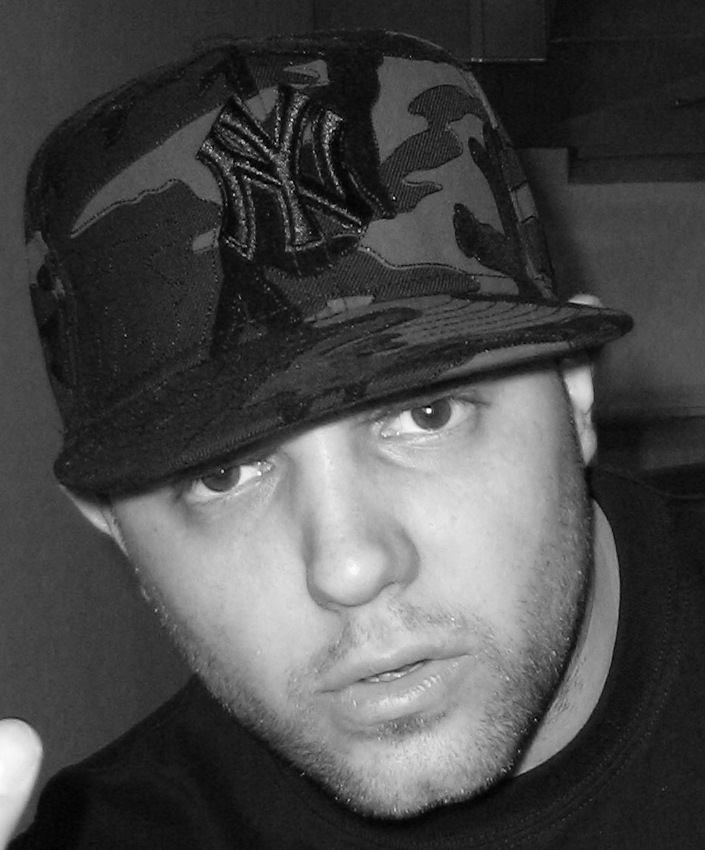
Necro

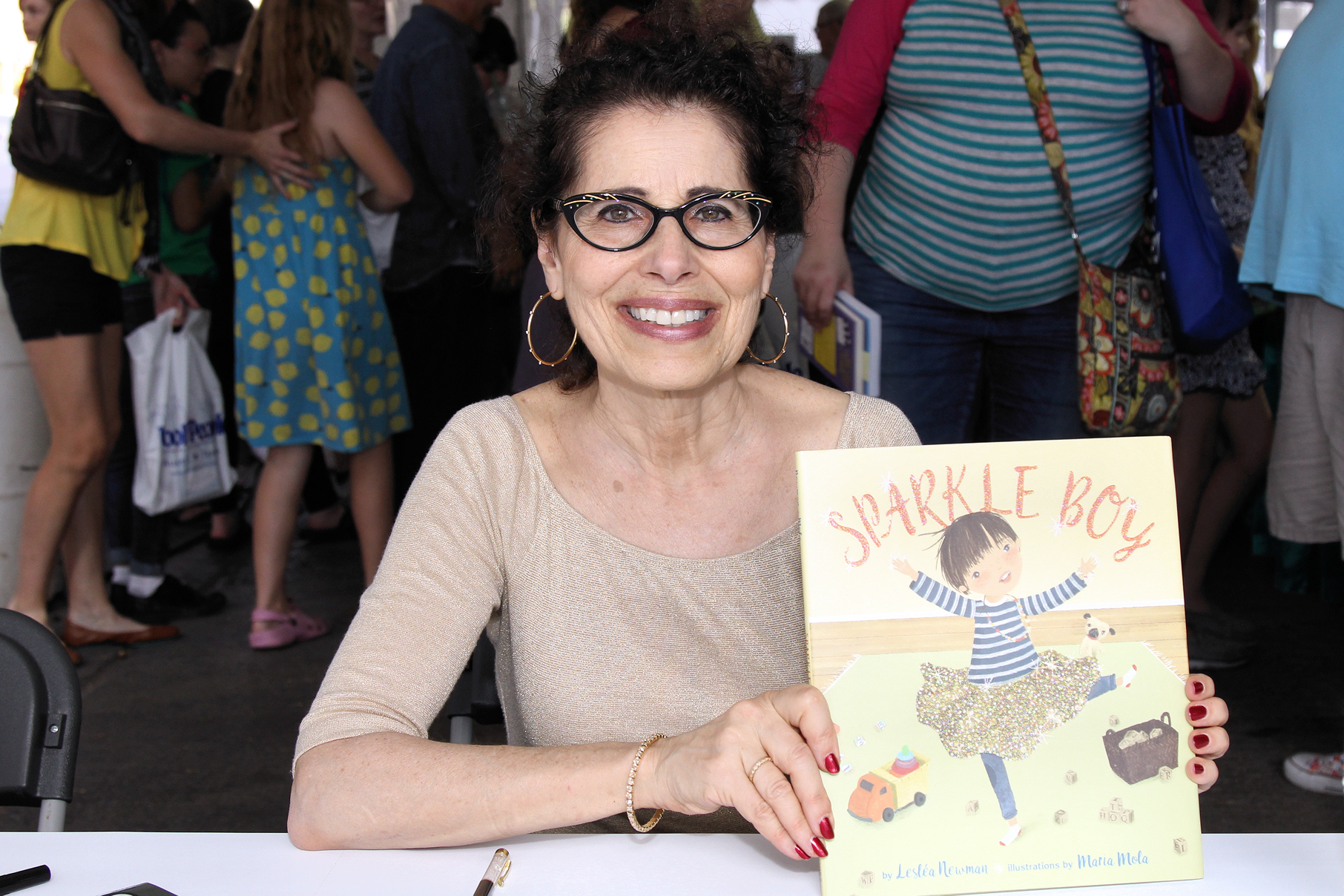
Lesléa Newman

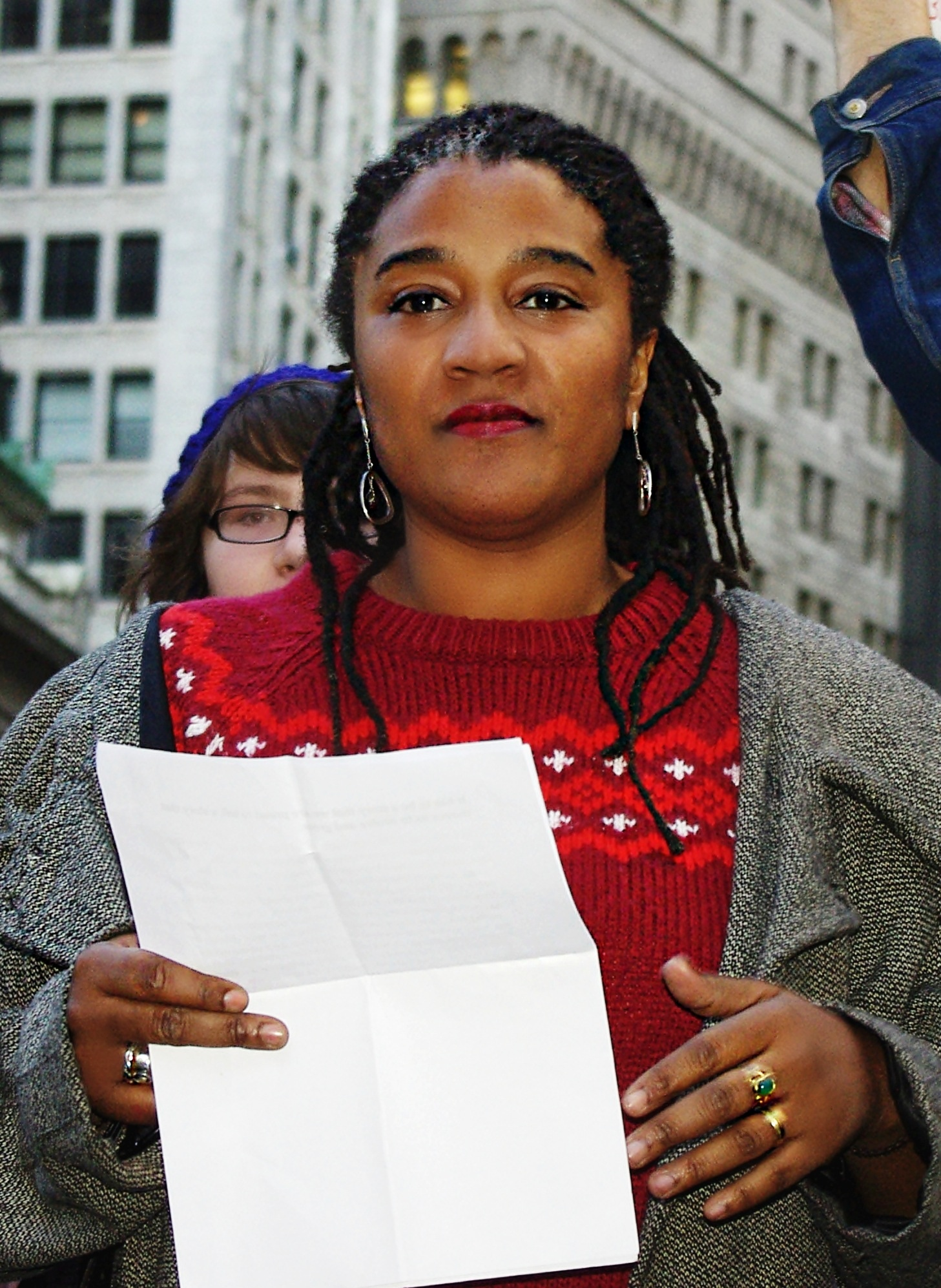
Lynn Nottage

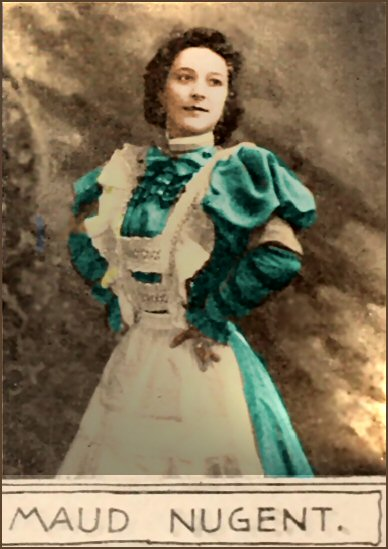
Maude Nugent

- David Nadien (1926–2014), Violinist und Konzertmeister
- Jerrold Nadler (* 1947), Politiker
- Michael Nagler (* 1937), Universitätsprofessor, Autor und Friedensaktivist
- Marty Napoleon (1921–2015), Jazzmusiker
- Randy Napoleon (* 1977), Jazzgitarrist
- Teddy Napoleon (1914–1964), Swingpianist
- Joe Napolitano (1948–2016), Fernsehregisseur
- Nas (* 1973), Rapper
- Robert McNaughton (1924–2014), Informatiker und Logiker
- Lia Neal (* 1995), Schwimmerin
- Necro (* 1976), Rapper und Produzent
- Philip Needleman (1939–2024), Pharmakologe
- Andrew Neiderman (* 1940), Schriftsteller und Drehbuchautor
- Peter Nero (1934–2023), Pianist und Dirigent
- Maria New (1928–2024), Forscherin auf dem Gebiet der pädiatrischen Endokrinologie
- Donald Newman (1930–2007), Mathematiker
- Lesléa Newman (* 1955), Autorin
- Benjamin L. Newmark (* 1984), Schauspieler
- William H. Nichols (1852–1930), Chemiker und Chemieindustrieller
- Jean Nidetch (1923–2015), Unternehmerin
- Joe Nieves (* 1977), Schauspieler
- Enisa Nikaj (* 1996), Sängerin und Songwriterin
- Harry Nilsson (1941–1994), Songwriter, Sänger, Pianist und Gitarrist
- Hugh Nissenson (1933–2013), Schriftsteller
- Robert Nodar junior (1916–1974), Jurist und Politiker
- Dick Noel (1926 oder 1927–2017), Sänger
- John F. Nolan (1933–2000), Schauspieler
- Peggy Noonan (* 1950), Buchautorin und Kolumnistin
- Earl Norem (1923–2015), Illustrator
- Gene Norman (1922–2015), Jazzmusiker
- Harold Norse (1916–2009), Lyriker der Beat Generation
- Kevin Norton (* 1956), Jazzmusiker
- Robin Norwood (* 1945), Psychologin und Autorin
- Notorious B.I.G. (1972–1997), Rapper
- Lynn Nottage (* 1964), Dramatikerin
- Robert Nozick (1938–2002), Philosoph
- Maude Nugent (1873 oder 1874–1958), Varieté-Sängerin und Songwriterin

## O
- Johnny O, Sänger

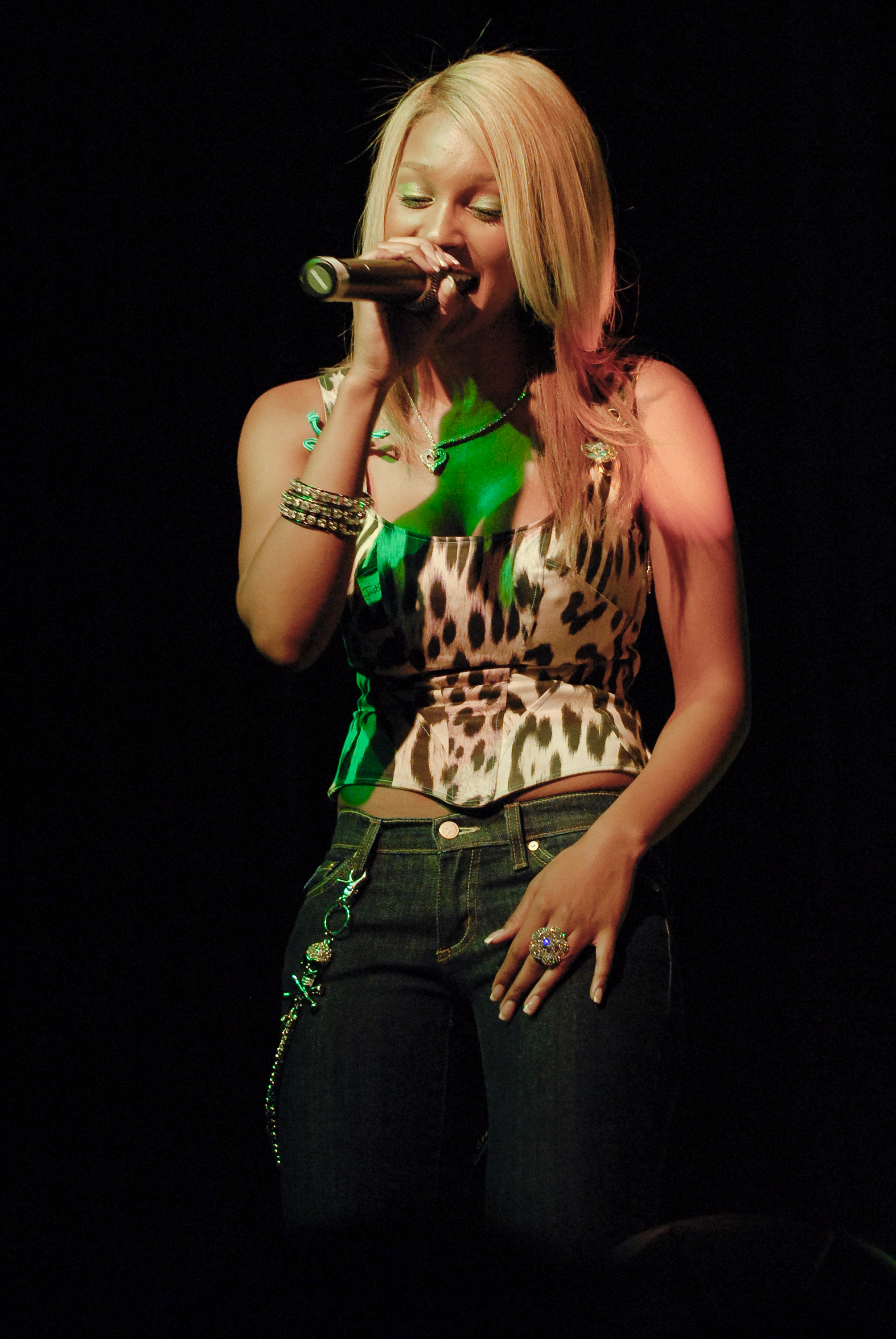
Olivia

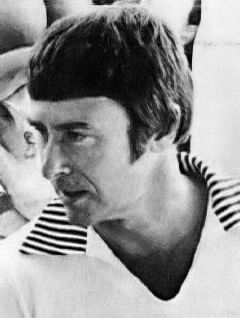
Gerard Kitchen O’Neill

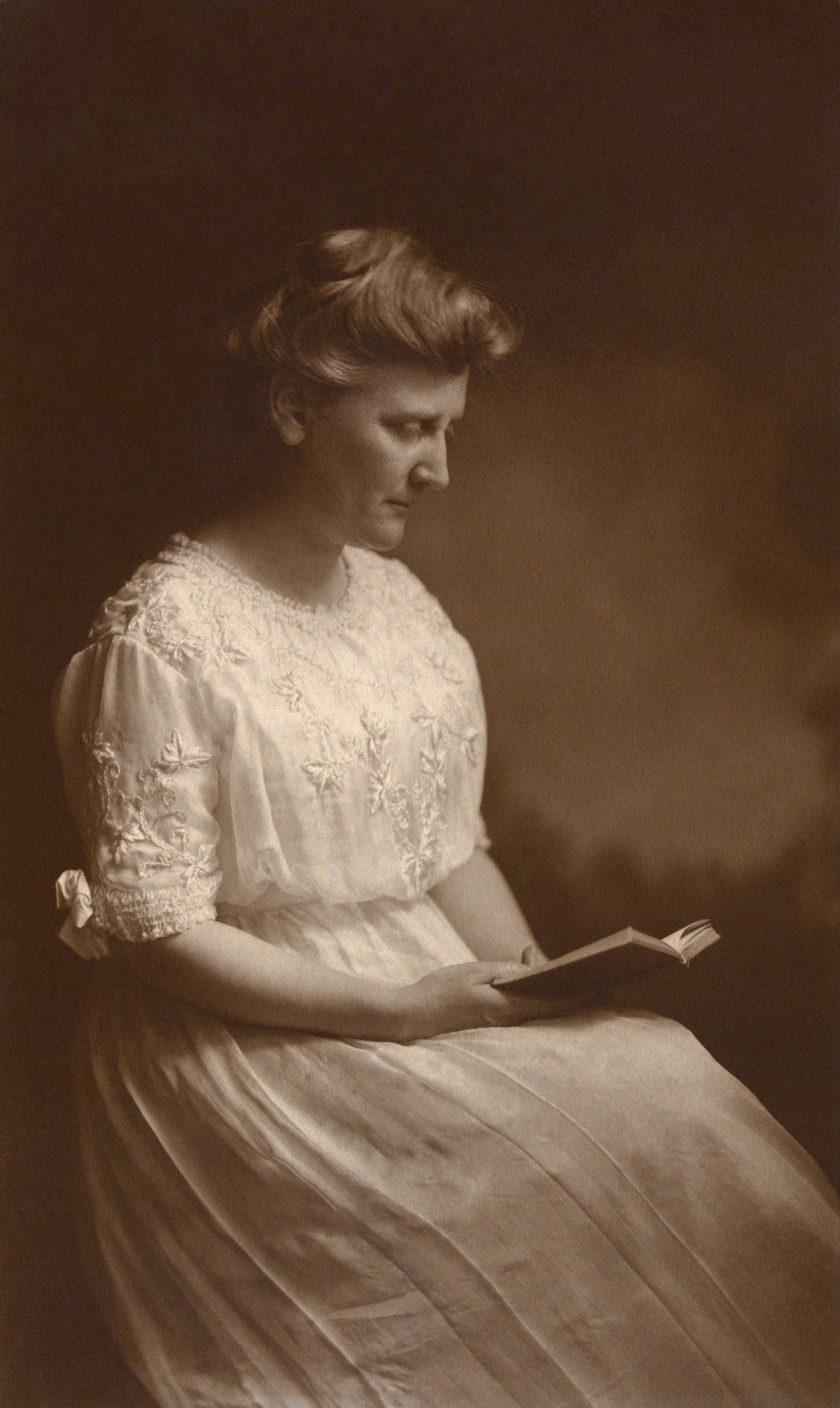
Mary White Ovington

- Ben Oakland (1907–1979), Filmkomponist und Songschreiber
- Harry Church Oberholser (1870–1963), Ornithologe und Biologe
- Tasker Oddie (1870–1950), Politiker
- Emmett O’Donnell Jr. (1906–1971), General der United States Air Force
- Adepero Oduye (* 1978), Schauspielerin
- Adam O’Farrill (* 1994), Jazzmusiker
- Christina Offley (* 1993), Schauspielerin
- Warren B. Offutt (1928–2017), Ingenieur, Amateurastronom und Asteroidenentdecker
- Scott O’Grady (* 1965), Pilot der US Air Force
- Alexis Ohanian (* 1983), Unternehmer und Investor
- Ol’ Dirty Bastard (1968–2004), Rapper
- Olivia (* 1981), Sängerin
- Gregory Olsen (* 1945), Unternehmer und Weltraumtourist
- Quintino Carlo Bertamo Olwell (1898–1972), katholischer Geistlicher
- Jane O’Meara Sanders (* 1950), Sozialarbeiterin und Akademikerin
- Gerard Kitchen O’Neill (1927–1992), Physiker und Raumfahrtpionier
- Marco Oppedisano (* 1971), Komponist und Gitarrist
- Joell Ortiz (* 1980), Rapper
- John Ortiz (* 1968), Schauspieler
- Paul Oscher (1950–2021), Musiker
- Stanley Osher (* 1942), Mathematiker
- Donald L. O’Toole (1902–1964), Jurist und Politiker
- Mary White Ovington (1865–1951), Suffragette, Journalistin und Mitgründerin des Nationalverbandes für die Förderung Farbiger
- Geoffrey Owens (* 1961), Schauspieler
- Iris Owens (1929–2008), Schriftstellerin
- Wendy Oxenhorn (* 1968), soziale Aktivistin und Jazz- und Blues-Promoterin

## P

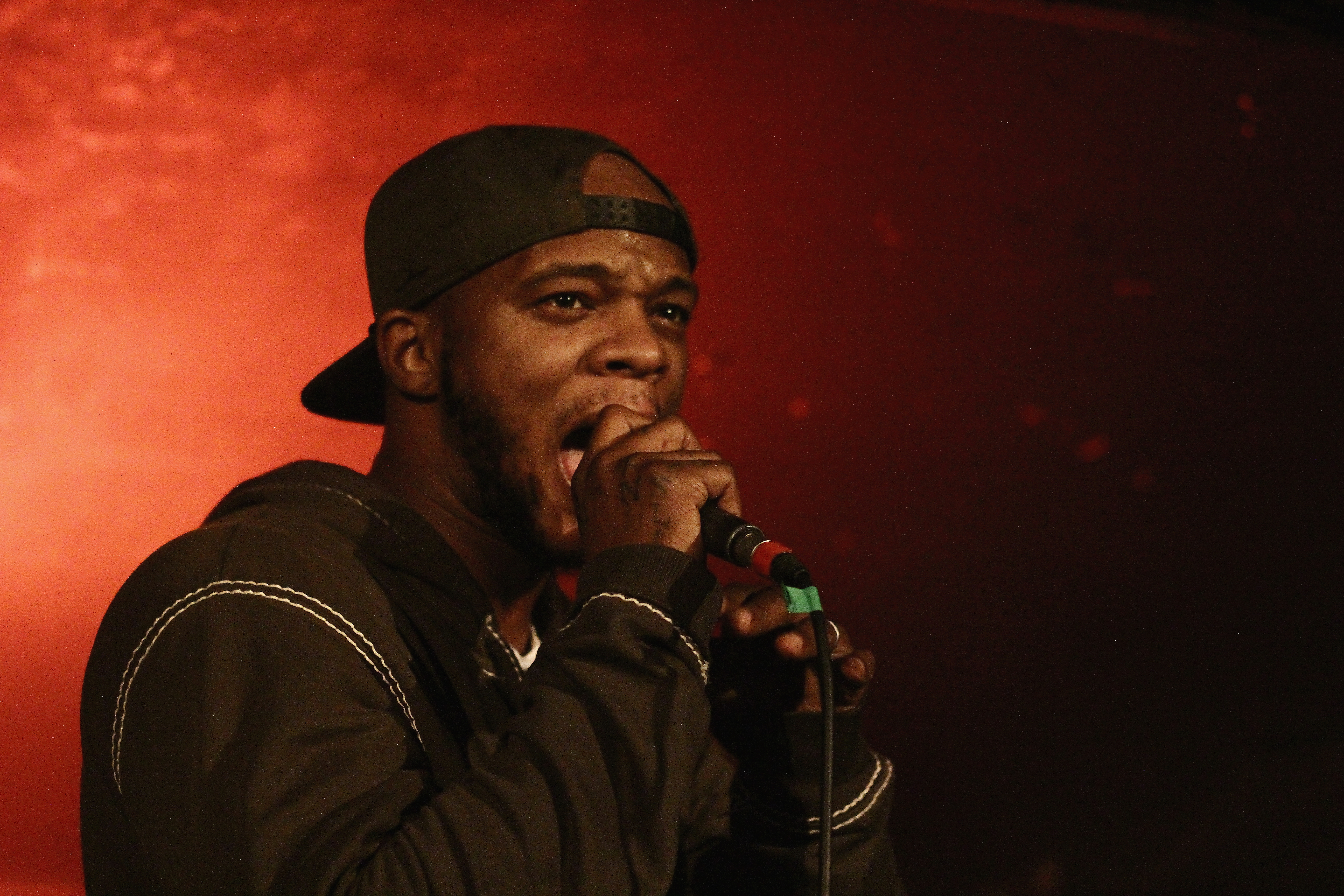
Papoose

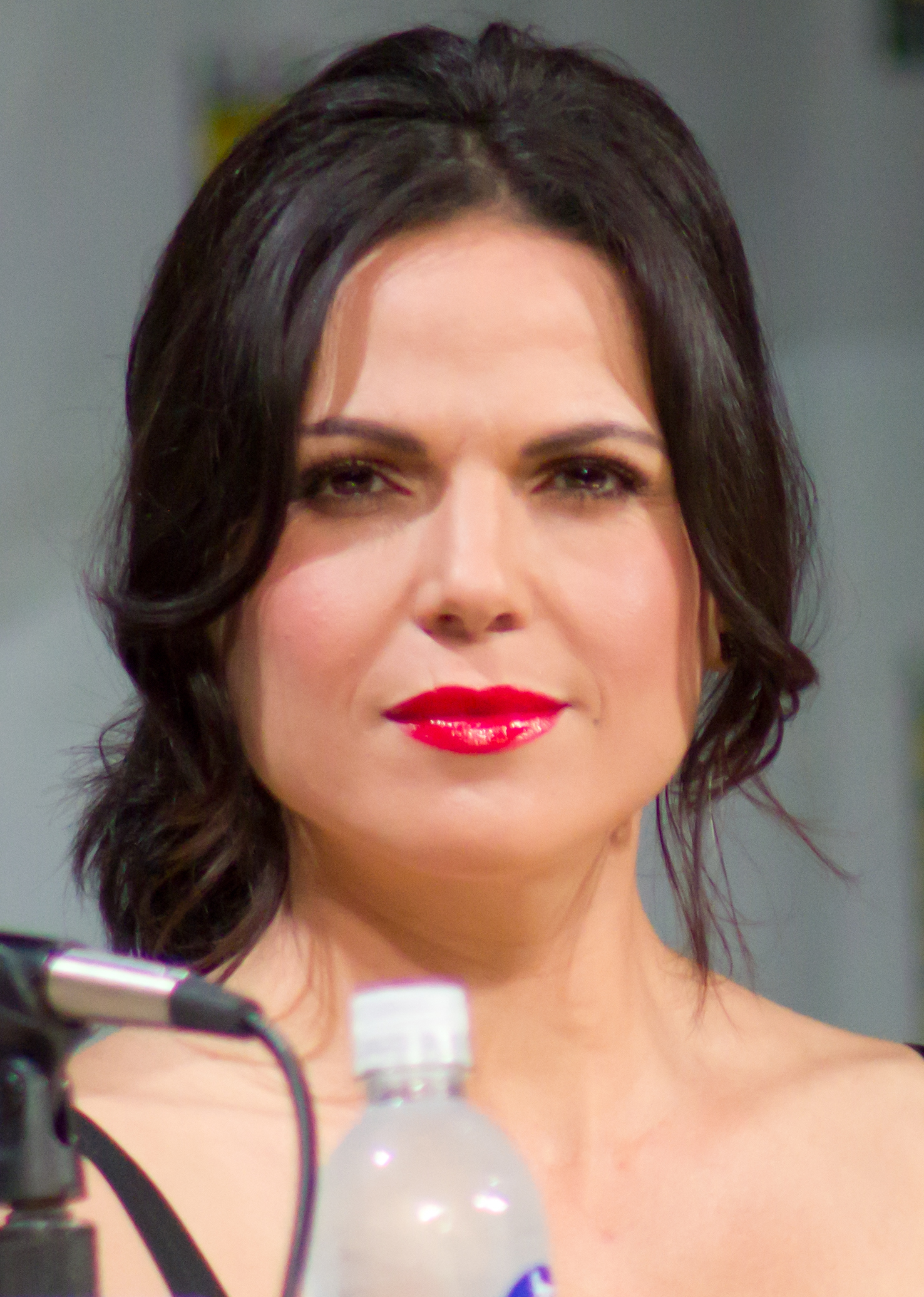
Lana Parrilla

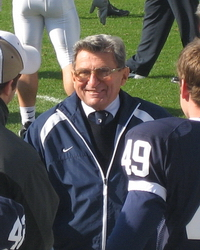
Joe Paterno

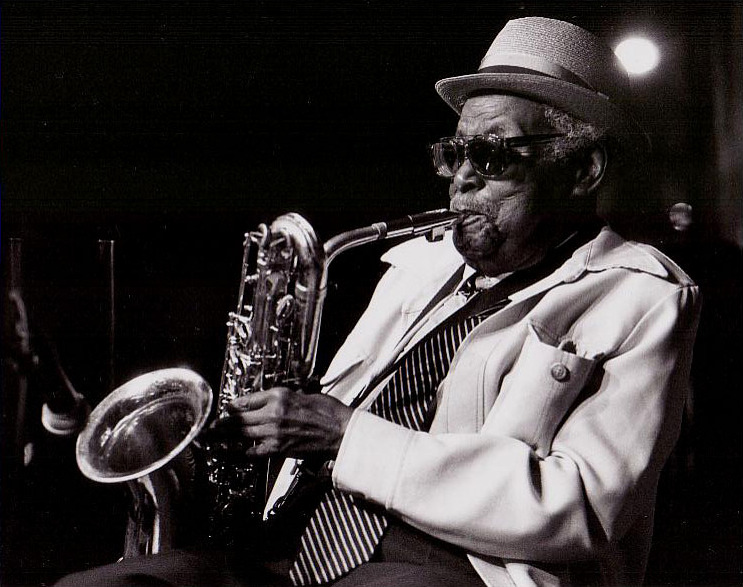
Cecil Payne

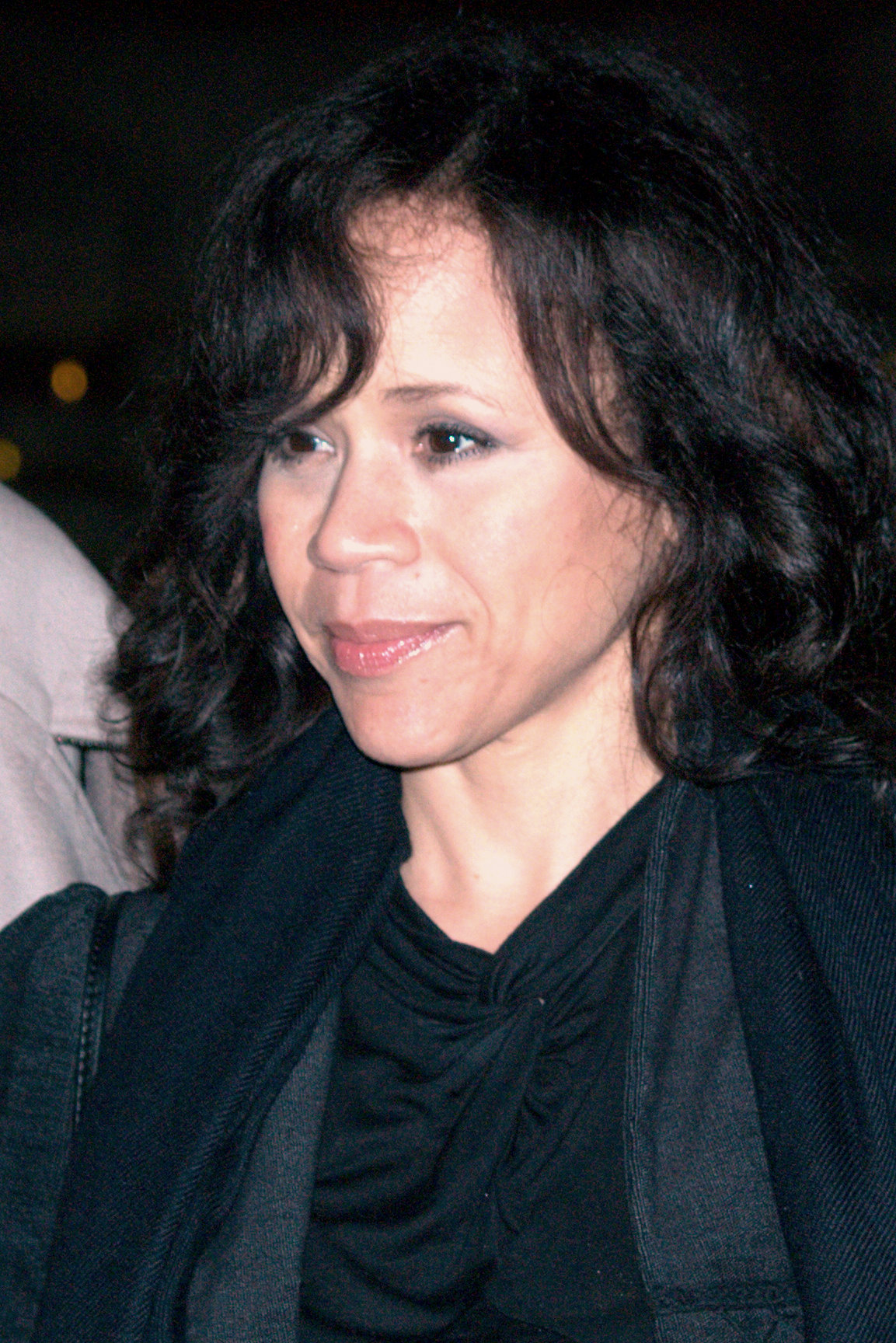
Rosie Perez

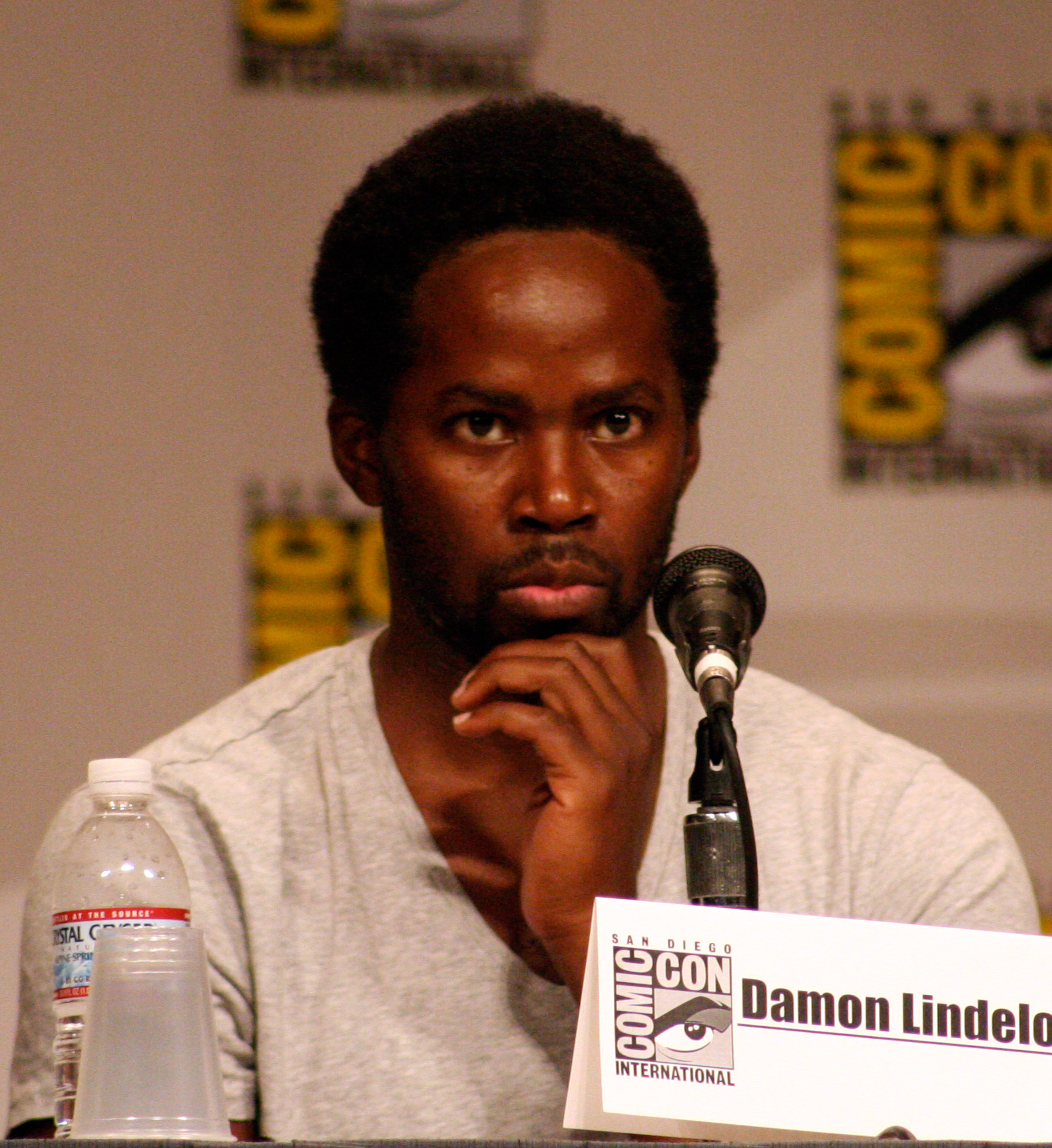
Harold Perrineau Jr.

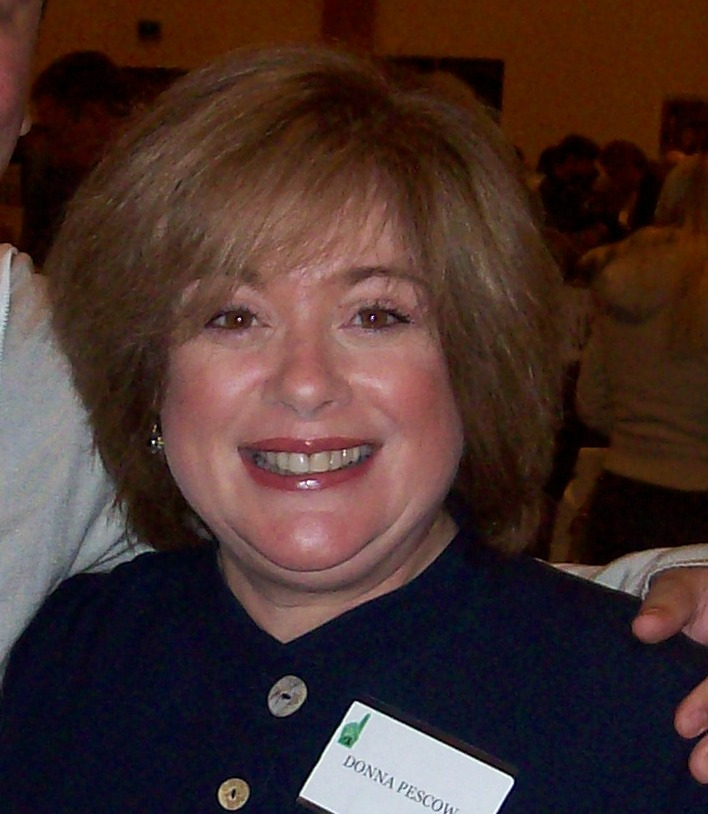
Donna Pescow

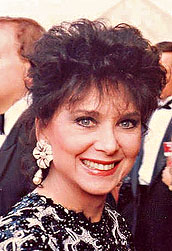
Suzanne Pleshette

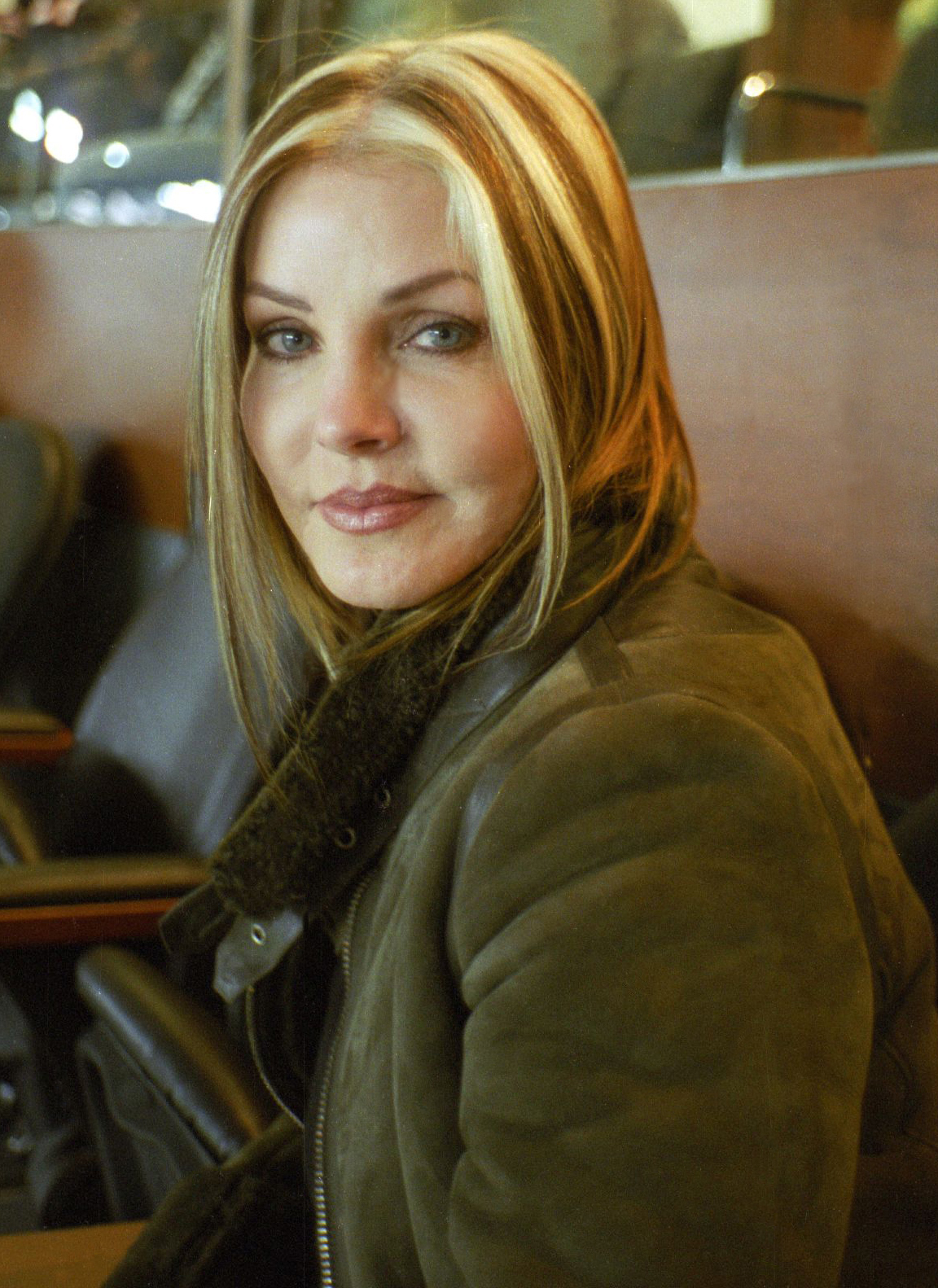
Priscilla Presley

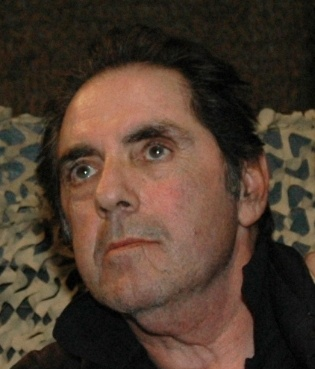
David Proval

- Peter Pace (* 1945), Vize-Generalstabschef der US-Streitkräfte
- José Padilla (* 1970), Inhaftierter
- Lina Pagliughi (1907–1980), Opernsängerin
- Charlemagne Palestine (* 1945 oder 1947), Komponist
- Reid Paley, Rockmusiker
- Anna Helene Palmie (1863–1946), Mathematikerin und Hochschullehrerin
- Bruce Paltrow (1943–2002), Film- und Fernsehproduzent
- Peter Panto (1910–1939), Hafenarbeiter und Gewerkschaftsaktivist
- Papoose (* 1978), Rapper
- Michael Paré (* 1958), Schauspieler
- Lawrence Parker (KRS-One) (* 1965), Rapper und Graffiti-Writer
- Leonard Parker (* 1938), theoretischer Physiker
- Smush Parker (* 1981), Basketballspieler
- Lana Parrilla (* 1977), Schauspielerin
- Peter Parros (* 1960), Schauspieler
- Richard Dean Parsons (1948–2024), Manager und CEO von Time Warner
- Joe Paterno (1926–2012), American-Football-Trainer
- David Paterson (* 1954), Politiker
- John Patitucci (* 1959), Jazzbassist
- Angela Paton (1930–2016), Schauspielerin
- Jayson Paul (* 1984), Wrestler
- Natalie Paul (* 1986), Filmschauspielerin
- William E. Paul (1936–2015), Immunologe
- Cecil Payne (1922–2007), Jazzmusiker
- Annette Peacock (* 1941), Musikerin
- Jerome Arthur Pechillo (1919–1991), römisch-katholischer Ordensgeistlicher, Weihbischof in Newark
- Dave Pell (1925–2017), Jazzmusiker
- Nelson Peltz (* 1942), Hedgefonds-Manager
- Albert Pepitone (1925–2016), Sozialpsychologe und Universitätsprofessor
- Beverly Pepper (1922–2020), Malerin und Bildhauerin
- Irene Pepperberg (* 1949), Wissenschaftlerin
- Simeon Joseph Perelman (1904–1979), Humorist, Schriftsteller und Drehbuchautor
- Alan Perelson (* 1947), Biophysiker
- Rosie Perez (* 1964), Schauspielerin
- Sam Perkins (* 1961), Basketballspieler
- Rhea Perlman (* 1948), Schauspielerin
- Harold Perrineau Jr. (* 1963), Schauspieler
- Richard Perry (1942–2024), Musikproduzent
- Sacha Perry (* 1970), Jazzpianist
- Carmine Persico (1933–2019), Mitglied der Cosa Nostra, Oberhaupt der Colombo-Familie
- Donna Pescow (* 1954), Schauspielerin und Fernsehregisseurin
- Hy Peskin (1915–2005), Fotograf und Pionier der Sportfotografie
- Jim Petro (* 1948), Jurist und Politiker
- Henry Petroski (1942–2023), Bauingenieur und Technikhistoriker
- William Gardner Pfann (1917–1982), Materialwissenschaftler
- Joseph L. Pfeifer (1892–1974), Arzt und Politiker
- Phife Dawg (1970–2016), Rapper
- Channing E. Phillips (1928–1987), Geistlicher, Bürgerrechtsführer und sozialer Aktivist
- Michael Phillips (* 1943), Filmproduzent
- Todd Phillips (* 1970), Regisseur, Produzent und Drehbuchautor
- Wendy Phillips (* 1952), Schauspielerin
- Jessica Pimentel (* 1982), Schauspielerin und Sängerin
- Lockwood Pirie (1904–1965), Segler
- Harvey Pitt (1945–2023), Jurist und Politiker
- Ogden Pleissner (1905–1983), Landschaftsmaler
- Suzanne Pleshette (1937–2008), Schauspielerin
- Adolph Plummer (1938–2015), 400-m-Läufer und Weltrekordler
- Robert Plutchik (1927–2006), Psychologe
- Bertram L. Podell (1925–2005), Jurist und Politiker
- Norman Podhoretz (* 1930), Intellektueller
- Frederik Pohl (1919–2013), Science-Fiction-Autor
- Karl Polenske (1881–1949), deutscher Jurist und Hochschullehrer
- Gene Polito (1918–2010), Kameramann
- Howard Pollack (* 1952), Pianist und Musikwissenschaftler
- Rachel Pollack (1945–2023), Science-Fiction- und Esoterikautorin und Comiczeichnerin
- Katha Pollitt (* 1949), Dichterin, Schriftstellerin, Kritikerin und Essayistin
- Rona Pondick (* 1952), Künstlerin
- Pop Smoke (1999–2020), Rapper und Songwriter
- Richard Portnow (* 1947), Schauspieler
- Ted Post (1918–2013), Regisseur
- Allan Potts (1904–1952), Eisschnellläufer
- Sechew Powell (* 1979), Profiboxer
- Ed Powers (* 1954), Pornoproduzent und -darsteller
- Byron Preiss (1953–2005), Verleger, Book Packager, Spieleentwickler und Autor
- Noah Preminger (* 1986), Jazzmusiker
- Priscilla Presley (* 1945), Schauspielerin
- Frank Press (1924–2020), Geophysiker
- Charles Previn (1888–1973), Filmkomponist, Musikdirektor und Dirigent
- Sean Price (1972–2015), Rapper
- Gary Private (* 1954), Schauspieler, Songwriter, Filmkomponist, Popsänger, Stuntman und Schlagzeuger
- Bernie Privin (1919–1999), Jazz-Trompeter und Flügelhornist des Swing
- Prodigal Sunn, Rapper, Produzent und Schauspieler
- Sol Prom (1906–1989), Fotograf und Wirtschaftswissenschaftler
- Murray H. Protter (1918–2008), Mathematiker
- David Proval (* 1942), Schauspieler

## Q

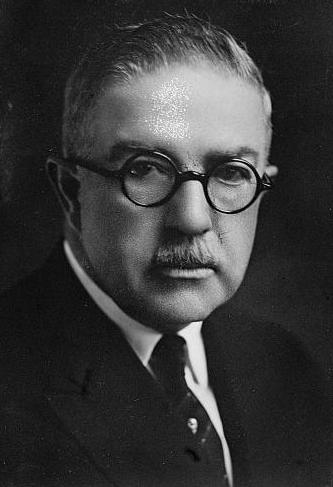
John Quayle

- John Quayle (1868–1930), Politiker
- Queen Pen (* 1972), Rapperin
- James Quinn (1906–2004), Leichtathlet
- Everett Quinton (1951–2023), Schauspieler, Regisseur, Dramatiker und Drehbuchautor

## R

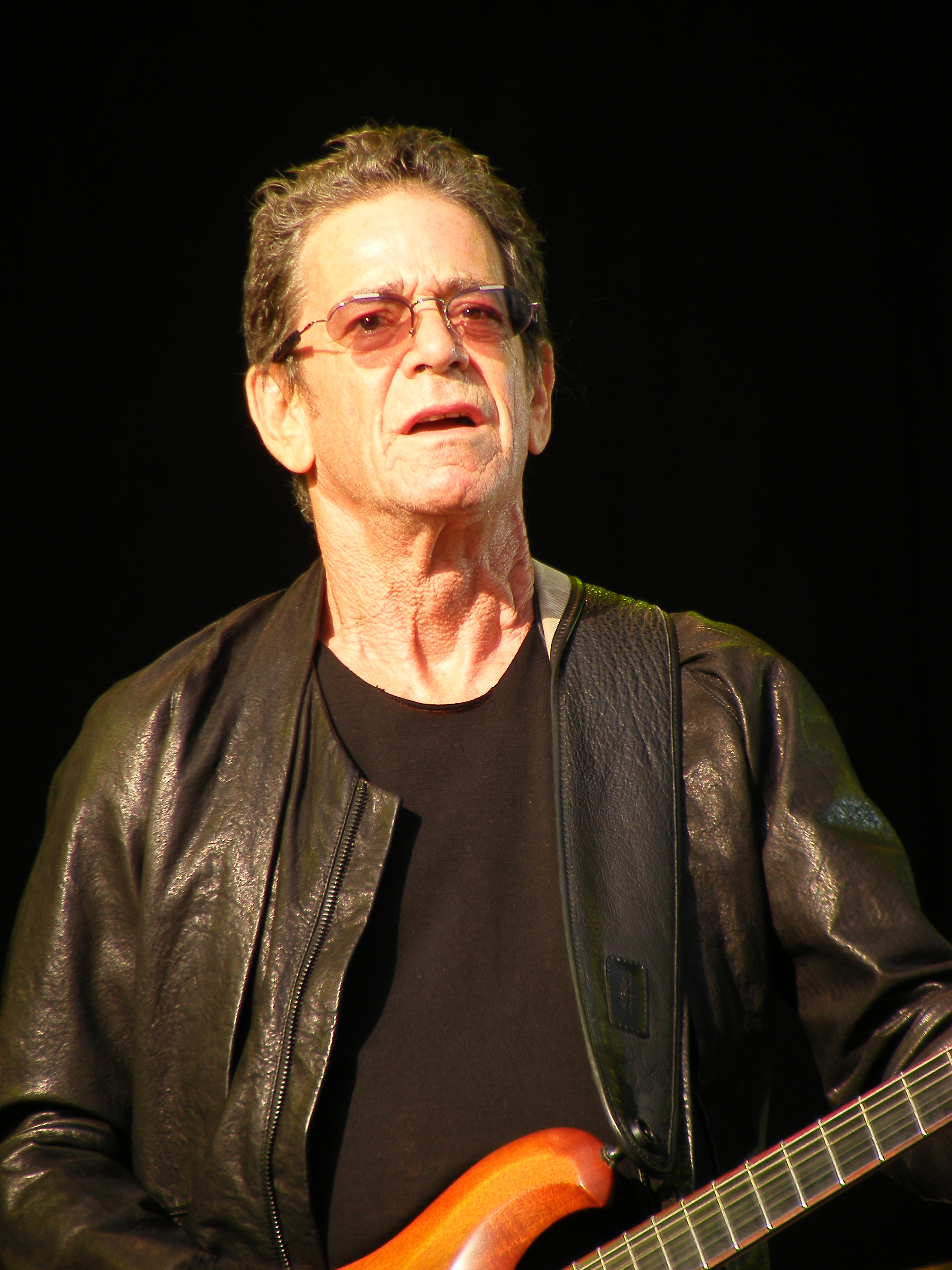
Lou Reed

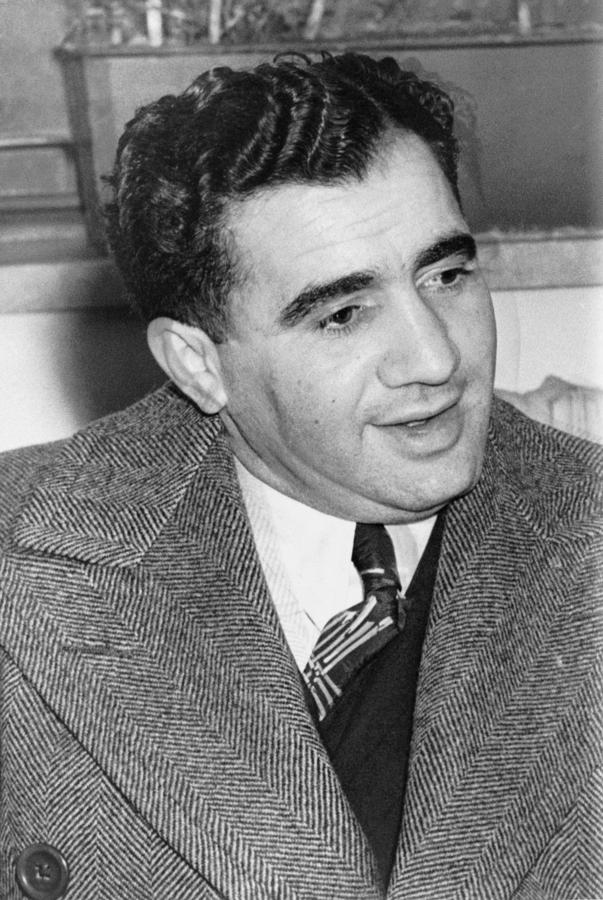
Abe Reles

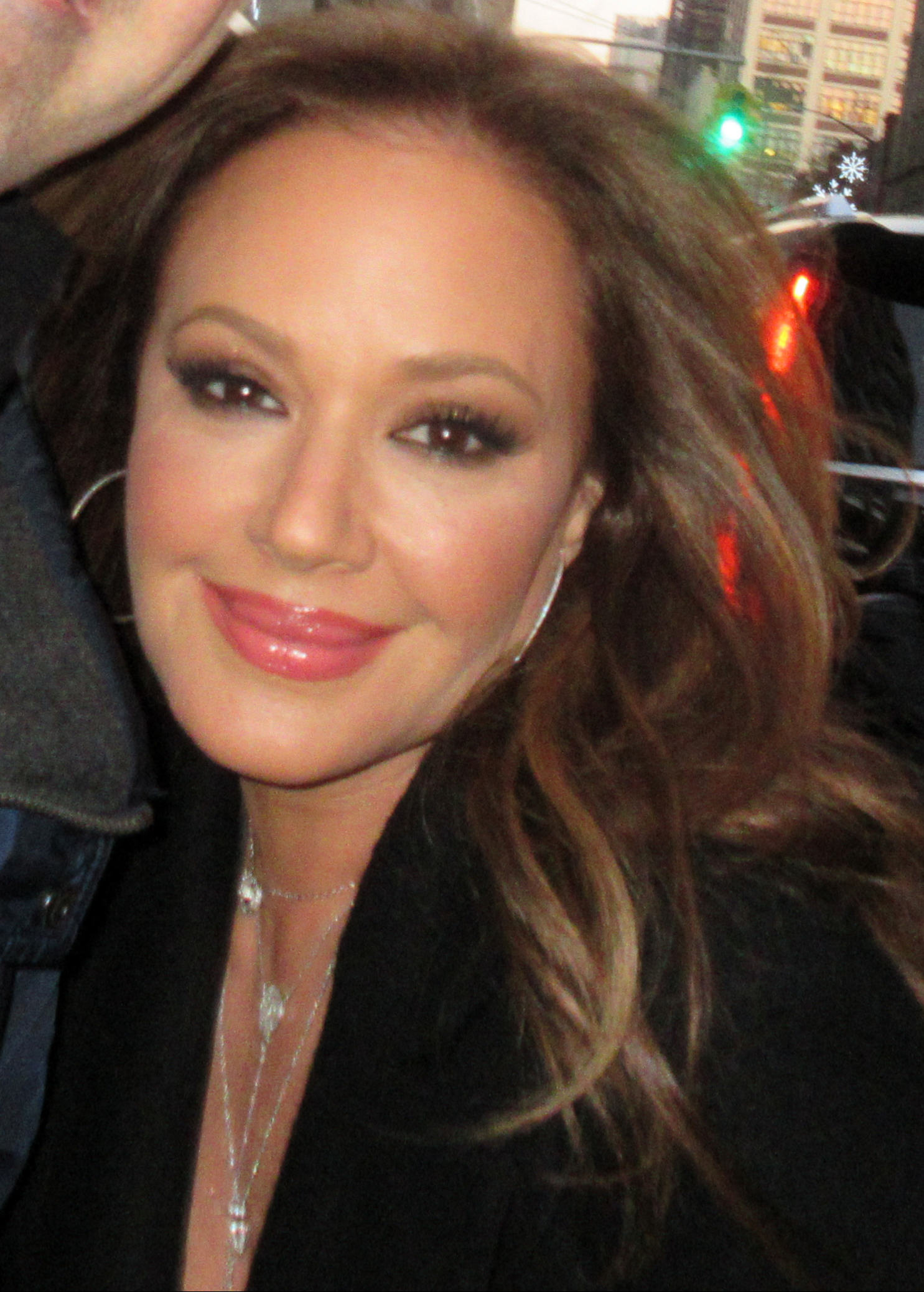
Leah Remini

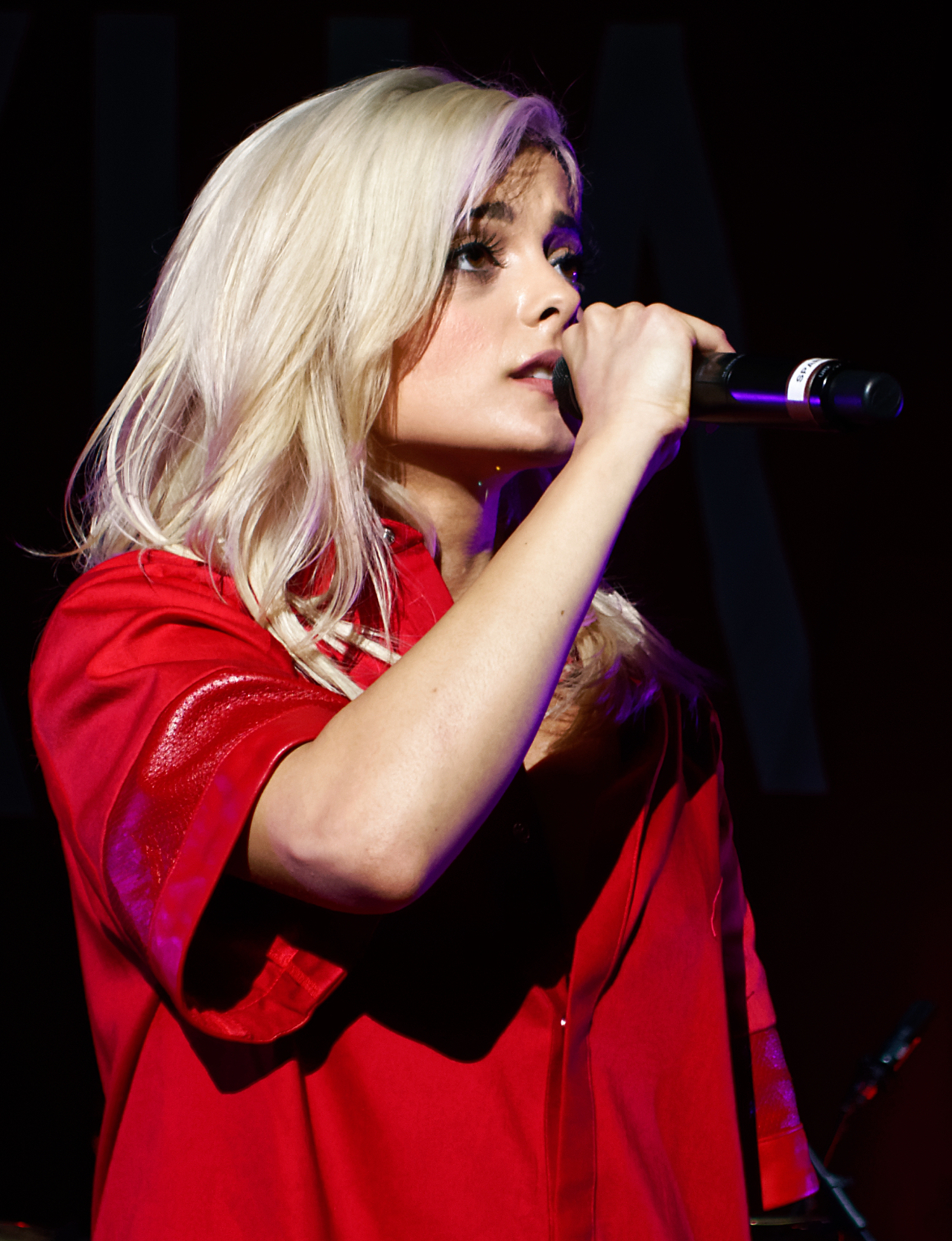
Bebe Rexha

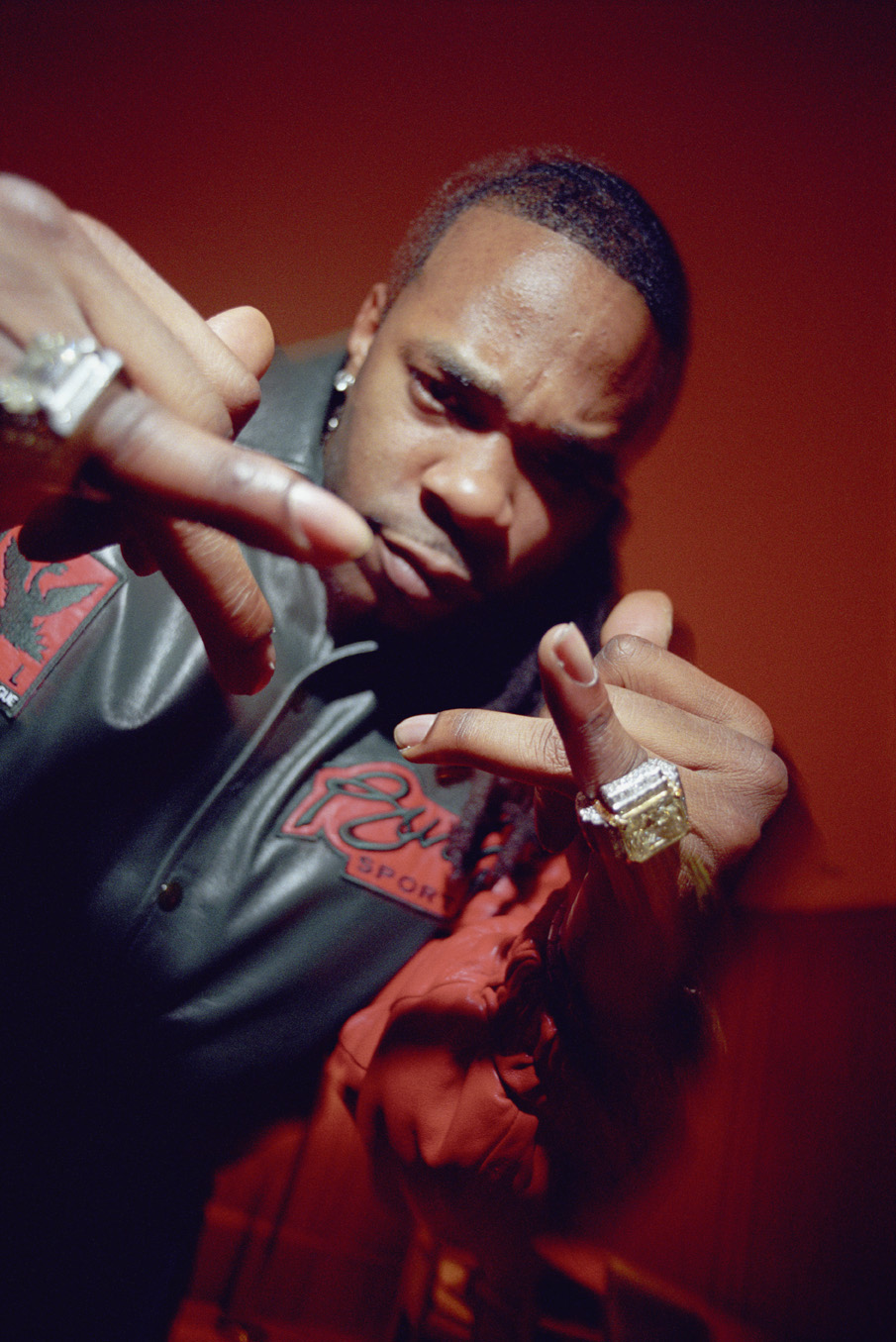
Busta Rhymes

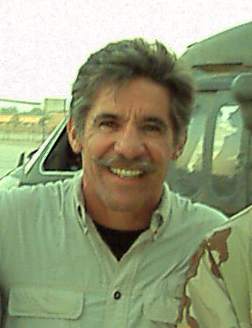
Geraldo Rivera

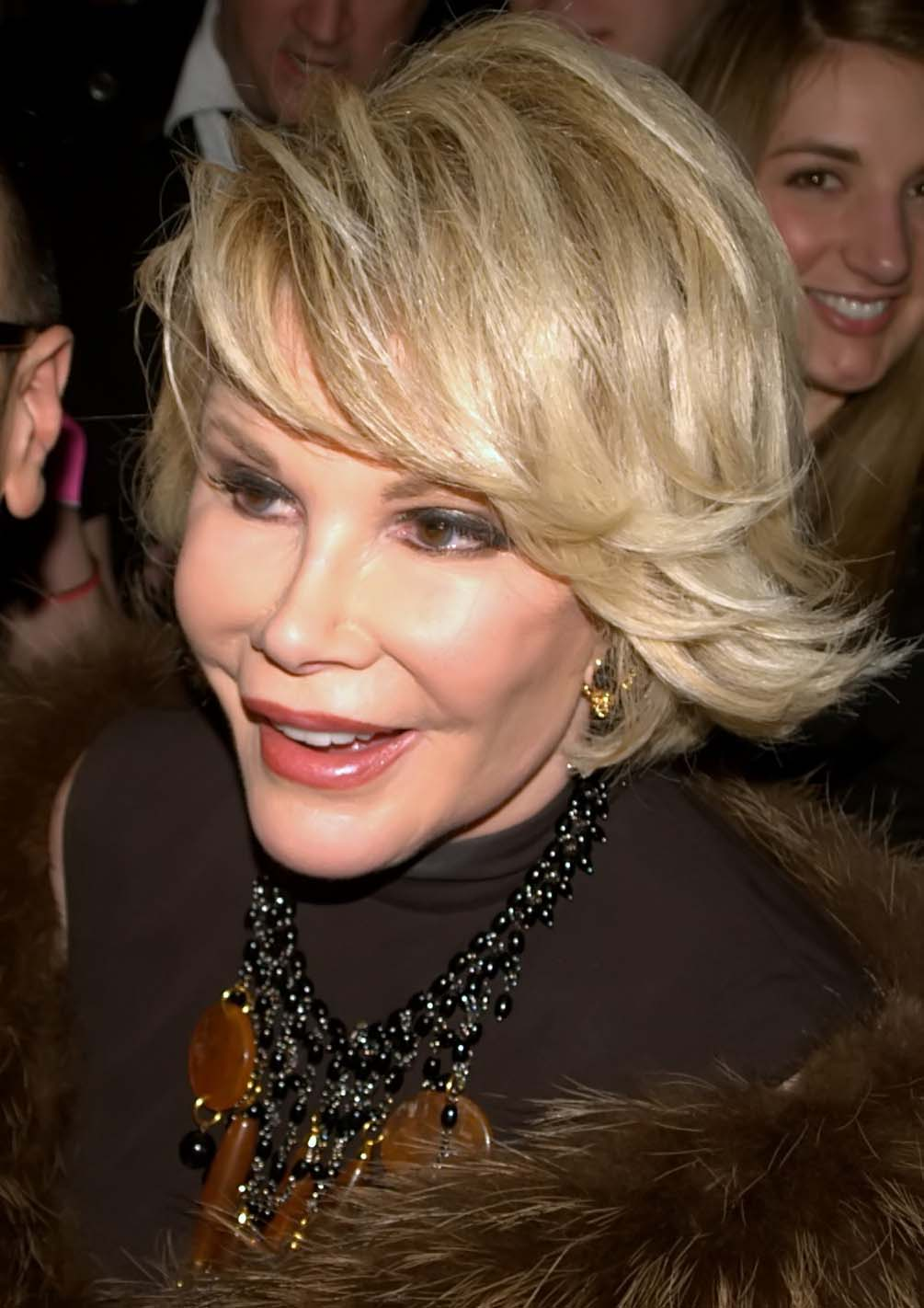
Joan Rivers

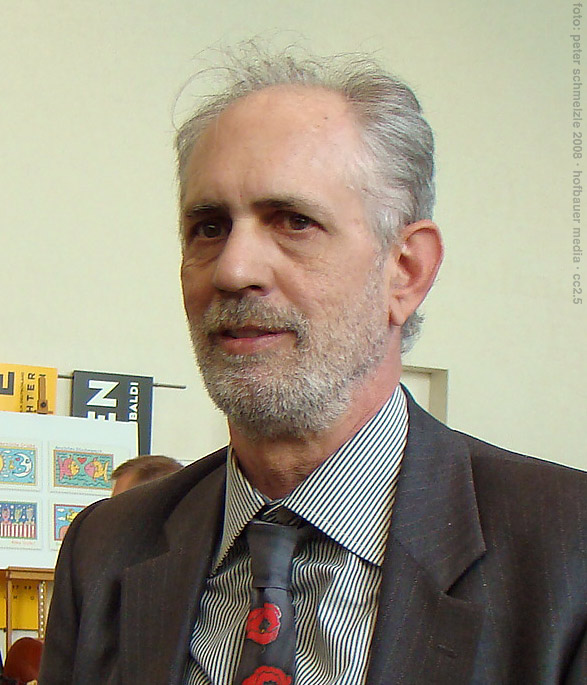
James Rizzi

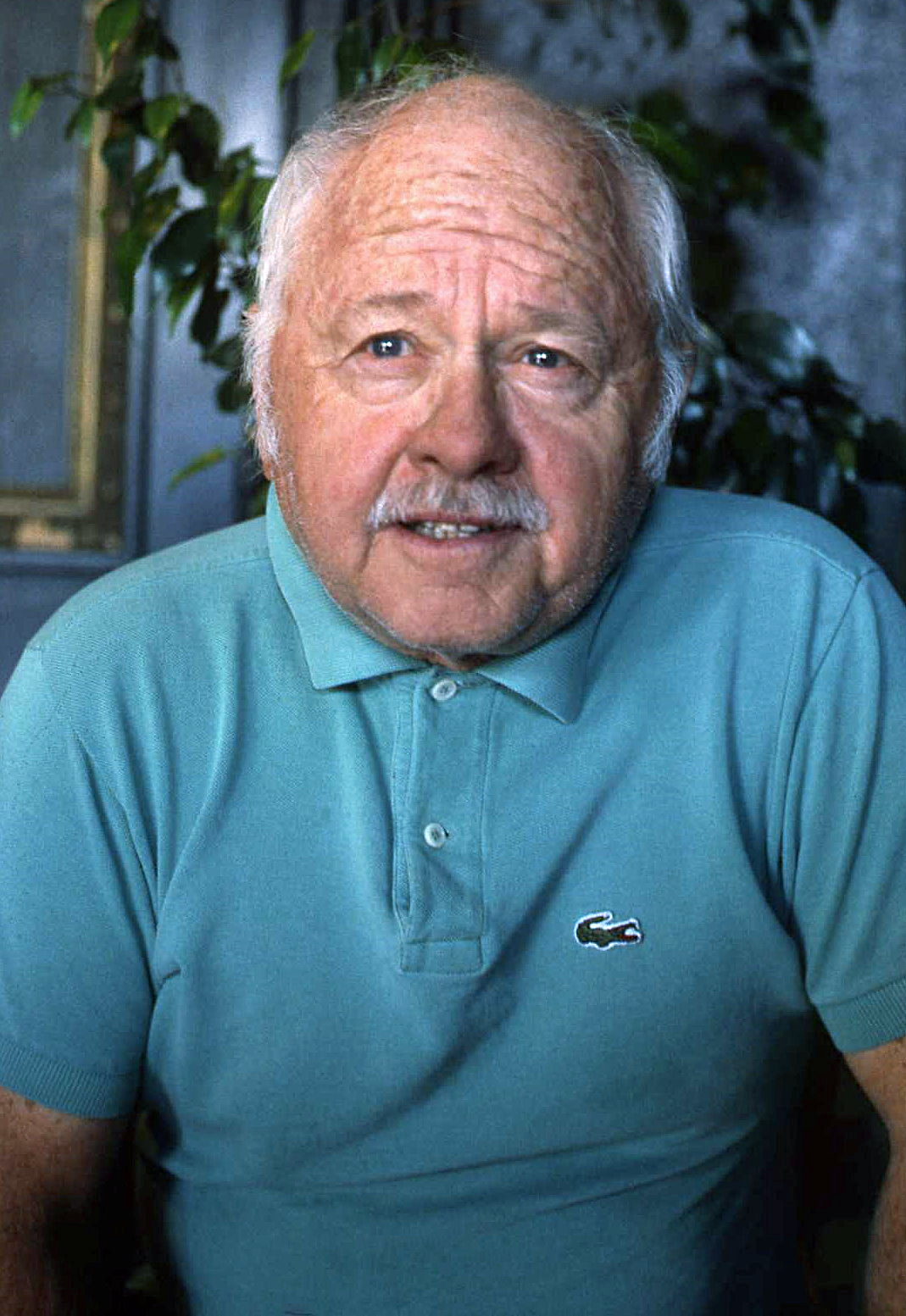
Mickey Rooney

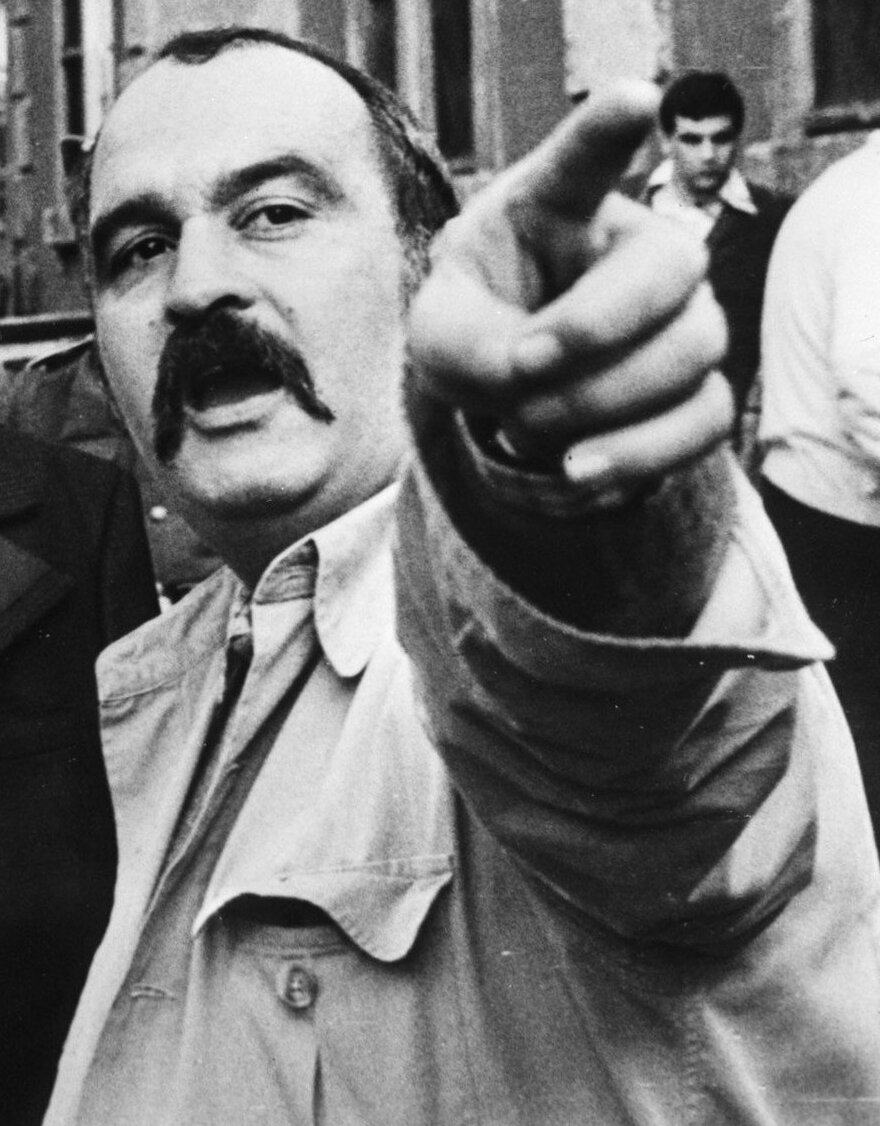
Stuart Rosenberg

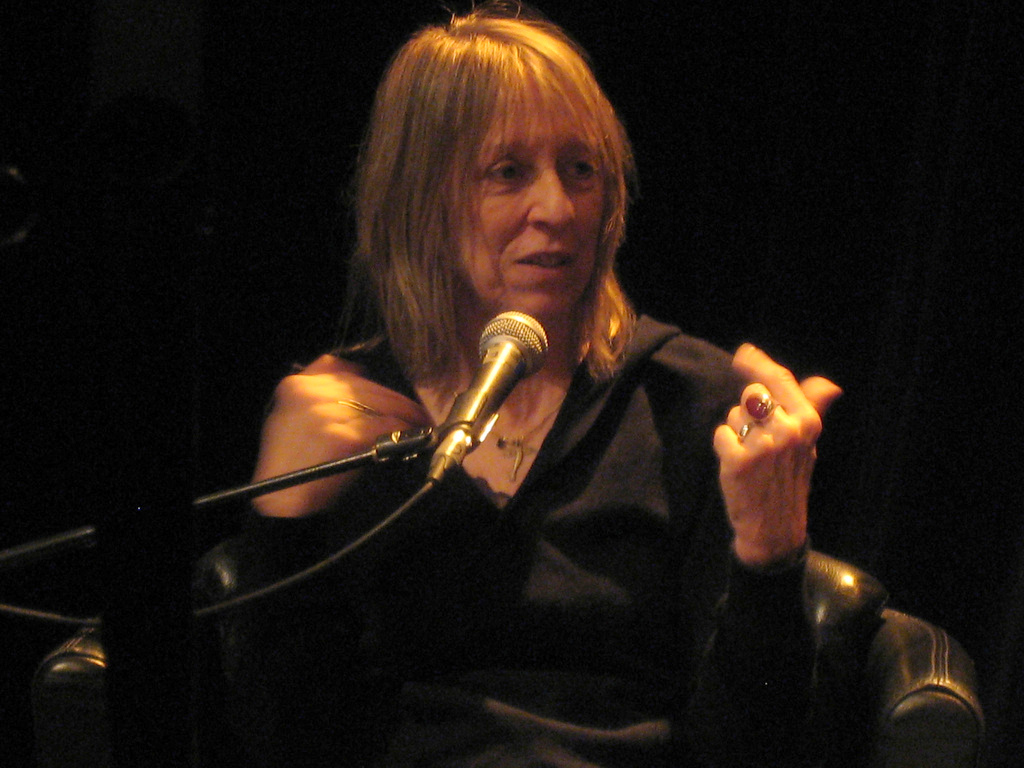
Suze Rotolo

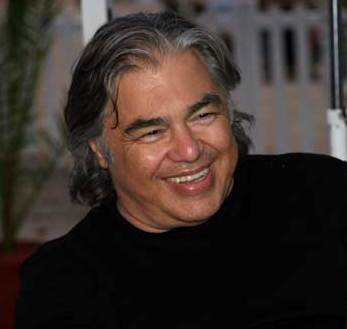
Aaron Russo

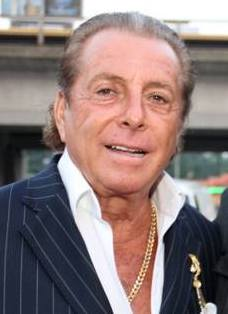
Gianni Russo

- Eddie Rabbitt (1941–1998), Countrymusiker
- Lawrence Rabiner (* 1943), Informatiker und Elektrotechniker
- Alan Rabinowitz (1953–2018), Mammaloge und Naturschützer
- Raekwon (* 1970), Rap-Musiker
- Meredith Rainey Valmon (* 1968), Mittelstreckenläuferin
- Anthony Ramos (* 1991), Schauspieler, Sänger und Songwriter
- Gertrude Rand (1886–1970), Psychologin und Hochschullehrerin
- Teddy Randazzo (1935–2003), Musikproduzent, Komponist, Songwriter und Sänger
- Keith Raniere (* 1960), Unternehmer und Psycho-Coach
- Lewis Ranieri (* 1947), Anleihenhändler
- Herman Raucher (1928–2023), Schriftsteller und Drehbuchautor
- Allan Ray (* 1984), Basketballspieler
- Ricardo Ray (* 1945), US-amerikanisch-puerto-ricanischer Pianist, Komponist und Bandleader
- Joel M. Reed (1933–2020), Regisseur von softpornografischen Filmen und Splatterfilmen
- Lou Reed (1942–2013), Singer-Songwriter und Gitarrist
- Henry Reeve (1850–1876), kubanischer Freiheitskämpfer und Brigadegeneral
- Phil Regan (1906–1996), Sänger und Schauspieler
- Paul Regina (1956–2006), Schauspieler
- Irving Reiner (1924–1986), Mathematiker
- Meyer Reinhold (1909–2002), Althistoriker
- Abe Reles (1906–1941), Auftragsmörder
- Richard Remer (1883–1973), Geher
- Leah Remini (* 1970), Schauspielerin
- Ira Rennert (* 1934), Unternehmer
- Charles Reznikoff (1894–1976), Dichter
- Hanon Reznikov (1950–2008), Schauspieler, Autor und Regisseur
- Bebe Rexha (* 1989), Popsängerin
- Arthur Rhames (1957–1989), Jazzmusiker
- Busta Rhymes (* 1972), Rapper
- Adam Rich (1968–2023), Schauspieler
- Derek Richardson (* 1962), Basketballschiedsrichter
- Norman Richardson (* 1977), Basketballspieler
- Adam Richman (* 1974), Schauspieler
- Marvin Rick (1901–1999), Hindernisläufer
- Andre Riddick (* 1973), Basketballspieler
- Henry W. Riecken (1917–2012), Soziologe
- Heinrich Ries (1871–1951), Geologe
- Greg Rikaart (* 1977), Schauspieler
- Joan Risch (* 1930–?), Vermisste
- Paul Rishell (* 1950), Bluesgitarrist
- Thelma Ritter (1902–1969), Schauspielerin
- Geraldo Rivera (* 1943), Rechtsanwalt, Journalist, Autor, Reporter und TV-Moderator
- Mark Rivera (* 1952), Musikdirektor, Eventmanager und Rockmusiker
- Joan Rivers (1933–2014), Entertainerin
- James Rizzi (1950–2011), Künstler
- Phil Rizzuto (1917–2007), Baseballspieler
- Brian Robbins (* 1963), Filmproduzent und Regisseur
- David Robbins (1907–1981), Fotograf, Mitglied und Lehrer der Photo League
- David P. Robbins (1942–2003), Mathematiker
- Trina Robbins (1938–2024), Comic-Zeichnerin
- Warren Delano Robbins (1885–1935), Diplomat und Chef des Protokolls im US-Außenministerium
- Allan Roberts (1905–1966), Pianist, Komponist und Liedtexter
- Ben Roberts (1916–1984), Drehbuchautor und Produzent
- Henry Roberts (1853–1929), Politiker und Gouverneur des US-Bundesstaates Connecticut
- Hugh A. Robertson (1932–1988), Filmeditor und Regisseur
- Fred J. Rode (1896–1971), Szenenbildner
- Milton Rogovin (1909–2011), Fotograf
- Anna Katharine Rohlfs (1846–1935), Schriftstellerin
- Owen Roizman (1936–2023), Kameramann
- Marcus Rojas (* 1963), Jazz-Tubist und Musikpädagoge
- Winfred Rolker (1892–1978), Geher
- John Romita junior (* 1956), Comiczeichner
- John Romita senior (1930–2023), Comiczeichner
- John J. Rooney (1903–1975), Jurist und Politiker
- Mickey Rooney (1920–2014), Schauspieler
- Hayden Rorke (1910–1987), Schauspieler
- Irwin Rose (1926–2015), Biochemiker
- Latarsha Rose, Schauspielerin
- Marcc Rose (* 1992), Schauspieler
- Max Rose (* 1986), Politiker und Veteran
- Mickey Rose (1935–2013), Drehbuchautor
- Saul Roseman (1921–2011), Biochemiker
- George Rosen (1910–1977), Arzt und Medizinhistoriker
- Michael Rosen (* 1938), Mathematiker
- Nathan Rosen (1909–1995), US-amerikanisch-israelischer Physiker
- Philip Rosenberg (* 1935), Artdirector und Szenenbildner
- Sid Rosenberg (* 1967), Hörfunkmoderator
- Stuart Rosenberg (1927–2007), Filmregisseur
- Ralph Rosenblum (1925–1995), Filmeditor
- Ralph Rosenborg (1913–1992), Maler
- Theodore Rosengarten (* 1944), Historiker
- Maxwell Rosenlicht (1924–1999), Mathematiker
- Howard Rosenman (* 1945), Filmproduzent, Drehbuchautor und Schauspieler
- Leonard Rosenman (1924–2008), Filmmusikkomponist
- Raymond Rosenthal (1914–1995), Literaturübersetzer
- Robert Rosenthal (1917–2007), Jurist und hochdekorierter Pilot
- Martha Rosler (* 1943), Künstlerin
- George H. Ross (* 1928), Geschäftsmann
- Herbert Ross (1927–2001), Choreograph und Filmregisseur
- Steven Ross (1927–1992), Manager
- Irwin Rosten (1924–2010), Filmproduzent, Filmregisseur und Drehbuchautor
- Eugene V. Rostow (1913–2002), Rechtswissenschaftler und Autor
- Frederick Roth (1872–1944), Bildhauer
- Suze Rotolo (1943–2011), Künstlerin, politische Aktivistin und Autorin
- Julian B. Rotter (1916–2014), Psychologe
- Levy Rozman (* 1995), Schachspieler, Streamer und YouTuber
- Steve Rubell (1943–1989), Gründer der New Yorker Diskothek Studio 54
- Dave Rubin (* 1976), politischer Kommentator, YouTuber, Podcaster, Autor und Moderator
- Mann Rubin (1927–2013), Drehbuchautor
- William Rubin (1927–2006), Kunsthistoriker und Kurator
- Arthur B. Rubinstein (1938–2018), Komponist für Film- und Fernsehmusik
- Stephen A. Rudd (1874–1936), Jurist und Politiker
- Alexander Rudzinski (* 1960), deutscher Radiomoderator US-amerikanischer Herkunft
- Rae Russel (1925–2008), Fotografin
- Brenda Russell (* 1949), R&B-, Jazz- und Popsängerin sowie Songwriterin und Keyboarderin
- Loris S. Russell (1904–1998), kanadischer Geologe und Paläontologe
- Aaron Russo (1943–2007), Geschäftsmann, Filmemacher und politischer Aktivist
- Gianni Russo (* 1943), Schauspieler und Sänger
- Joe Russo (* 1976), Schlagzeuger
- Sonny Russo (1929–2013), Jazzmusiker
- Ayn Ruymen (* 1947), Schauspielerin
- Joseph Ryan (1879–1972), Ruderer

## S

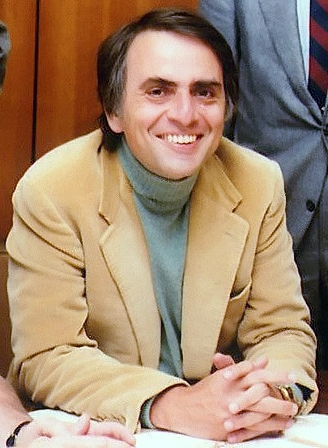
Carl Sagan

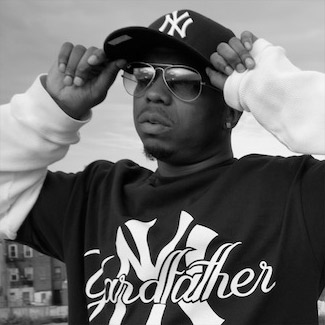
Saigon

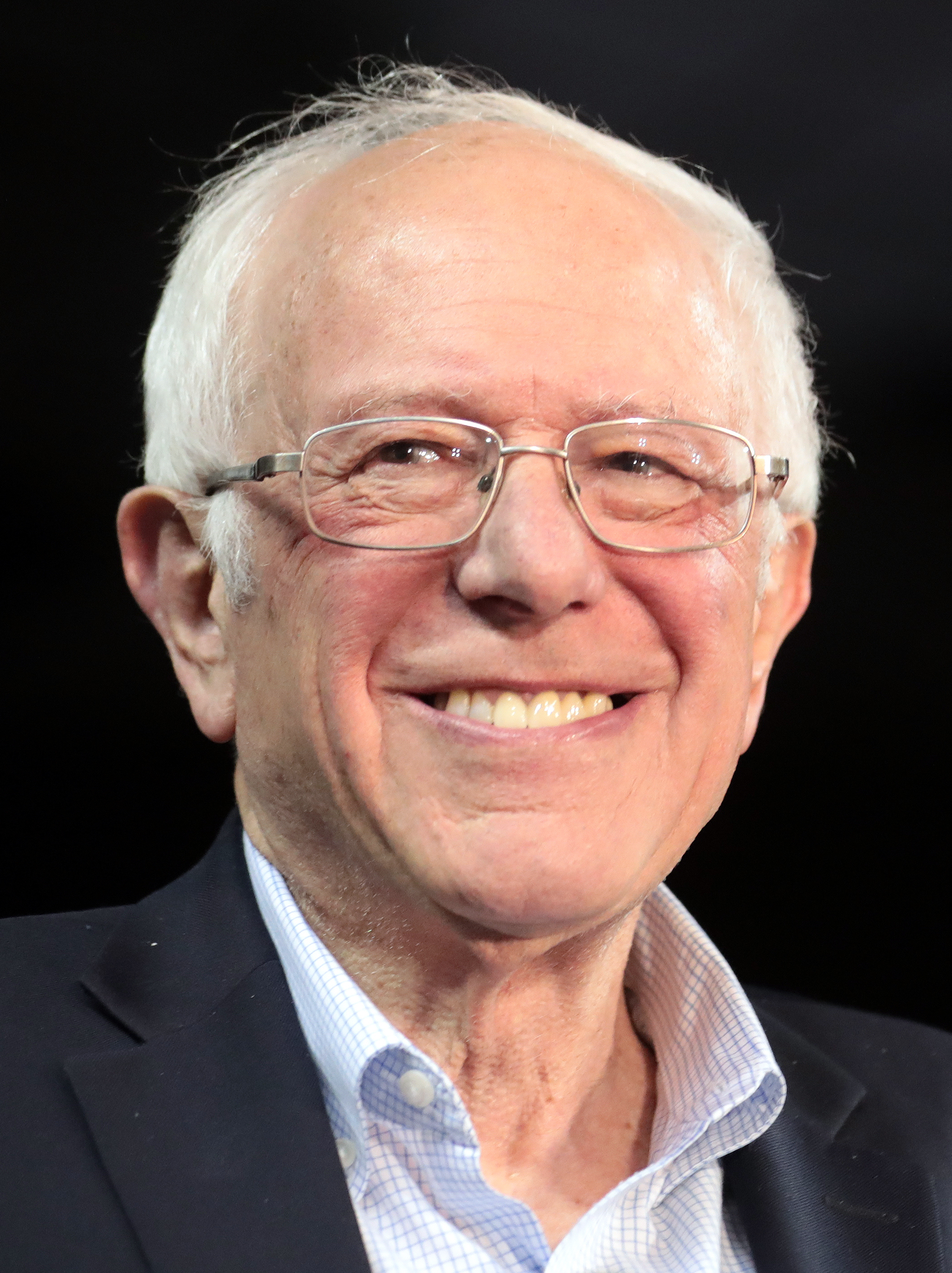
Bernie Sanders

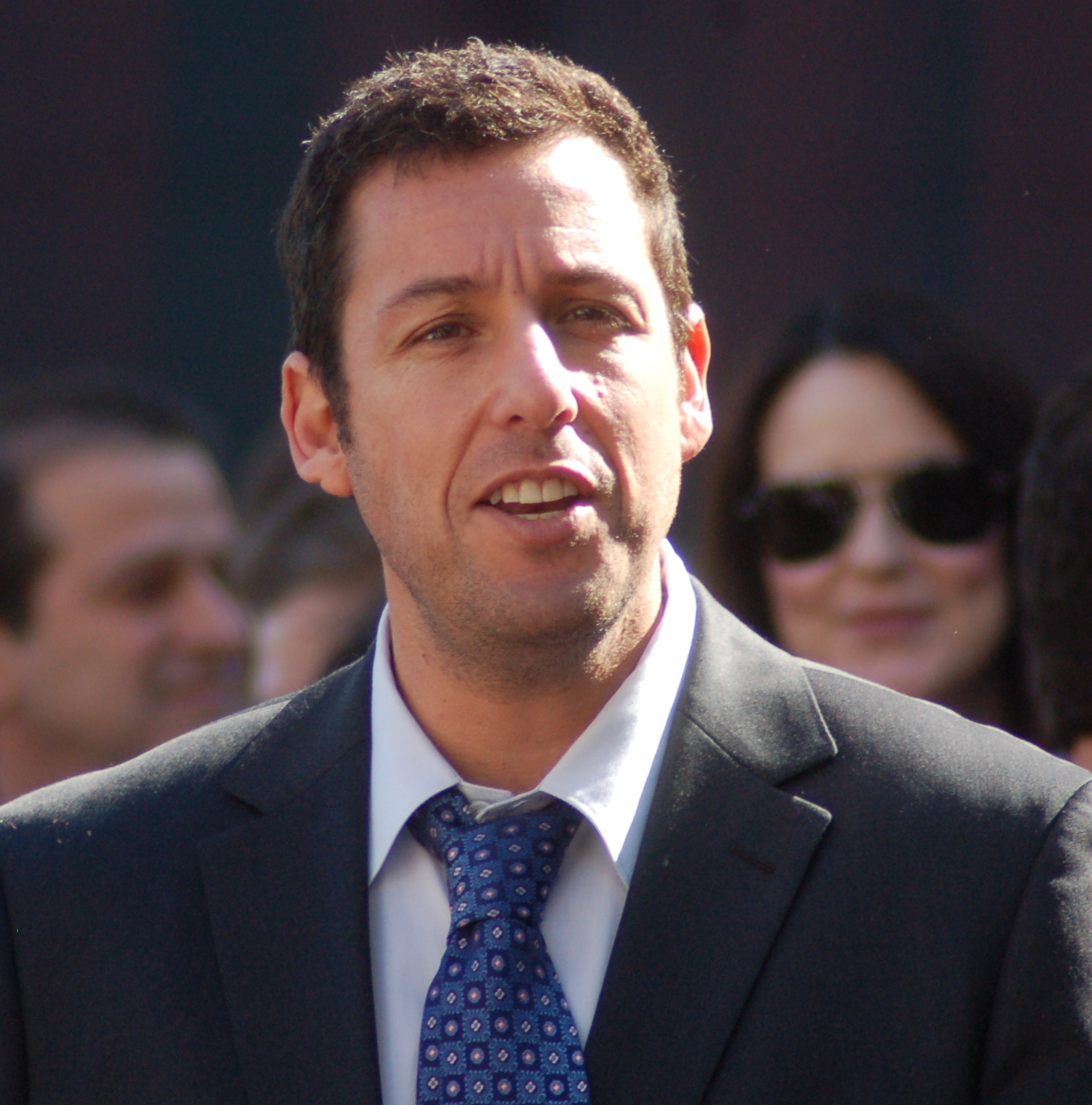
Adam Sandler

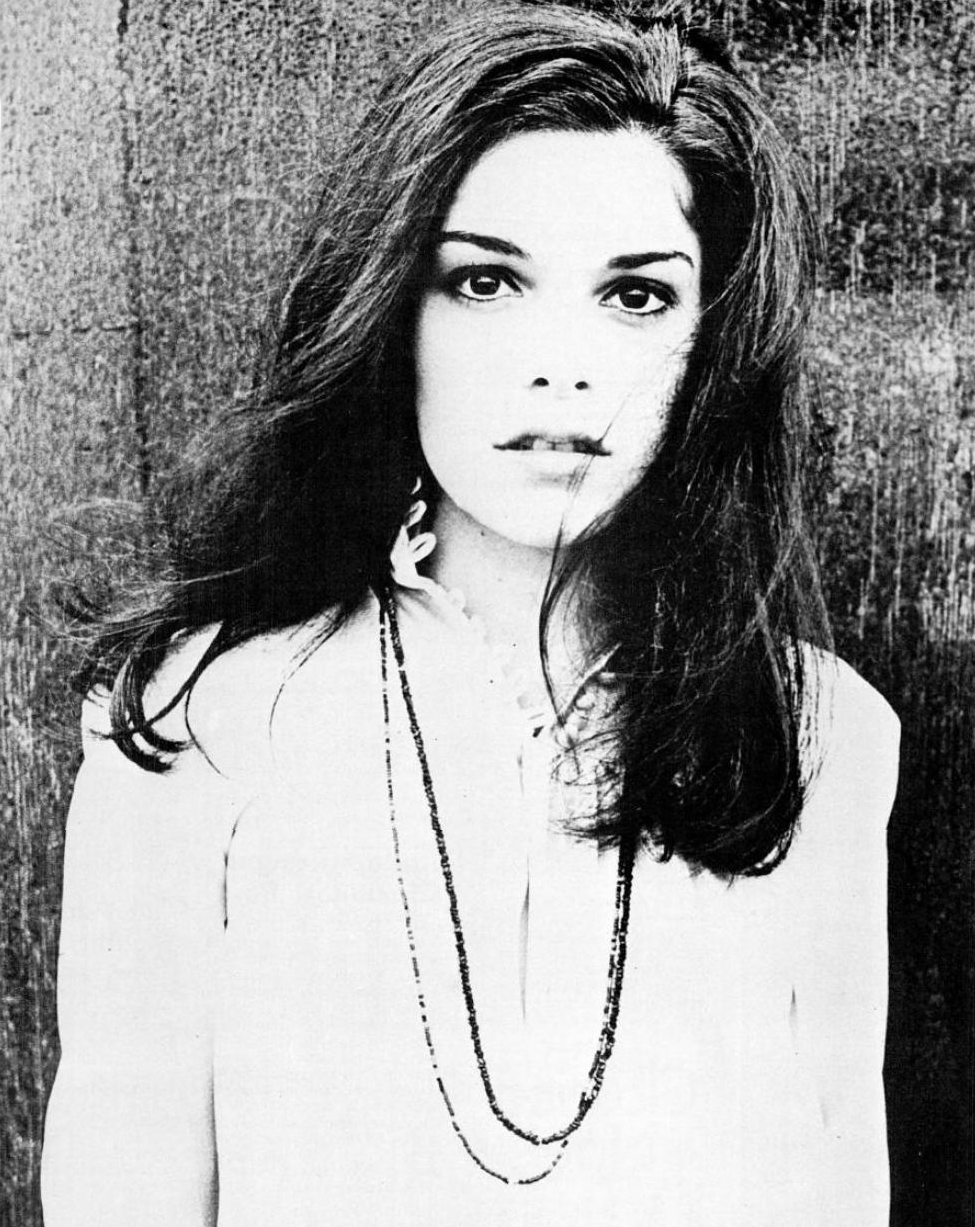
Evie Sands

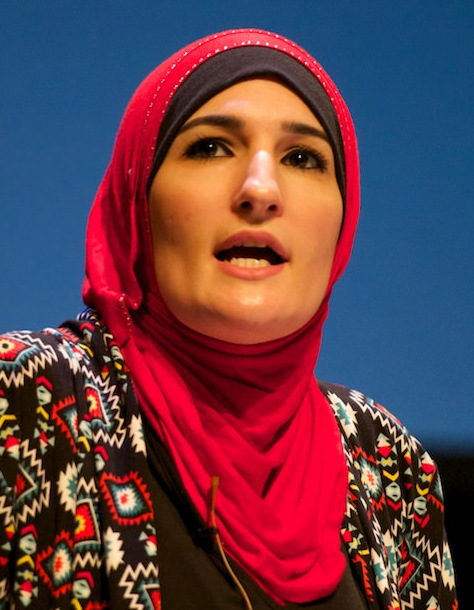
Linda Sarsour

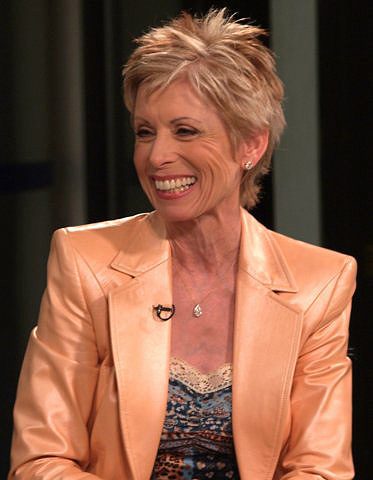
Laura Schlessinger

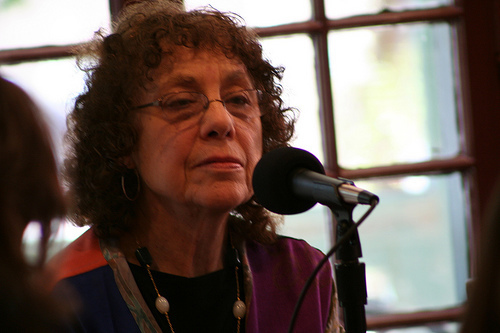
Lynne Sharon Schwartz

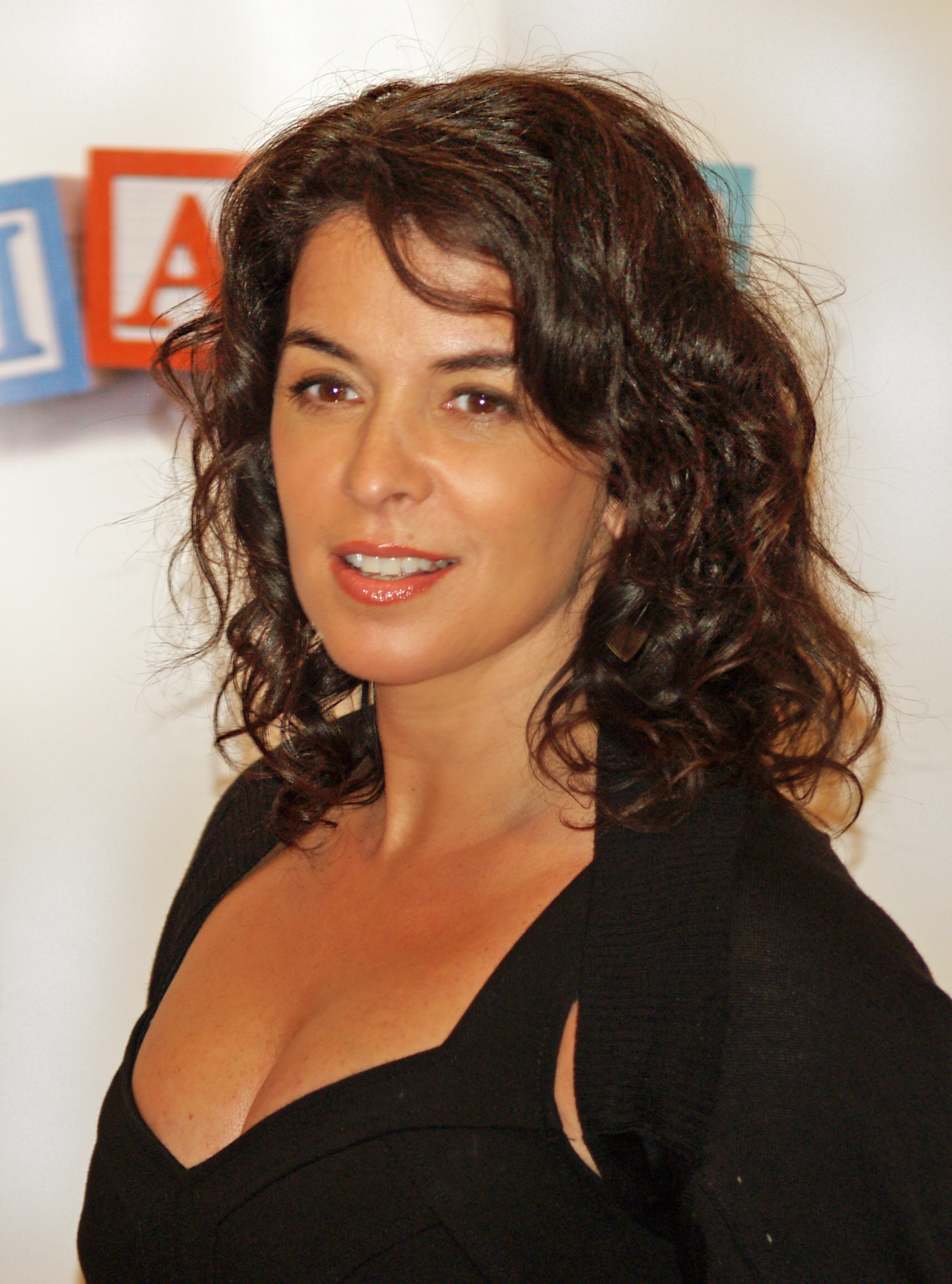
Annabella Sciorra

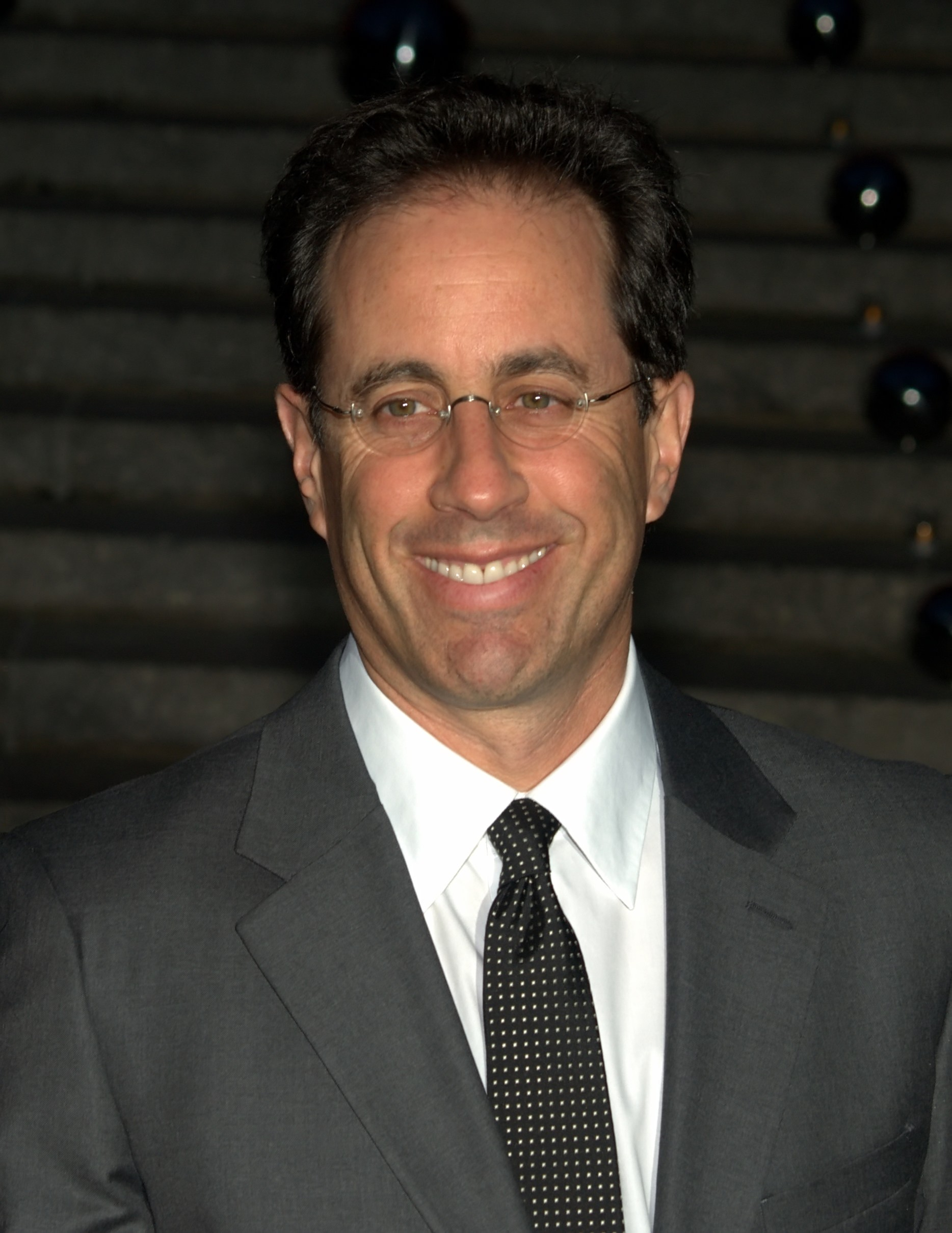
Jerry Seinfeld

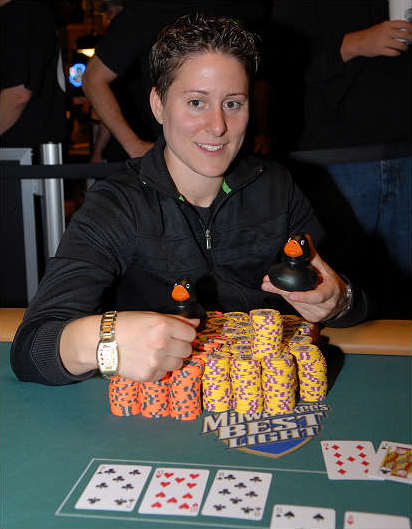
Vanessa Selbst

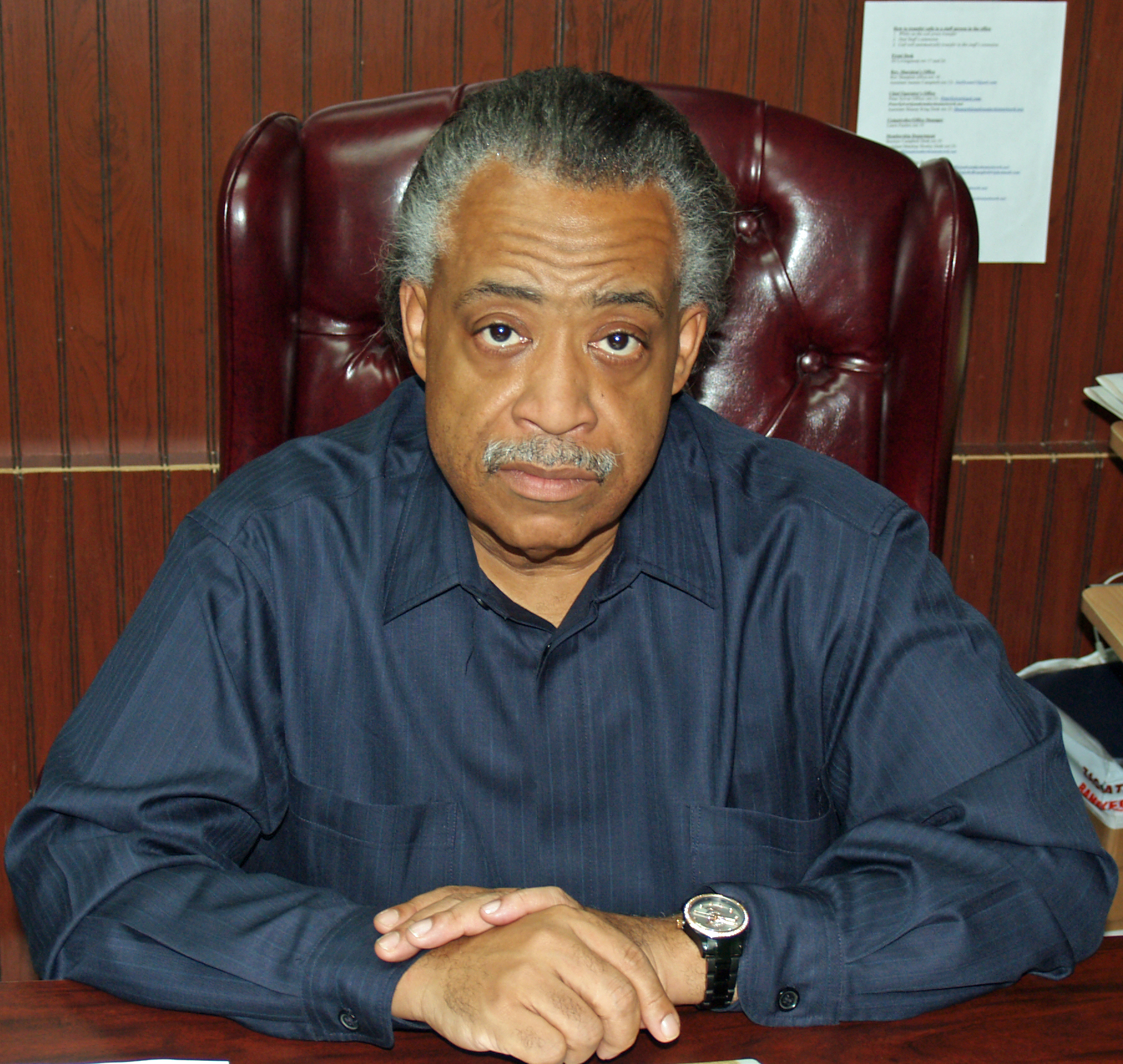
Al Sharpton

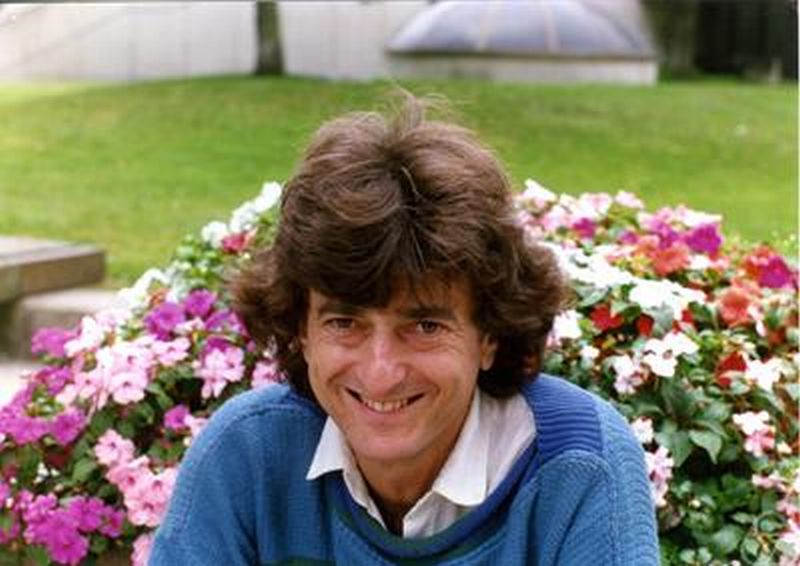
Michael Shub

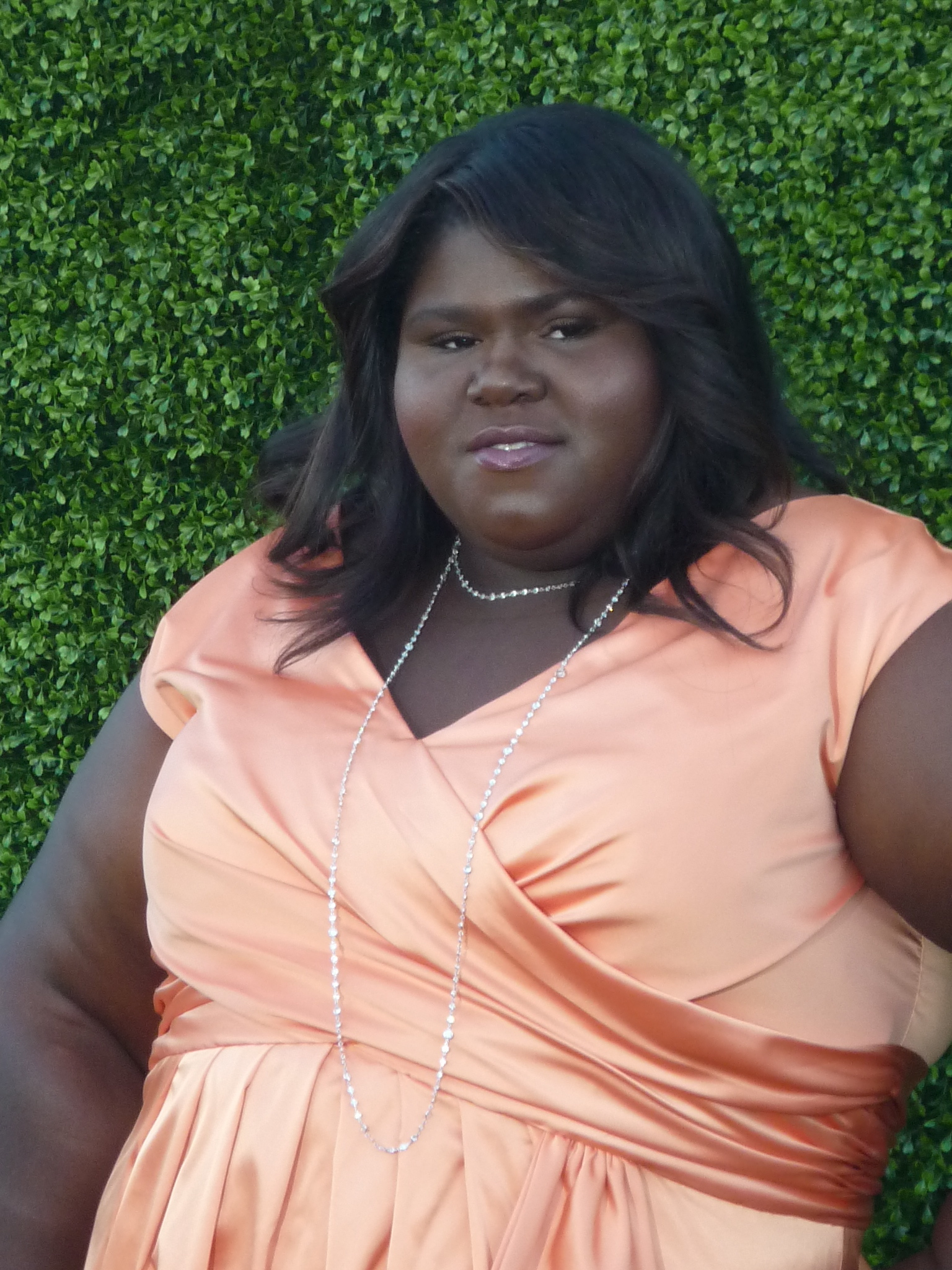
Gabourey Sidibe

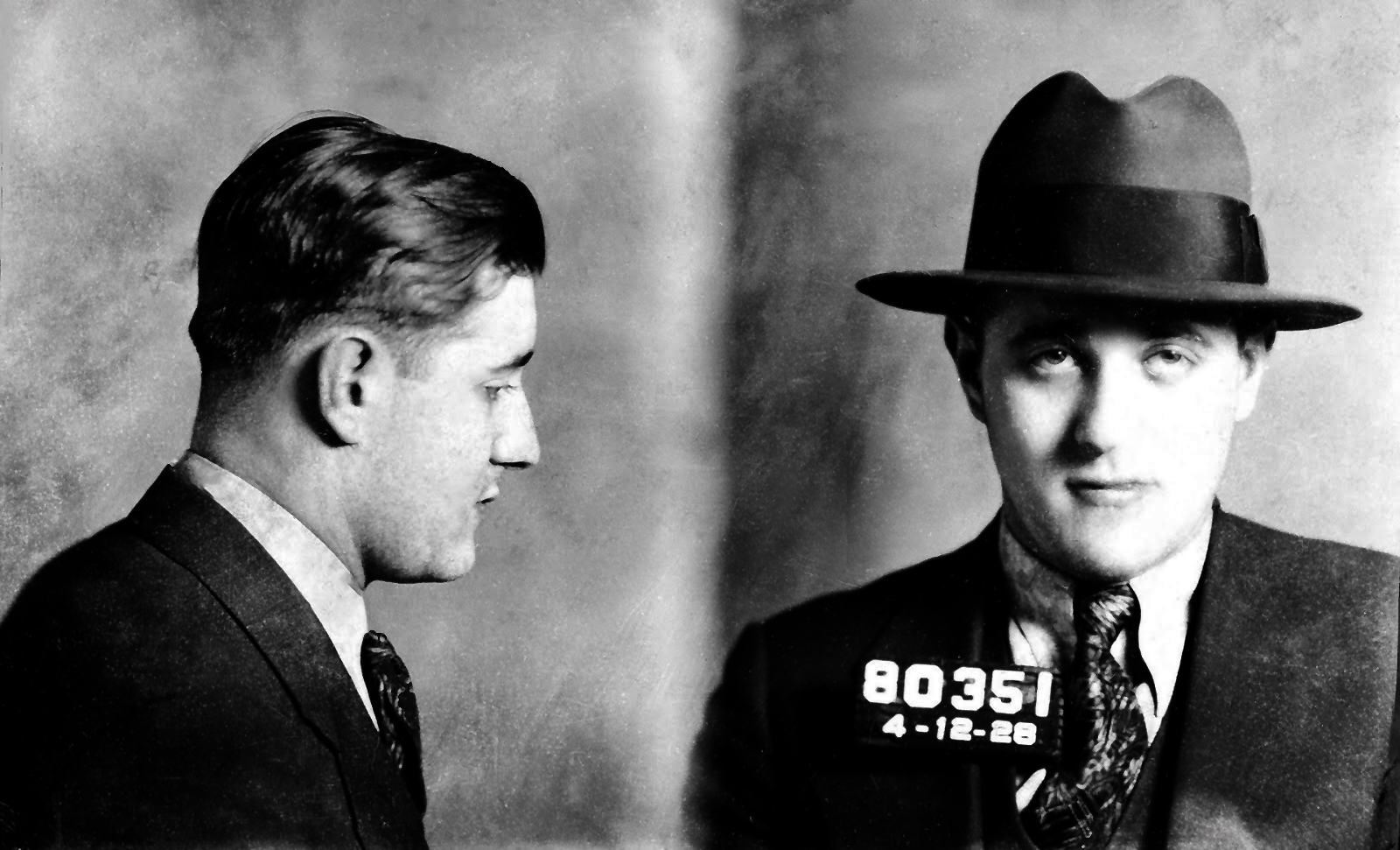
Bugsy Siegel

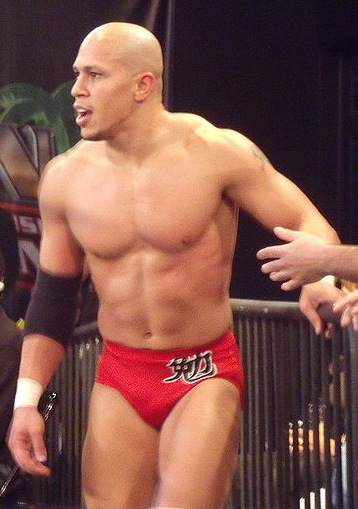
Brandon Silvestry

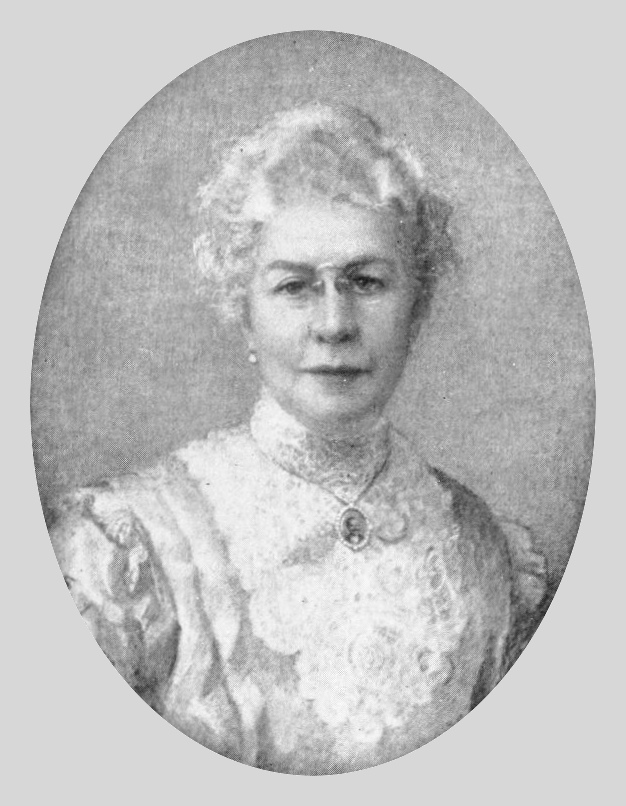
Annie Morrill Smith

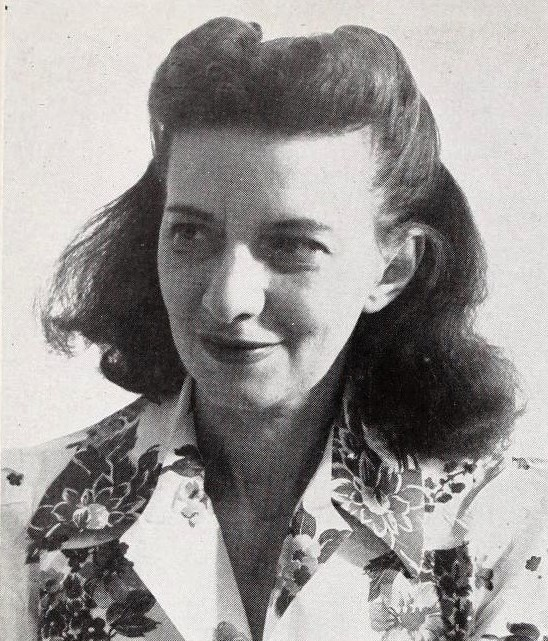
Betty Smith

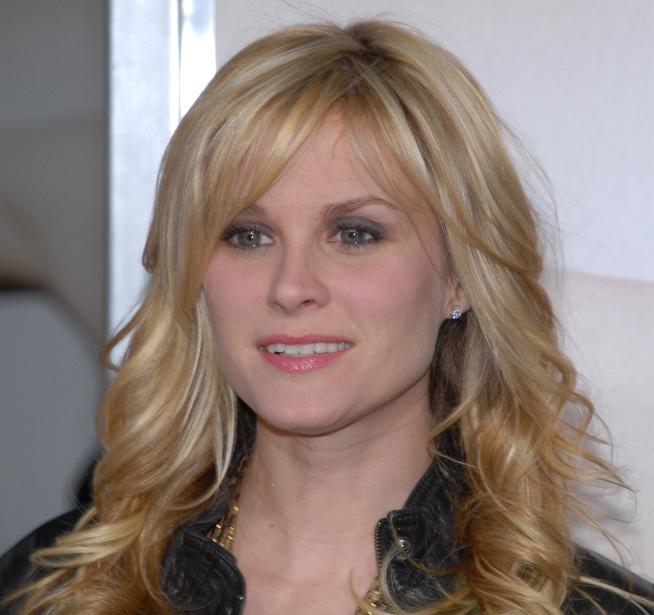
Bonnie Somerville

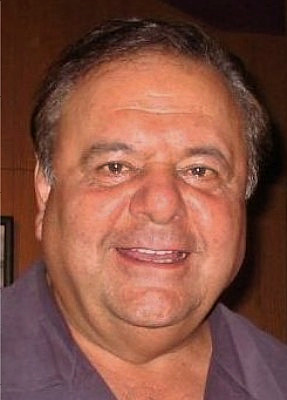
Paul Sorvino

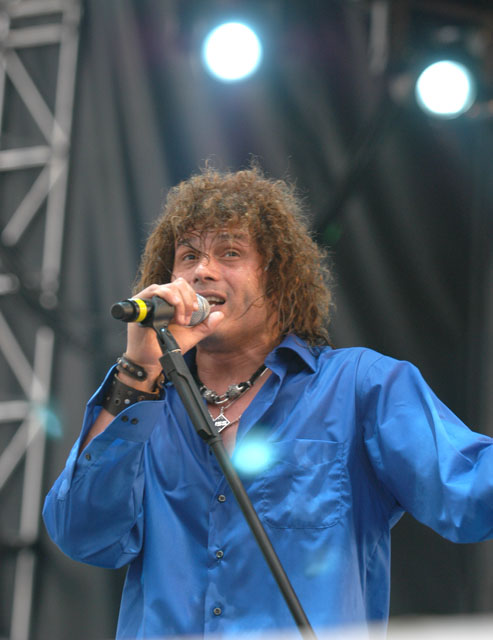
Jeff Scott Soto

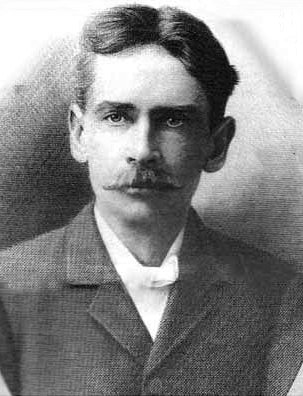
William Stanley

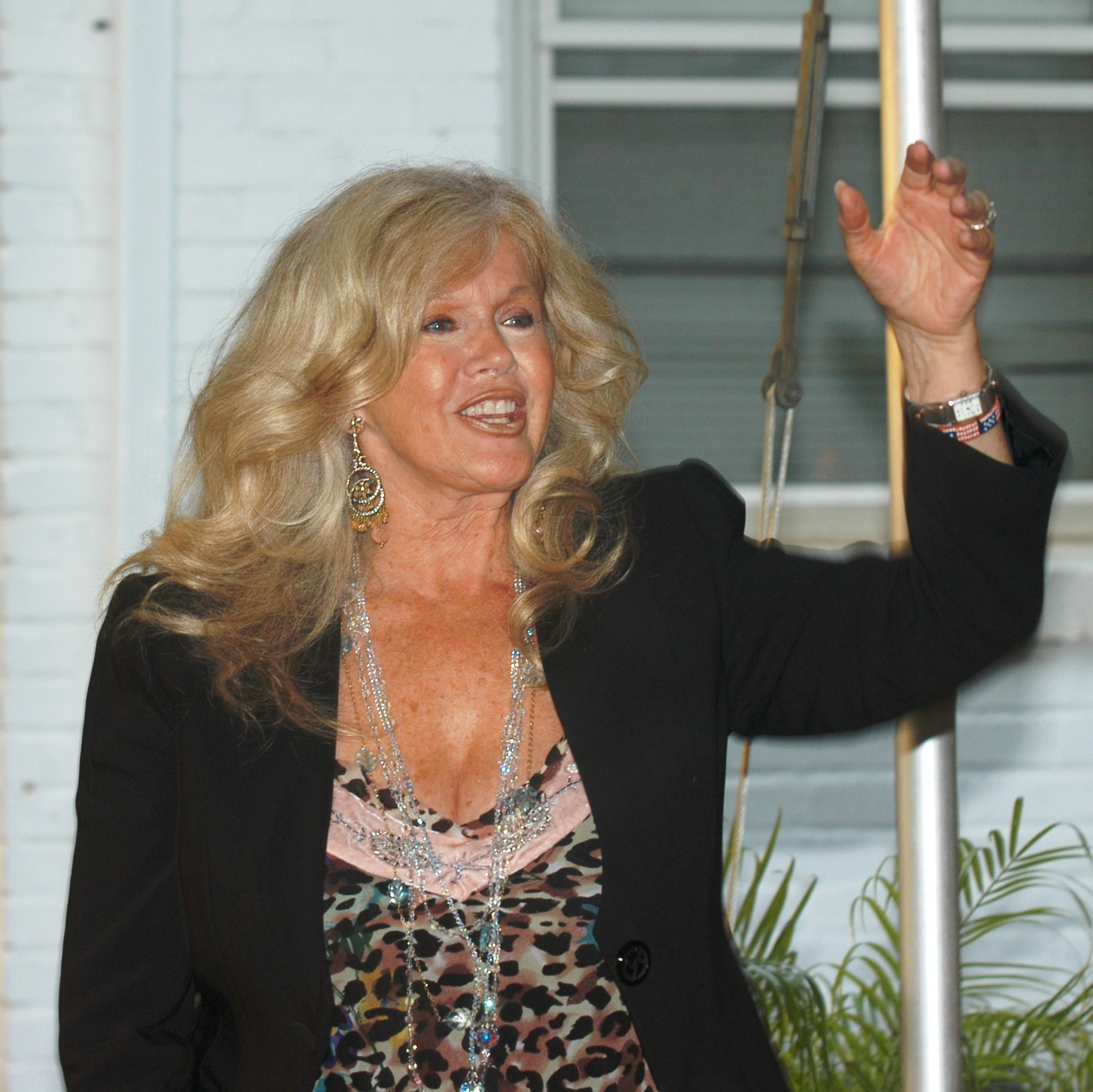
Connie Stevens

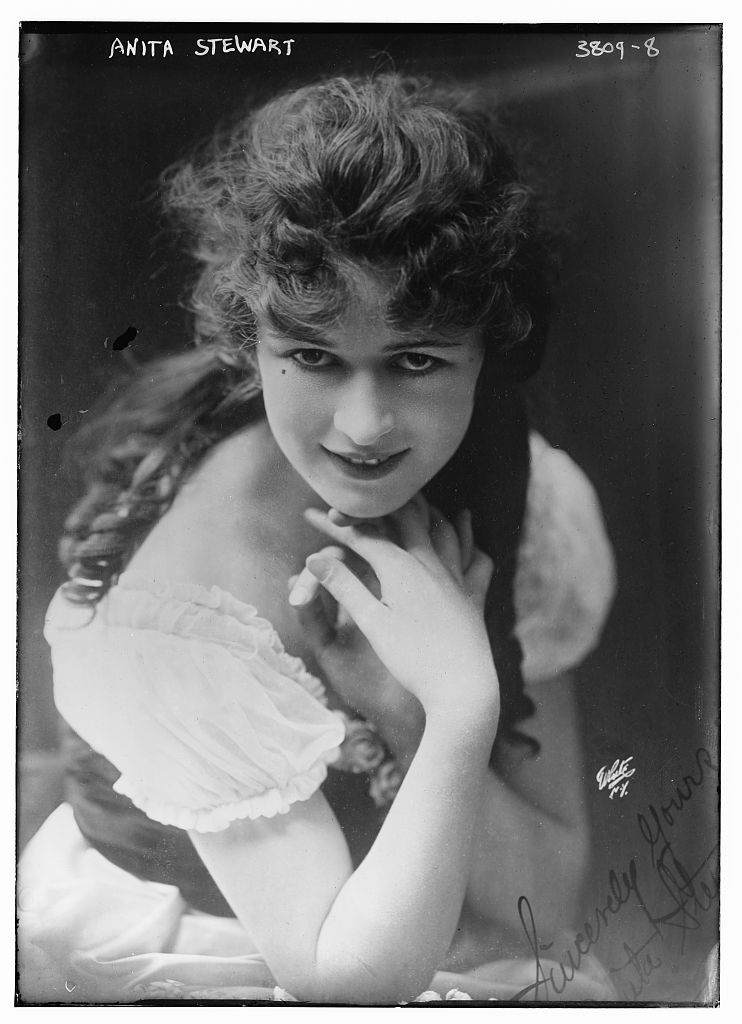
Anita Stewart

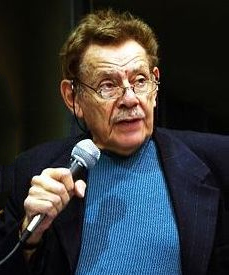
Jerry Stiller

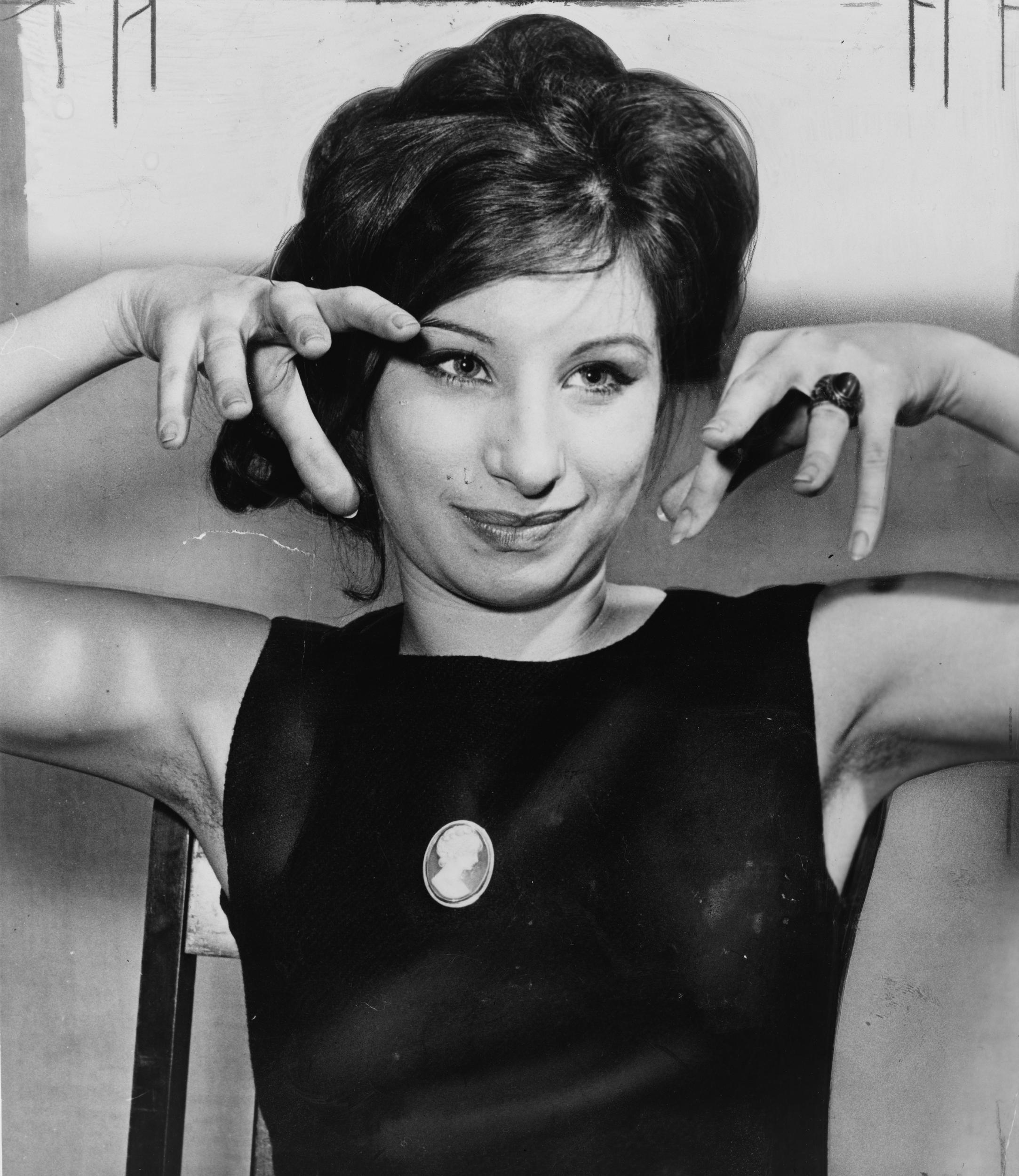
Barbra Streisand

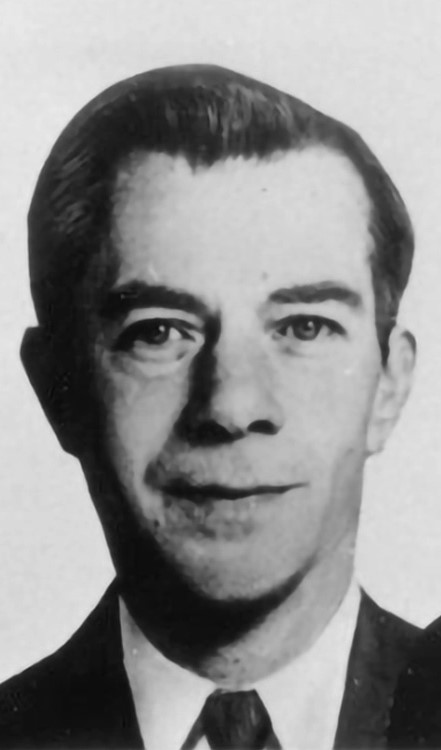
Willie Sutton

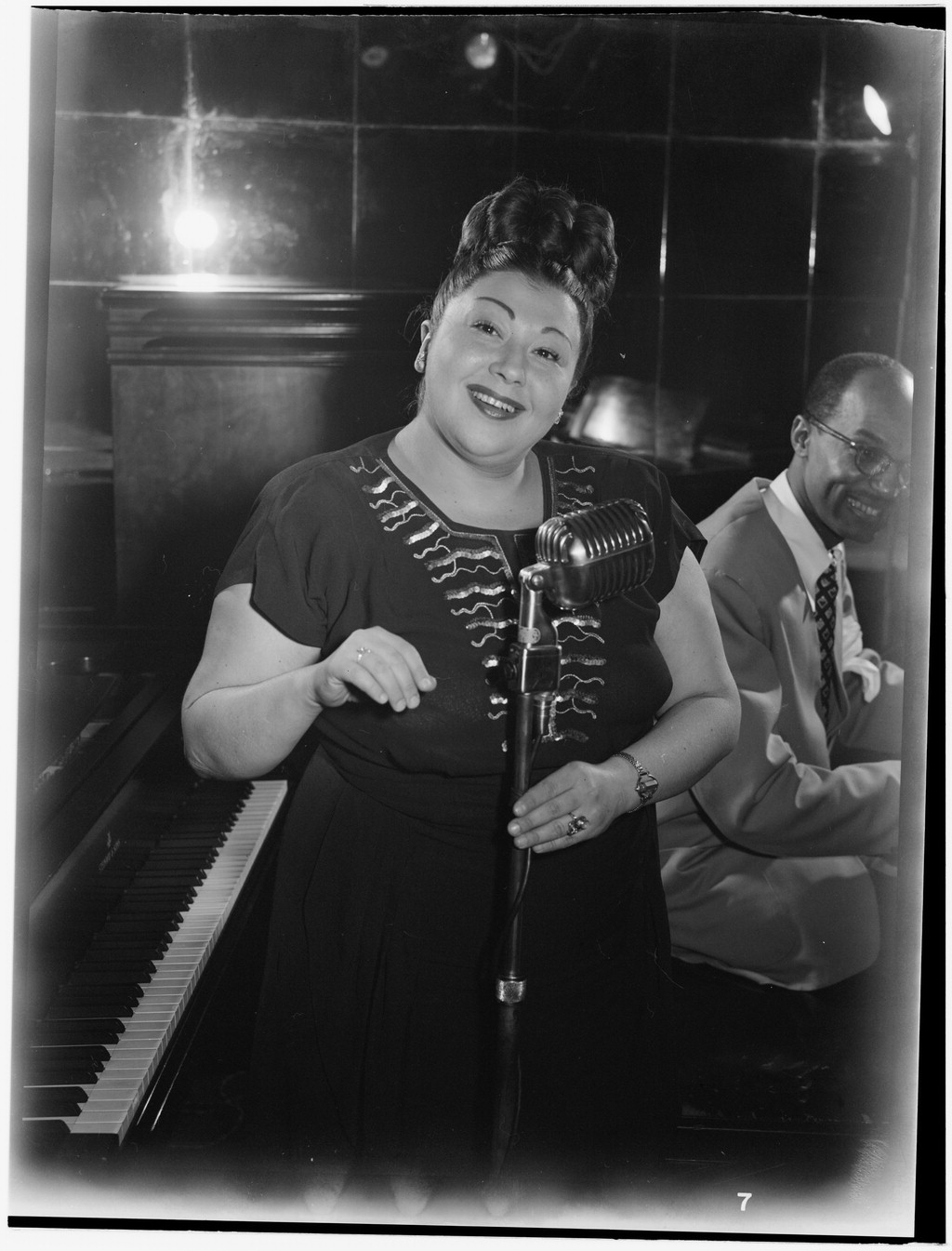
Sylvia Syms

- Gerald E. Sacks (1933–2019), mathematischer Logiker
- Paul Sado (* 1978), Drehbuchautor, Regisseur und Schauspieler
- Fred Sadoff (1926–1994), Schauspieler
- Jamie Saft (* 1971), Jazzmusiker und Komponist
- Carl Sagan (1934–1996), Astronom und Schriftsteller
- Saigon (* 1978), Rapper
- Louis Salica (1912–2002), Boxer
- Albert Salmi (1928–1990), Schauspieler
- Bobbi Salvör Menuez (* 1993), Künstlerin, Kuratorin und Schauspielerin
- Curtis Samuel (* 1996), American-Football-Spieler
- Paul Robert Sanchez (* 1946), römisch-katholischer Weihbischof in Brooklyn
- Bernie Sanders (* 1941), Politiker
- Lawrence Sanders (1920–1998), Journalist und Schriftsteller
- Adam Sandler (* 1966), Schauspieler, Produzent und Drehbuchautor
- Evie Sands (* 1946), Sängerin und Komponistin
- Robert Charles Sands (1799–1832), Schriftsteller und Dichter
- Richard Sanford (1877–1966), Hindernisläufer
- Jonathan Sanger (* 1944), Regisseur und Filmproduzent
- Olga San Juan (1927–2009), Schauspielerin und Tänzerin
- Gene Santoro (1950–2022), Musikkritiker und Autor
- Joe Santos (1931–2016), Schauspieler
- Mia Sara (* 1967), Schauspielerin
- Seymour Sarason (1919–2010), Psychologe
- Jack Sarfatti (* 1939), Physiker
- Joseph W. Sarno (1921–2010), Regisseur, Produzent und Drehbuchautor
- Stanley J. Sarnoff (1917–1990), Mediziner und Erfinder
- Andrew Sarris (1928–2012), Filmkritiker
- Linda Sarsour (* 1980), politische Aktivistin
- Manus Sasonkin (1930–1992), Komponist, Cembalist, Pianist, Dirigent, Musikwissenschaftler und -pädagoge
- Kevin Saunderson (* 1964), Produzent von Techno-Musik
- Eddie Sauter (1914–1981), Jazz- und Swingmusiker
- Charles Saxon (1920–1988), Cartoonist und Illustrator
- John Saxon (1935–2020), Schauspieler
- Said Sayrafiezadeh (* 1968), Bühnenautor und Schriftsteller
- Petey Scalzo (1917–1993), Boxer
- Nicodemo Scarfo (1929–2017), Mobster der amerikanischen Cosa Nostra
- Norm Schachter (1914–2004), NFL-Schiedsrichter
- Carl Schall (1856–1939), deutscher Chemiker
- Steve Schapiro (1934–2022), Fotograf und Fotojournalist
- Edward Scharfenberger (* 1948), römisch-katholischer Bischof
- Israel Scheffler (1923–2014), Erziehungswissenschaftler und Philosoph
- Anna Pendleton Schenck (1874–1915), Architektin
- Aubrey Schenck (1908–1999), Filmproduzent
- William Schenker (* 1958), puerto-ricanischer Skirennläufer
- Harold A. Scheraga (1921–2020), Chemiker
- Steven Scheschareg (* 1976), US-amerikanisch-österreichischer Opern-, Operetten-, Musical-, Lied- und Konzertsänger
- Vincent Schiavelli (1948–2005), Schauspieler
- Lawrence Schiller (* 1936), Photojournalist, Filmproduzent, Regisseur und Herausgeber
- James Schiro (1946–2014), Manager
- Steve Schirripa (* 1958), Schauspieler
- Laura Schlessinger (* 1947), Radiomoderatorin und Autorin
- Arleen Schloss (* 1943), Performancekünstlerin, Video-Pionierin und Kuratorin
- Al Schmitt (1930–2021), Toningenieur und Musikproduzent
- David Schneider (1918–1995), Anthropologe
- Helen Schneider (* 1952), Sängerin und Schauspielerin
- Bernard C. Schoenfeld (1907–1990), Drehbuchautor
- Ralph Schoenman (1935–2023), Friedensaktivist
- Robert E. Scholes (1929–2016), Literaturkritiker und -theoretiker
- Peggy Scholler (1941–2001), Speerwerferin
- Ben Schonzeit (* 1942), Maler
- Aaron Schroeder (1926–2009), Songwriter, Komponist und Herausgeber
- Alan Richard Schulman (1930–2000), Ägyptologe
- Roger S.H. Schulman (* 20. Jahrhundert), Filmproduzent und Drehbuchautor
- Howard Schultz (* 1953), Aufsichtsratsvorsitzender von Starbucks
- Peter C. Schultz (* 1942), Materialwissenschaftler
- Charles Schumer (* 1950), Politiker und US-Senator
- Arthur Schwartz (1900–1984), Unterhaltungsmusik-Komponist
- Delmore Schwartz (1913–1966), Dichter und Erzähler
- Edward Schwartz (1906–2005), Fotograf
- Joe Schwartz (1913–2013), Fotograf
- Lynne Sharon Schwartz (* 1939), Schriftstellerin
- Peter-Andrew Schwarz (* 1960), Archäologe
- Annabella Sciorra (* 1964), Schauspielerin
- Raymond Scott (1908–1994), Komponist, Bandleader, Pianist und Ingenieur
- Alexander Scourby (1913–1985), Schauspieler und Sprecher
- Frank Serpico (* 1936), Polizist
- Neil Sedaka (* 1939), Sänger und Songschreiber
- Erich Segal (1937–2010), Schriftsteller und Drehbuchautor
- Ruth Seid (1913–1995), Autorin
- Maren Seidler (* 1951), Kugelstoßerin
- Jerry Seinfeld (* 1954), Schauspieler und Comedian
- Jay Sekulow (* 1957), Anwalt und Leiter des American Center for Law and Justice
- Vanessa Selbst (* 1984), Pokerspielerin
- Hubert Selby (1928–2004), Schriftsteller
- Jack Sendak (1923–1995), Kinderbuchautor
- Maurice Sendak (1928–2012), Illustrator, Kinderbuchautor und Bühnenmaler
- John Serry senior (1915–2003), Akkordeon-Virtuose, Arrangeur, Komponist, Organist und Pädagoge
- Johnny Seven (1926–2010), Schauspieler
- Clarine Seymour (1898–1920), Schauspielerin
- Ilyasah Shabazz (* 1962), Schriftstellerin, Community Organizer, Aktivistin und Motivationsrednerin
- Steve Shagan (1927–2015), Schriftsteller, Drehbuchautor und Filmproduzent
- Tupac Shakur (1971–1996), Rapper
- Howard Shanet (1918–2006), Dirigent und Komponist
- Ann Zane Shanks (1927–2015), Fotografin, Autorin, Film-, Theaterproduzentin und Regisseurin
- Ascher H. Shapiro (1916–2004), Ingenieurwissenschaftler für Hydrodynamik und Aerodynamik
- David Shapiro (1952–2011), Jazzbassist und Musikpädagoge
- Francine Shapiro (1948–2019), Literaturwissenschaftlerin und Psychologin
- Harold Shapiro (1928–2021), Mathematiker
- James S. Shapiro (* 1955), Anglist und Literaturwissenschaftler
- Sidney Shapiro (1915–2014), Autor und Übersetzer
- Ray Sharkey (1952–1993), Filmschauspieler
- Al Sharpton (* 1954), Prediger und Politiker
- Melville Shavelson (1917–2007), Filmregisseur, Produzent und Drehbuchautor
- Arnold Shaw (1909–1989), Autor, Musikverleger, Hochschullehrer und Songwriter
- Robert Sheckley (1928–2005), Schriftsteller
- Mickey Sheen (1927–1987), Jazzmusiker
- Donald Sheff (* 1931), Schwimmer
- Shepard Sherbell (1944–2018), Fotograf und Journalist
- Moshe Sherer (1921–1998), Rabbiner und Interessenvertreter der orthodoxen Juden
- Michael B. Sherfield (1947–2000), Generalmajor der United States Army
- Martin J. Sherwin (1937–2021), Historiker und Professor an der Tufts University und der George Mason University in Washington, D. C.
- Neil Shicoff (* 1949), Opernsänger
- Martin Shkreli (* 1983), Hedgefondsmanager
- Ann Shoemaker (1891–1978), Schauspielerin
- David Sholtz (1891–1953), Politiker
- Eddie Shu (1918–1986), Jazzmusiker
- Michael Shub (* 1943), Mathematiker
- Claire Shulman (1926–2020), Politikerin und Präsidentin von Queens
- Julius Shulman (1910–2009), Fotograf
- Sheila Shulman (1936–2014), US-amerikanisch-britische Rabbinerin in London
- Frank Shuman (1862–1918), Erfinder
- Neal Shusterman (* 1962), Schriftsteller
- Gabourey Sidibe (* 1983), Schauspielerin
- Benjamin „Bugsy“ Siegel (1906–1947), Mobster von der Kosher Nostra
- Janis Siegel (* 1952), Sängerin
- Carl Sigman (1909–2000), Songwriter
- Michelangelo Signorile (* 1960), Schriftsteller und Rundfunksprecher
- Robert J. Silbey (1940–2011), Chemiker
- William Silkworth (1884–1971), Sportschütze
- Karen Sillas (* 1963), Bühnen- und Filmschauspielerin
- Henry Silva (1926–2022), US-amerikanischer Schauspieler puerto-ricanischer Herkunft
- Robert Silverberg (* 1935), Autor (Science-Fiction)
- Phil Silvers (1911–1985), Entertainer und Schauspieler
- Larry Silverstein (* 1931), Immobilienunternehmer
- Brandon Silvestry (* 1979), Wrestler
- Norman Simms (1940–2022), neuseeländischer Hochschullehrer, Kulturwissenschaftler und Dichter
- Matt Simons (* 1987), Popmusiker
- Lorna Simpson (* 1960), Fotografin, Konzept- und Videokünstlerin
- Israel Singer (* 1942), Generalsekretär des Jüdischen Weltkongresses von 2001 bis 2007
- J. David Singer (1925–2009), Politikwissenschaftler
- Michael Singer (* 1945), Bildhauer, Landschaftsarchitekt und Konzeptkünstler
- Chris Singleton (* 1957), US-amerikanisch-französischer Basketballspieler, -trainer und -kommentator
- Doris Singleton (1919–2012), Sängerin und Schauspielerin
- John Sinibaldi (1913–2006), Radrennfahrer
- Tony Sirico (1942–2022), Schauspieler
- Philip Skell (1918–2010), Chemiker
- Sunny Skylar (1913–2009), Sänger und Musiker
- Glenn Slater (* 1968), Liedtexter
- Neal Slavin (* 1941), Fotograf, Regisseur und Filmproduzent
- Earl Slick (* 1952), Rock-Gitarrist und Komponist
- Slim Jim Phantom (* 1961), Schlagzeuger
- Erinn Smart (* 1980), Fechterin
- Keeth Smart (* 1978), Fechter
- Marie Smidt (1845–1925), Ehefrau von Johann Smidt
- Annie Morrill Smith (1856–1946), Botanikerin, Bryologistin, Herausgeberin einer Fachzeitschrift und Autorin von genealogischen Büchern
- Arthur D. Howden Smith (1887–1945), Journalist, Schriftsteller und Historiker
- Betty Smith (1896–1972), Schriftstellerin
- Leonard Smith (1894–1947), Kameramann
- Munroe Smith (1854–1926), Jurist, Historiker und Präsident der American Political Science Association
- Edward Smith Parsons (1863–1943), Hochschullehrer
- Mark Snow (1946–2025), Filmmusik-Komponist
- Robert Snyder (1916–2004), Dokumentarfilmer
- William E. Snyder (1901–1984), Kameramann
- Ralph Solecki (1917–2019), Archäologe und Professor
- Donald Solitar (1932–2008), Mathematiker
- Peter Sollett (* 1976), Filmregisseur und Drehbuchautor
- Lew Soloff (1944–2015), Jazztrompeter
- Gustave Solomon (1930–1996), Mathematiker und Ingenieur
- Robert M. Solovay (* 1938), Mathematiker
- Robert Merton Solow (1924–2023), Ökonom
- Andrew Lawrence Somers (1895–1949), Politiker
- Bonnie Somerville (* 1974), Schauspielerin und Sängerin
- Milt Sonsky (* 1941), Speerwerfer
- Gilbert Sorrentino (1929–2006), Schriftsteller
- Paul Sorvino (1939–2022), Schauspieler
- Mark Soskin (* 1953), Jazzpianist und Keyboarder
- Jeff Scott Soto (* 1965), Rocksänger
- Talisa Soto (* 1967), Schauspielerin und Model
- Charles S. Sperry (1847–1911), Admiral
- Angelina Spicer (* 1981), Schauspielerin und Stand-up-Comedian
- Murray R. Spiegel, angewandter Mathematiker und Lehrbuchautor
- Sol Spiegelman (1914–1983), Molekularbiologe
- Bernard Spieler (≈1920–1964), Kontrabassist
- Mickey Spillane (1918–2006), Krimiautor und Comictexter
- Barry J. Spinello (* 1941), Filmregisseur, Filmproduzent, Drehbuchautor und Filmeditor
- Phillip Sprangle (* 1944), Physiker
- Carl Springer (1910–1980), Eisschnellläufer
- Larry Spruch (1923–2006), Physiker
- Salvatore Stabile (* 1974), Drehbuchautor, Regisseur und Produzent
- Ted Stamm (1944–1984), Maler
- William Stanley (1858–1916), Erfinder
- Barbara Stanwyck (1907–1990), Schauspielerin
- Jason Starr (* 1966), Schriftsteller und Drehbuchautor
- Anita Steckel (1930–2012), Künstlerin und Feministin
- Peter Steele (1962–2010), Musiker
- Alfred Steen (1896–1949), norwegischer Schwimmer
- Abby Stein (* 1991), Transgender-Aktivistin und Bloggerin
- Charles Stein (1920–2016), Statistiker und Hochschullehrer
- Seymour Stein (1942–2023), Musikproduzent
- Alan E. Steinweis (* 1957), Historiker
- Alex Steinweiss (1917–2011), Grafikdesigner
- Gary Stephan (* 1942), Maler
- Lance Stephenson (* 1990), Basketballspieler
- Bert Stern (1929–2013), Mode- und Werbefotograf
- Louis Stettner (1922–2016), Fotograf
- Connie Stevens (* 1938), Schauspielerin und Sängerin
- Curtis Stevens (* 1985), Profiboxer
- Steve Stevens (* 1959), Musiker
- Anita Stewart (1895–1961), Schauspielerin der Stummfilmzeit
- Joan Hinde Stewart (* 1944), Literaturwissenschaftlerin, Romanistin und Hochschullehrerin
- Johnny Stewart (* 1934), Schauspieler
- Lynne Stewart (1939–2017), Rechtsanwältin und Bürgerrechtlerin
- Susan McKinney Steward (1847–1918), Ärztin und Mitglied der Suffragetten
- Steady Fingaz, DJ und Musikproduzent
- Sticky Fingaz (* 1973), Rapper und Schauspieler
- Jerry Stiller (1927–2020), Schauspieler
- Ann Laura Stoler (* 1949), Professorin für Anthropologie und Geschichte
- Shirley Stoler (1929–1999), Schauspielerin
- Curtis Stone (1922–2021), Mittelstrecken-, Langstrecken- und Hindernisläufer
- Merlin Stone (1931–2011), Theologin, Kunsthistorikerin und Bildhauerin
- Michael L. Stone (1949–2005), Kameramann
- Sheldon Leslie Stone (1946–2021), experimenteller Teilchenphysiker, Professor an der Syracuse University und Scientific Associate am CERN
- Frank E. Stranges (1927–2008), evangelikaler Theologe, Ufologe, Autor, Filmproduzent und angeblicher Geheimagent
- Gil Stratton (1922–2008), Schauspieler und Sportreporter
- Harry Strauss (1909–1941), Auftragsmörder
- Philip Strax (1909–1999), Mediziner
- Barbra Streisand (* 1942), Filmschauspielerin, Sängerin und Filmregisseurin
- Joseph Michael Sullivan (1930–2013), römisch-katholischer Weihbischof
- Larry Sultan (1946–2009), Künstler und Fotograf
- Carol Ann Susi (1952–2014), Film- und Theaterschauspielerin
- Willie Sutton (1901–1980), Serienbankräuber
- Moss Sweedler (* 1942), Mathematiker
- Karl Swenson (1908–1978), Schauspieler
- Swizz Beatz (* 1978), Hip-Hop-Produzent und Rapper
- Harold C. Syrett (1913–1984), Historiker
- Paul Sylbert (1928–2016), Artdirector und Szenenbildner
- Richard Sylbert (1928–2002), Szenenbildner
- Frank Paul Sylos (1900–1976), Filmarchitekt
- Sylvia Syms (1917–1992), Jazzsängerin
- John Syz (1859–1939), Schweizer Unternehmer, Verbandsfunktionär und freisinniger Politiker

## T

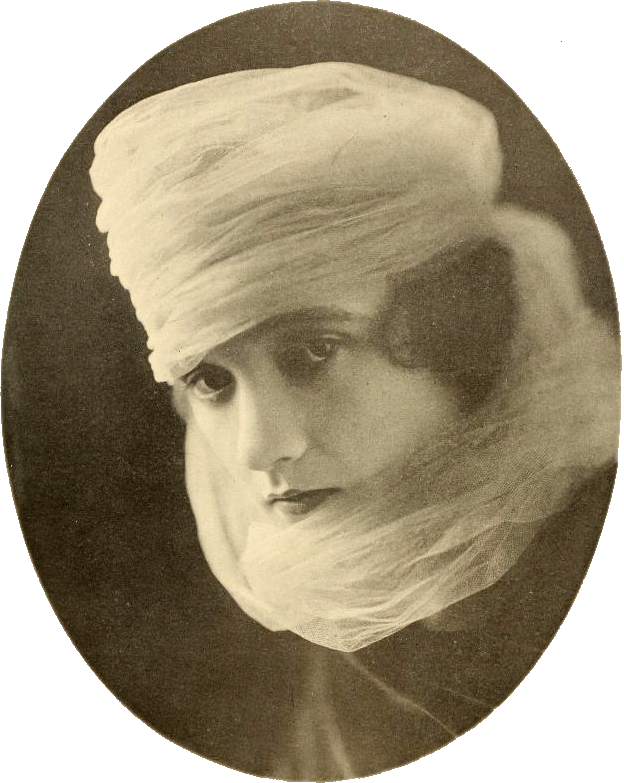
Constance Talmadge

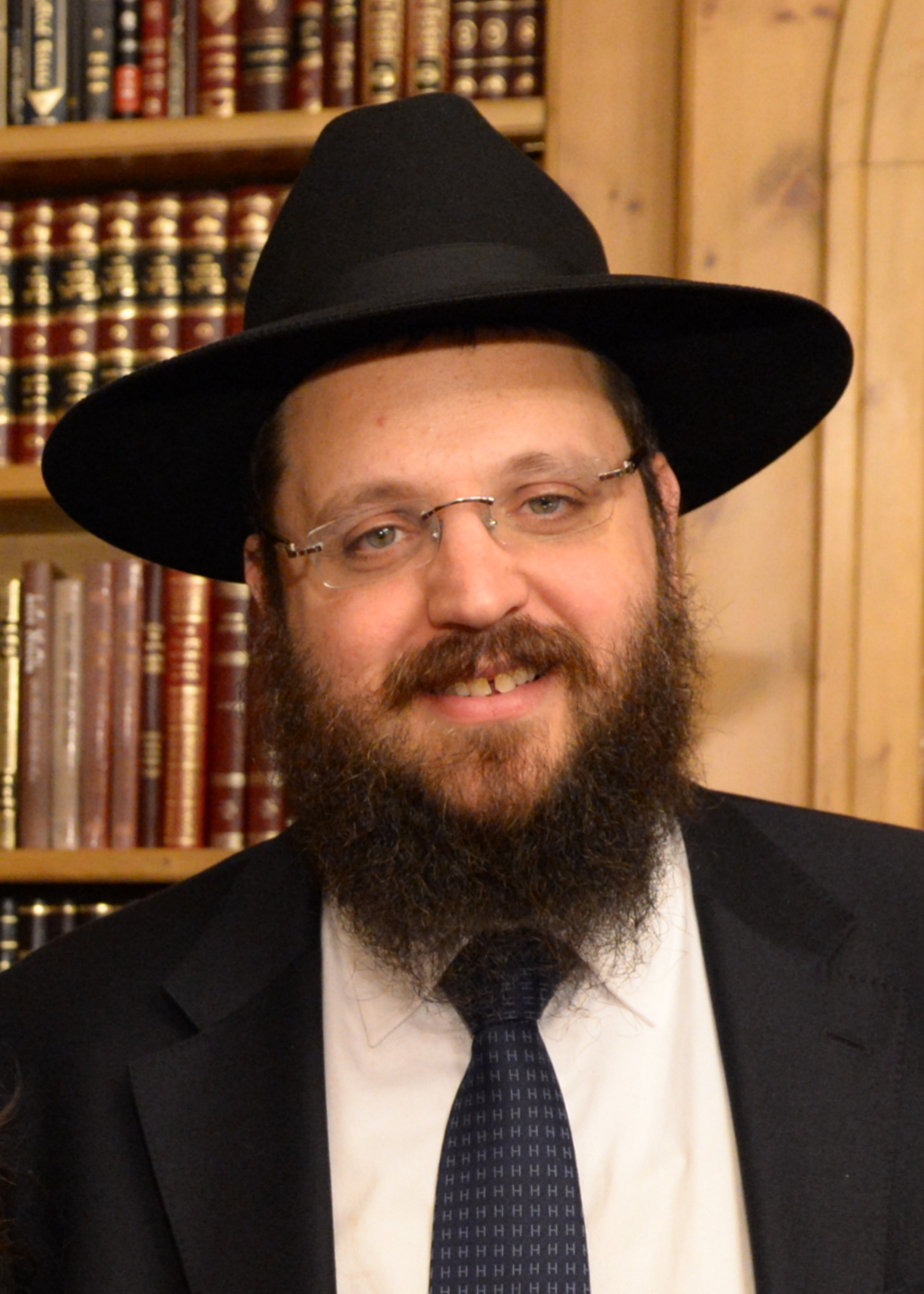
Yehuda Teichtal

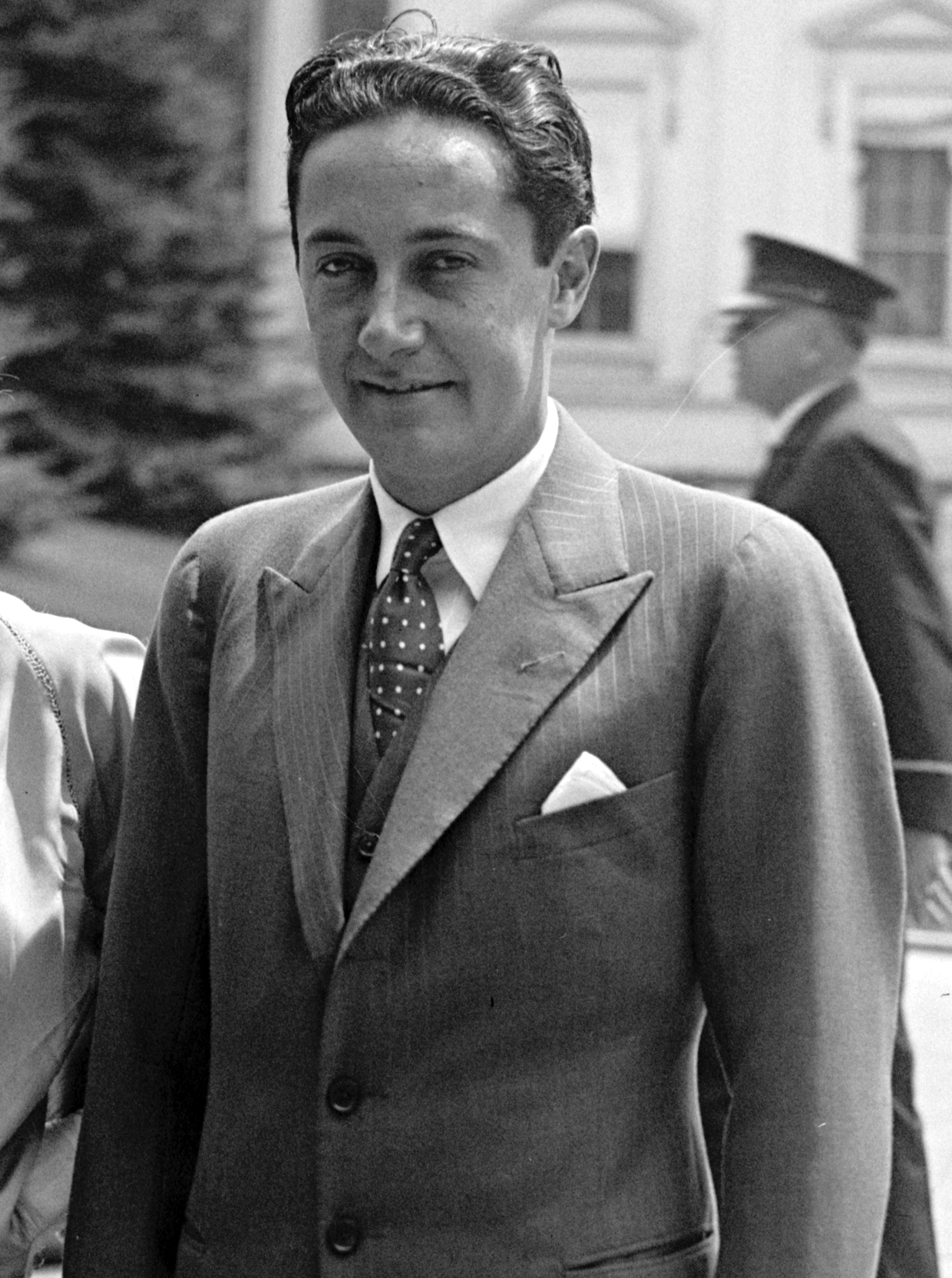
Irving Thalberg

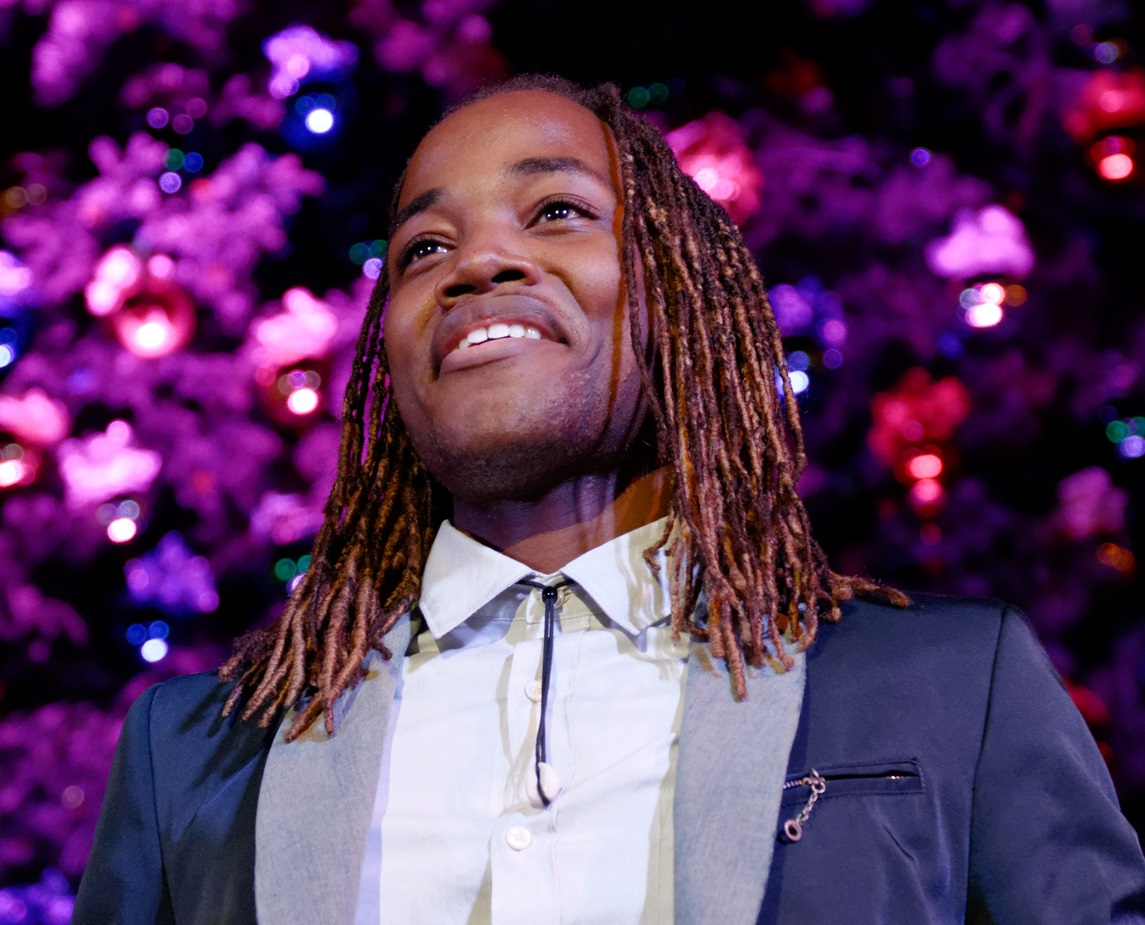
Leon Thomas III

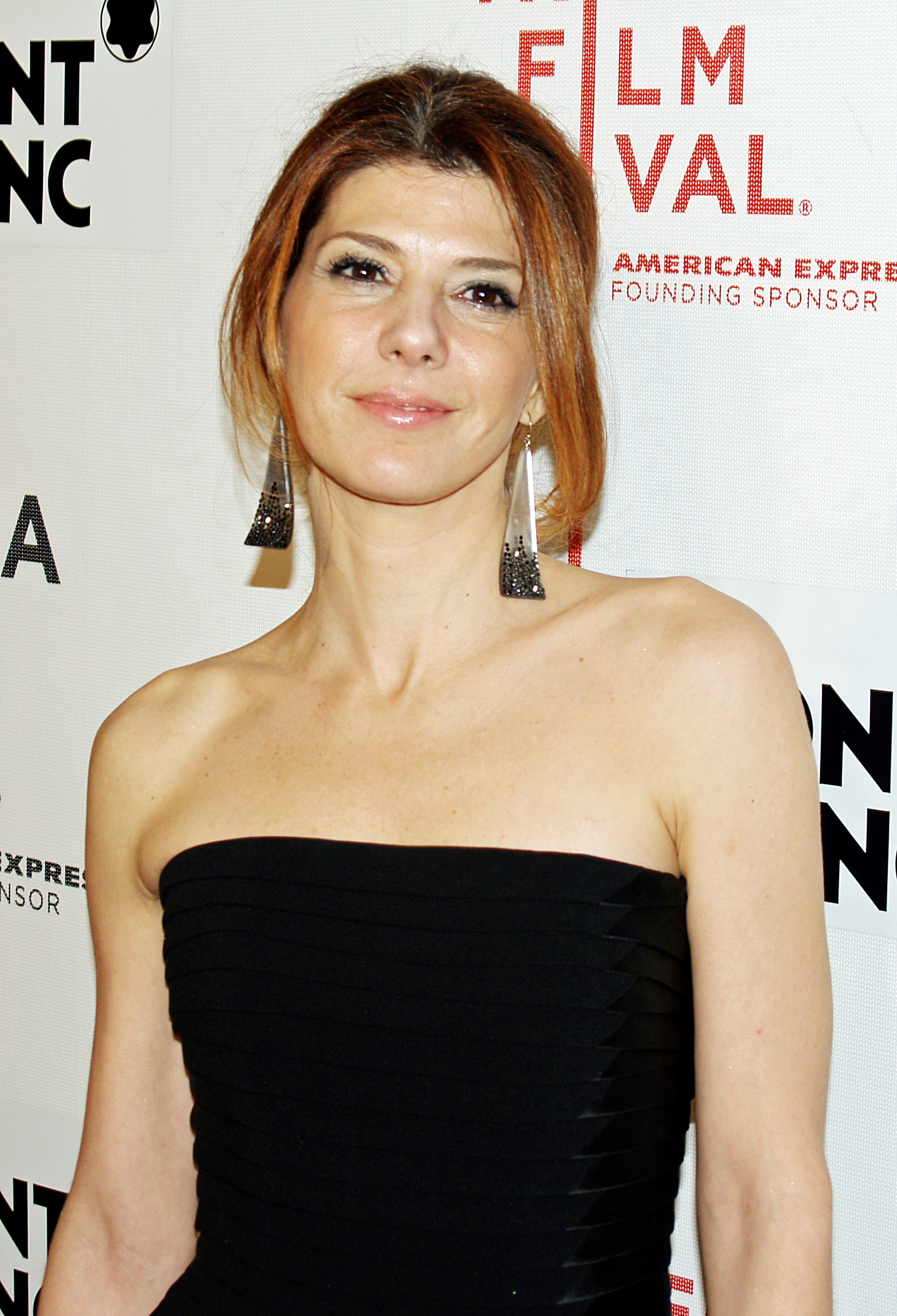
Marisa Tomei

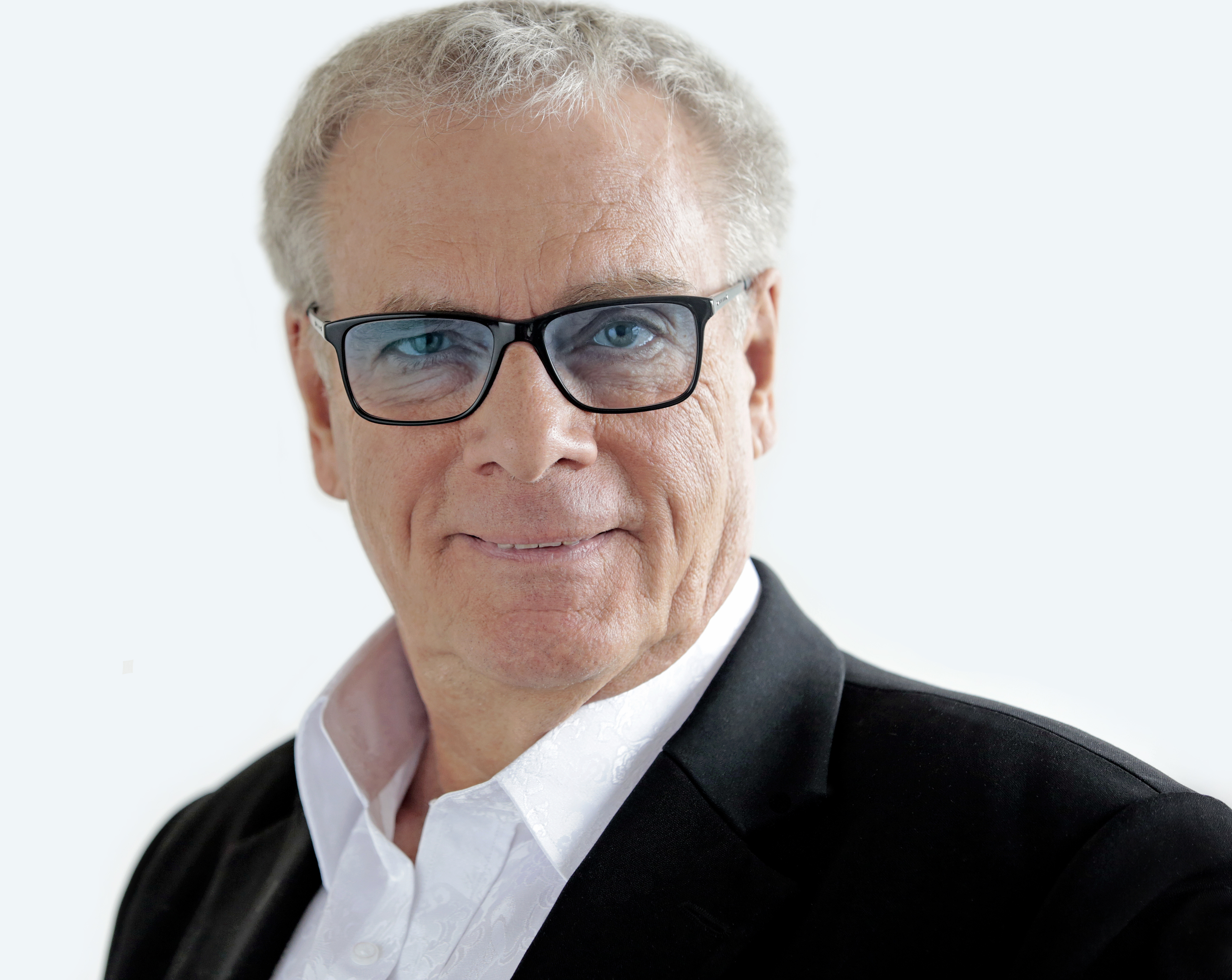
Jay Tuck

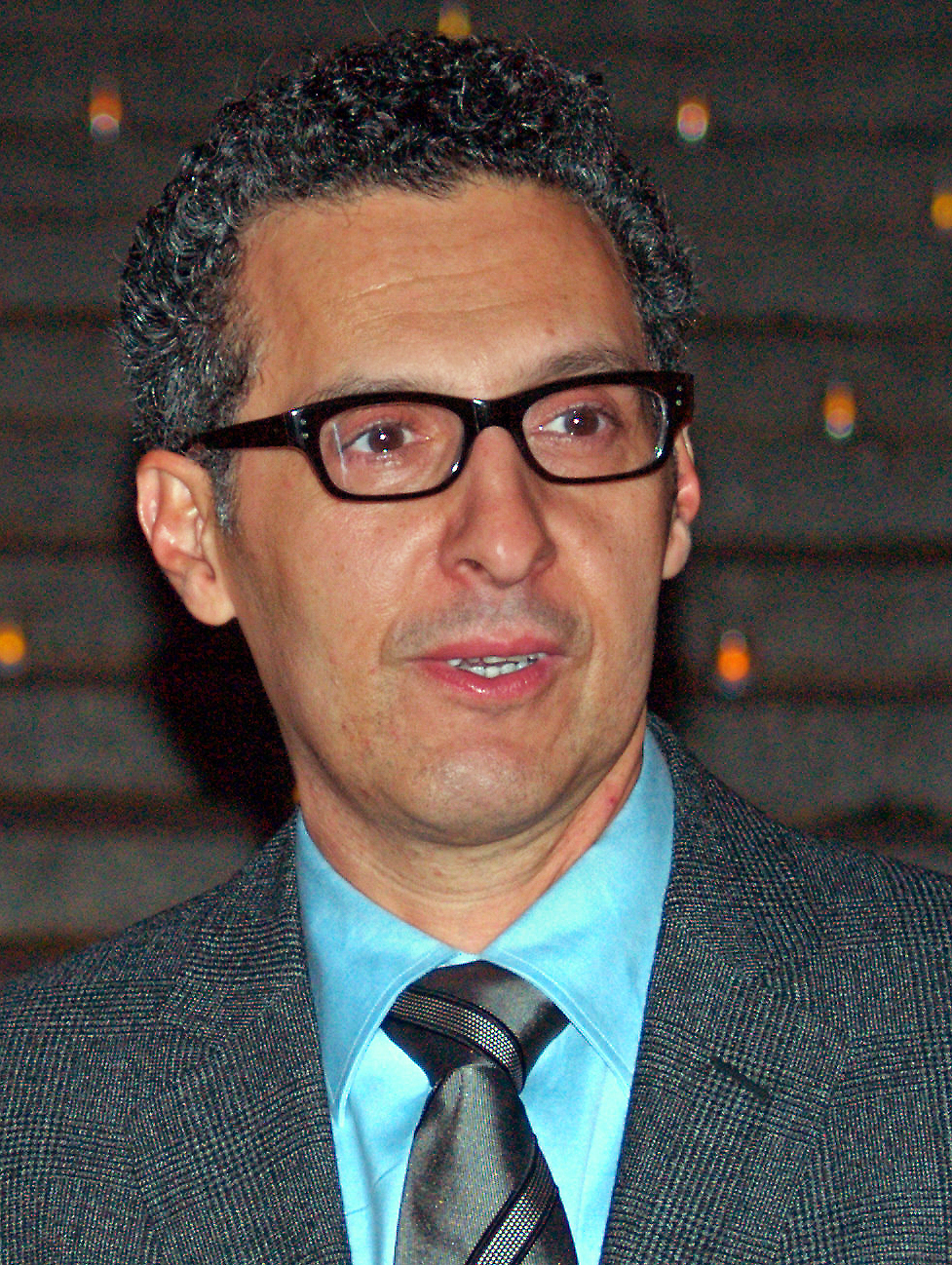
John Turturro

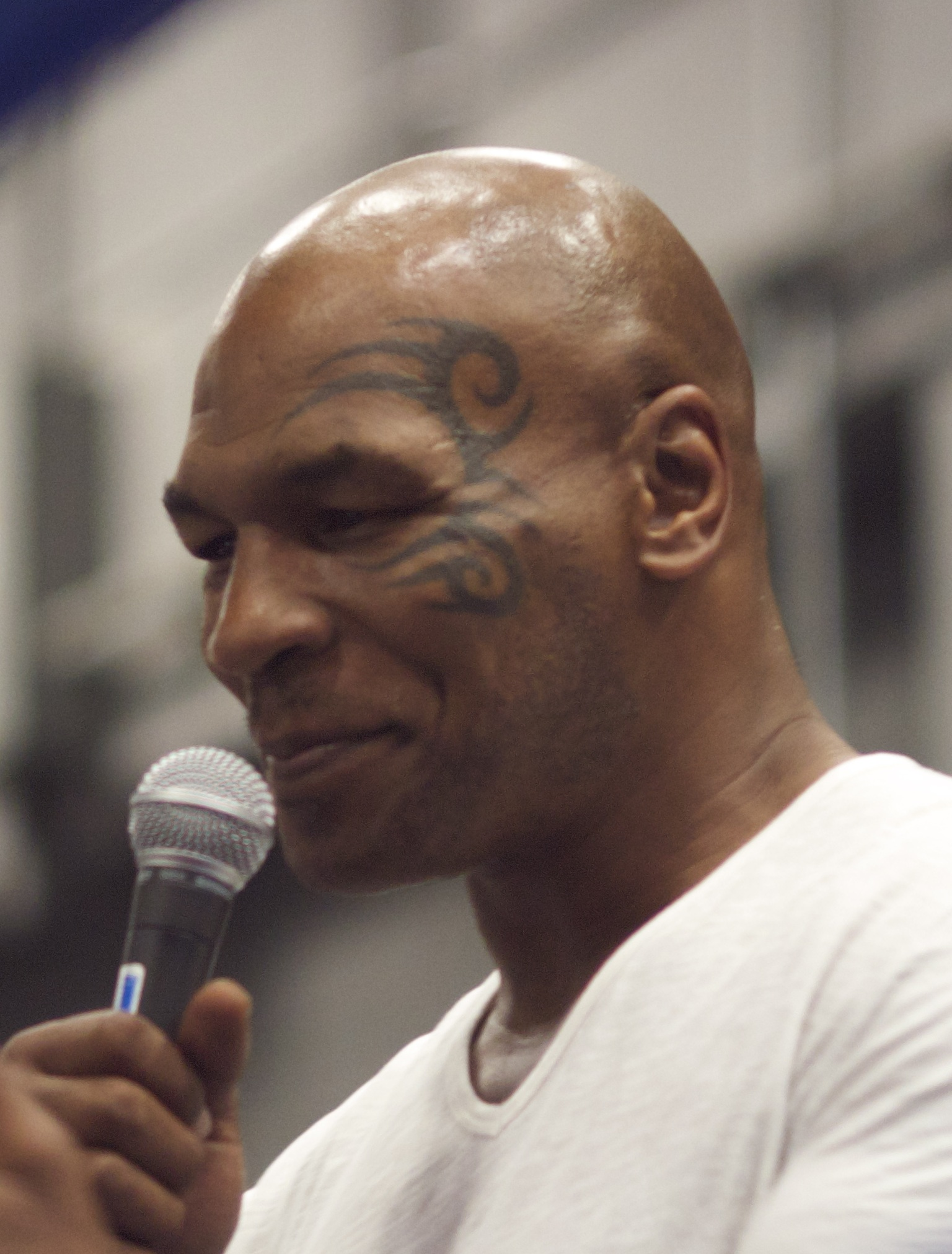
Mike Tyson

- Aron Tager (1934–2019), Schauspieler, Synchronsprecher und Künstler
- Constance Talmadge (1898–1973), Schauspielerin der Stummfilmzeit
- Natalie Talmadge (1896–1969), Schauspielerin der Stummfilmzeit
- Tamar-kali (* 20. Jahrhundert), Rock-Singer-Songwriterin, Gitarristin und Komponistin
- Deborah Tannen (* 1945), Soziolinguistin
- Robert Emmett Tansey (1897–1951), Schauspieler, Drehbuchautor, Filmproduzent und Filmregisseur
- Frank Tarloff (1916–1999), Drehbuchautor
- Peter Tarnoff (1937–2023), Diplomat
- Richard John Tarrant (* 1945), Altphilologe
- Ronald Tavel (1936–2009), Bühnen- und Drehbuchautor
- Dave Taylor (* 1944), Bassposaunist
- Ivy Taylor (* 1970), Politikerin
- Larry Taylor (1942–2019), Bassgitarrist
- Taz (* 1967), Wrestler
- Yehuda Teichtal (* 1972), orthodoxer chassidischer Rabbiner
- Sebastian Telfair (* 1985), Basketballspieler
- Danny Tenaglia (* 1961), DJ und Musikproduzent
- Frank Terpil (1939–2016), Geheimdienstagent und Waffenhändler
- Vinny Testaverde (* 1963), Footballspieler
- Ron „Bumblefoot“ Thal (* 1969), Rockgitarrist, Komponist und Produzent
- Irving Thalberg (1899–1936), Filmproduzent
- Esther Thelen (1941–2004), Entwicklungspsychologin und Hochschullehrerin
- Paul Thek (1933–1988), Maler und Objektkünstler
- Bob Thiele (1922–1996), Musikproduzent und Komponist
- Samuel O. Thier (* 1937), Mediziner und Manager
- Darren Anthony Thomas (* 20. Jahrhundert), Schauspieler und Synchronsprecher
- Leon Thomas III (* 1993), Schauspieler und Sänger
- Dominique Thorne (* 1997), Schauspielerin
- Elliot Tiber (1935–2016), Maler, Comedian und Autor
- Neil Edward Tiedemann (* 1948), römisch-katholischer Bischof
- Gene Tierney (1920–1991), Schauspielerin
- James Tierney (* 1947), Anwalt und Politiker
- Lawrence Tierney (1919–2002), Schauspieler
- John H. Tilelli junior (* 1941), General der US Army
- Sidney Tillim (1925–2001), Künstler und Kunstkritiker
- Clem Tillion (1925–2021), Politiker
- Dennis Tinerino (1945–2010), Bodybuilder
- Jamaal Tinsley (* 1978), Basketballspieler
- Laurence Tisch (1923–2003), Manager
- Robert Tisch (1926–2005), Geschäftsmann und Unternehmer
- Sid Tomack (1907–1962), Schauspieler
- Marisa Tomei (* 1964), Schauspielerin
- Richard J. Tonry (1893–1971), Politiker
- George Tooker (1920–2011), Maler und Vertreter des Magischen Realismus
- Burt Topper (1928–2007), Filmproduzent, Filmregisseur, Drehbuchautor und Filmschauspieler
- Obi Toppin (* 1998), Basketballspieler
- Joe Torre (* 1940), Baseballspieler und -manager
- Steven Toushin (* 1946), Filmproduzent, Drehbuchautor und Autor
- Cheryl Toussaint (* 1952), Mittelstreckenläuferin und Sprinterin
- Allan Trautman (* 1955), Puppenspieler und Schauspieler
- Morton „Morty“ Trautman (≈1925–2012), Musiker
- Eugene M. Travis (1863–1940), Geschäftsmann und Politiker
- Barbara Trentham (1944–2013), Film- und Fernsehschauspielerin
- Claire Trevor (1910–2000), Schauspielerin
- Anthony Tromba (* 1943), Mathematiker
- Robert Trowers (* 1957), Jazzposaunist
- Herbert Trube (1886–1959), Mittel- und Langstreckenläufer
- Herman Trunk (1894–1963), Maler
- Jay Tuck (* 1945), Journalist, Fernsehproduzent, Buchautor, Sprecher und Vortragsredner
- Barbara Tucker (* 1967), House-Sängerin
- Marcia Tucker (1940–2006), Kunsthistorikerin, Kunstkritikerin, Kuratorin und Museumsdirektorin
- Richard Tucker (1884–1942), Schauspieler
- Richard Tucker (1913–1975), Opernsänger
- Annita Tuller (1910–1994), Mathematikerin und Hochschullehrerin
- Kenneth Turan (* 1946), Filmkritiker, Buchautor und Dozent
- Joe Turkel (1927–2022), Schauspieler
- Edwin Turney (1929–2008), Unternehmer
- John Turturro (* 1957), Schauspieler
- Mike Tyson (* 1966), Boxer
- Tiger Tyson (* 1977), Pornodarsteller

## U

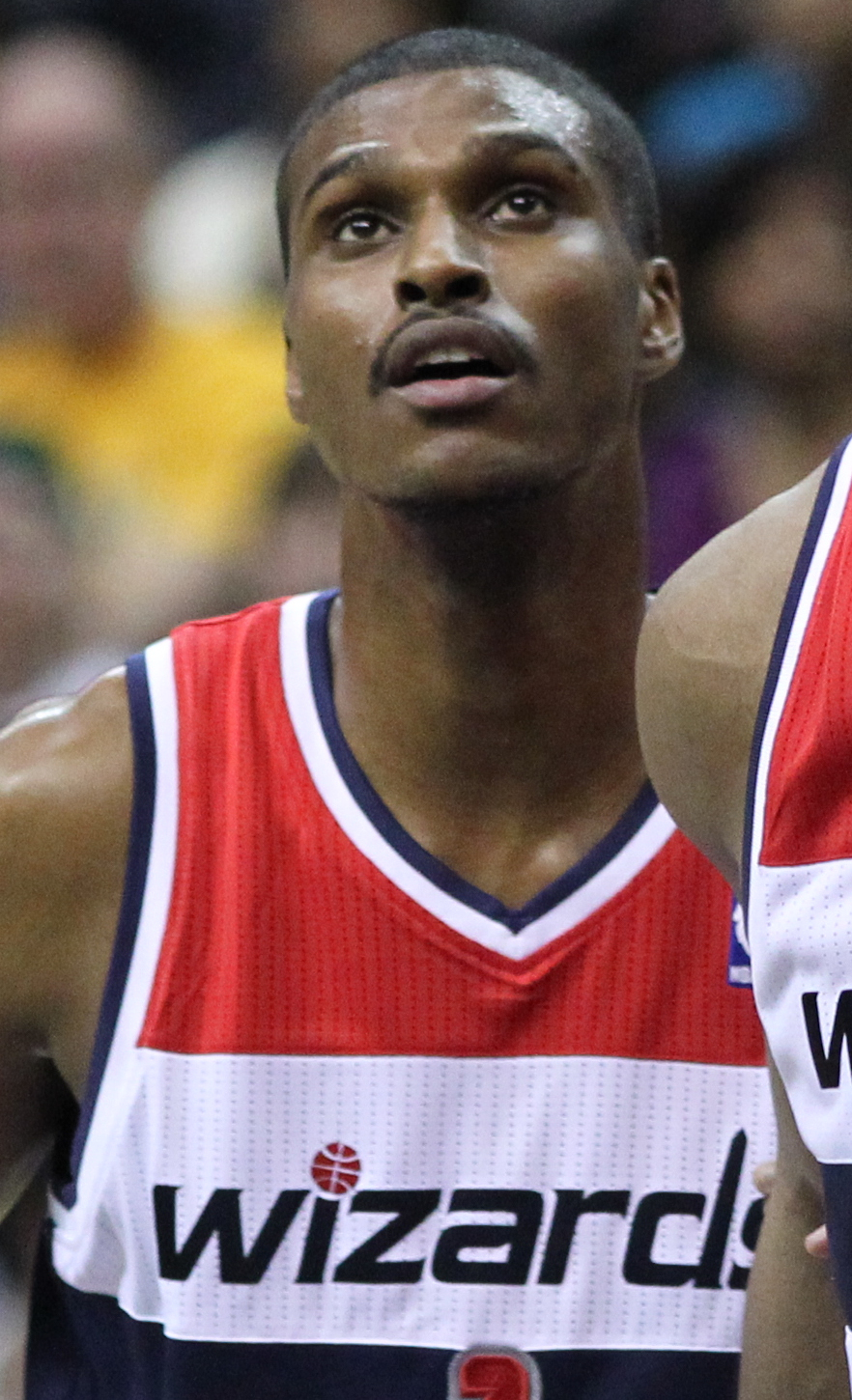
Edwin Ubiles

- Edwin Ubiles (* 1986), US-amerikanischer Basketballspieler puerto-ricanischer Herkunft
- U-God (* 1970), MC
- Reva Urban (1925–1987), Malerin und Grafikerin

## V
- Brenda Vaccaro (* 1939), Schauspielerin

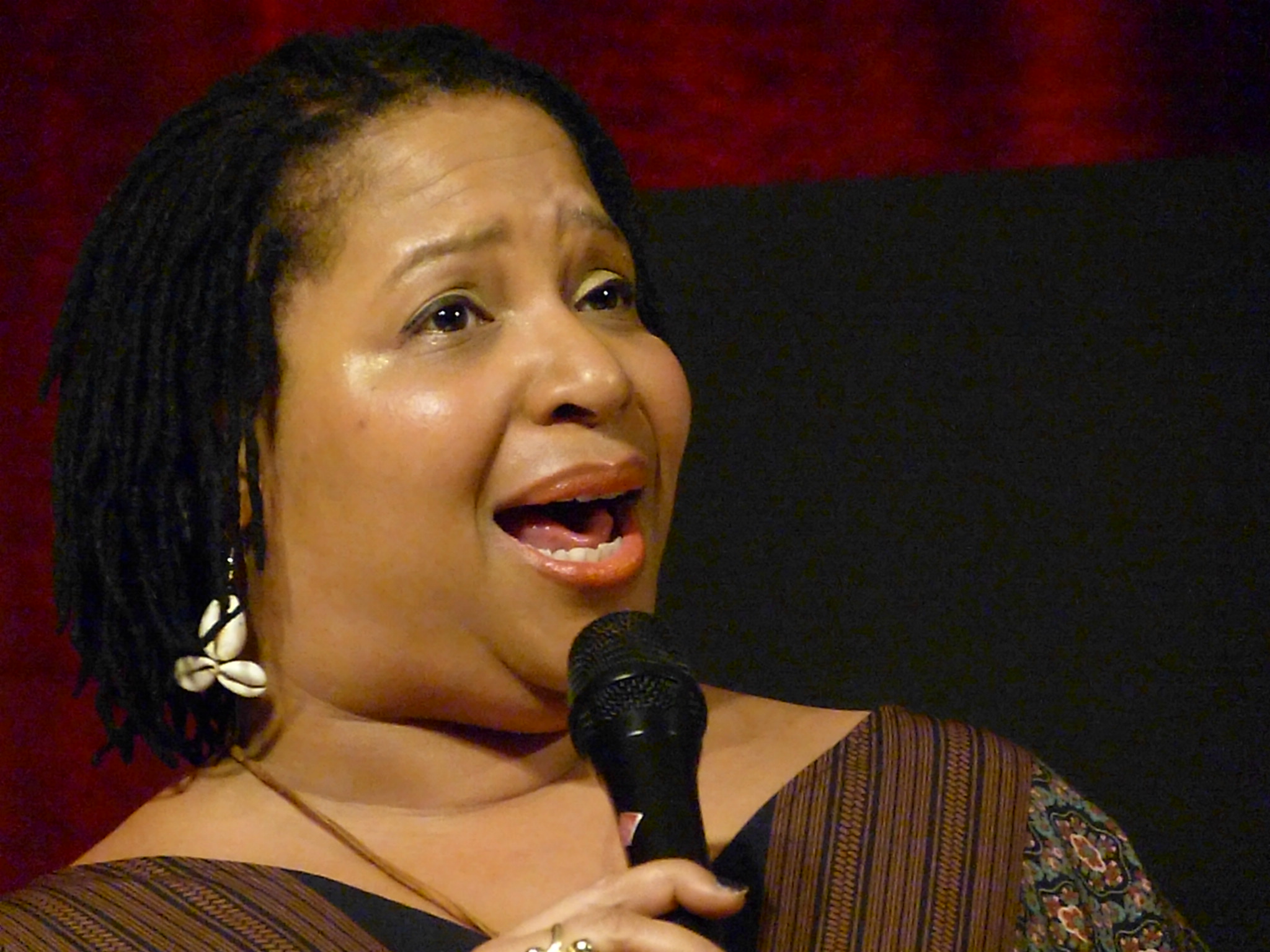
Fay Victor

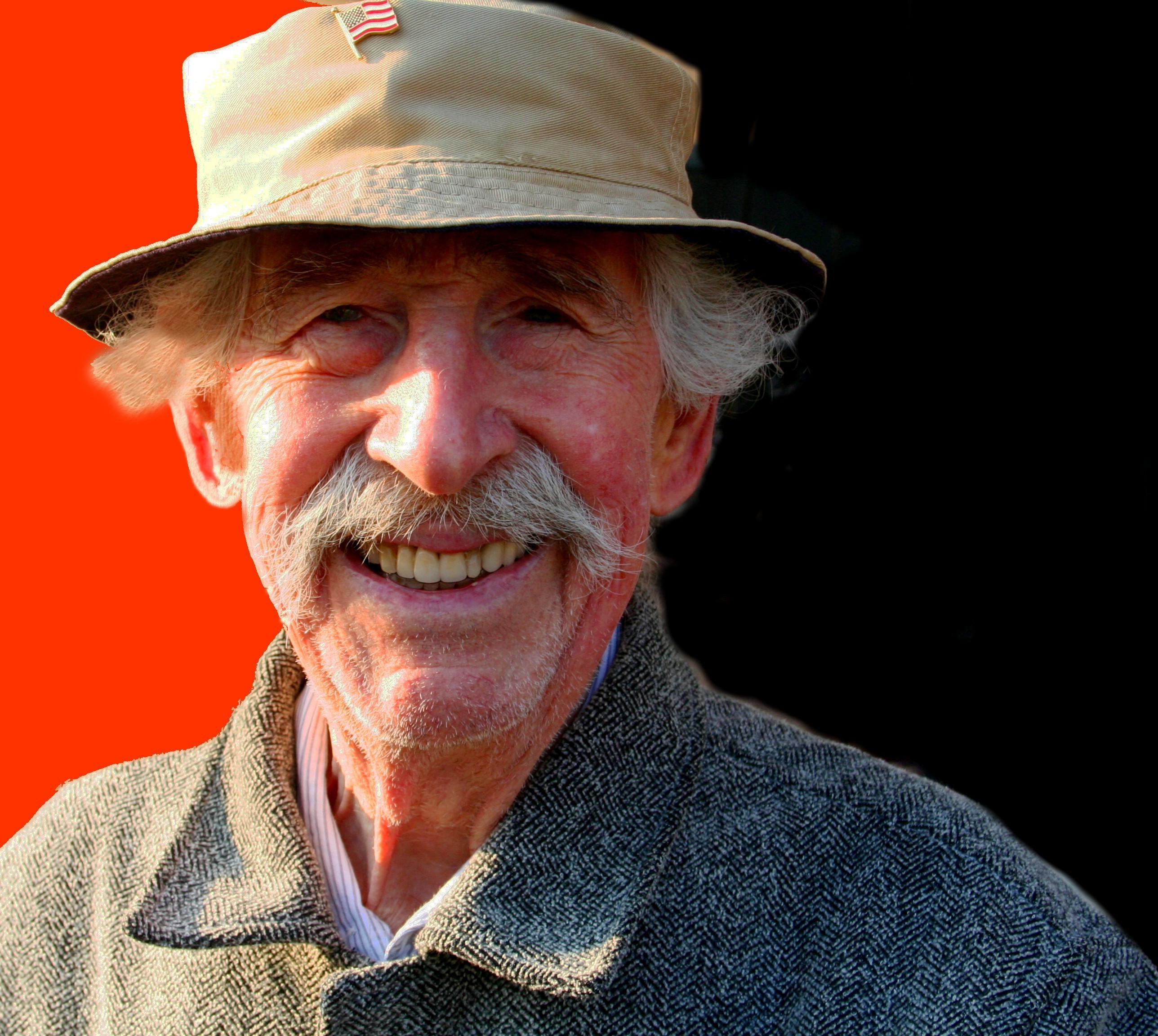
Al Viola

- Warren Vaché senior (1914–2005), Jazzmusiker und Journalist
- Michael Vale (1922–2005), Schauspieler
- Howard Valentine (1881–1932), Leichtathlet
- William Van Alen (1882–1954), Architekt
- Morris Vandersteen (* 1954), Bodybuilder und Wrestler
- Abraham Vanderveer (1781–1839), Politiker
- Willard Van der Veer (1894–1963), Kameramann
- Tim Van Patten (* 1959), Fernsehregisseur, Schauspieler, Drehbuchautor und Produzent
- Dave Van Ronk (1936–2002), Gitarrist, Sänger und Songschreiber
- Johnny Varro (* 1930), Jazz-Pianist, Arrangeur und Bandleader
- Alan Vega (1938–2016), Sänger
- Lauren Vélez (* 1964), Schauspielerin
- Michael Venezia (* 1935), Maler
- Tommy Vext (* 1982), Sänger
- Fay Victor (* 1965), Jazzsängerin
- Abe Vigoda (1921–2016), Schauspieler
- Al Viola (1919–2007), Musiker
- Tony Visconti (* 1944), britisch-US-amerikanischer Musikproduzent und Musiker
- Lester D. Volk (1884–1962), Arzt, Jurist und Politiker

## W

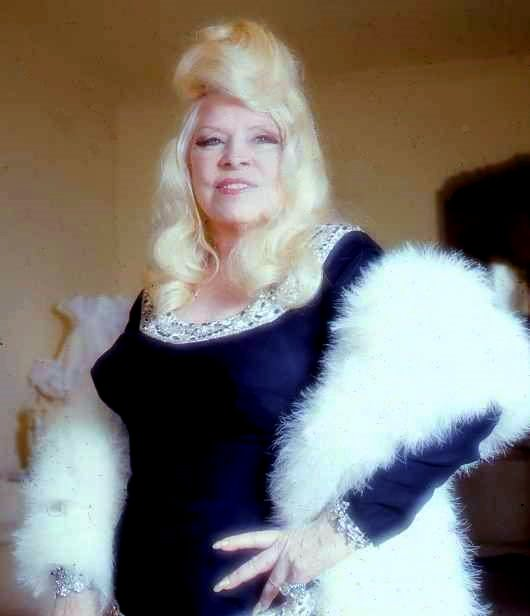
Mae West

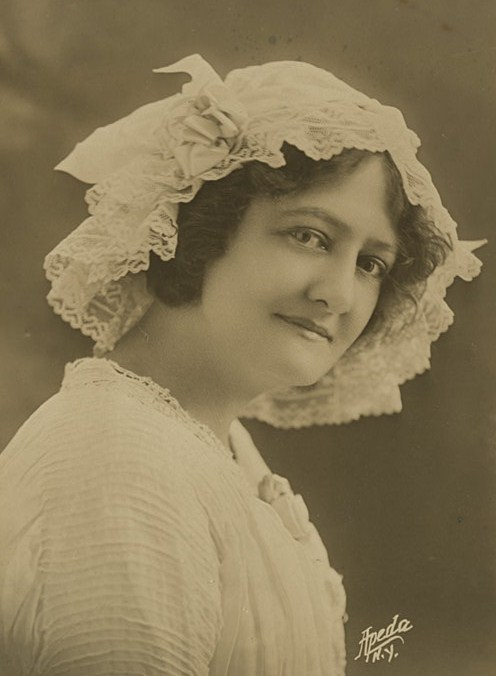
Helen Westley

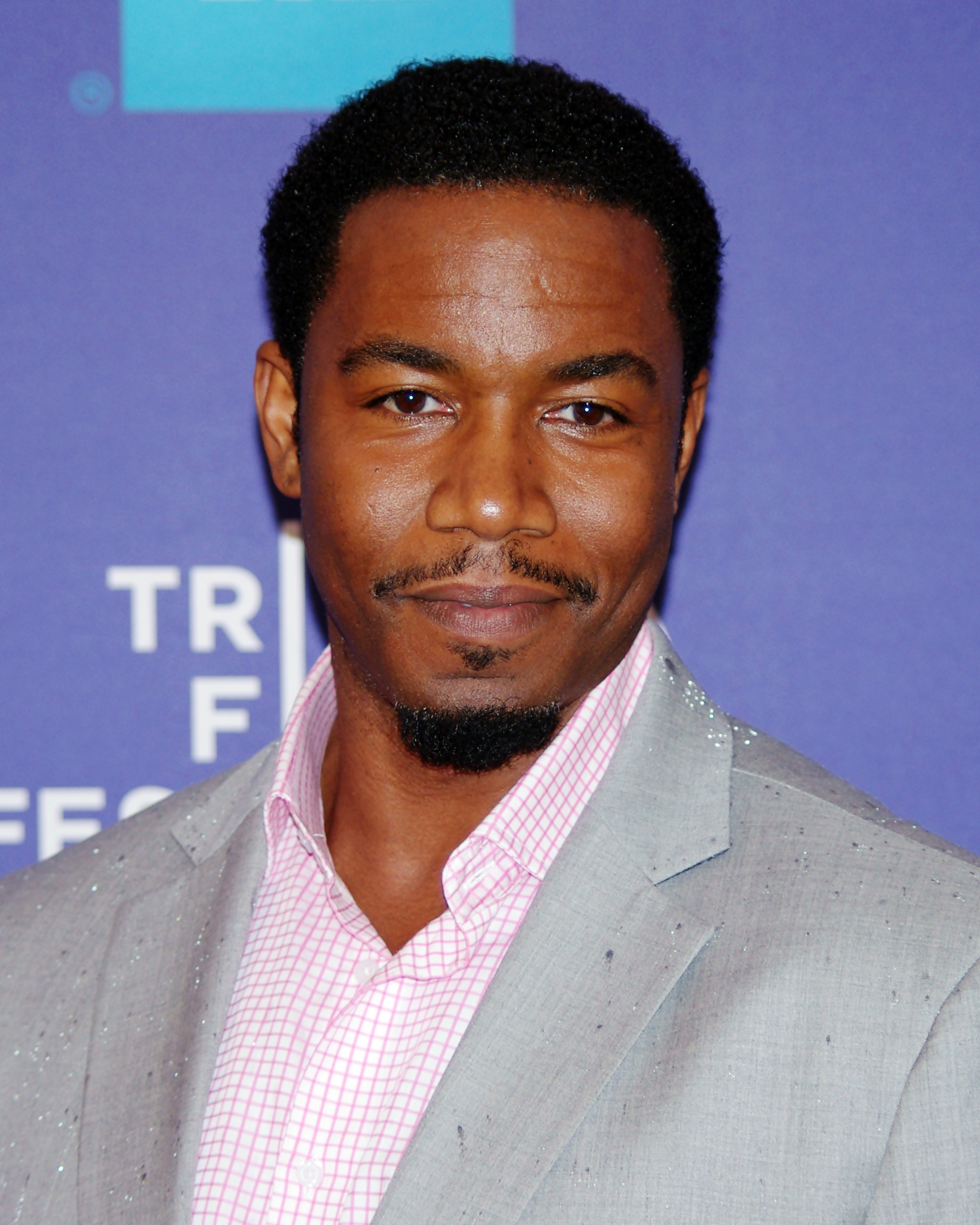
Michael Jai White

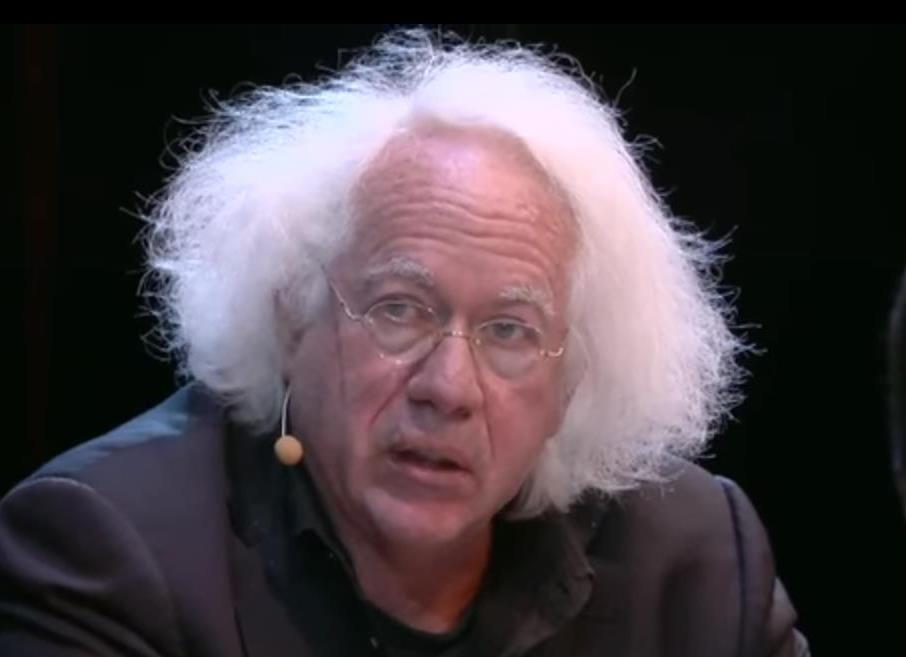
Leon Wieseltier

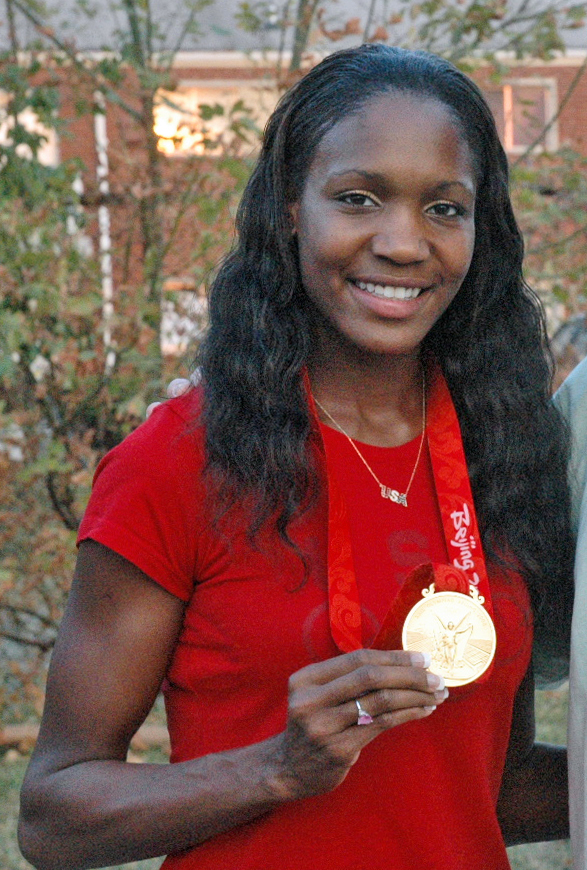
Mary Wineberg

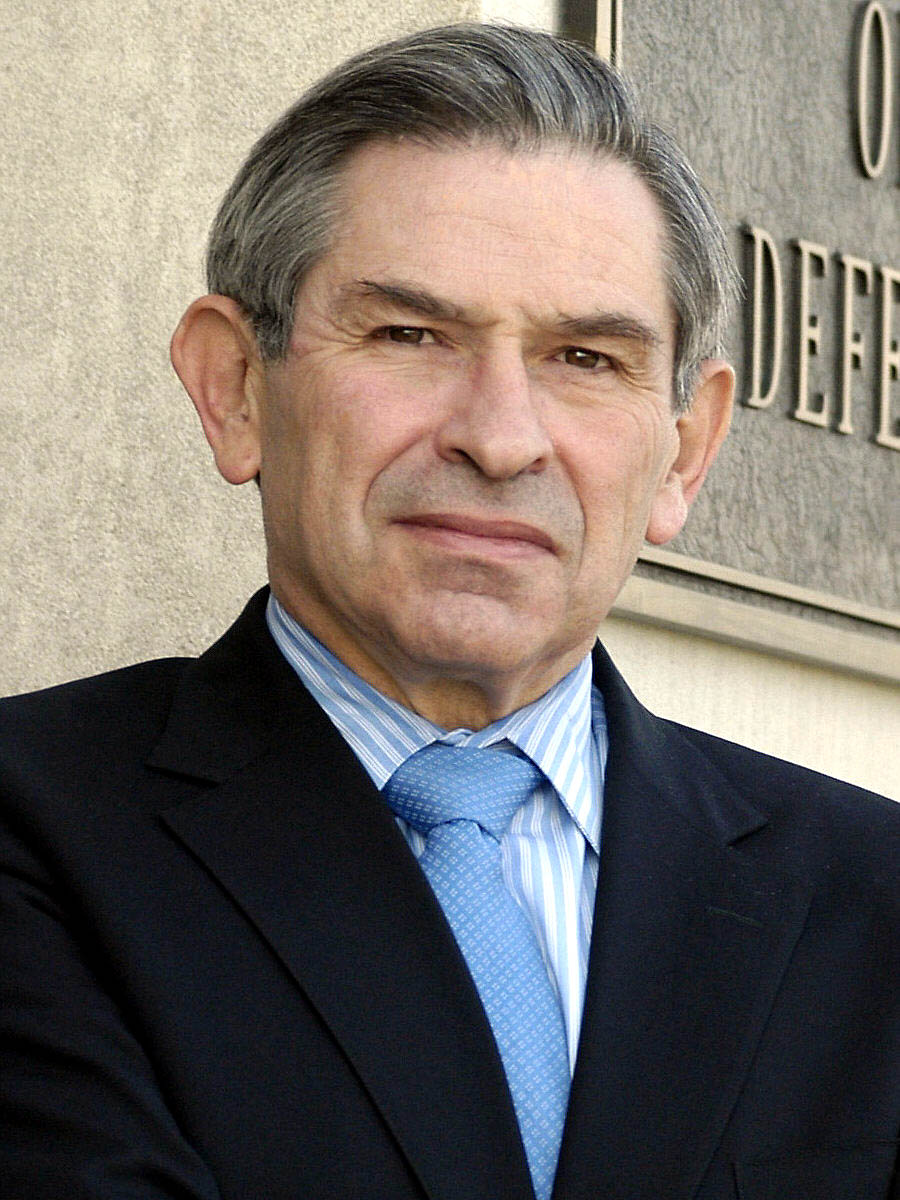
Paul Wolfowitz

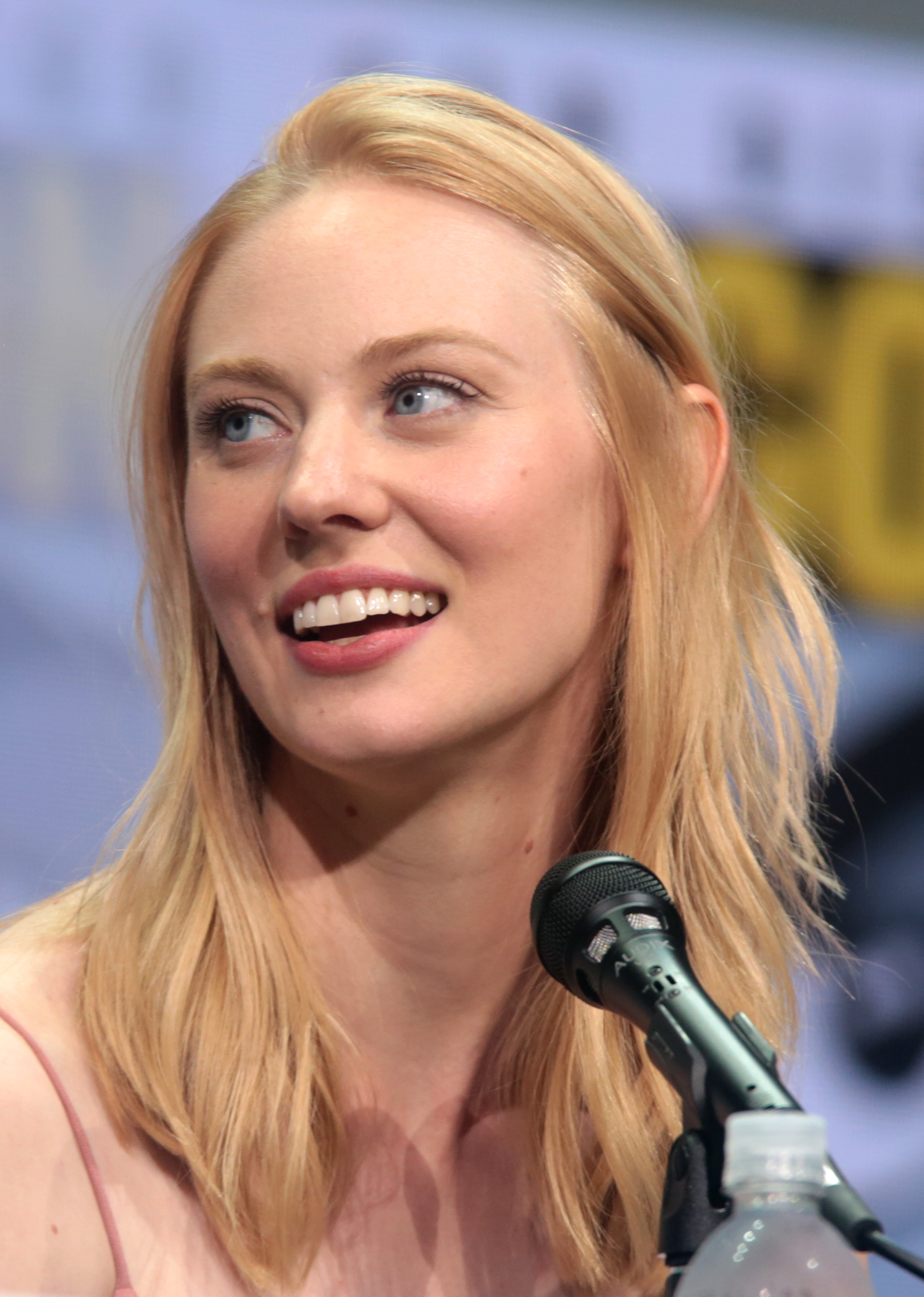
Deborah Ann Woll

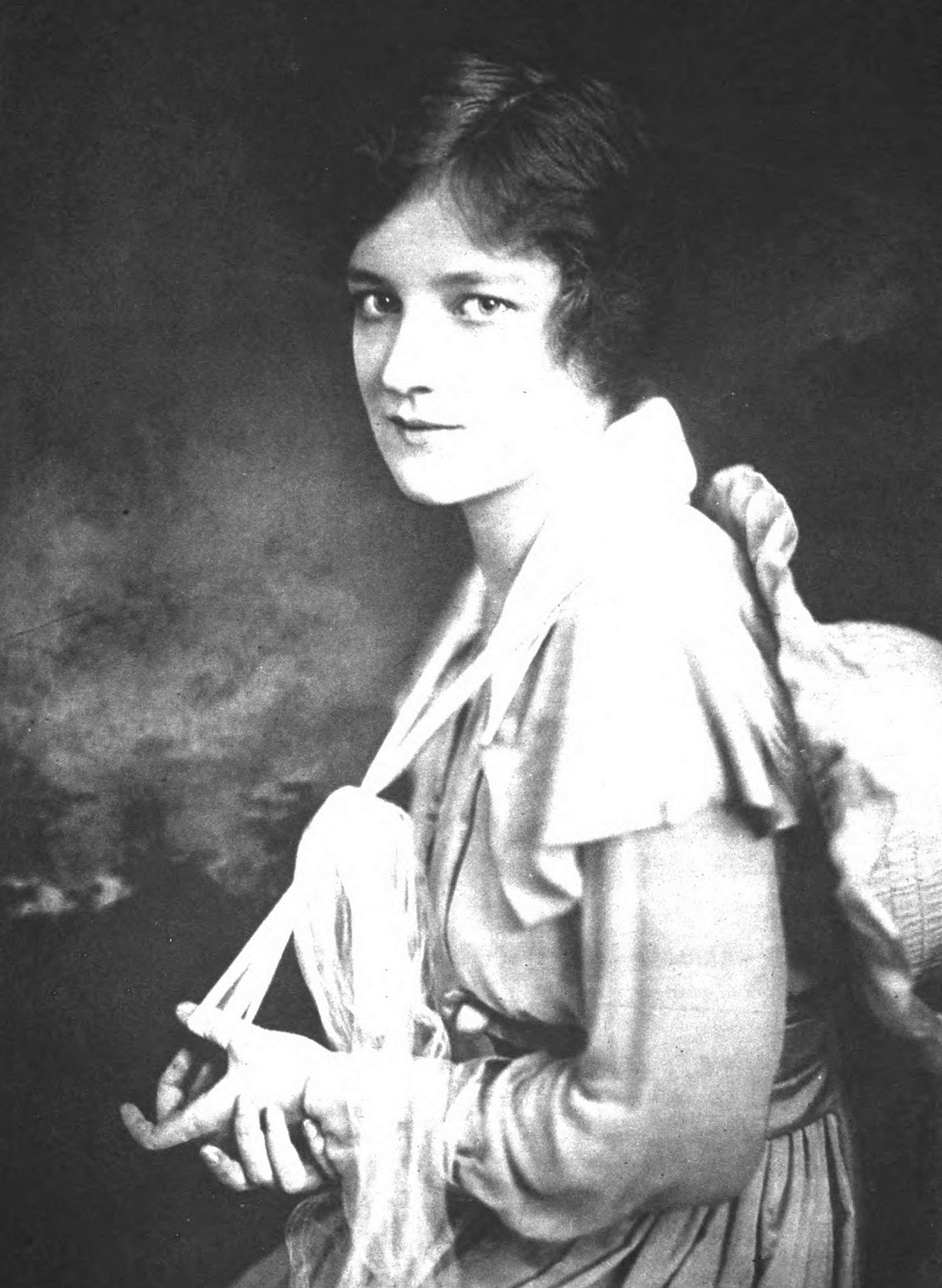
Peggy Wood

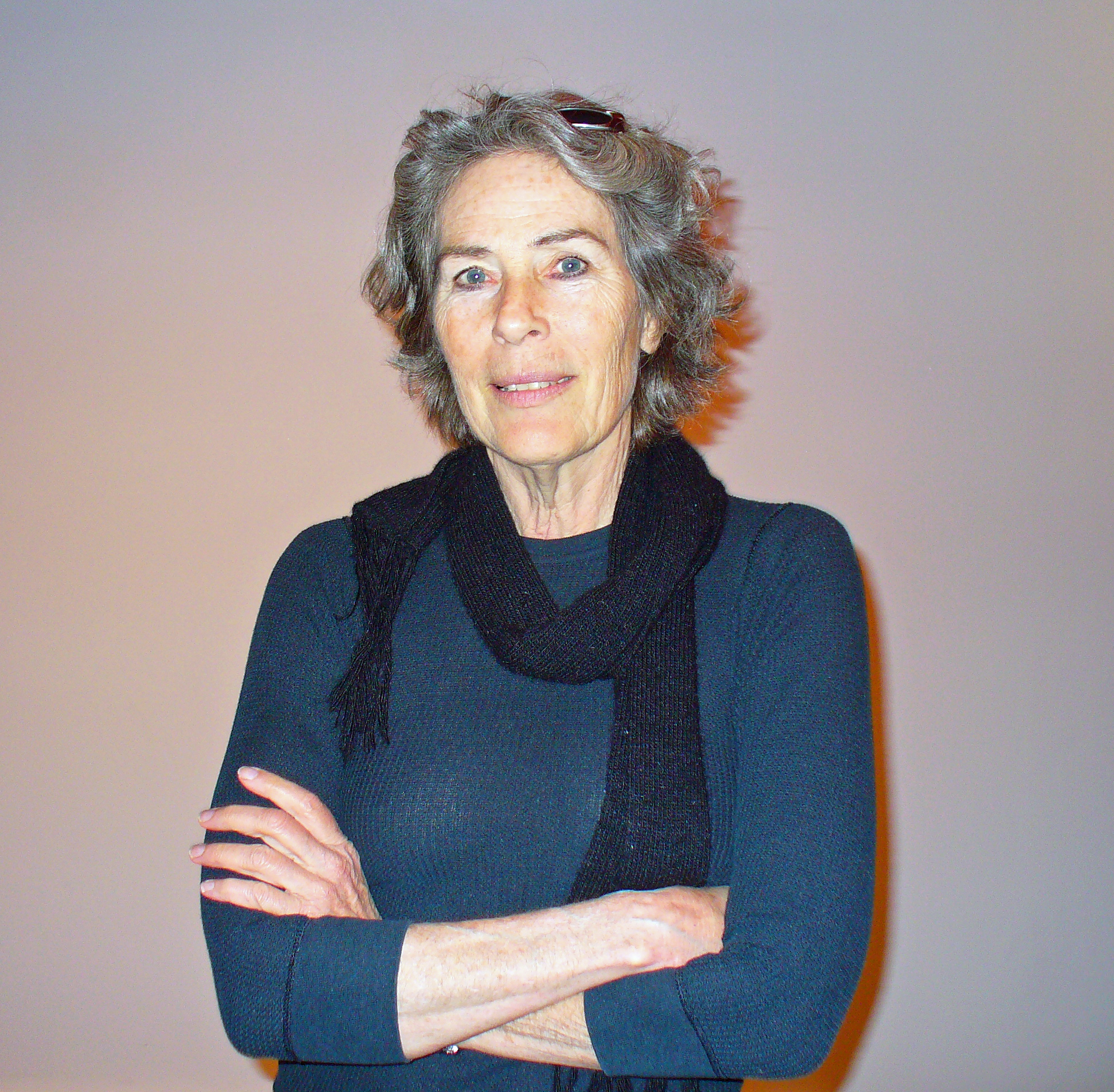
Mary Woronov

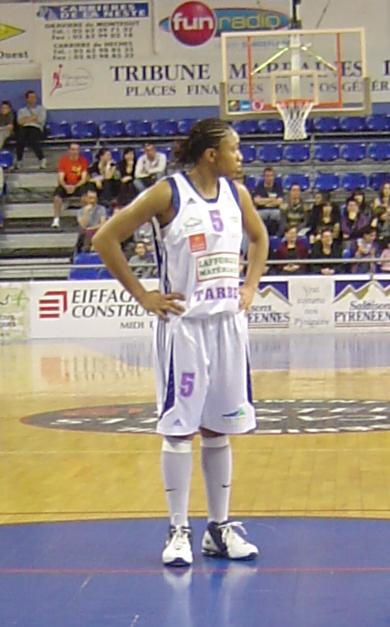
Tanisha Wright

- Arthur Edward Waite (1857–1942), Autor
- Stella Waitzkin (1920–2003), bildende Künstlerin und Malerin
- Jerry Wald (1911–1962), Drehbuchautor und Filmproduzent
- George E. Waldo (1851–1942), Jurist und Politiker
- Hezekiah Walker (* 1962), Gospelsänger, Singer-Songwriter und Pastor der Brooklyner Megachurch Love Fellowship Tabernacle
- Marjorie Walker (1906–1992), Künstlerin
- Anthony Wallace (* 1989), Fußballspieler
- Beryl Wallace (1912–1948), Schauspielerin, Sängerin und Tänzerin
- Lee Wallace (1930–20120), Bühnen- und Filmschauspieler
- William C. Wallace (1856–1901), Jurist und Politiker
- Eli Wallach (1915–2014), Schauspieler
- Steve Wallach (* 1945), Computer-Architekt
- Fred Waller (1886–1954), Erfinder, Kurzfilm-Regisseur und -Produzent, Kameramann und Oscar-Preisträger
- Henry Wallman (1915–1992), Mathematiker und Elektronikspezialist
- Michael F. Walsh (1894–1956), Jurist und Politiker
- Paul Henry Walsh (1937–2014), römisch-katholischer Weihbischof
- Jessica Walter (1941–2021), Schauspielerin
- Charles Walters (1911–1982), Filmregisseur und Choreograf
- Bobby Wanzer (1921–2016), Basketballspieler
- Kenneth Wapnick (1942–2013), Psychologe und Autor
- Harry Warren (1893–1981), Musiker, Komponist und Liedtexter
- Kenny Washington (* 1958), Jazzschlagzeuger
- Bruce Wasserstein (1947–2009), Bankier
- Wendy Wasserstein (1950–2006), Dramatikerin
- Susan Kelechi Watson (* 1981), Schauspielerin
- Frank B. Weeks (1854–1935), Politiker
- Sanford I. Weill (* 1933), Gründer der Citigroup
- Steven M. Weinreb (* 1941), Chemiker
- William C. Weldon (* 1948), Unternehmensmanager
- Gina Werfel (* 1951), Malerin und Kunstprofessorin
- Kenny Werner (* 1951), Jazzpianist
- Alvy West (1915–2012), Jazzmusiker
- Mae West (1893–1980), Schauspielerin
- Donald E. Westlake (1933–2008), Kriminalschriftsteller
- Helen Westley (1875–1942), Schauspielerin
- Randy Weston (1926–2018), Jazzmusiker
- Jay Weston (1929–2023), Filmproduzent
- Michael Jai White (* 1967), Stuntkoordinator und Schauspieler
- Okaro White (* 1992), Basketballspieler
- Mitchell Whitfield (* 1964), Theater- und Fernsehschauspieler
- James Whitworth (1936–1991), Schauspieler
- Emma Whiton McDonald (1886–1948), Mathematikerin und Hochschullehrerin
- Kenneth B. Wiberg (* 1927), Chemiker
- Alexander Solomon Wiener (1907–1976), Serologe
- Leon Wieseltier (* 1952), Journalist
- Aaron B. Wildavsky (1930–1993), Politikwissenschaftler und Präsident der American Political Science Association
- Robert Wilensky (1951–2013), Informatiker
- Lenny Wilkens (* 1937), Basketballspieler und -trainer
- Jack Wilkins (1944–2023), Jazz- und Fusion-Gitarrist
- William Willett junior (1869–1938), Jurist und Politiker
- Bill Williams (1915–1992), Schauspieler
- Cara Williams (1925–2021), Schauspielerin
- Damian Williams (* 1980), Jurist, leitender Bundesanwalt für den südlichen Distrikt von New York
- Frederick Ballard Williams (1871–1956), Landschafts- und Figurenmaler
- Freedom Williams (* 1966), Rapper
- Michael K. Williams (1966–2021), Schauspieler
- Ted Williams (* 1957), Radiomoderator
- Vanessa A. Williams (* 1963), Filmschauspielerin
- Victor Williams (* 1970), Schauspieler und Produzent
- Raymond E. S. Williamson (1894–1957), Brigadegeneral der United States Army
- Ajita Wilson (1950–1987), Schauspielerin und Pornodarstellerin
- Robert Anton Wilson (1932–2007), Bestsellerautor, Philosoph und Anarchist
- William Winant (* 1953), Schlagwerker
- Mary Wineberg (* 1980), Sprinterin
- Dave Winer (* 1955), Softwareentwickler und Firmengründer
- Jason Wingreen (1920–2015), Schauspieler
- Donald C. Winter (* 1948), Marinestaatssekretär der Vereinigten Staaten
- Terence Winter (* 1960), Drehbuchautor und Produzent von Fernsehserien
- Terry Winters (* 1949), Maler
- Carl Wintzer (1860–1943), preußischer Offizier, zuletzt Generalmajor im Ersten Weltkrieg
- Joel-Peter Witkin (* 1939), Fotograf
- Laura Witte (1869–1939), deutsche Frauenrechtlerin
- Owen N. Witte (* 1949), Molekularbiologe und Krebsforscher
- Fred Wolf (* 1932), Animator, Filmregisseur, Filmproduzent und Drehbuchautor
- Arthur M. Wolfe (1939–2014), Astrophysiker
- Gene Wolfe (1931–2019), Science-Fiction- und Fantasy-Autor
- Wolfman Jack (1938–1995), Discjockey
- Paul Wolfowitz (* 1943), Politiker und von 2005 bis 2007 Präsident der Weltbank
- P. J. Wolfson (1903–1979), Drehbuchautor, Filmproduzent und Schriftsteller
- Deborah Ann Woll (* 1985), Schauspielerin
- Peggy Wood (1892–1978), Sängerin und Schauspielerin
- Nashom Wooden (1969–2020), Sänger und Dragqueen
- Jamal Woolard (* 1975), Schauspieler und Rapper
- Mary Woronov (* 1943), Schauspielerin, Schriftstellerin und Malerin
- Tanisha Wright (* 1983), Basketballspielerin
- Carl Wunsch (* 1941), Professor für physikalische Ozeanographie
- Eric Wyatt (* 1961), Jazzmusiker
- John W. Wydler (1924–1987), Jurist und Politiker
- James J. Wynne (* 1943), Physiker

## X

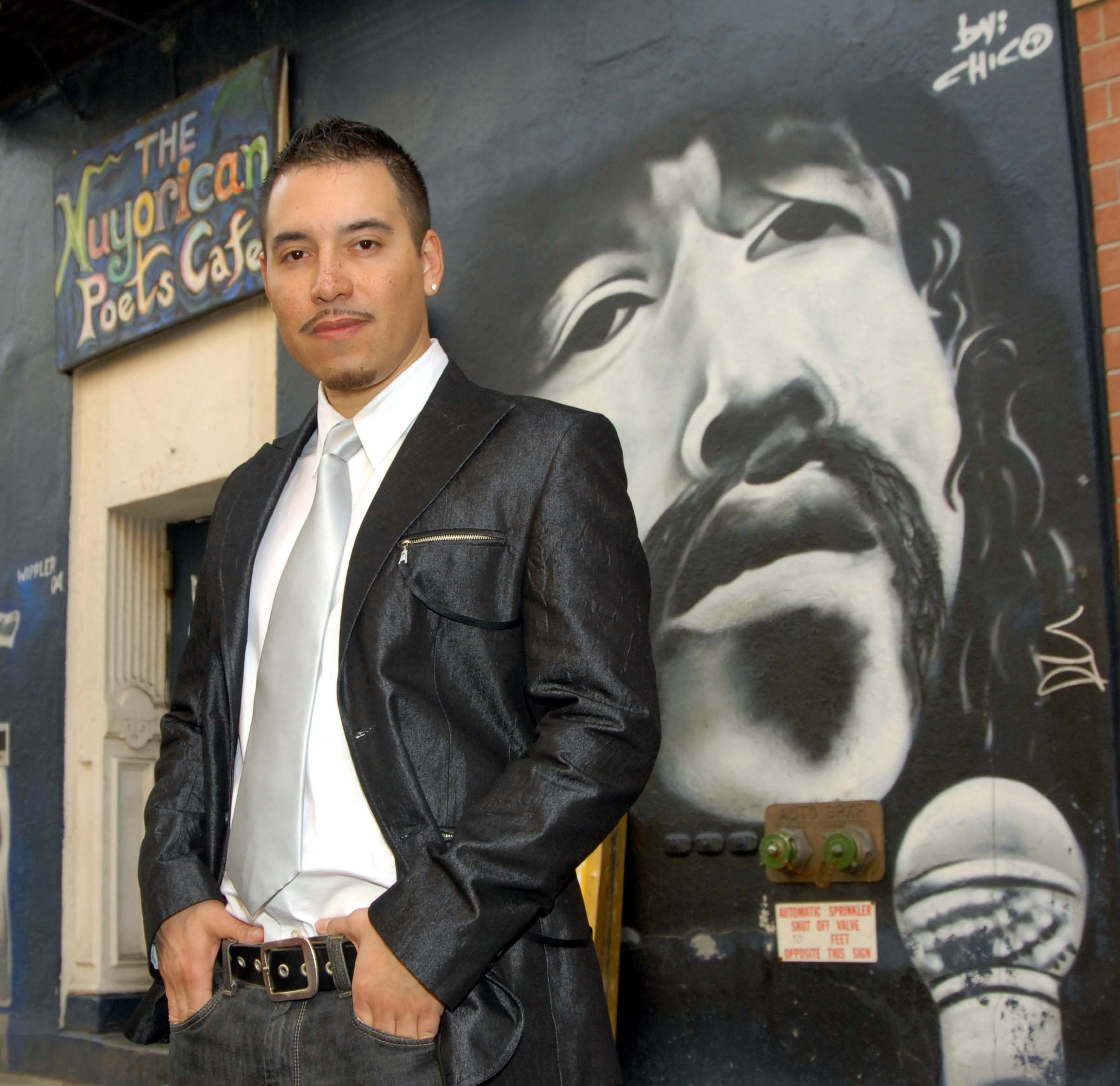
Emanuel Xavier

- Emanuel Xavier (* 1971), Lyriker, Poetry-Slammer und politischer Aktivist

## Y

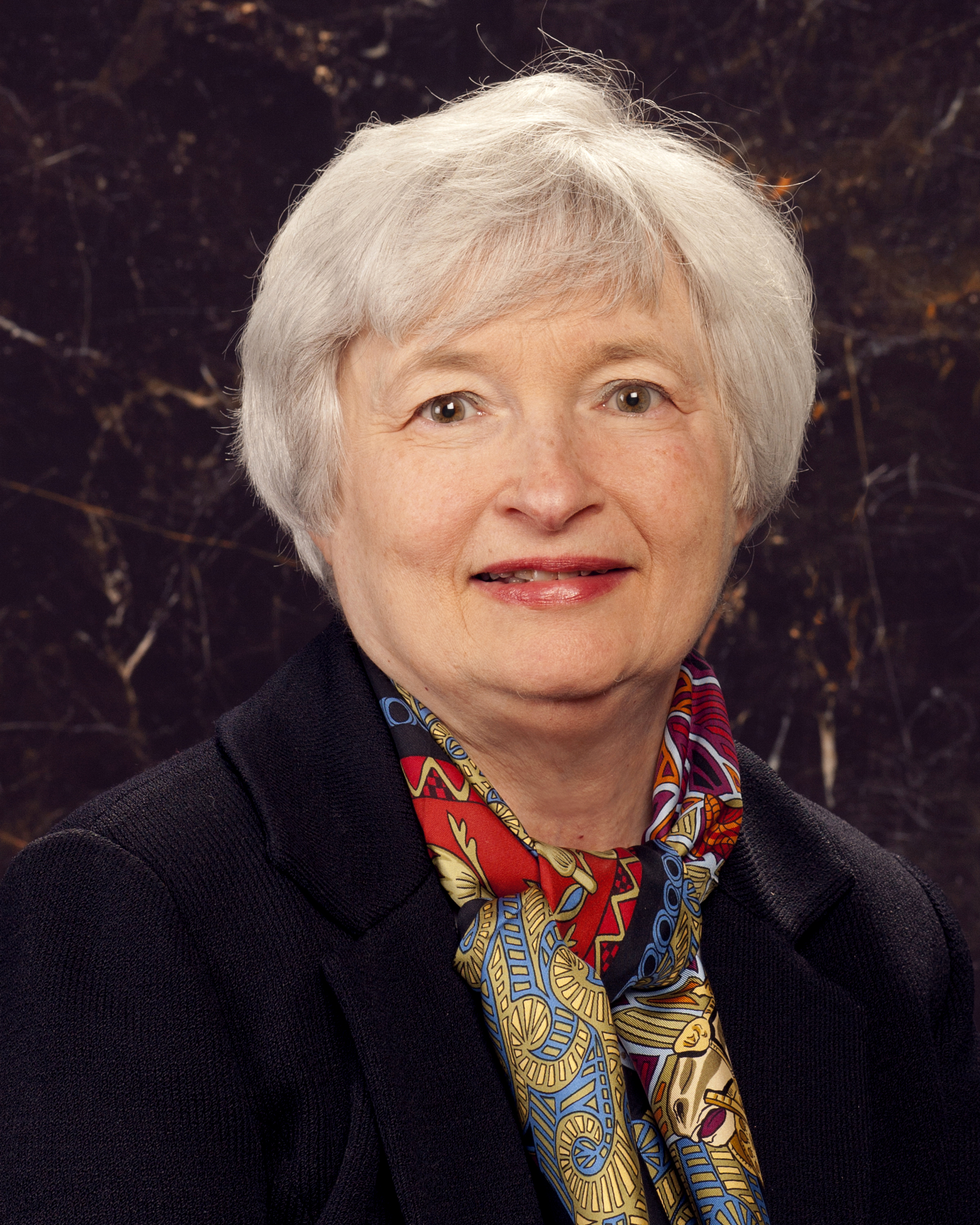
Janet Yellen

- Frank Yablans (1935–2014), Filmproduzent und Drehbuchautor
- Irwin Yablans (* 1934), Filmproduzent
- Herbert Yates (1880–1966), Geschäftsmann und Filmproduzent
- Adam Yauch (1964–2012), Musiker und Musikproduzent
- Janet Yellen (* 1946), Wirtschaftswissenschaftlerin
- Young Dirty Bastard, Rapper
- Young M.A (* 1992), Rapperin
- Robert Youngson (1917–1974), Drehbuchautor, Regisseur und Filmproduzent
- Marshall C. Yovits (1923–2018), Physiker und Informatiker

## Z

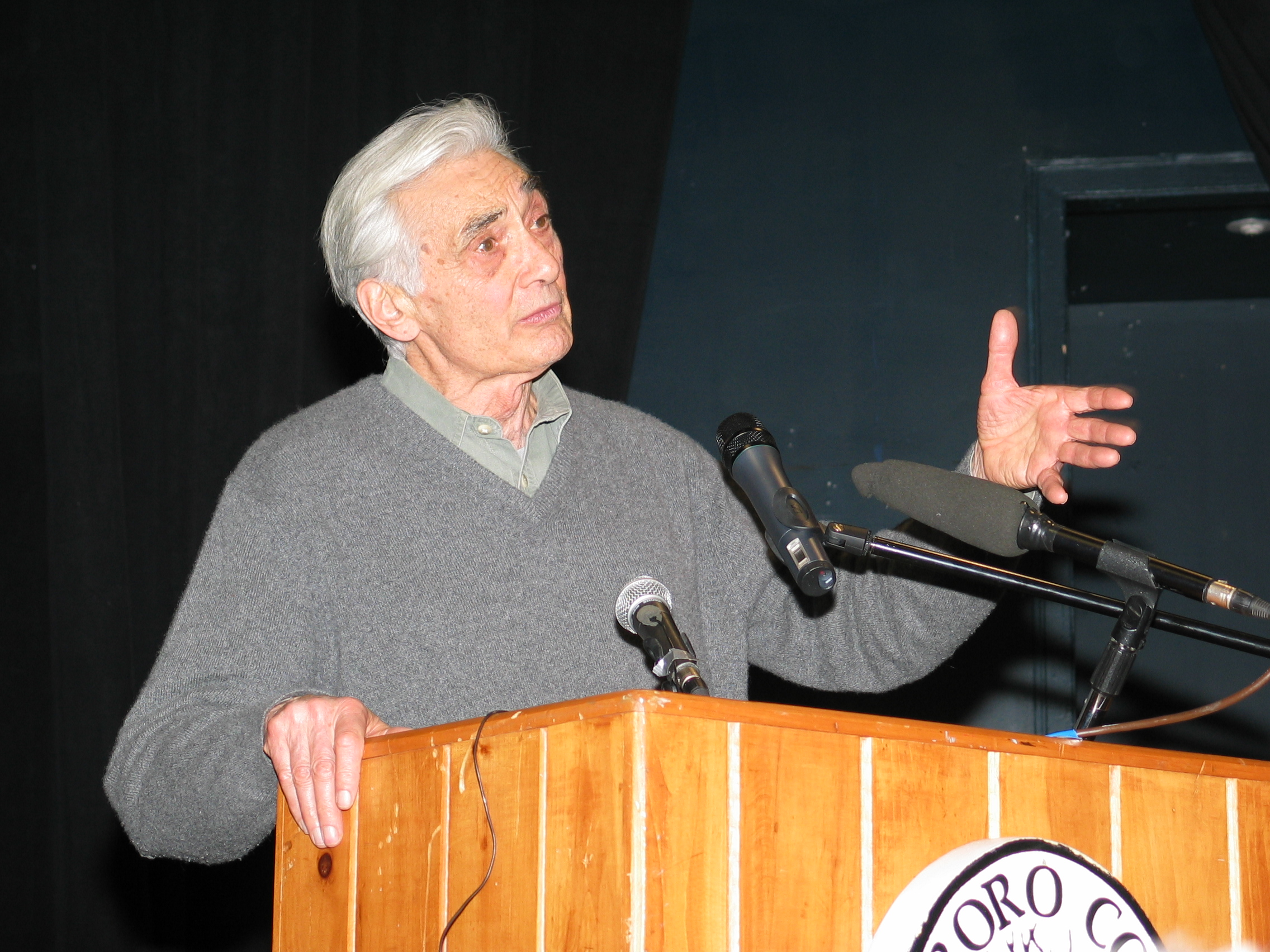
Howard Zinn

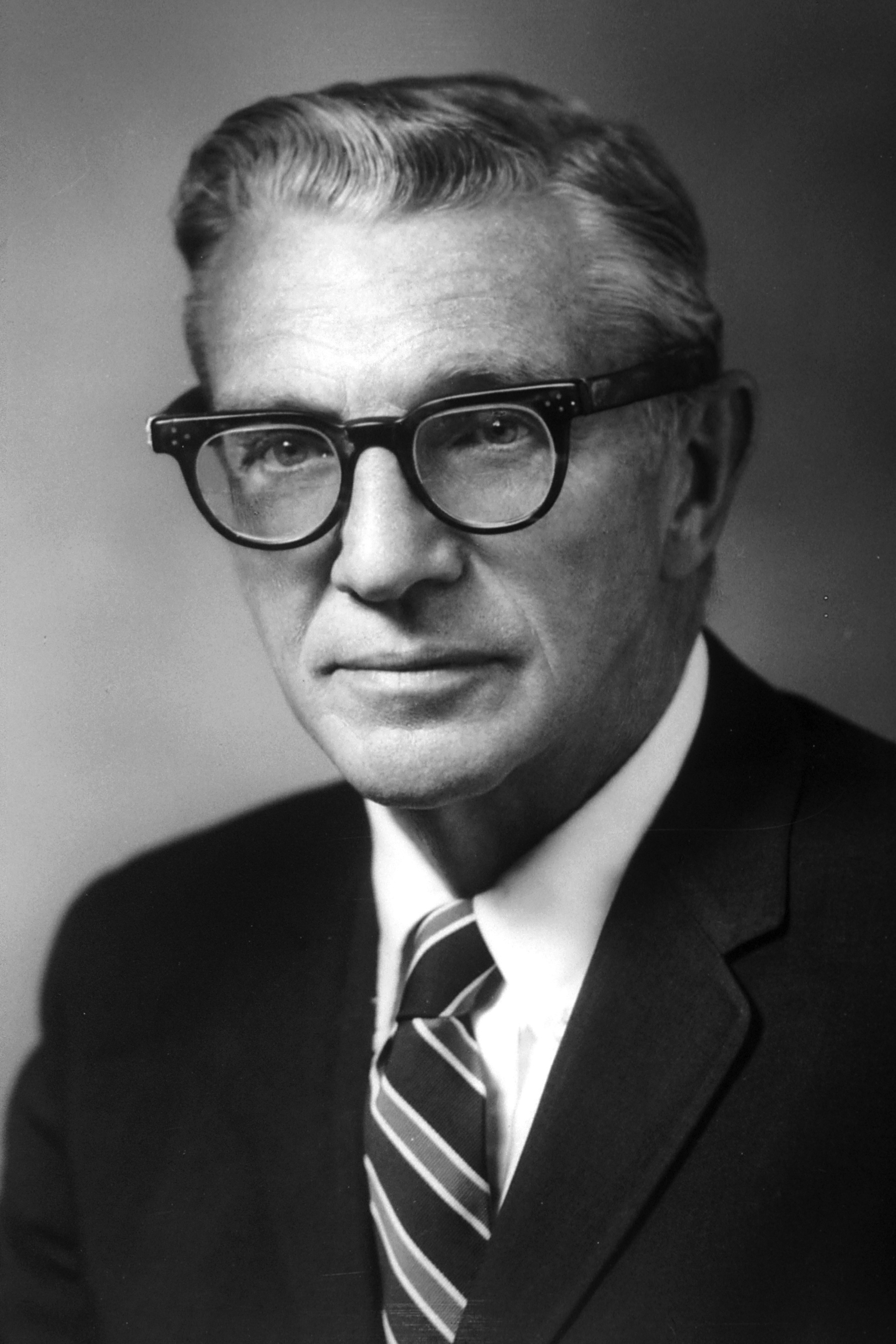
Gordon Zubrod

- Norman Zabusky (1929–2018), Physiker
- Phillip D. Zamore (* 1963), Biochemiker und Molekularbiologe
- Bobby Zankel (* 1949), Jazzsaxophonist
- Max Zaslofsky (1925–1985), Basketballspieler
- Leo C. Zeferetti (1927–2018), Politiker
- Art Zeller (1930–1999), Bodybuilder und Fotograf
- Anna Ziegler (* 1979), Theaterautorin
- Howard Zinn (1922–2010), Historiker und Politikwissenschaftler
- Mark Zoback (* 1948), Geophysiker
- Gordon Zubrod (1914–1999), Onkologe
- Susan Zuccotti (* 1940), Historikerin
- Bill Zuckert (1915–1997), Schauspieler
- Paul Zukofsky (1943–2017), Geiger, Dirigent und Musikerzieher
- Robert Zwanzig (1928–2014), theoretischer Physiker und Chemiker
- Joel Zwick (* 1942), Film-, Fernseh- und Theaterregisseur und Filmproduzent